# St-Pierre (Montfort-l’Amaury)

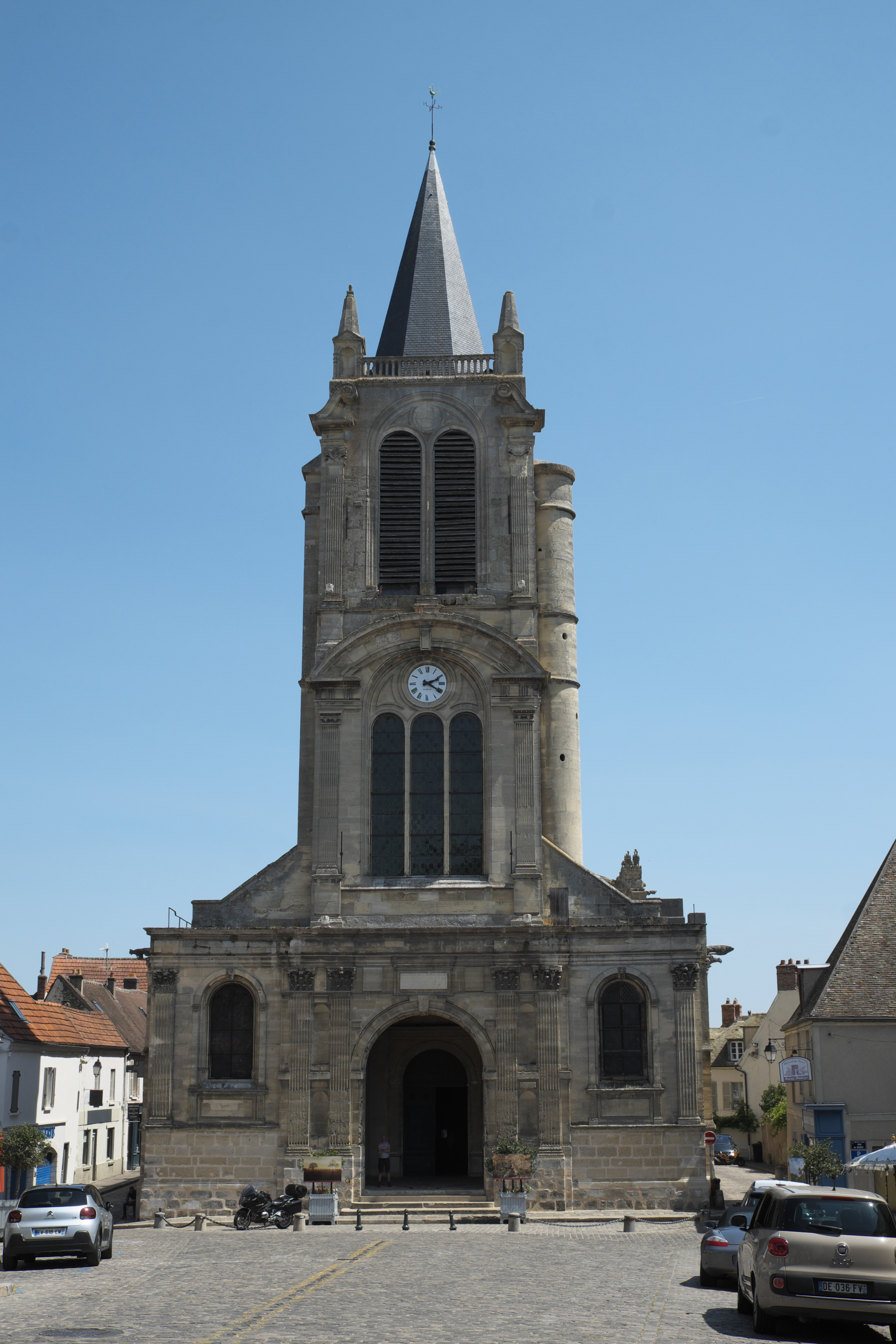
Pfarrkirche Saint-Pierre, Westfassade mit Glockenturm

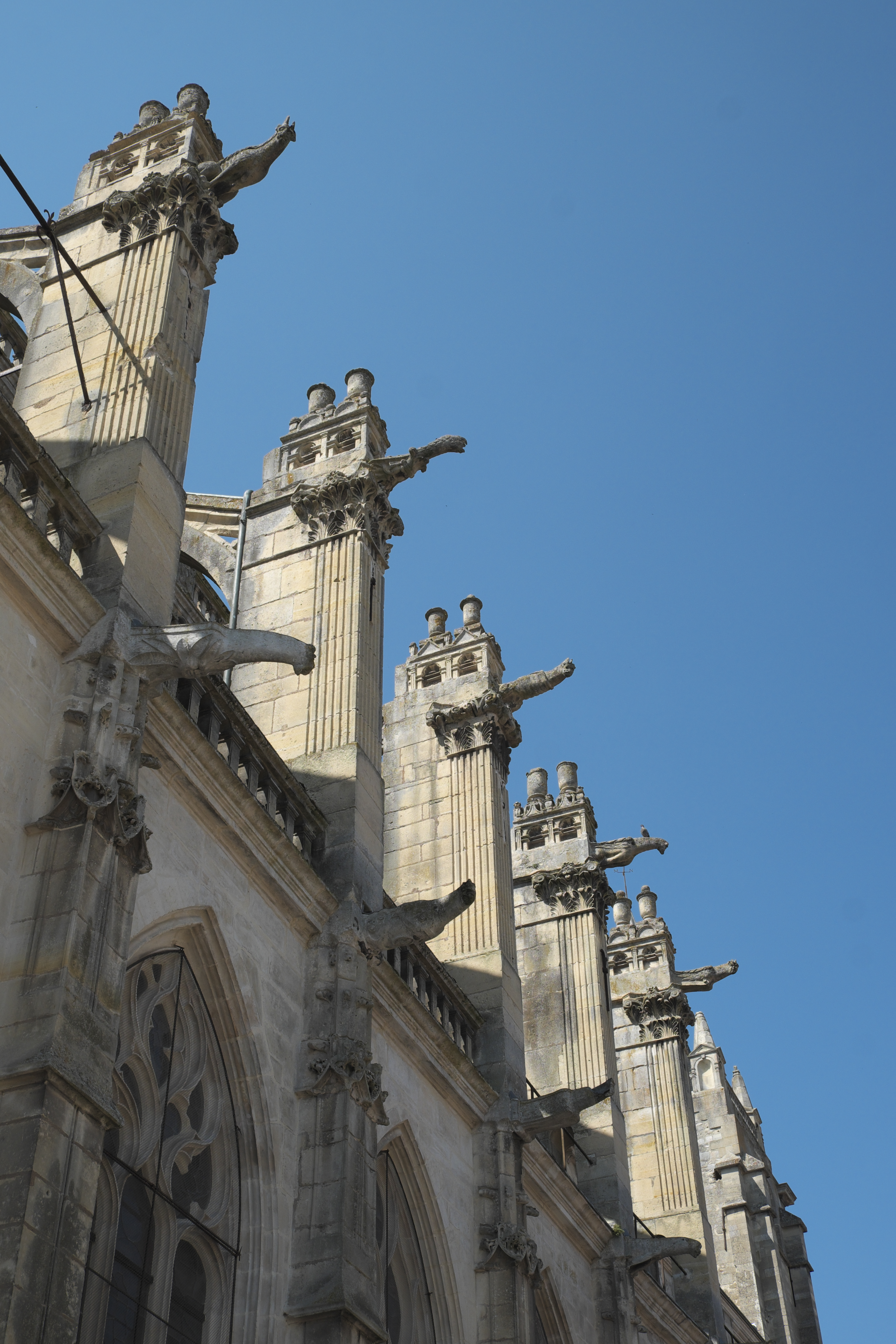
Strebebögen und Wasserspeier am Chor

Die katholische Pfarrkirche Saint-Pierre in Montfort-l’Amaury, einer Gemeinde im Département Yvelines in der französischen Region Île-de-France, geht auf eine romanische Kirche aus dem 11. Jahrhundert zurück. Die heutige Kirche wurde im Wesentlichen im 16. Jahrhundert errichtet. Im Jahr 1840 wurde die dem Apostel Petrus geweihte Kirche aufgrund ihrer zahlreichen Bleiglasfenster aus dem 16. Jahrhundert als eines der ersten Gebäude als Monument historique in die Liste der Baudenkmäler in Frankreich aufgenommen.

## Geschichte
Von der romanischen Kirche ist nur noch die Nordwand des ehemaligen Glockenturms erhalten. Um 1491 ließ Anne de Bretagne, die Gräfin von Monfort, die durch ihre Heirat mit Karl VIII. Königin von Frankreich geworden war, eine neue Kirche im Stil der Gotik bauen. Mit dem Tod Annes im Jahr 1514 wurden die Bauarbeiten unterbrochen. Erst knapp 20 Jahre später, um 1532, unter dem Grafen André de Foix wurden die Arbeiten fortgeführt und der fünfjochige Chor mit Chorumgang fertiggestellt. Außerdem wurde ein weiteres Joch mit dem Südportal im Stil der Renaissance entlang der Südseite des romanischen Glockenturms angefügt. Das Dach und die Wasserspeier wurden 1595 fertiggestellt. Bis Anfang des 17. Jahrhunderts wurde das Kirchenschiff nach Westen um weitere fünf Joche verlängert und die Fassade nach einem Plan von Philibert Delorme errichtet, woran die am Westportal eingemeißelte Jahreszahl 1613 erinnert. Anschließend wurden die Bauarbeiten für über 200 Jahre unterbrochen. Zwischen dem Chor und dem Langhaus stand weiterhin der alte Glockenturm. Erst 1848 wurde der neue Glockenturm über der Westfassade errichtet und das Langhaus auf die Höhe des Chors aufgestockt. Es wurde in Nachahmung des steinernen Kreuzrippengewölbes im Chor mit einem falschen Gewölbe aus Gips gedeckt und die Seitenschiffe wurden in Anlehnung an den Chorumgang mit – wenn auch weniger aufwändigen – Abhänglingen versehen. Der neue Turm erhielt die Spitze und die Glocken des alten romanischen Turms, der danach bis auf die im Langhaus verbaute Nordwand mit ihren zwei rundbogigen Zwillingsfenstern abgebrochen wurde.

## Architektur

### Außenbau
Die von einer Zwillingsarkade durchbrochene Nordwand des Glockenturms stammt vermutlich noch aus dem 11. Jahrhundert. Unter dem Turm öffnet sich ein weiter Rundbogen, der von kannelierten, mit korinthischen Kapitellen verzierten Pilastern gerahmt wird, zu einer Vorhalle mit dem Westportal. Die Außenmauern des Langhauses und des Chors werden durch große Maßwerkfenster und massive Strebepfeiler, die von Vasen bekrönt und mit zahlreichen Wasserspeiern besetzt sind, gegliedert. Der noch im Stil der Gotik errichtete Chor und seine halbrunde Apsis werden durch Strebebögen verstärkt, die von den Strebepfeilern, die hier bis zur Höhe der Obergadenfenster reichen, aufgefangen werden. An der Südseite des Langhauses befindet sich das Renaissanceportal mit zwei Türen, über denen kleine Baldachine und Ziergiebel mit den Büsten von André de Foix und seiner Gemahlin, Catherine du Bouchet, angebracht sind.

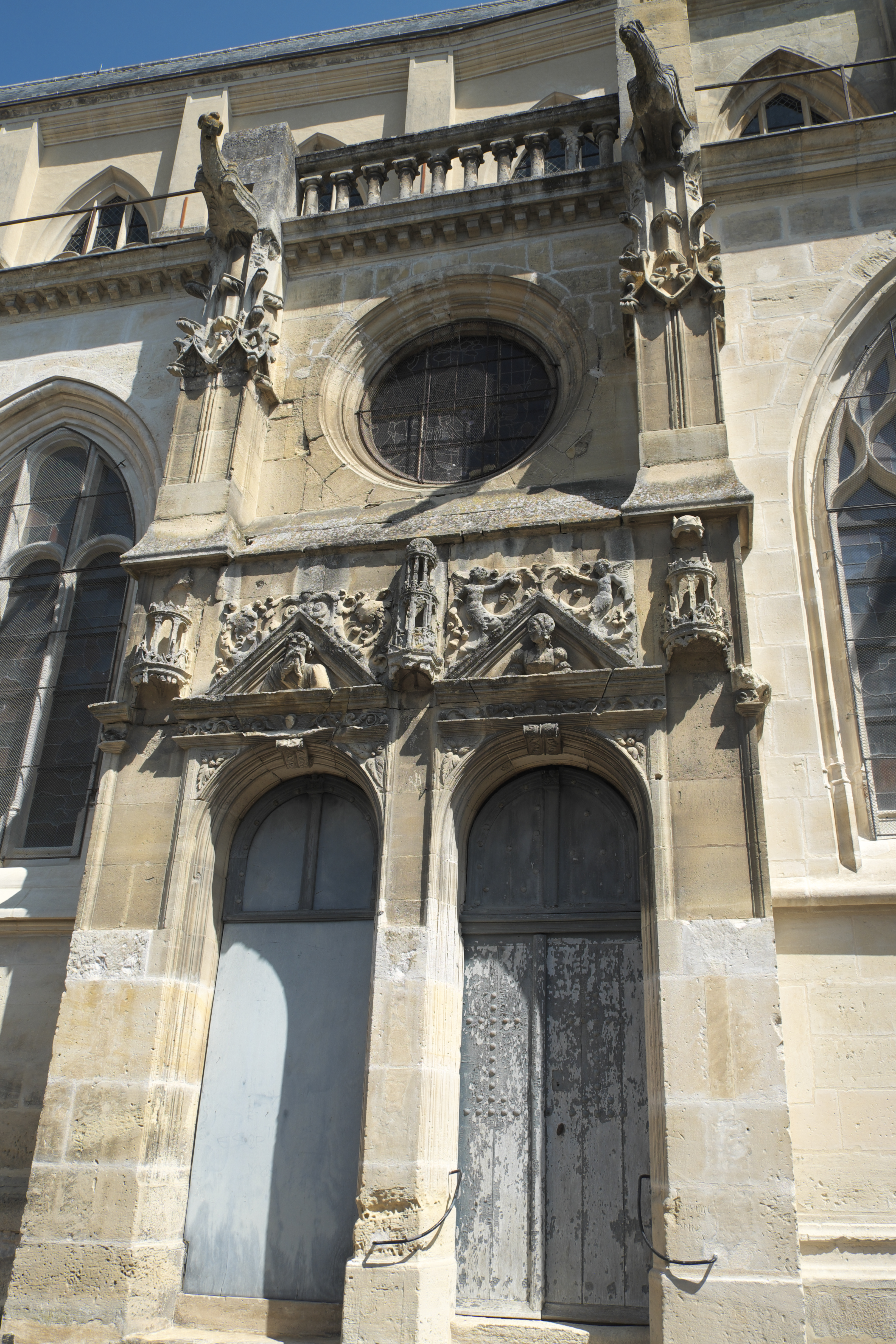
Südportal
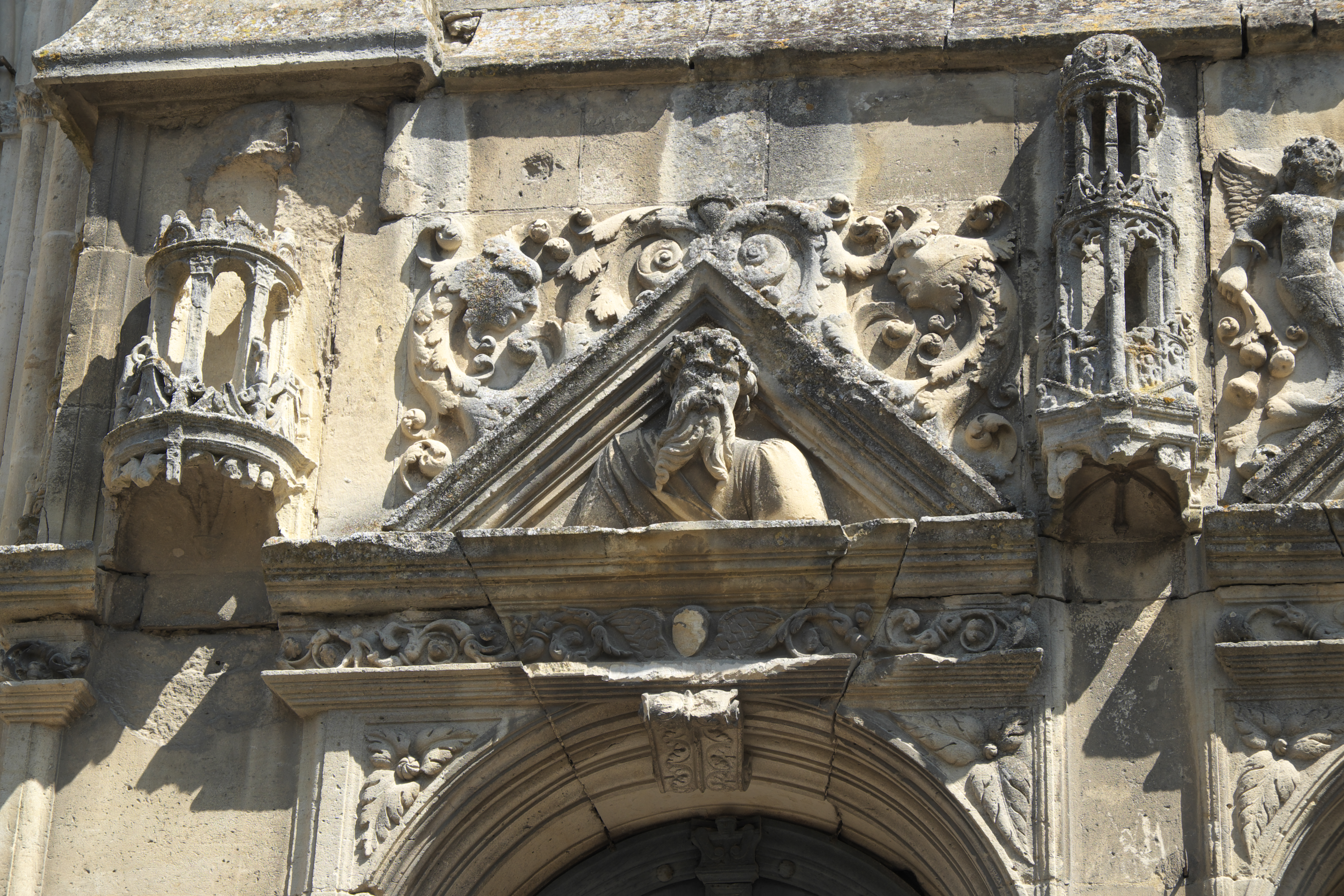
Büste von André de Foix am Südportal
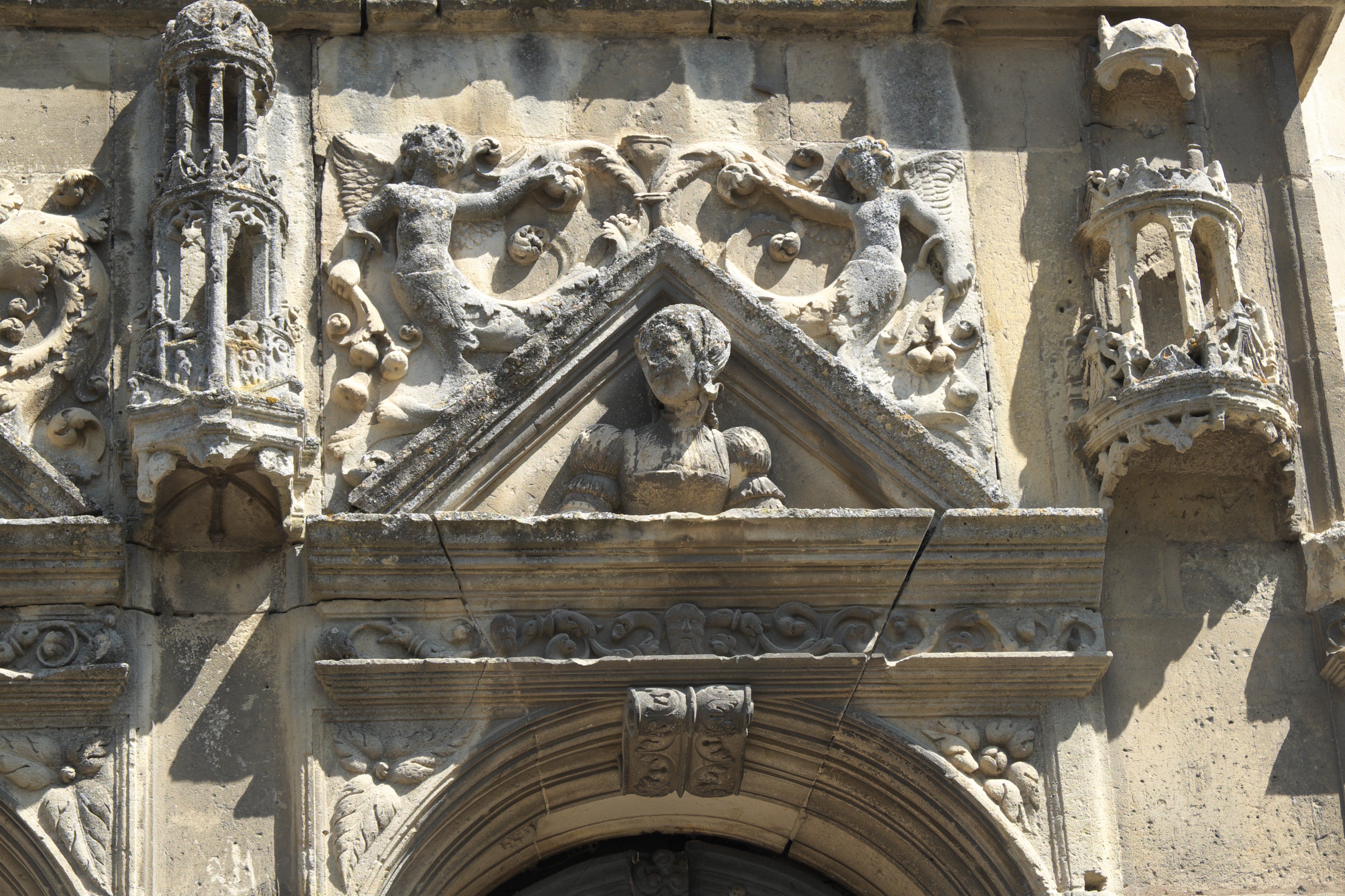
Büste von Catherine du Bouchet am Südportal

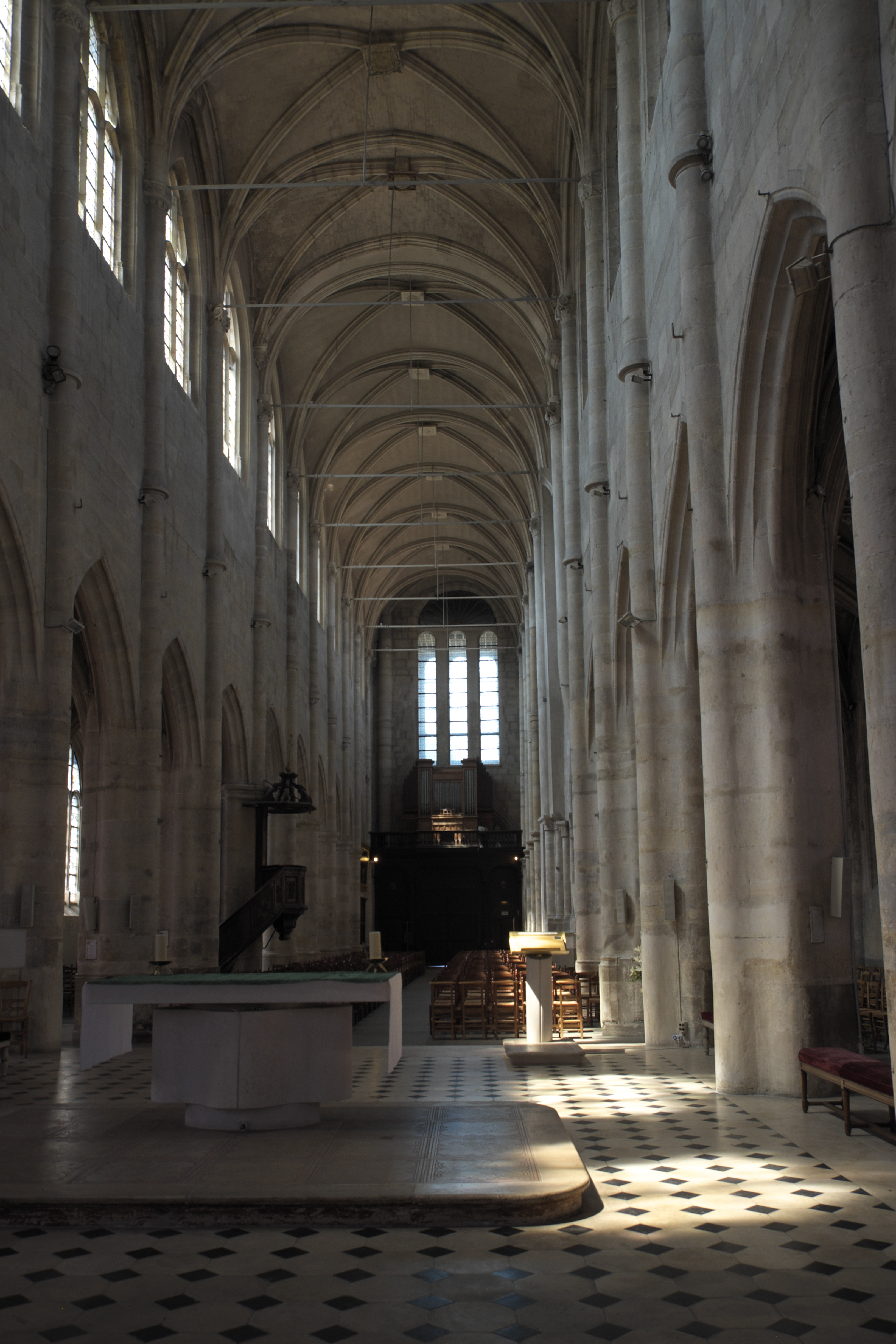
Innenraum

### Innenraum

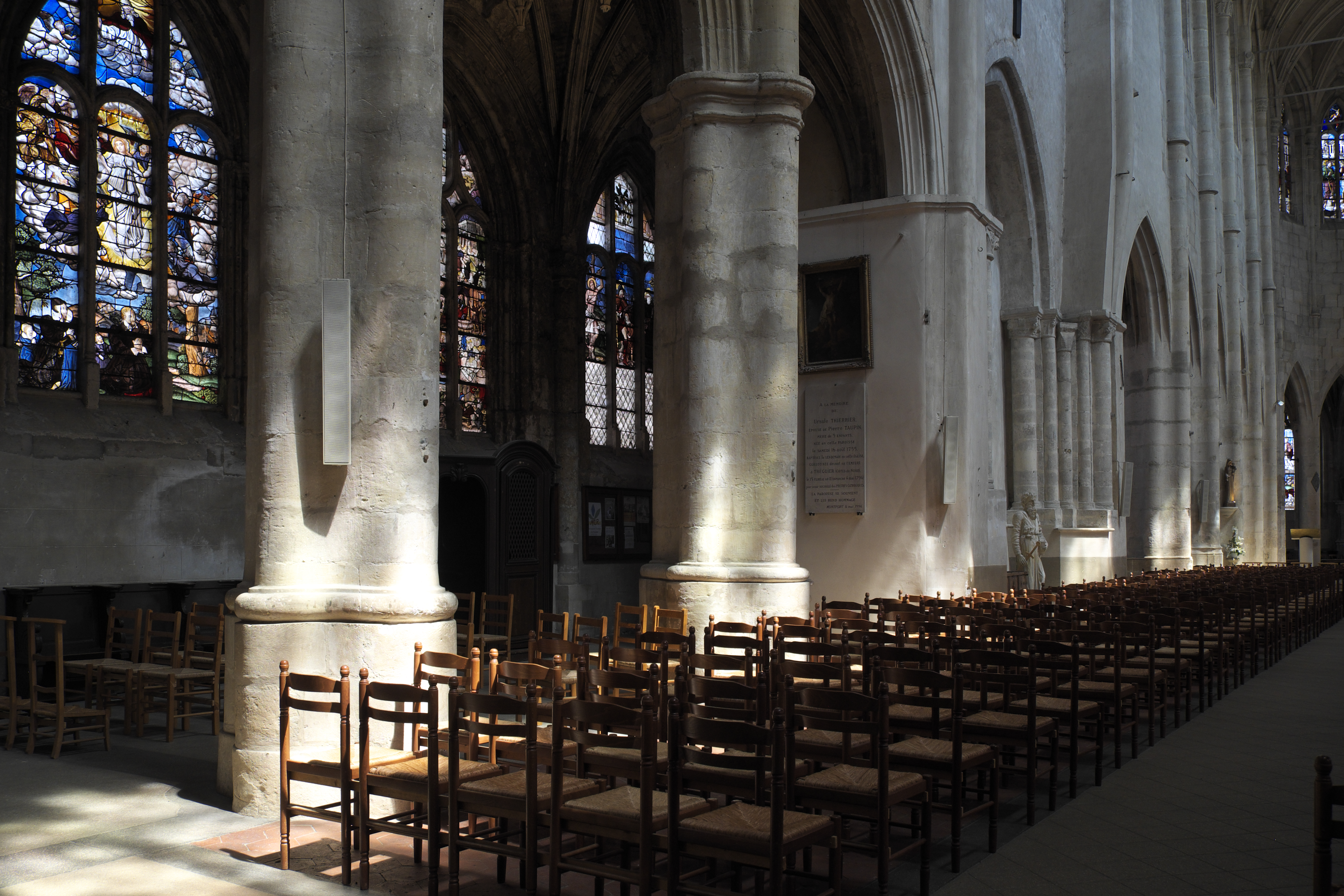
Mittelschiffarkaden

Die Kirche hat eine Länge von 65 Metern und eine Breite zwischen 20 und 21 Metern. Im Chor und im Hauptschiff beträgt die Höhe 17,40 Meter, die Seitenschiffe und der Chorumgang sind halb so hoch. Das dreischiffige Langhaus ist in sechs Joche gegliedert, der fünfschiffige Chor mit Chorumgang schließt mit einer halbrunden Apsis. Er wird von Kreuzrippengewölben mit aufwändig skulptierten Abhänglingen gedeckt.

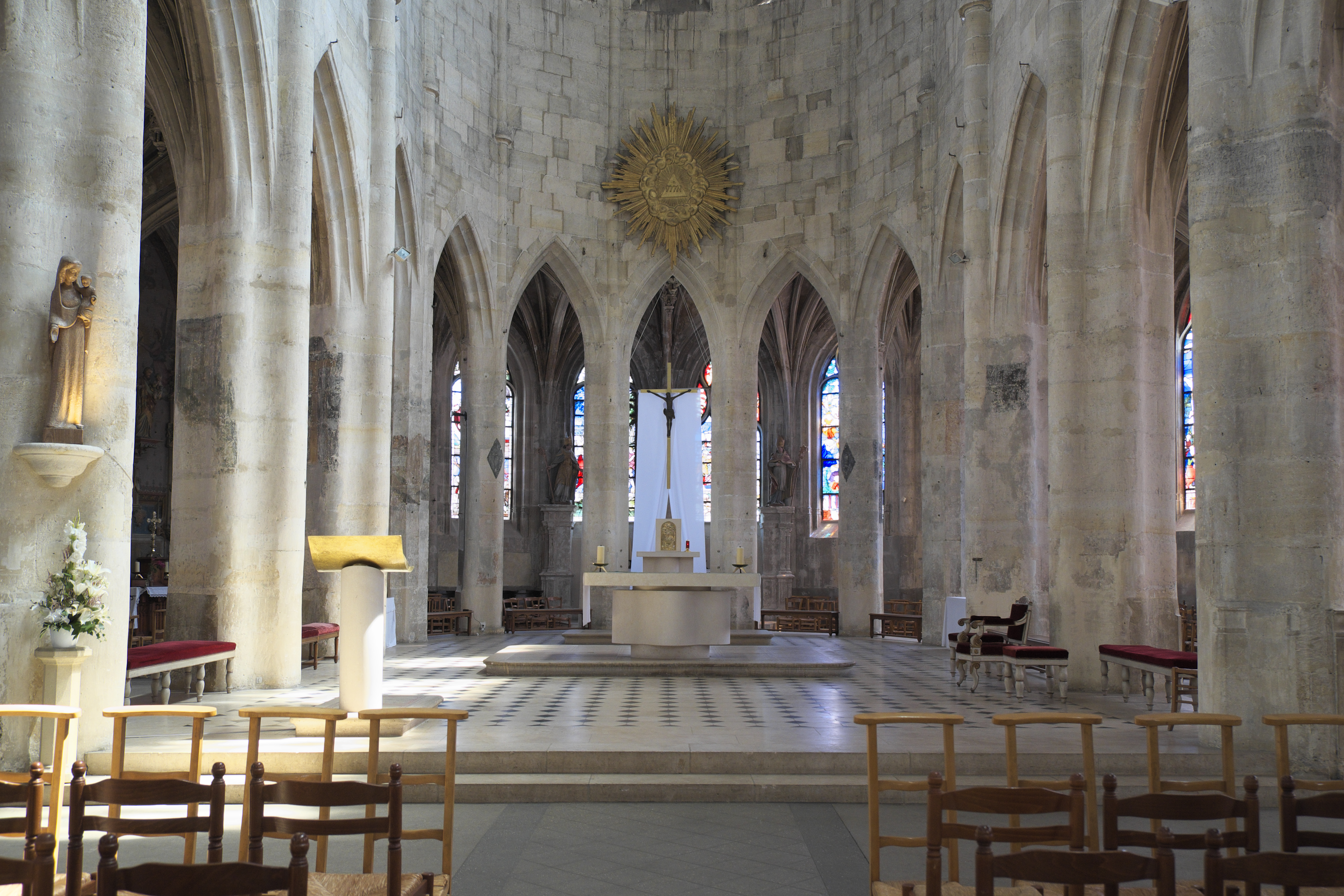
Chor
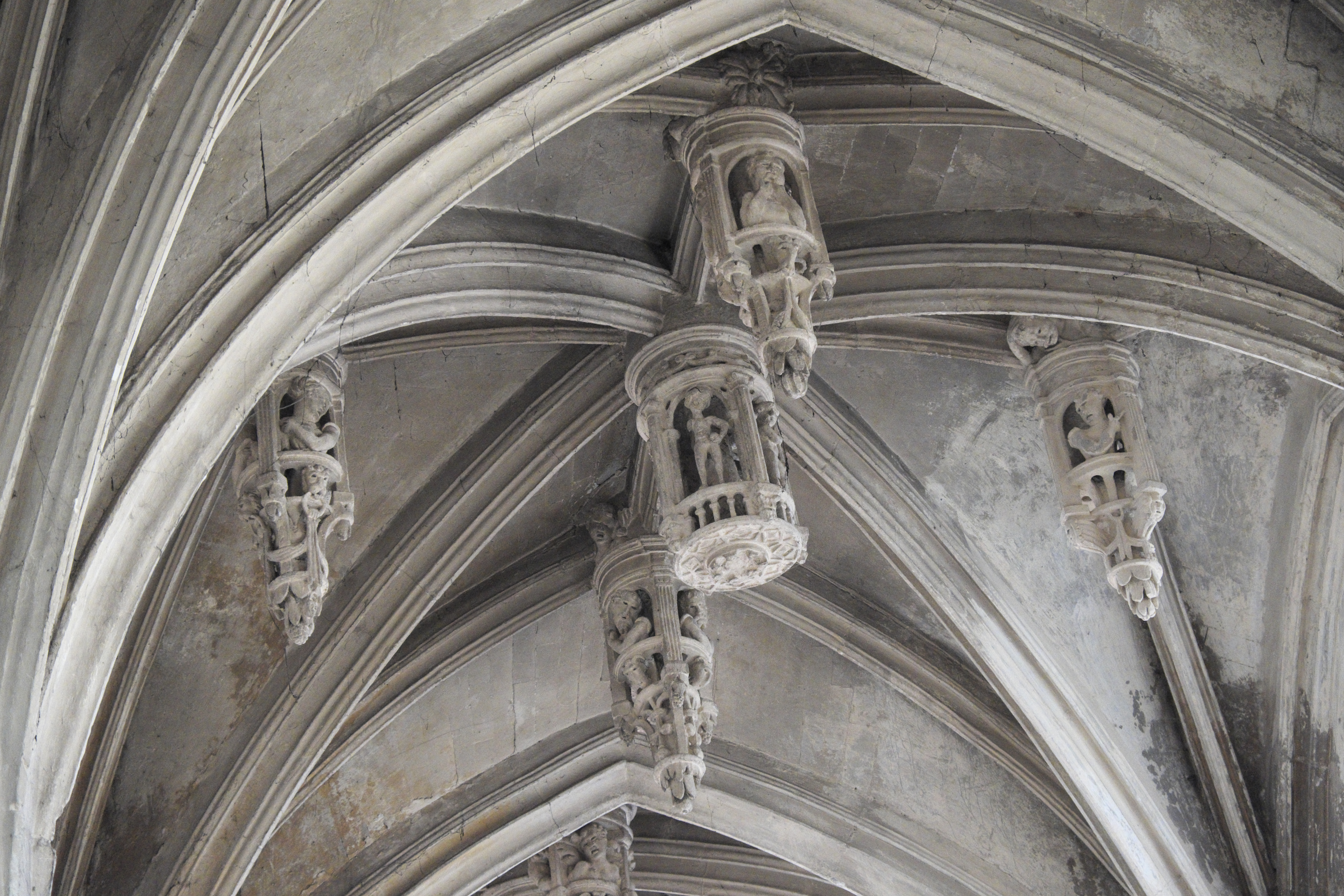
Abhänglinge
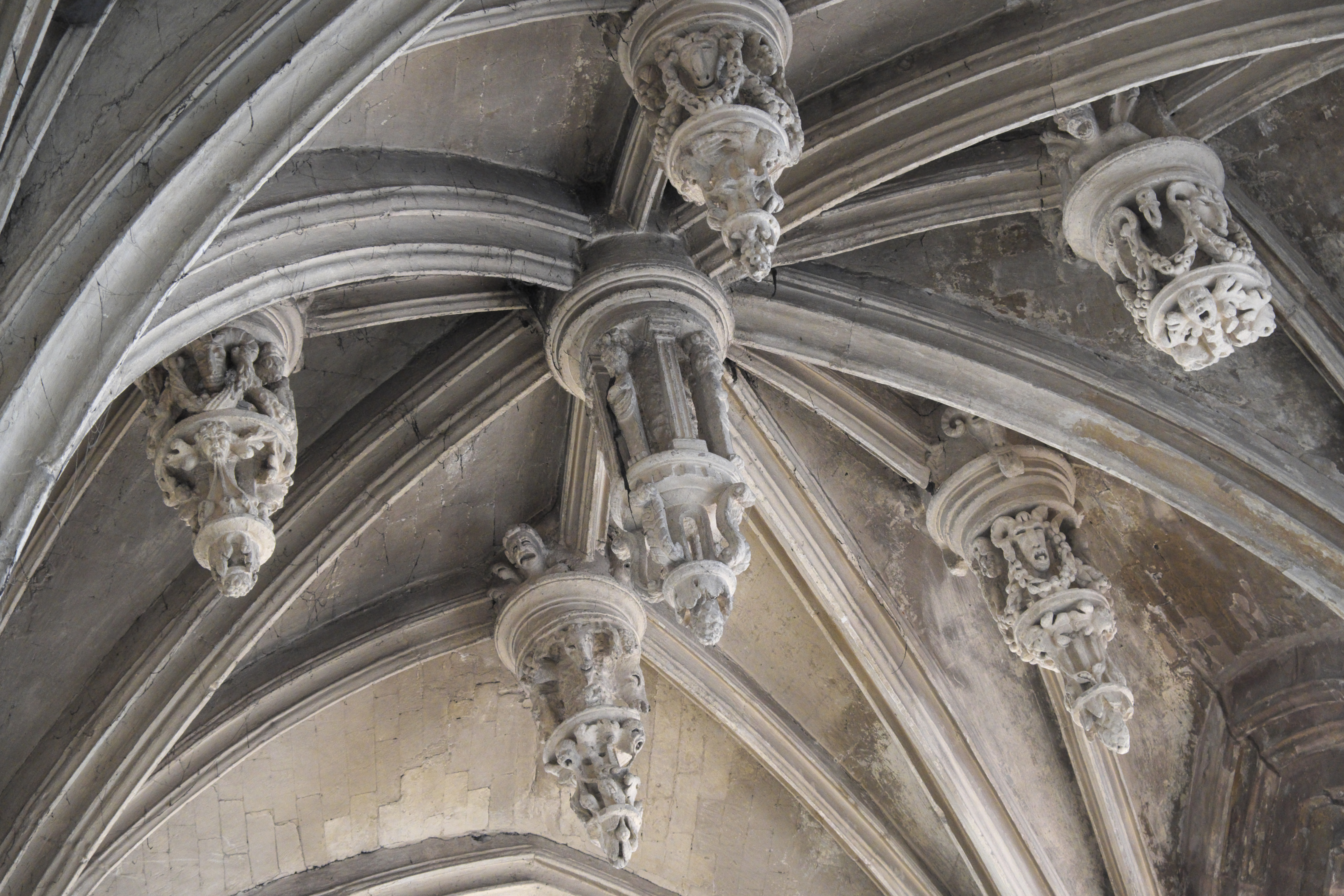
Abhänglinge
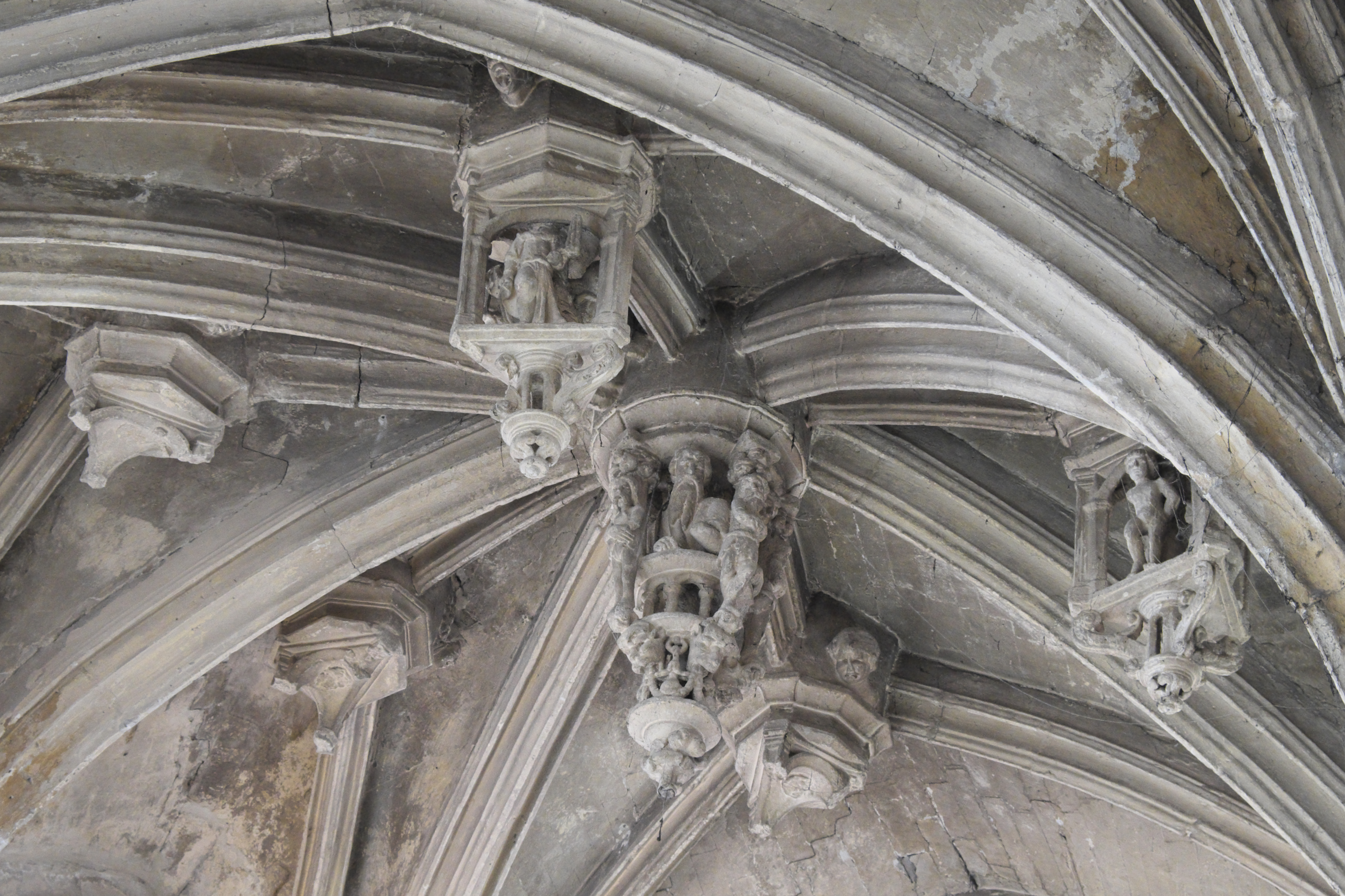
Abhänglinge

## Bleiglasfenster

### Bleiglasfenster aus dem 16.Jahrhundert
In der Kirche sind 37 Fenster aus dem 16. Jahrhundert erhalten. Fünf Fenster sind mit Jahreszahlen versehen, die älteste Jahreszahl ist 1543, die anderen Jahreszahlen sind 1544, 1572, 1574 und 1578. Die Fenster tragen keine Signaturen, die Glasmaler sind nicht bekannt. Als Vorlagen dienten vermutlich Stiche von Albrecht Dürer, Lucas van Leyden und Marcantonio Raimondi. Bemerkenswert sind die häufig in Grisailletechnik ausgeführten detailreichen Szenen im Hintergrund. Stifter der Fenster waren neben den Honoratioren der Stadt und der Umgebung die Mitglieder von Bruderschaften und auch einfache Bürger, deren Namen vermutlich in nicht mehr erhaltenen Inschriften verzeichnet waren. Manche Stifter sind durch ihre Wappen identifizierbar. In den Jahren von 1838 bis 1855 erfolgte eine erste umfassende Renovierung der Fenster vor allem durch die Glasmalereiwerkstatt von Laurent-Charles Maréchal und Louis-Napoléon Gugnon in Metz.
- Fenster 1

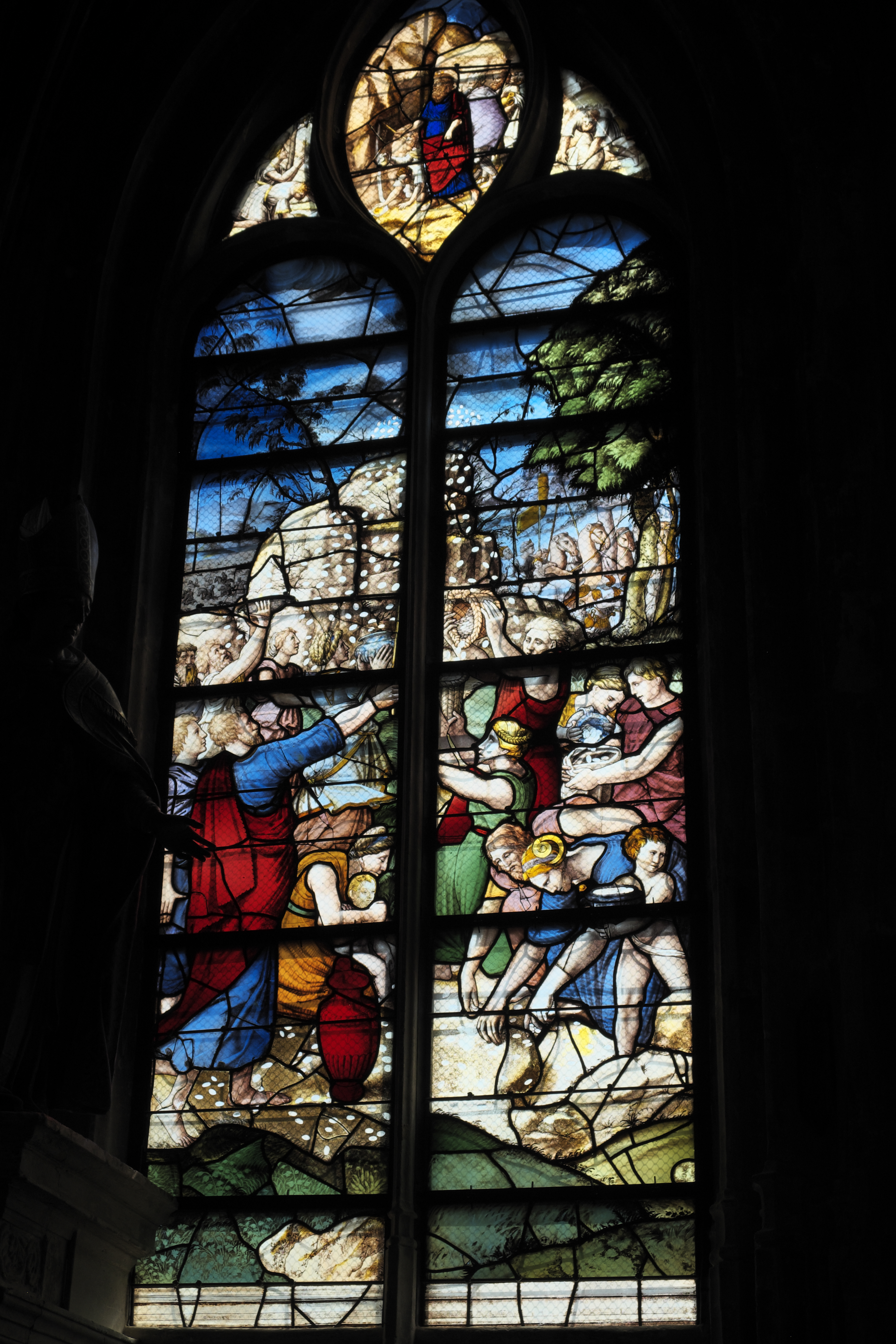
Fenster 1

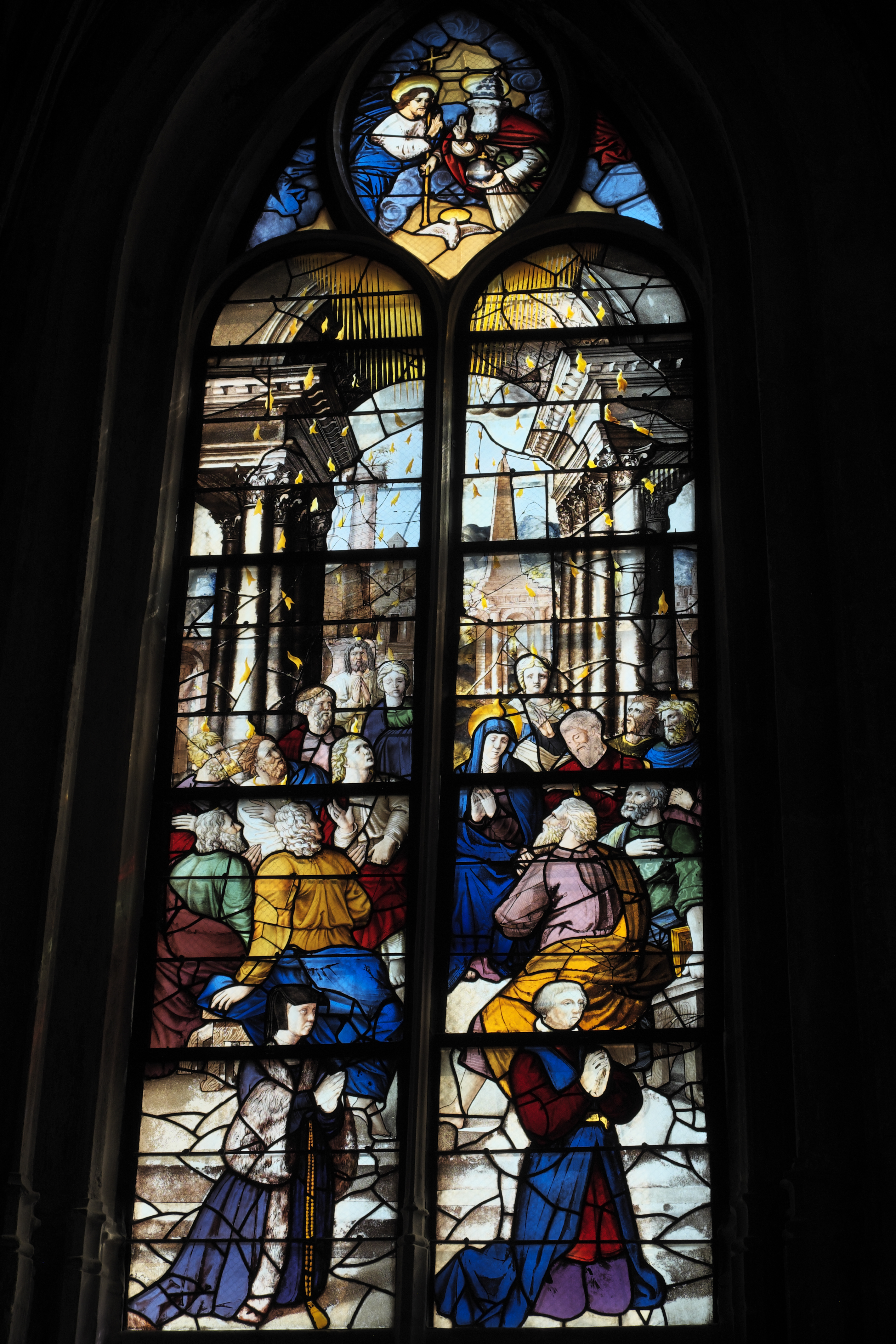
Fenster 5

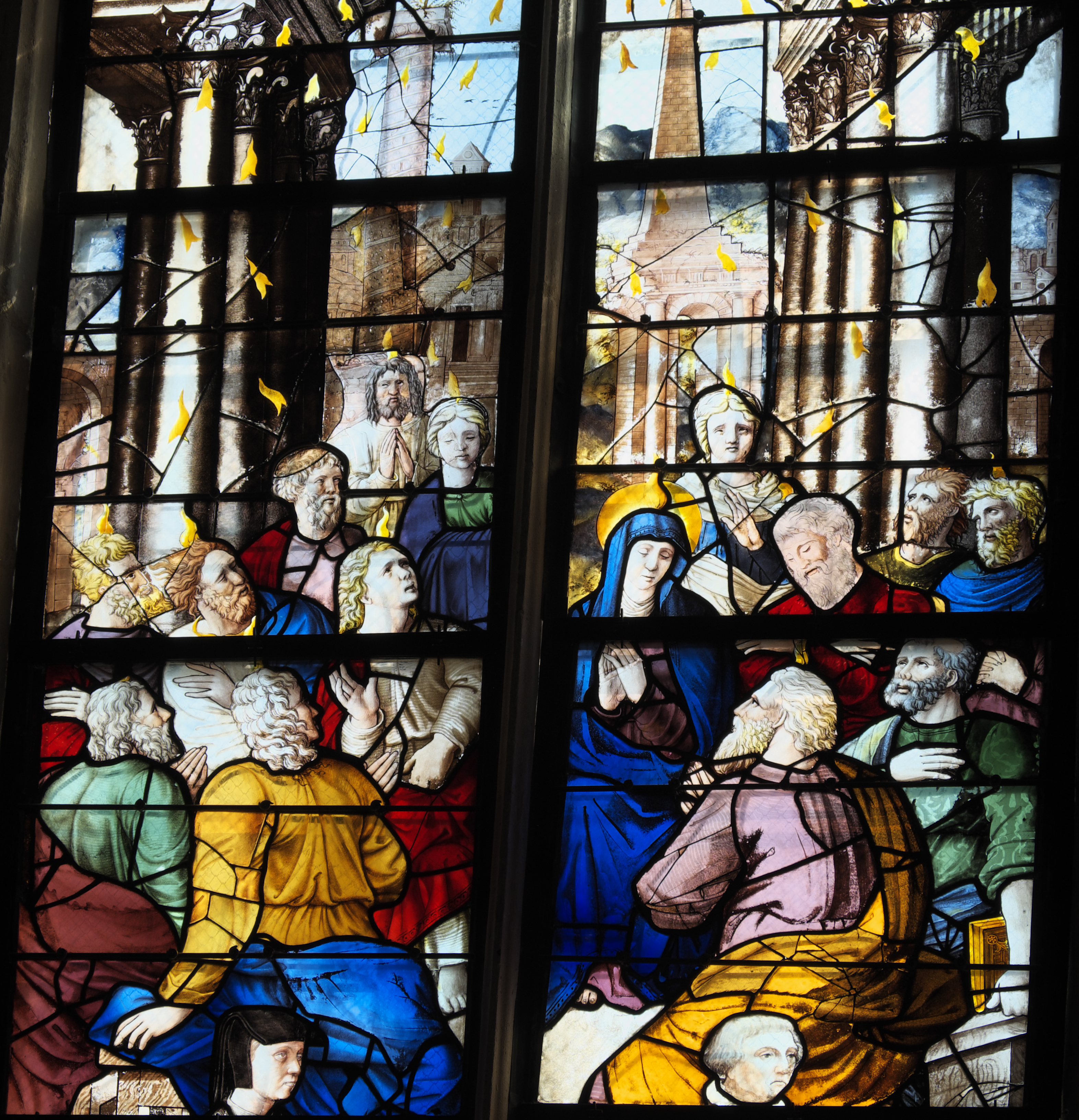
Pfingstszene
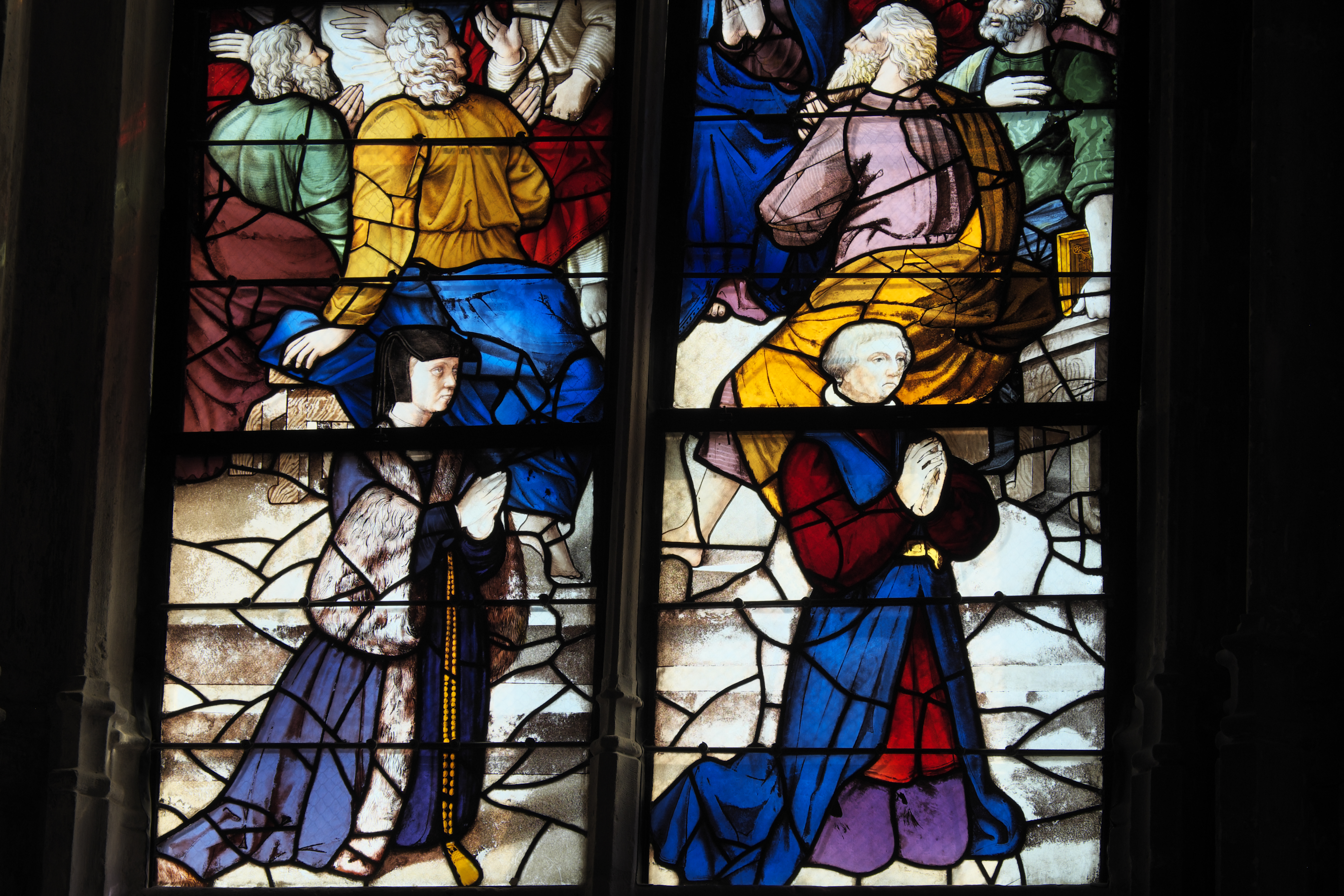
Stifter
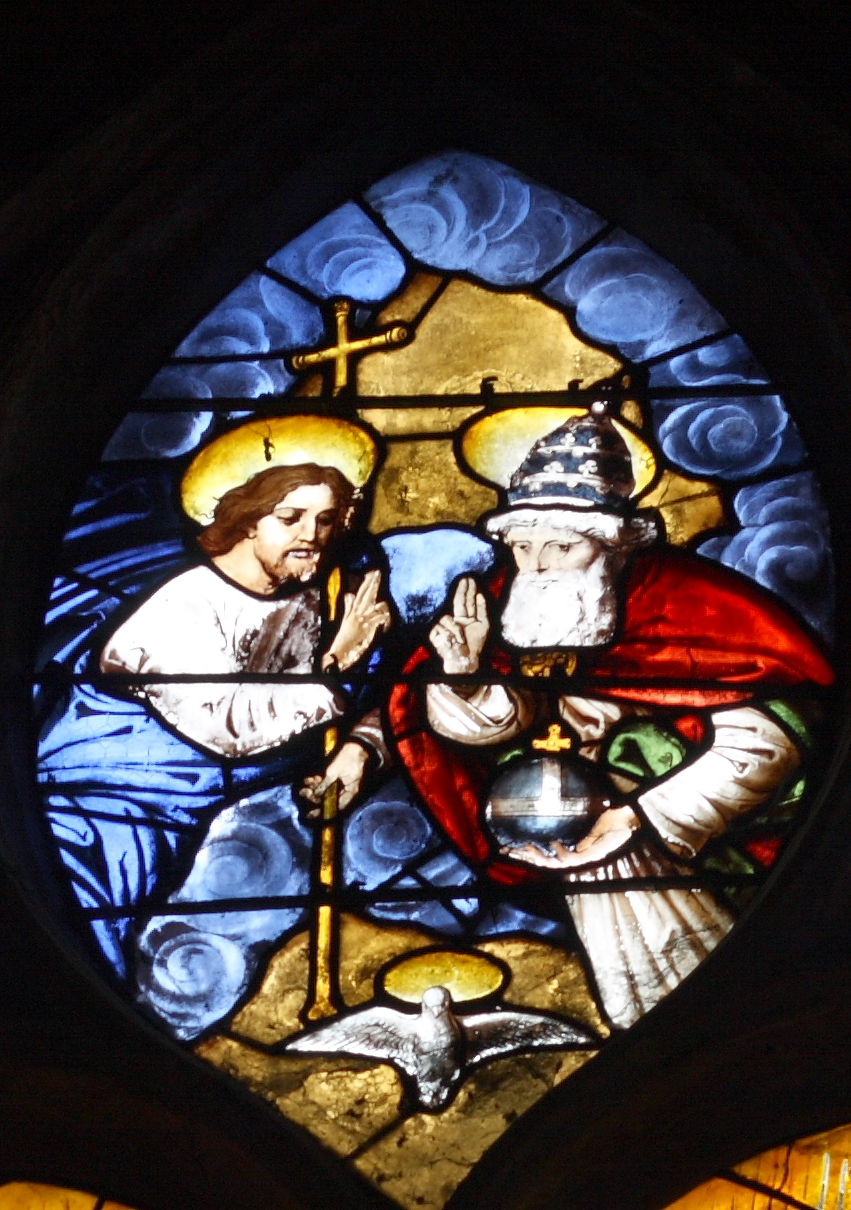
Dreifaltigkeit

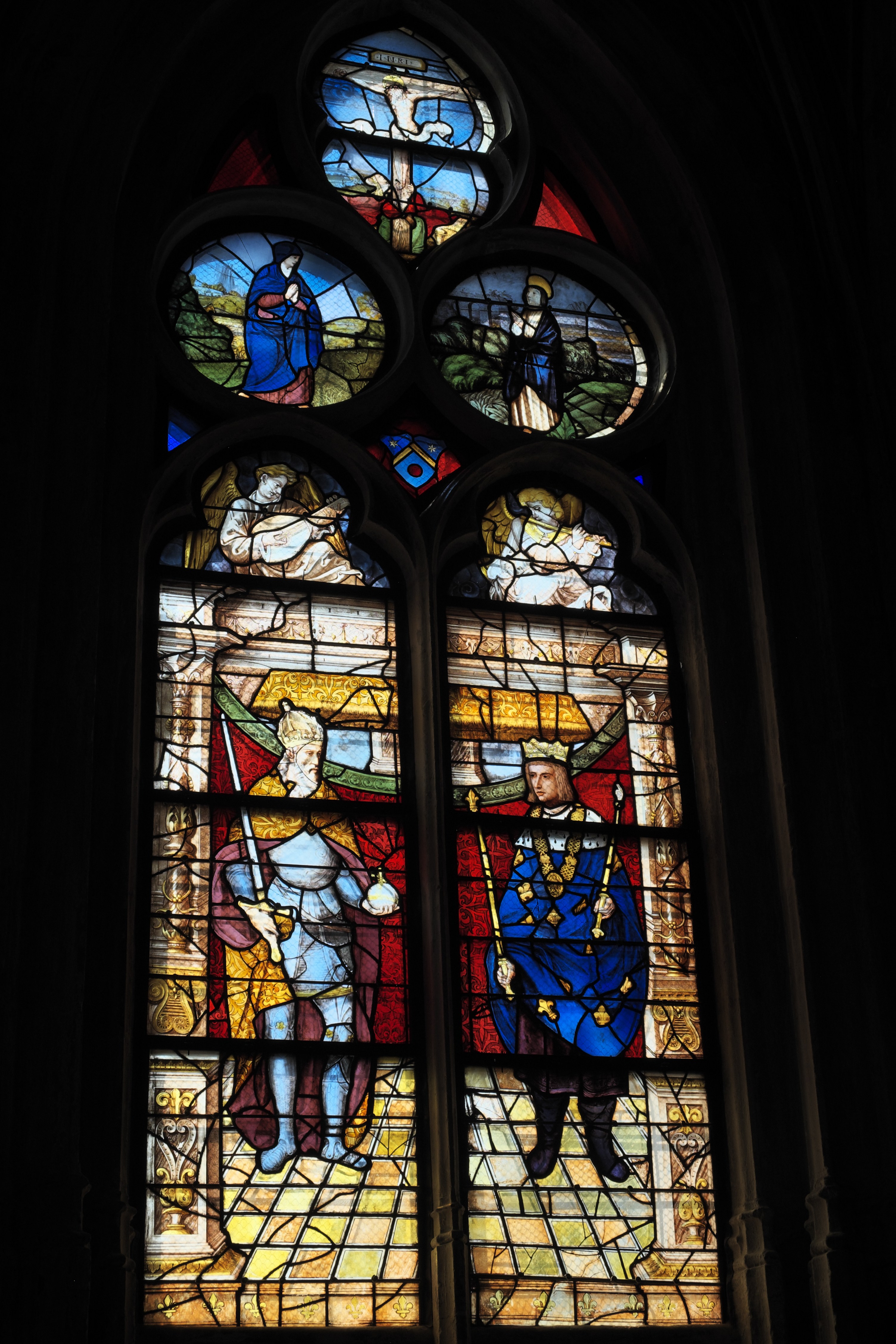
Fenster 6

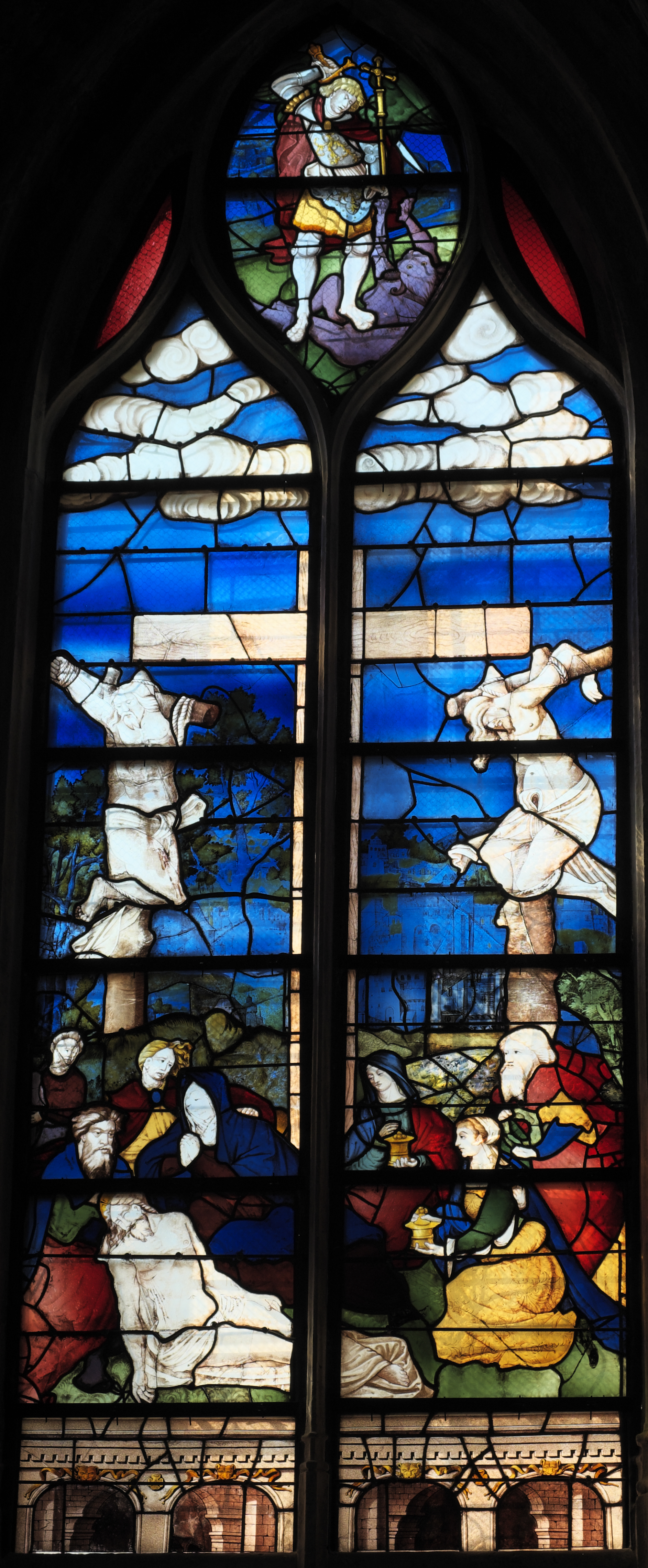
Fenster 10

Auf den beiden Lanzetten des linken Chorfensters sind der Mannaregen dargestellt. Im Tympanon sieht man Moses, der Wasser aus dem Felsen schlägt. Das Fenster wird in die Mitte des 16. Jahrhunderts datiert.

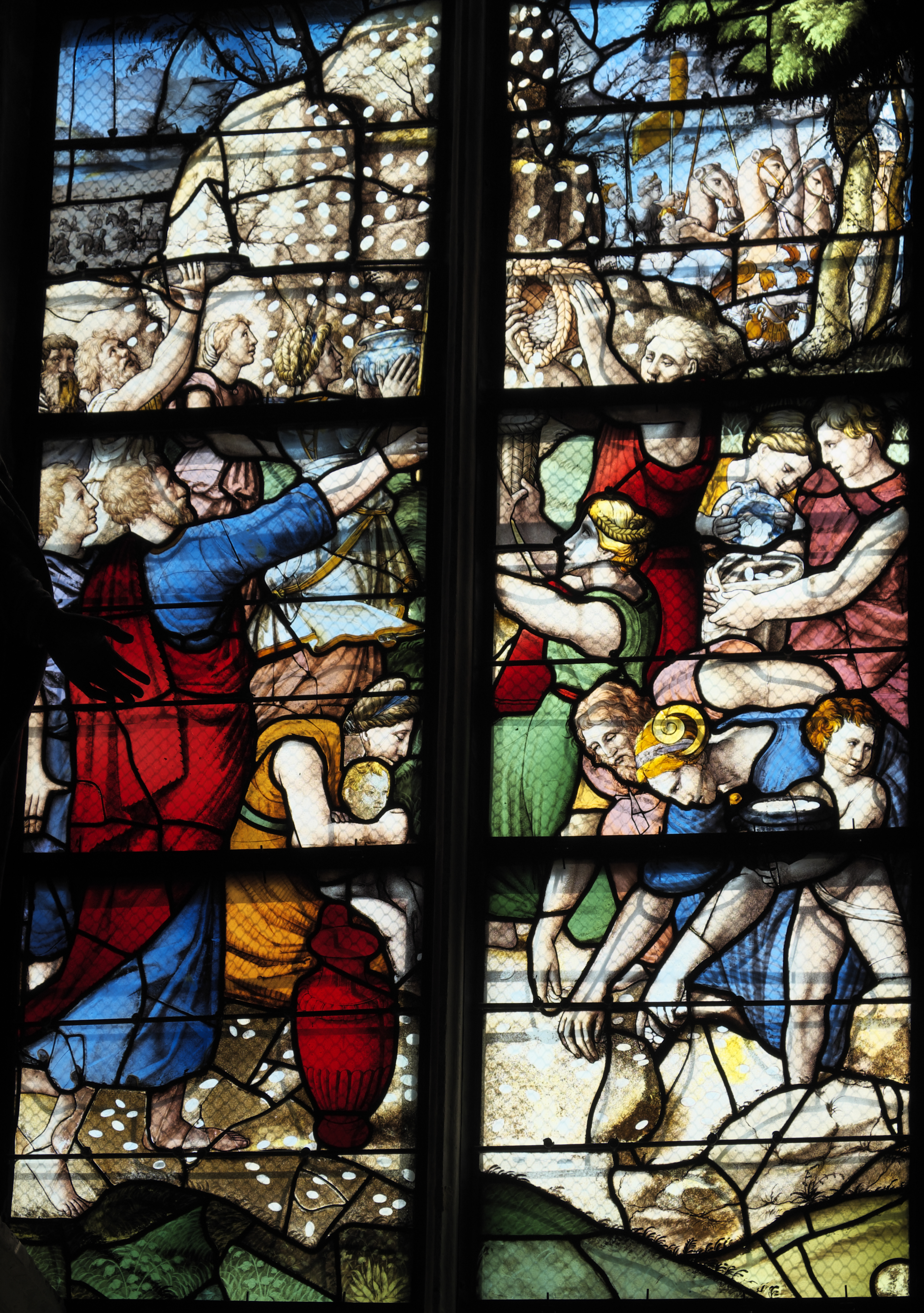
Mannaregen
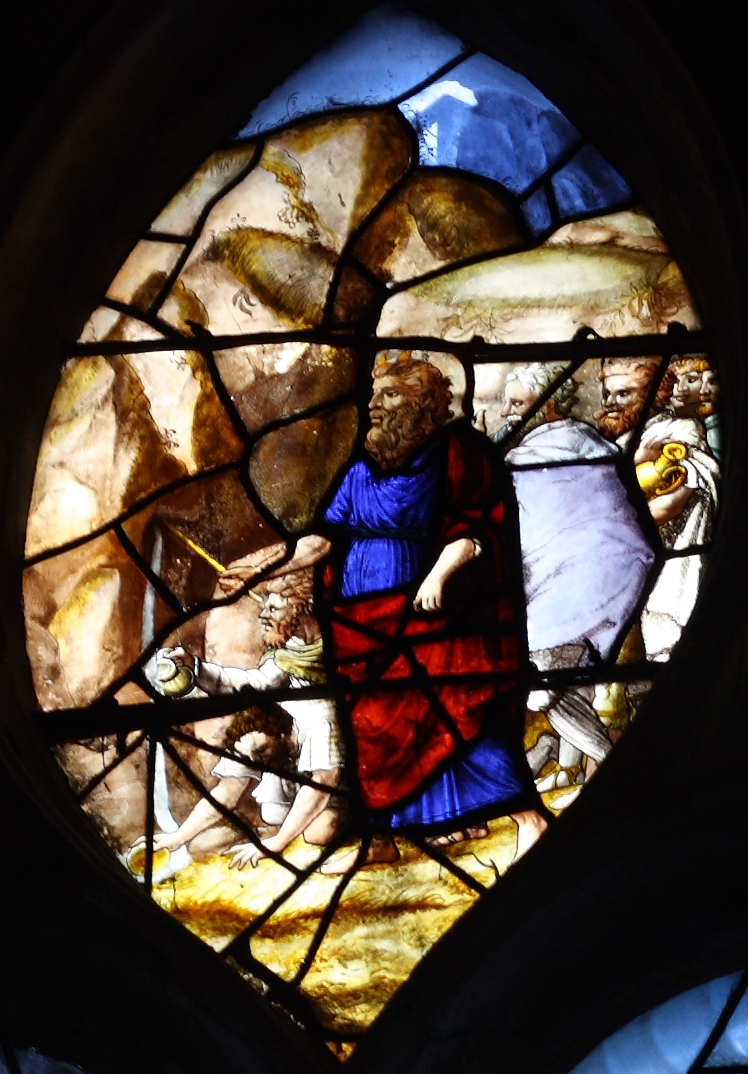
Moses schlägt Wasser aus dem Felsen

- Fenster 2

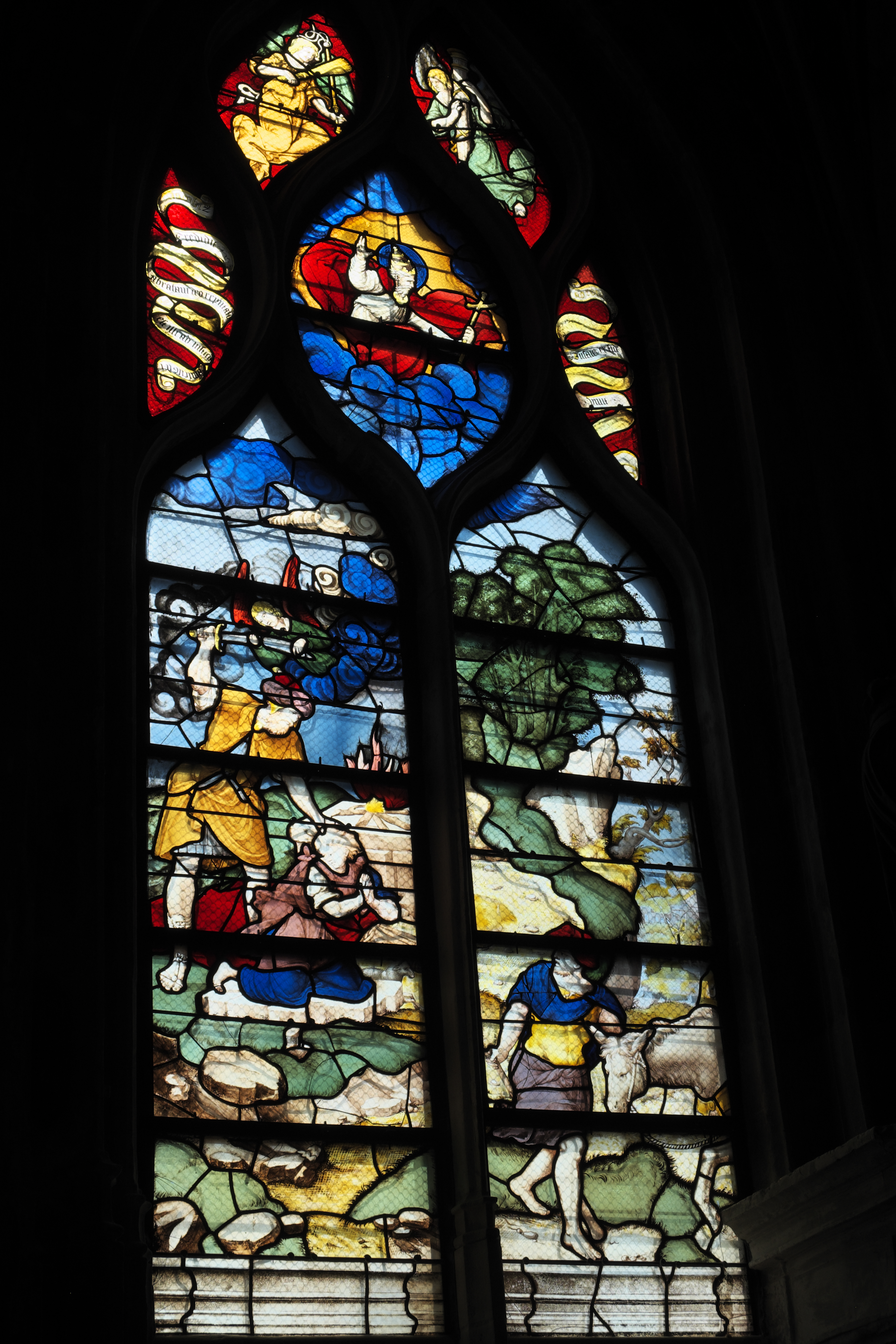
Fenster 2

Das rechte Chorfenster stellt die Opferung Isaaks dar. Im Tympanon ist Gottvater mit der Papstkrone dargestellt, umgeben von Spruchbändern und Engeln, die die Leidenswerkzeuge in Händen halten. Das Fenster wurde in den Jahren von 1540 bis 1550 geschaffen. Der Karton für dieses Fenster wie für das Fenster der Versuchungen Jesu (Fenster 12) stammt vermutlich von dem Maler Jean Cousin dem Älteren (um 1490–um 1560).

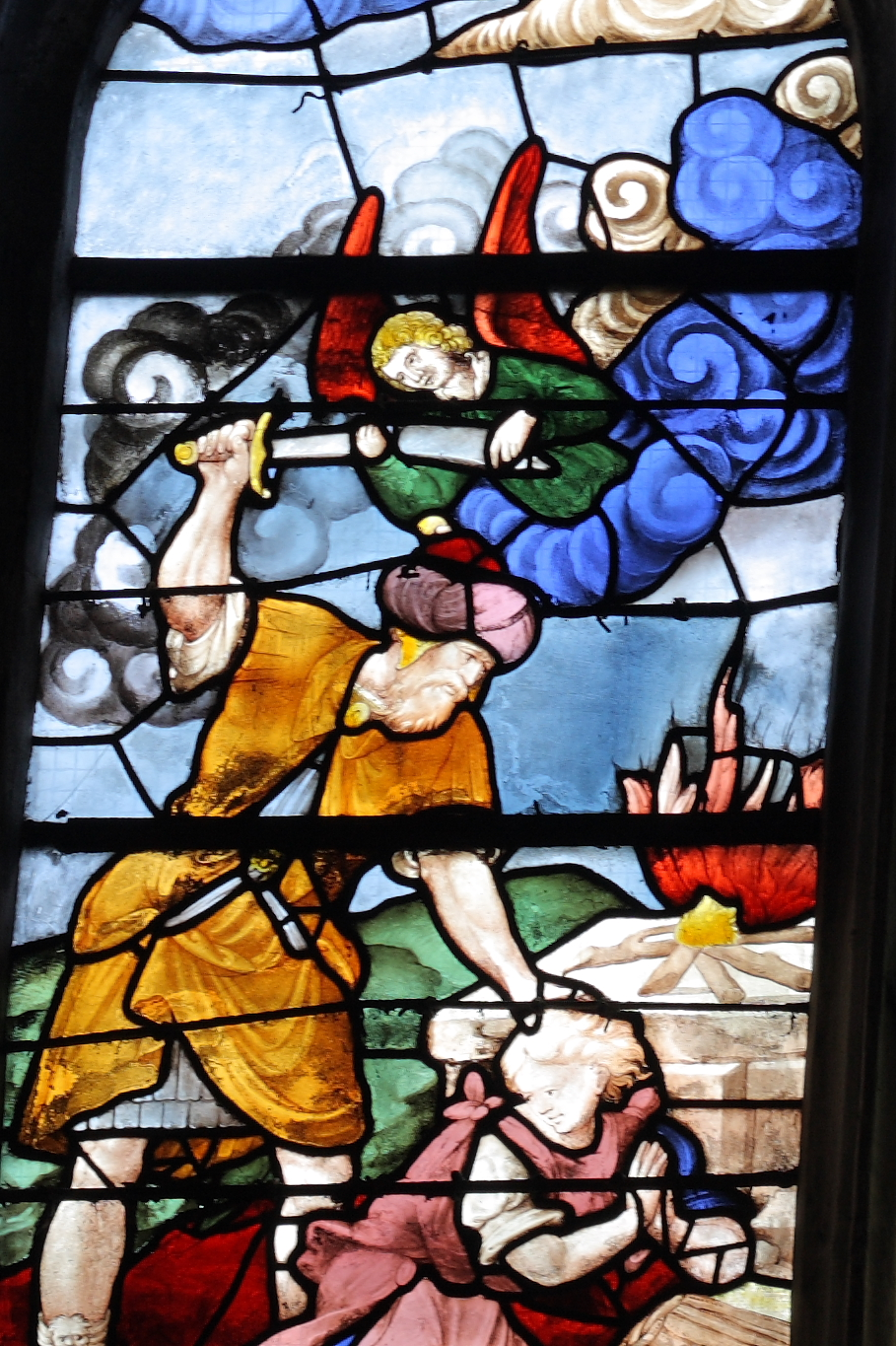
Opferung Isaaks
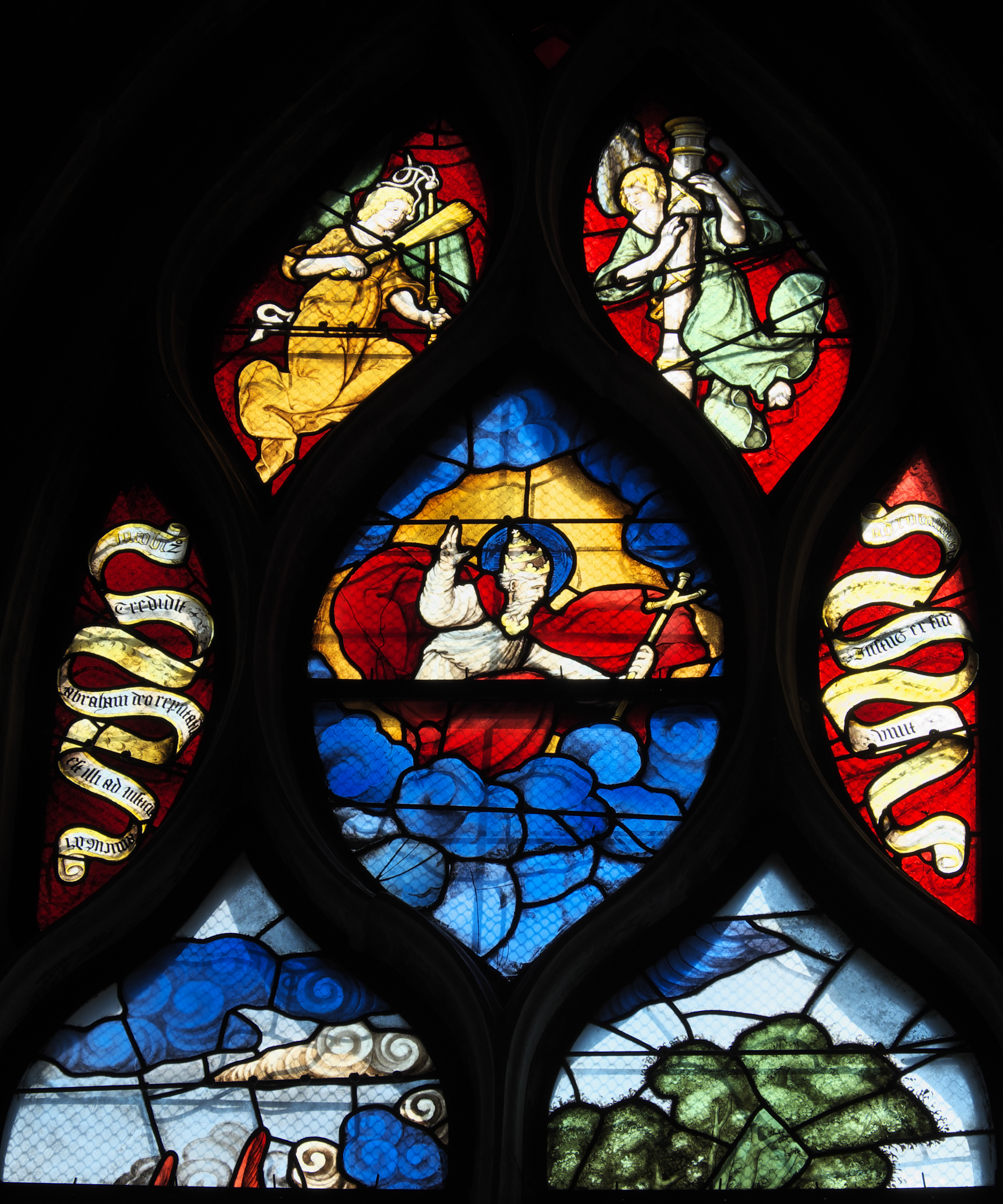
Gottvater, Engel und Spruchbänder

- Fenster 3

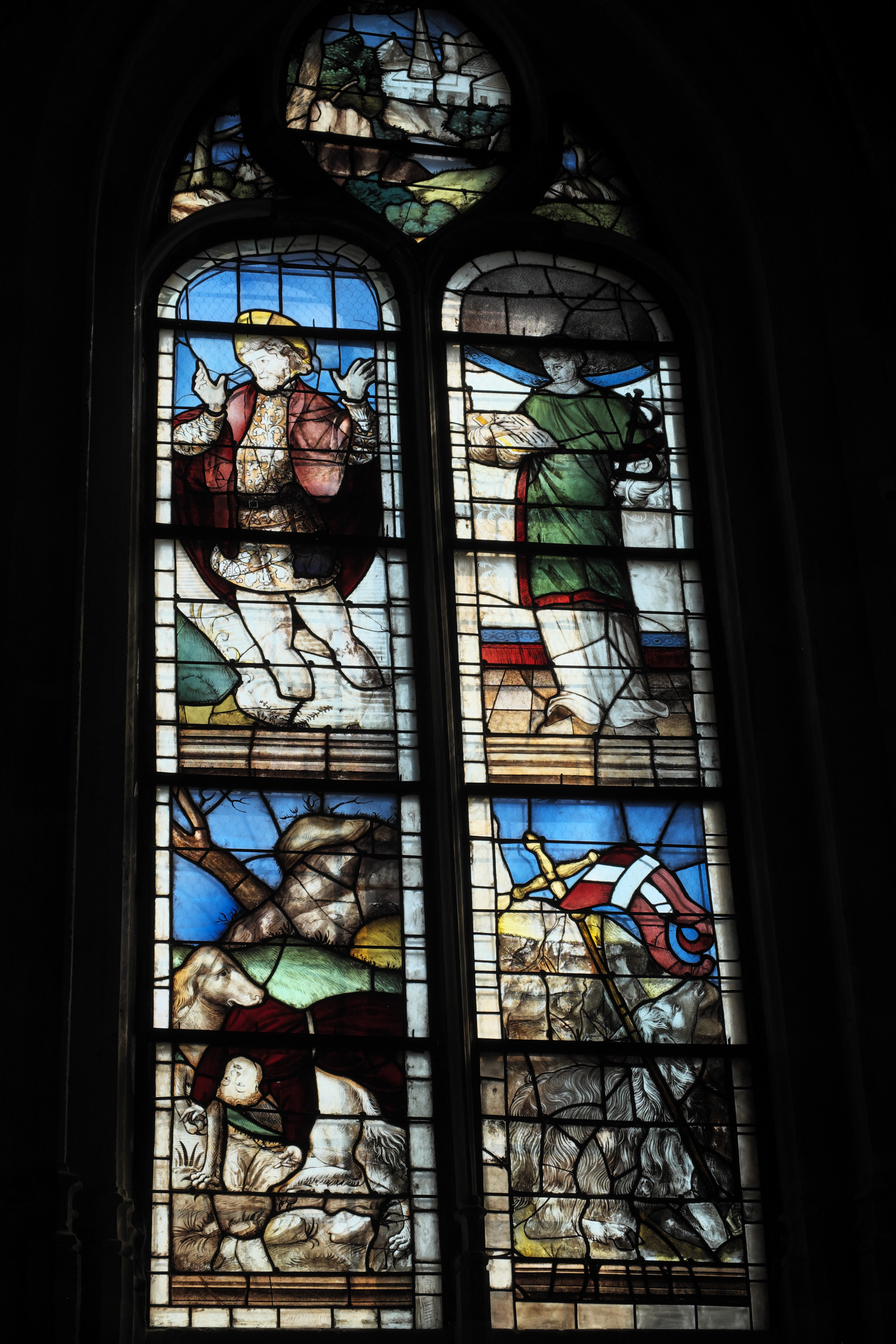
Fenster 3

Das Fenster mit der Darstellung des heiligen Eustachius stammt aus der Mitte des 16. Jahrhunderts. Es wurde stark restauriert und die Scheiben wurden aus verschiedenen Fenstern neu zusammengesetzt. Unter Eustachius ist einer seiner Söhne im Maul eines Wolfes dargestellt. Auf der rechten Lanzette sieht man einen Diakon, darunter das Lamm Gottes.

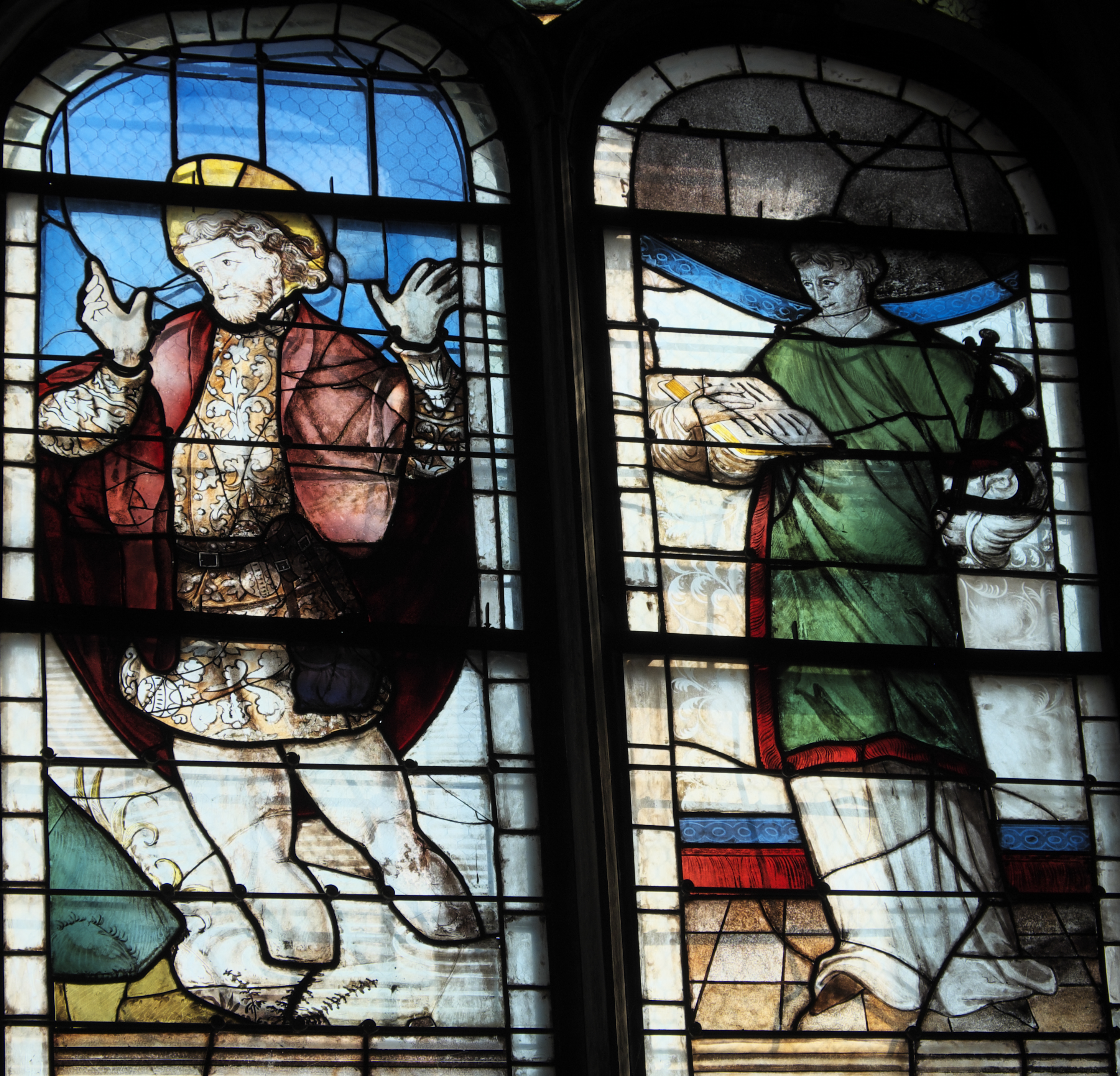
Eustachius und Diakon
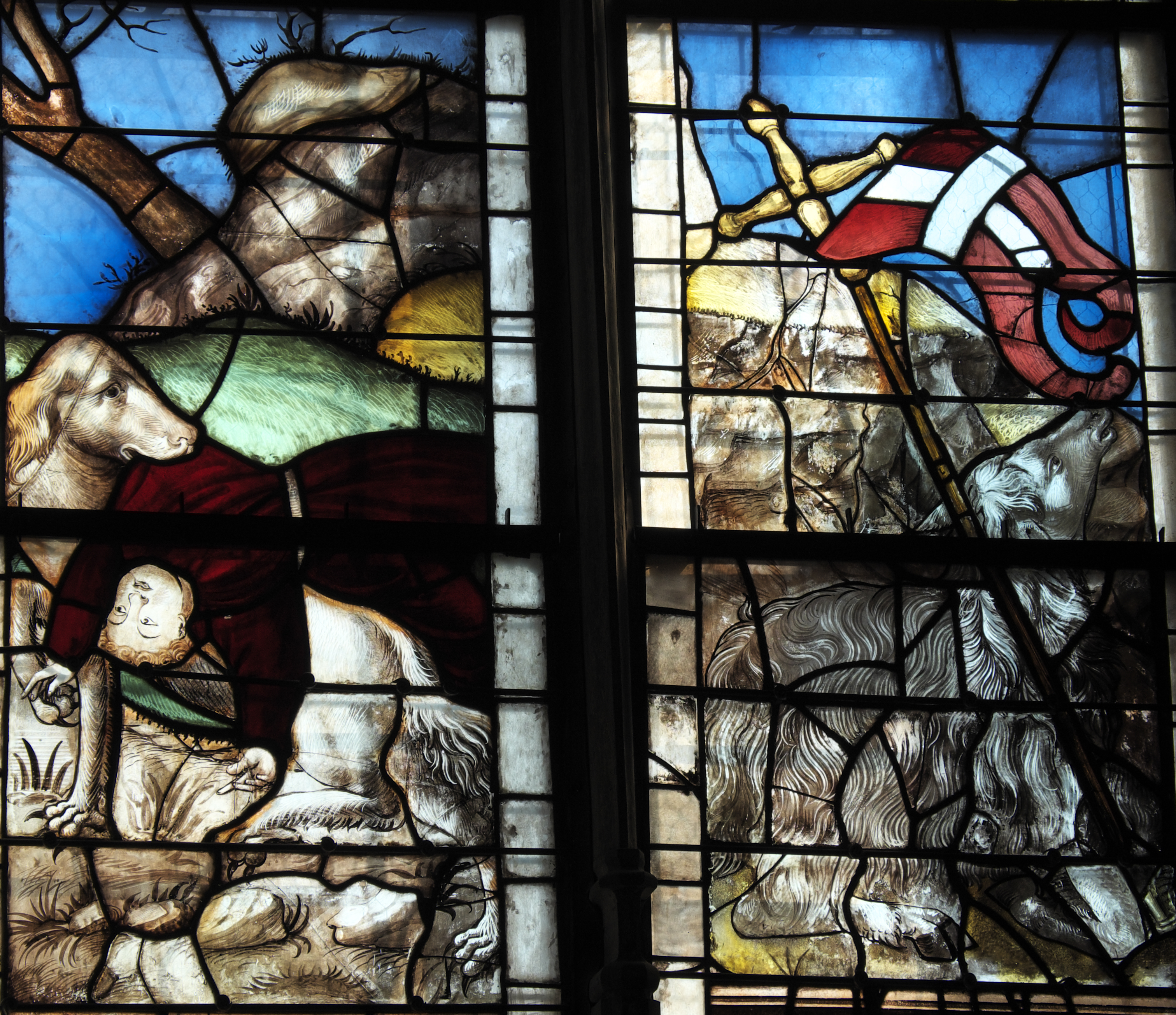
Sohn des Eustachius im Maul eines Wolfes, Lamm Gottes

- Fenster 5

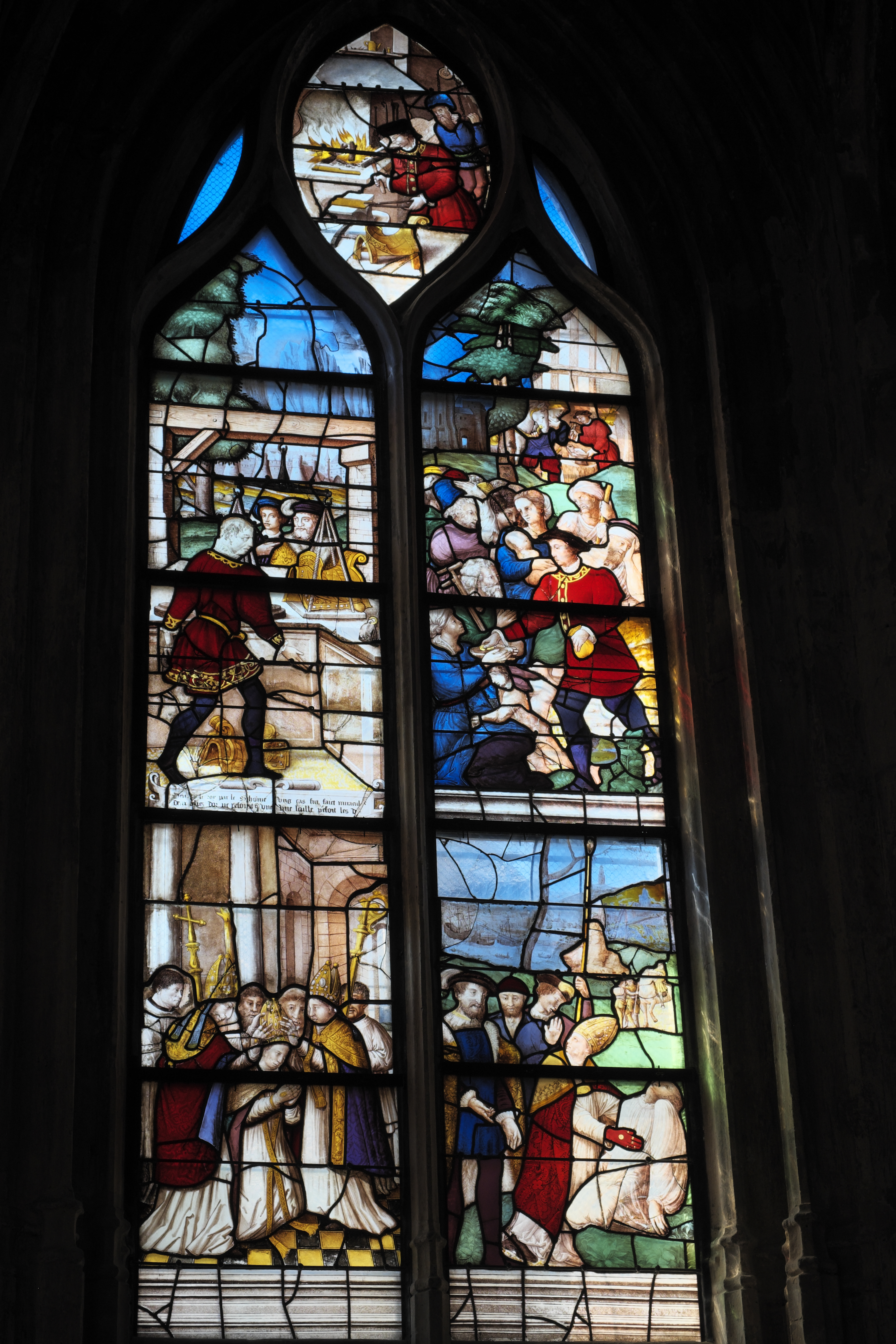
Fenster 8

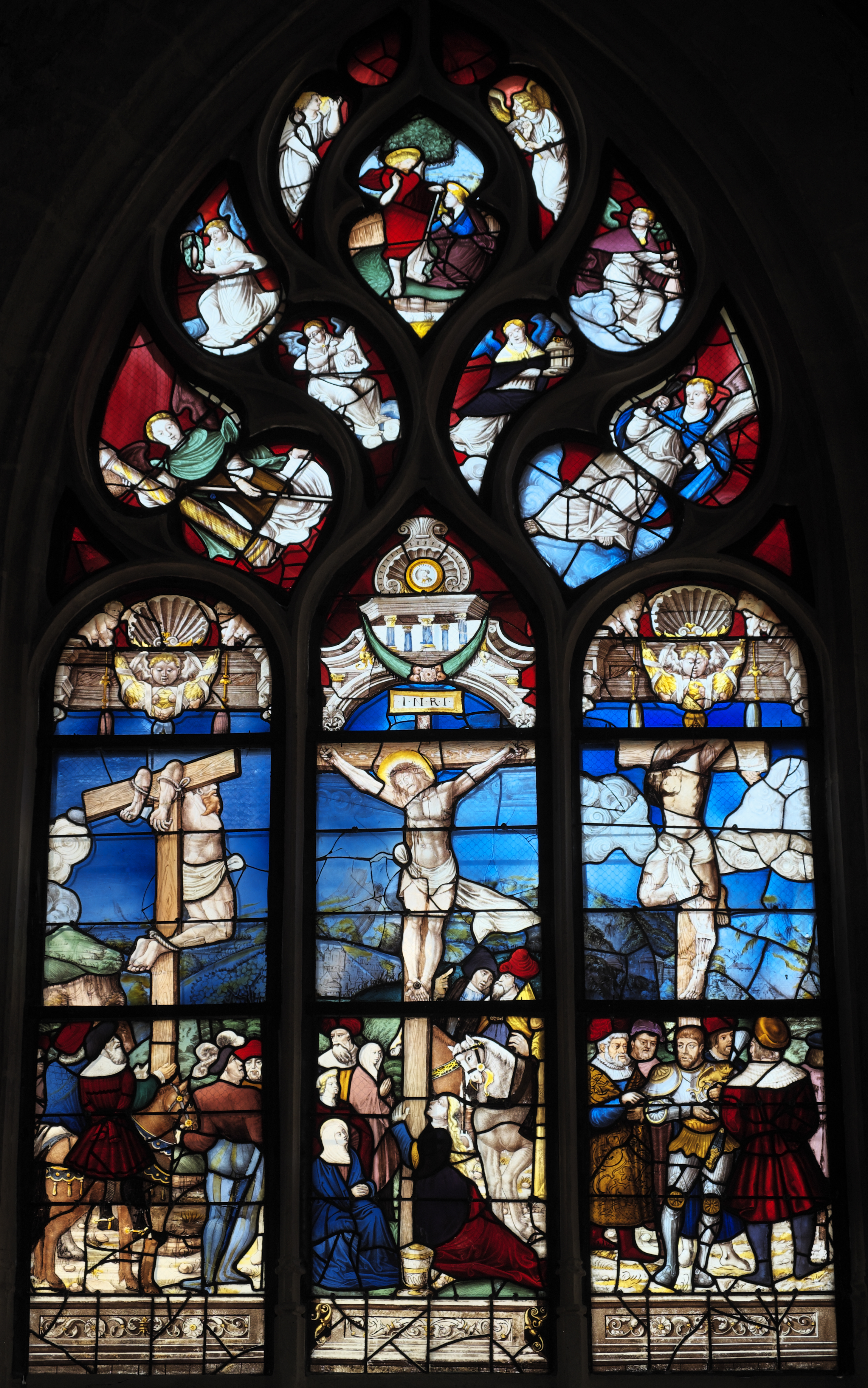
Fenster 11

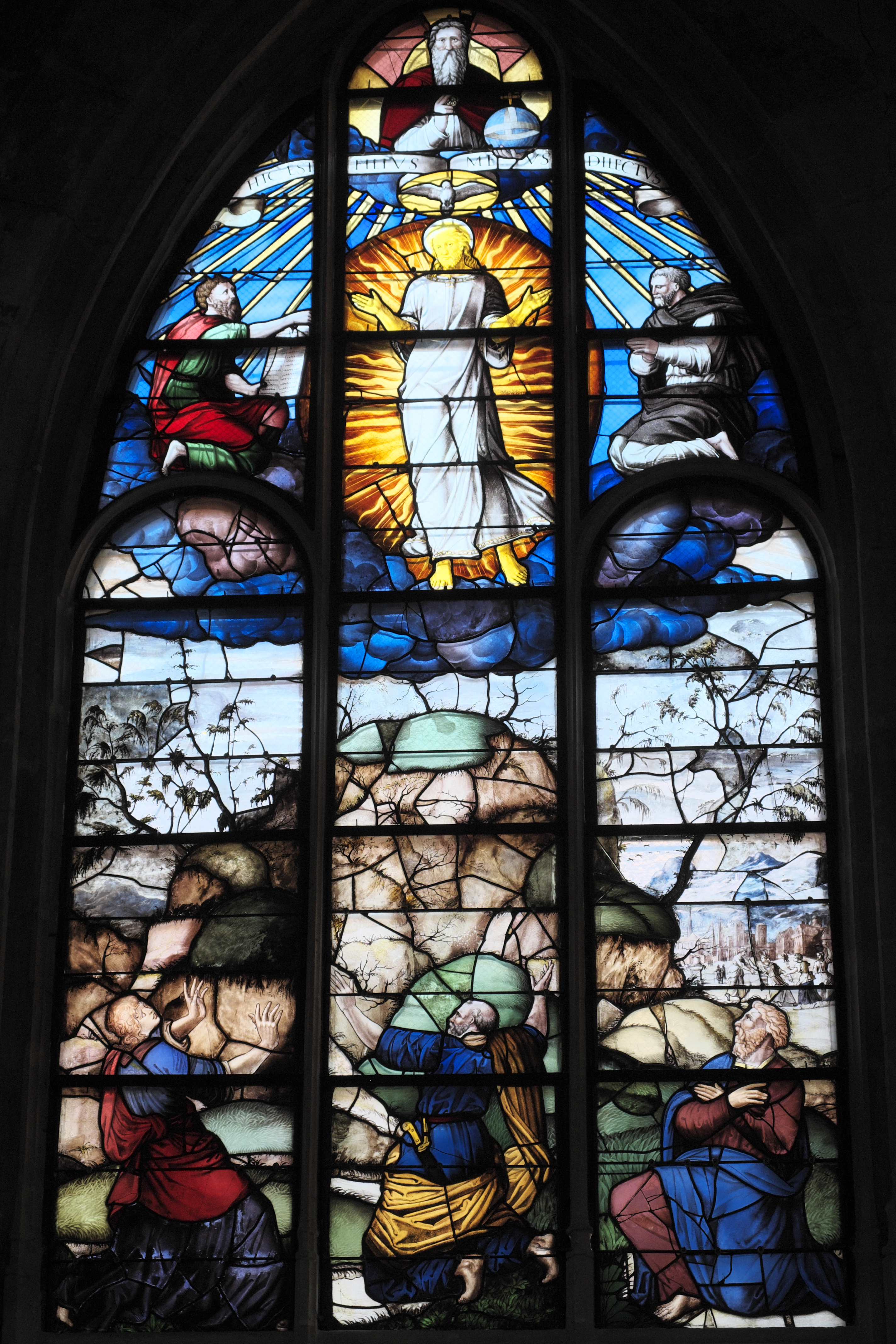
Fenster 17

Auf den beiden Lanzetten ist die Pfingstszene mit den Stiftern des Fensters dargestellt. Die goldenen Zungen über Maria und den Aposteln symbolisieren die Aussendung des Heiligen Geistes. Das Fenster stammt aus der Mitte des 16. Jahrhunderts, die Darstellung der Dreifaltigkeit im Tympanon wurde erneuert.
- Pfingstszene
- Stifter
- Dreifaltigkeit

- Fenster 6

Auf den beiden Lanzetten sind Kaiser Karl der Große und der französische König Ludwig der Heilige dargestellt, im Tympanon die Kreuzigung Christi mit Maria Magdalena zu Füßen des Kreuzes, darunter Maria und Johannes. Das stark restaurierte Fenster wurde im zweiten Viertel des 16. Jahrhunderts geschaffen.

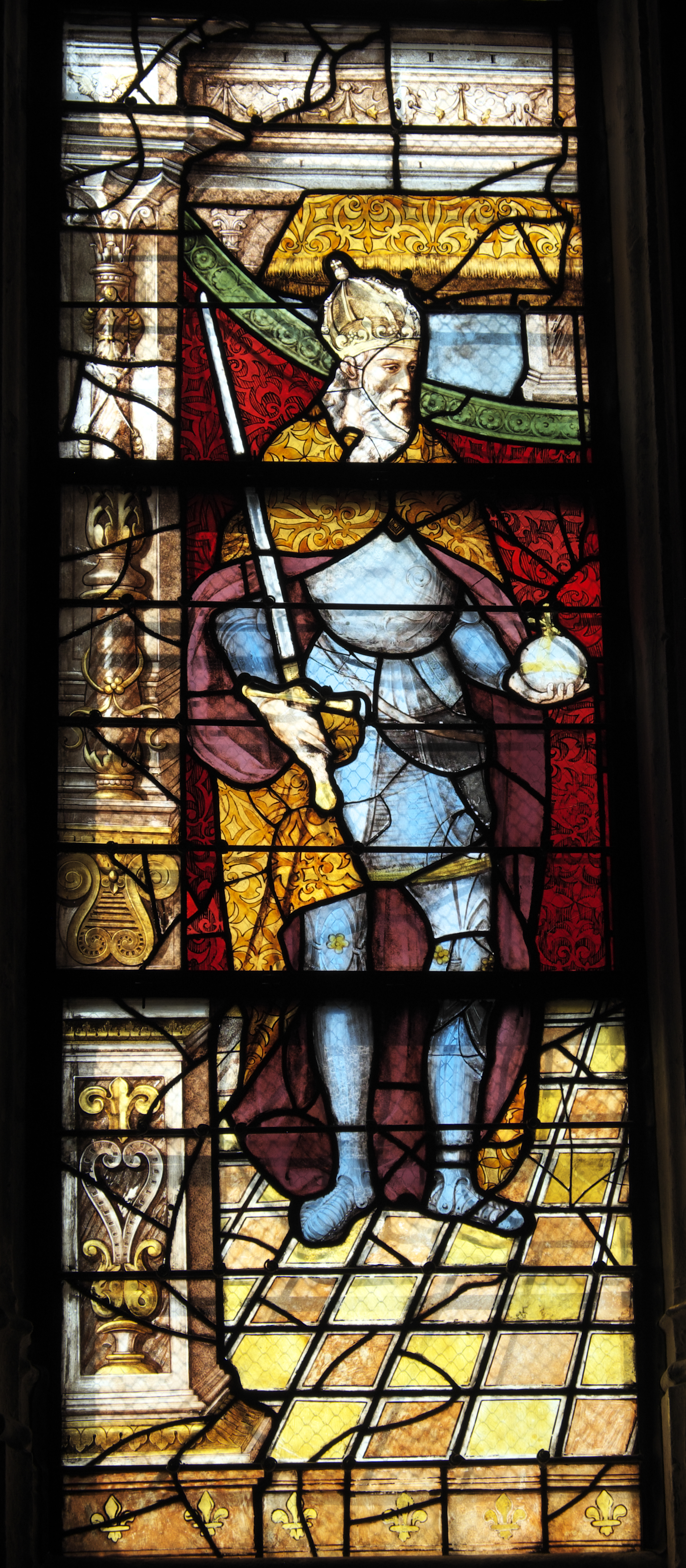
Kaiser Karl der Große
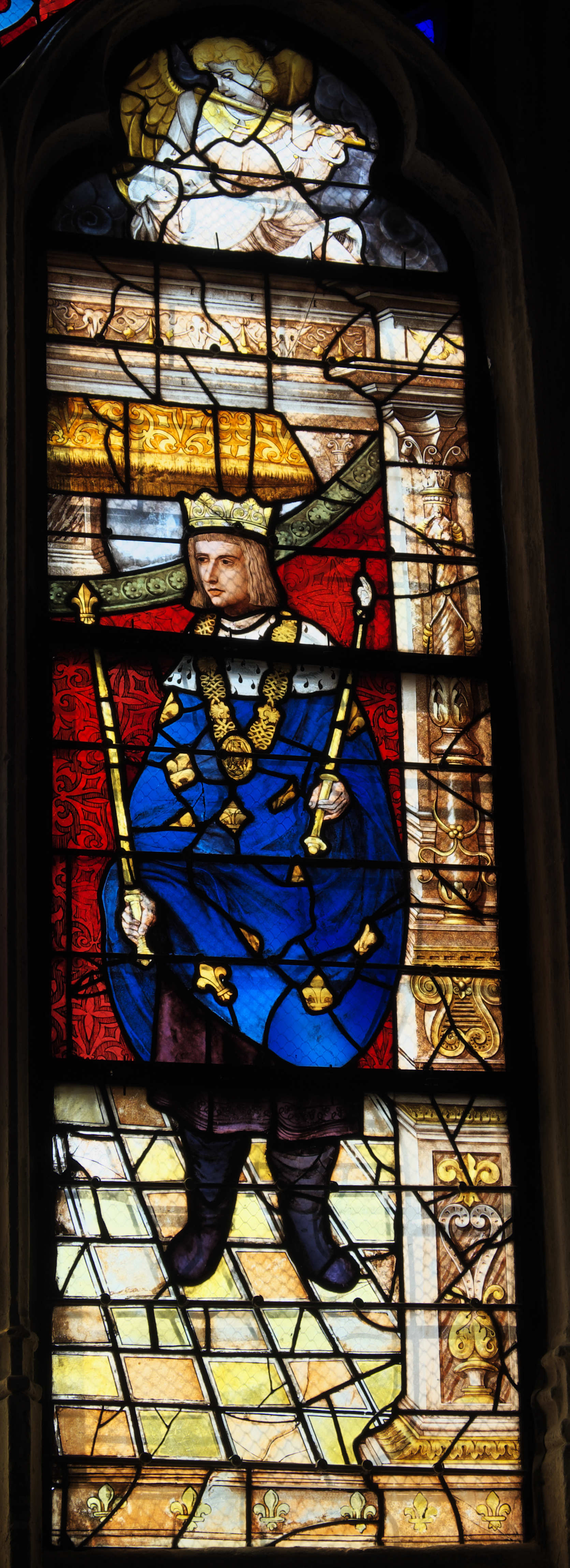
Ludwig der Heilige
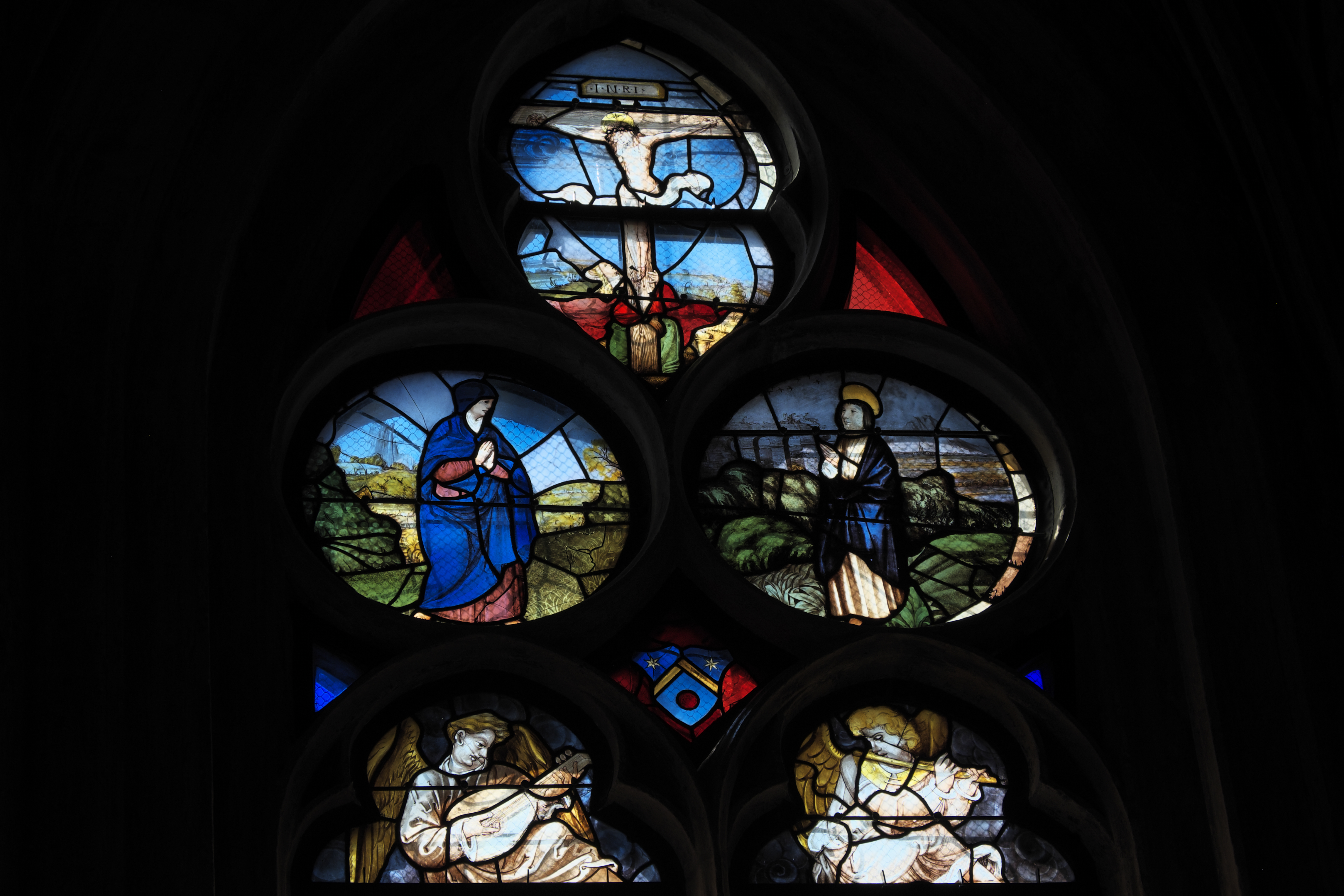
Kreuzigungsszene

- Fenster 7

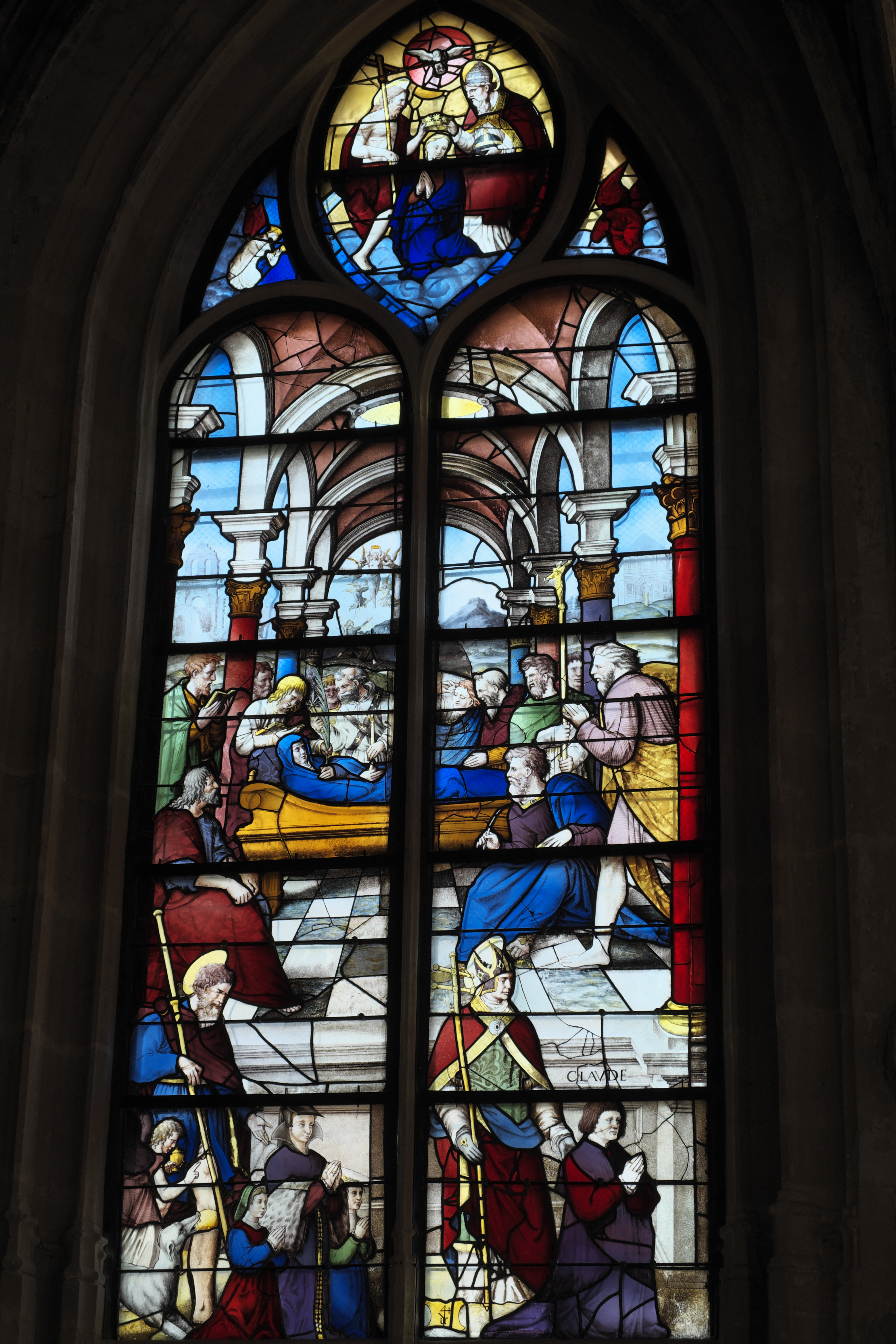
Fenster 7

Das Fenster wurde um 1540 bis 1550 ausgeführt. Auf den beiden Lanzetten ist der Tod Mariens im Kreise der Apostel und im Tympanon die Krönung Mariens durch die Dreifaltigkeit dargestellt. Die Szene ist eingebettet in eine antikisierende Architektur vor dem Hintergrund einer Landschaft mit Ruinen. Am rechten unteren Bildrand kniet der Stifter vor seinem Schutzpatron, dem heiligen Claudius von Condat, auf der linken Seite sieht man seine Gemahlin mit zwei Töchtern und ihrem Patron, dem heiligen Rochus von Montpellier.

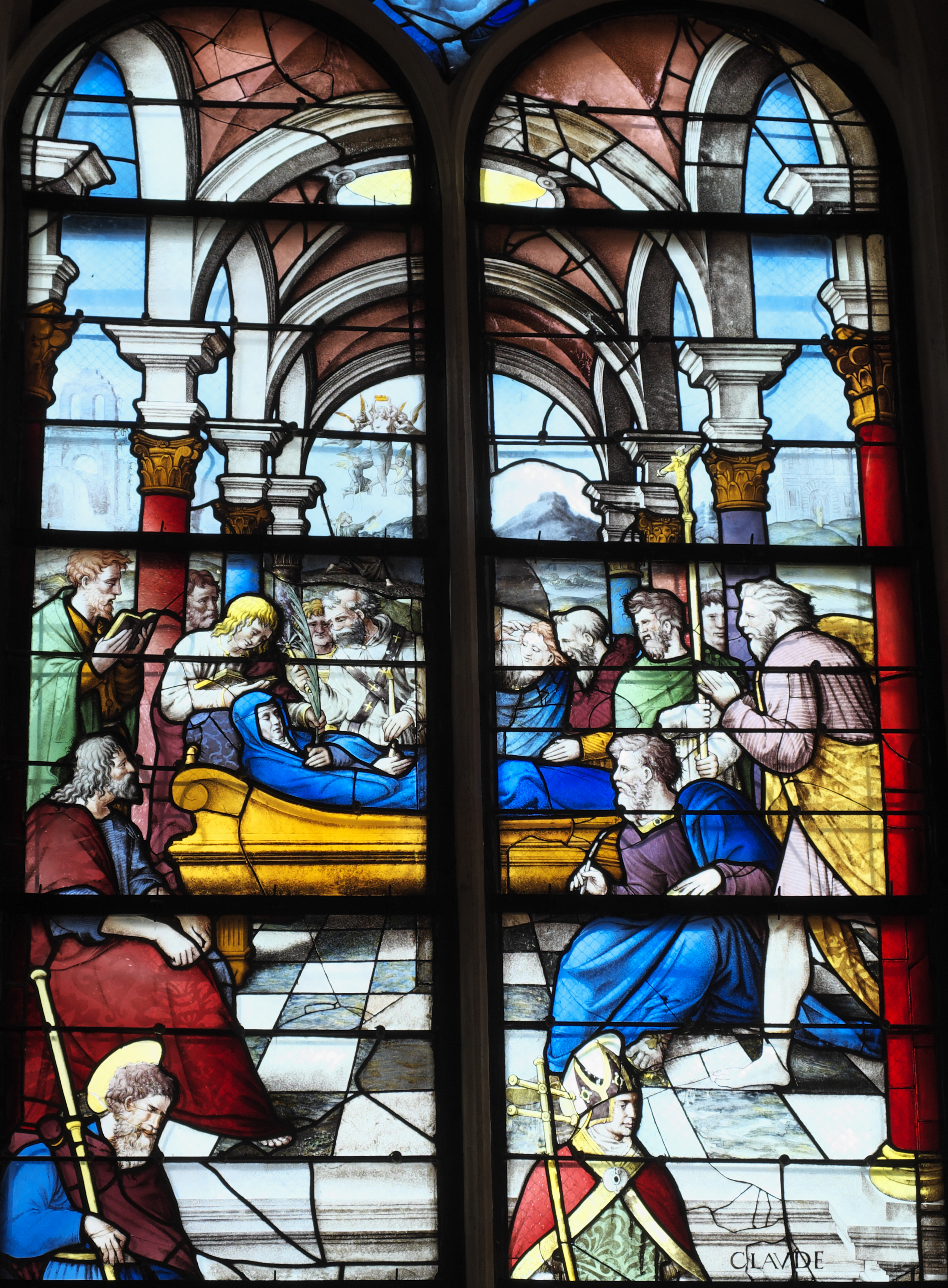
Tod Mariens
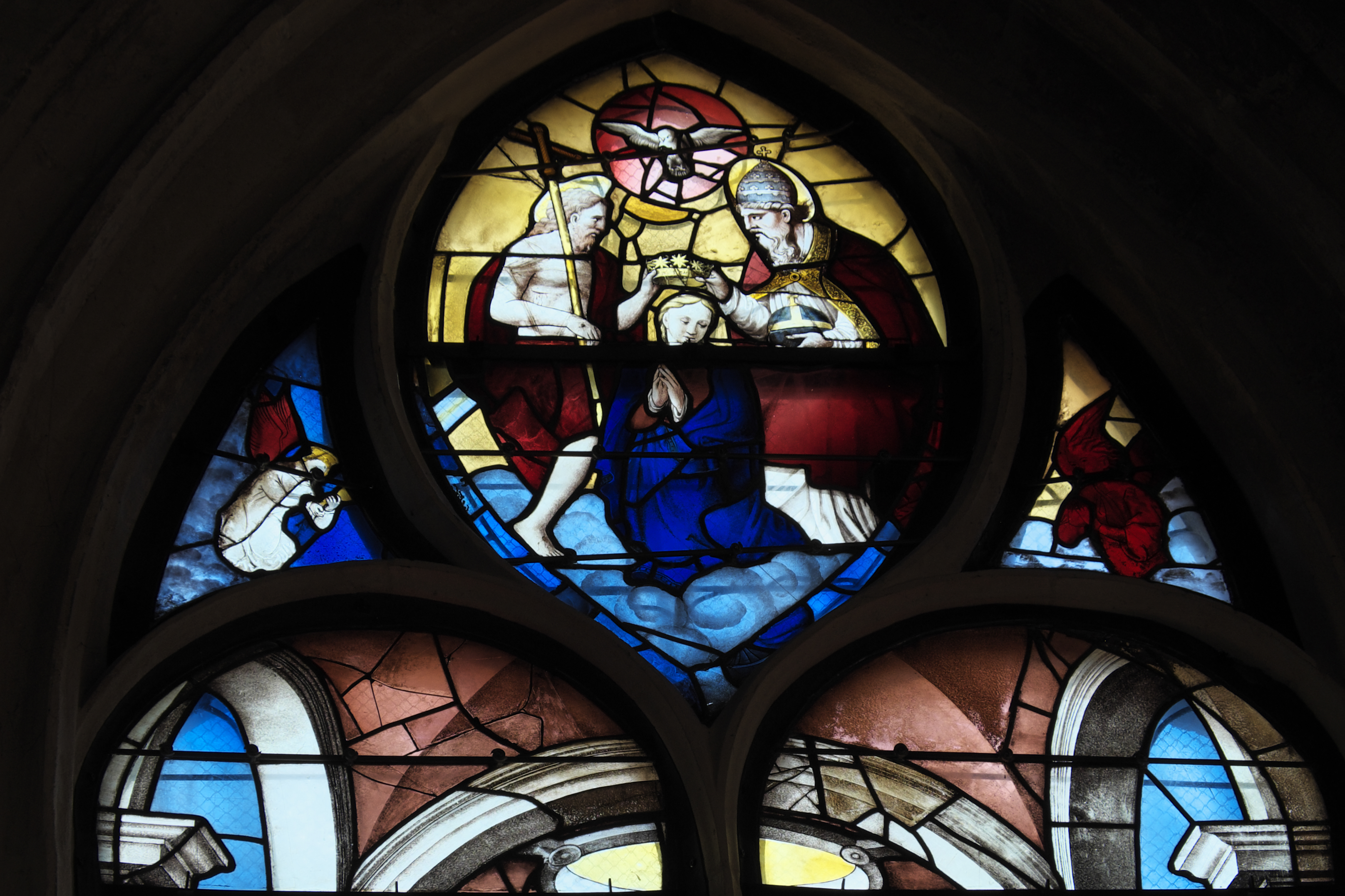
Krönung Mariens
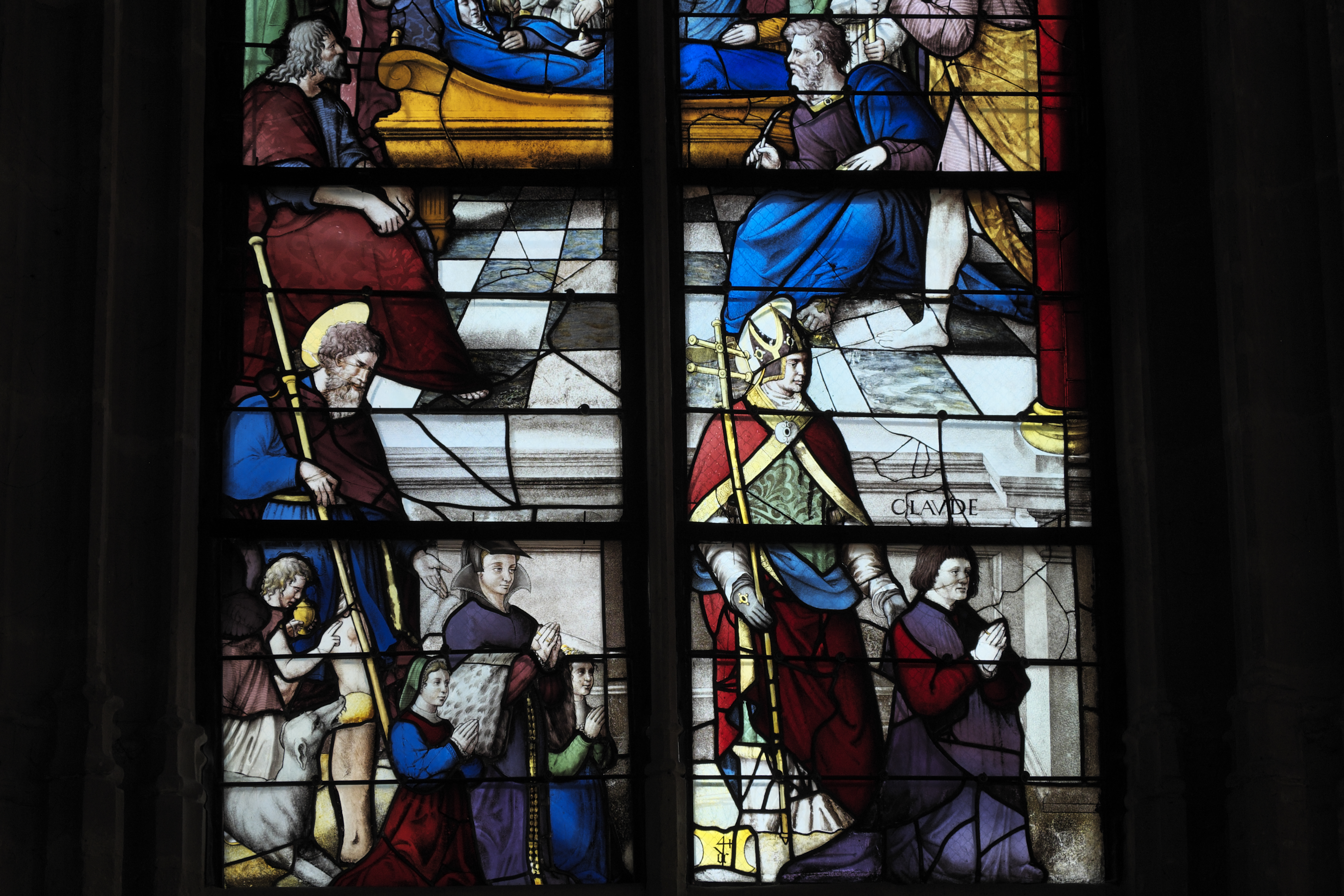
Stifter mit Schutzpatronen

- Fenster 8

Das Fenster stammt aus dem zweiten Viertel des 16. Jahrhunderts. Auf den beiden Lanzetten und im Tympanon sind fünf Episoden aus der Legende des heiligen Eligius dargestellt. Er schmiedet zwei goldene Sättel, vollbringt Wunder und heilt Kranke und wird zum Bischof von Noyon geweiht.

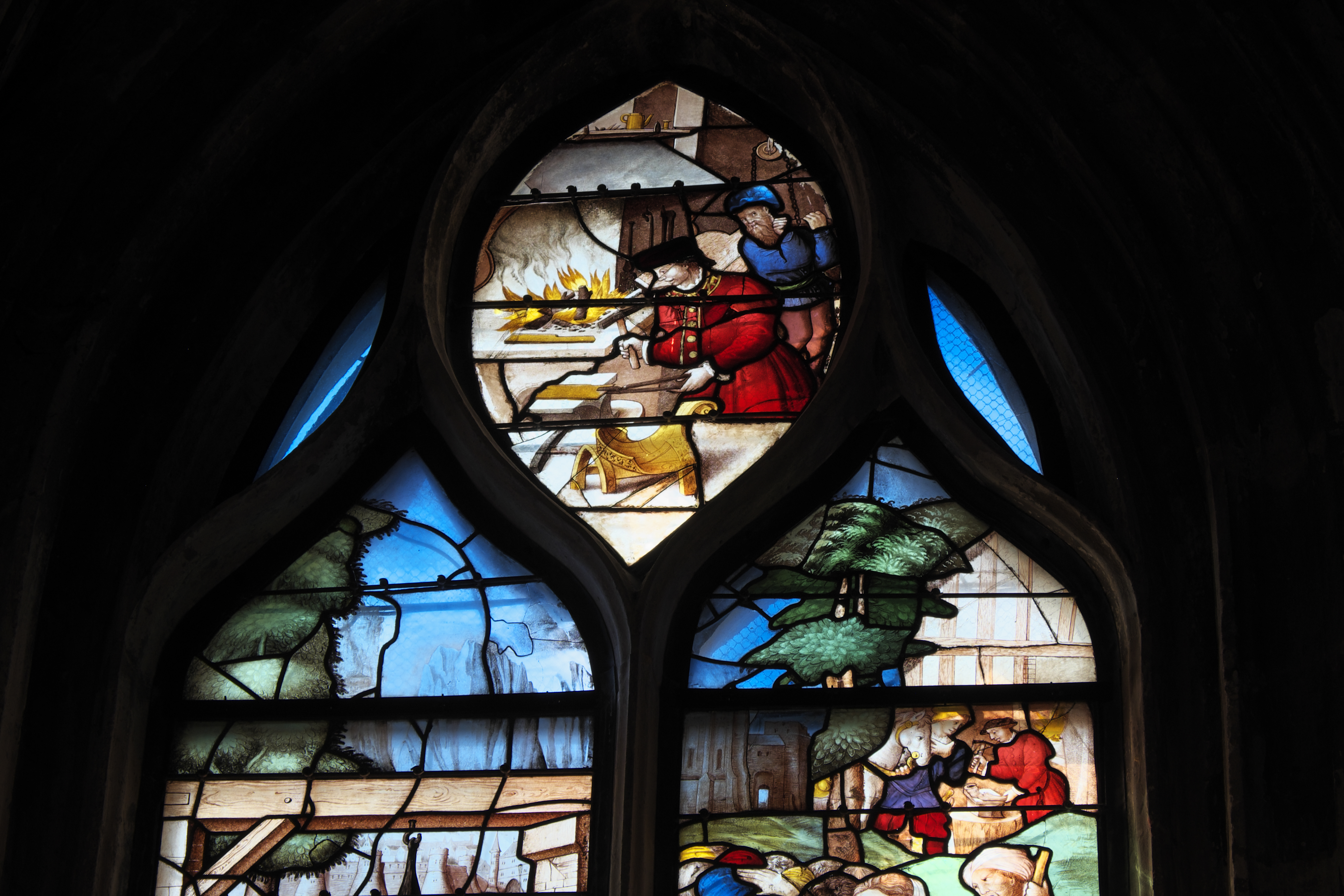
Eligius schmiedet einen goldenen Sattel
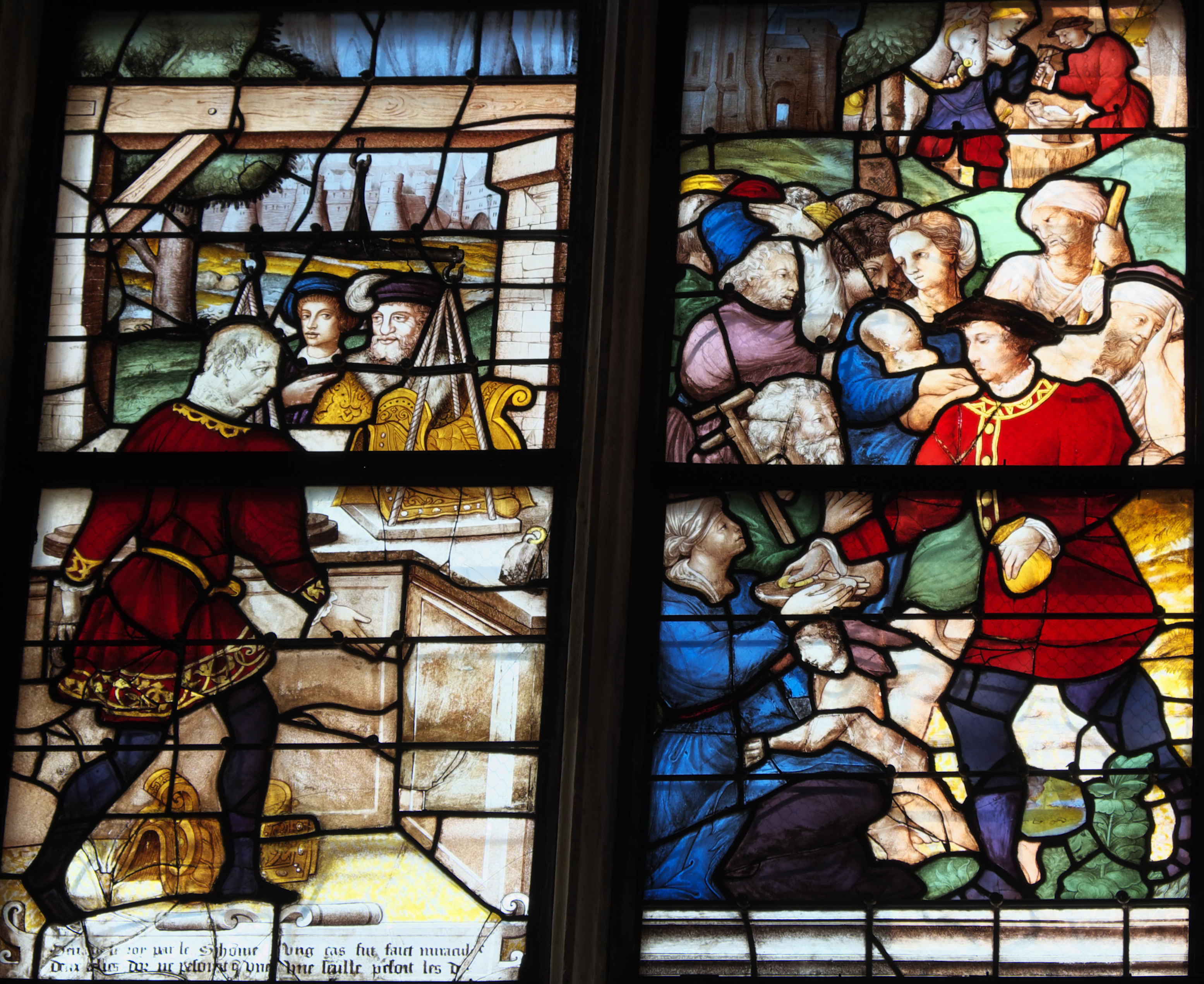
Eligius schmiedet einen zweiten goldenen Sattel und erweist Wohltaten
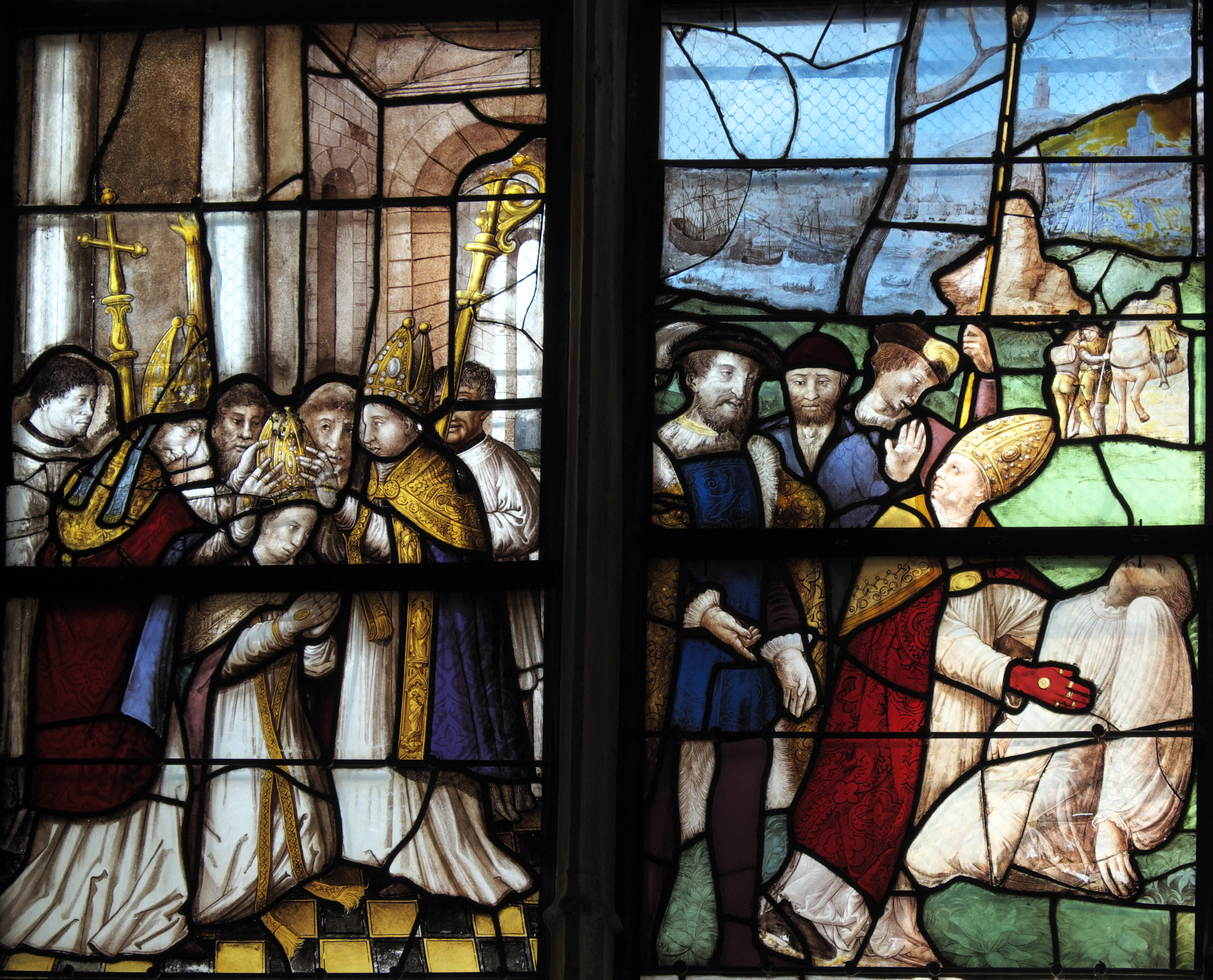
Eligius wird zum Bischof geweiht und vollbringt ein Wunder

- Fenster 9

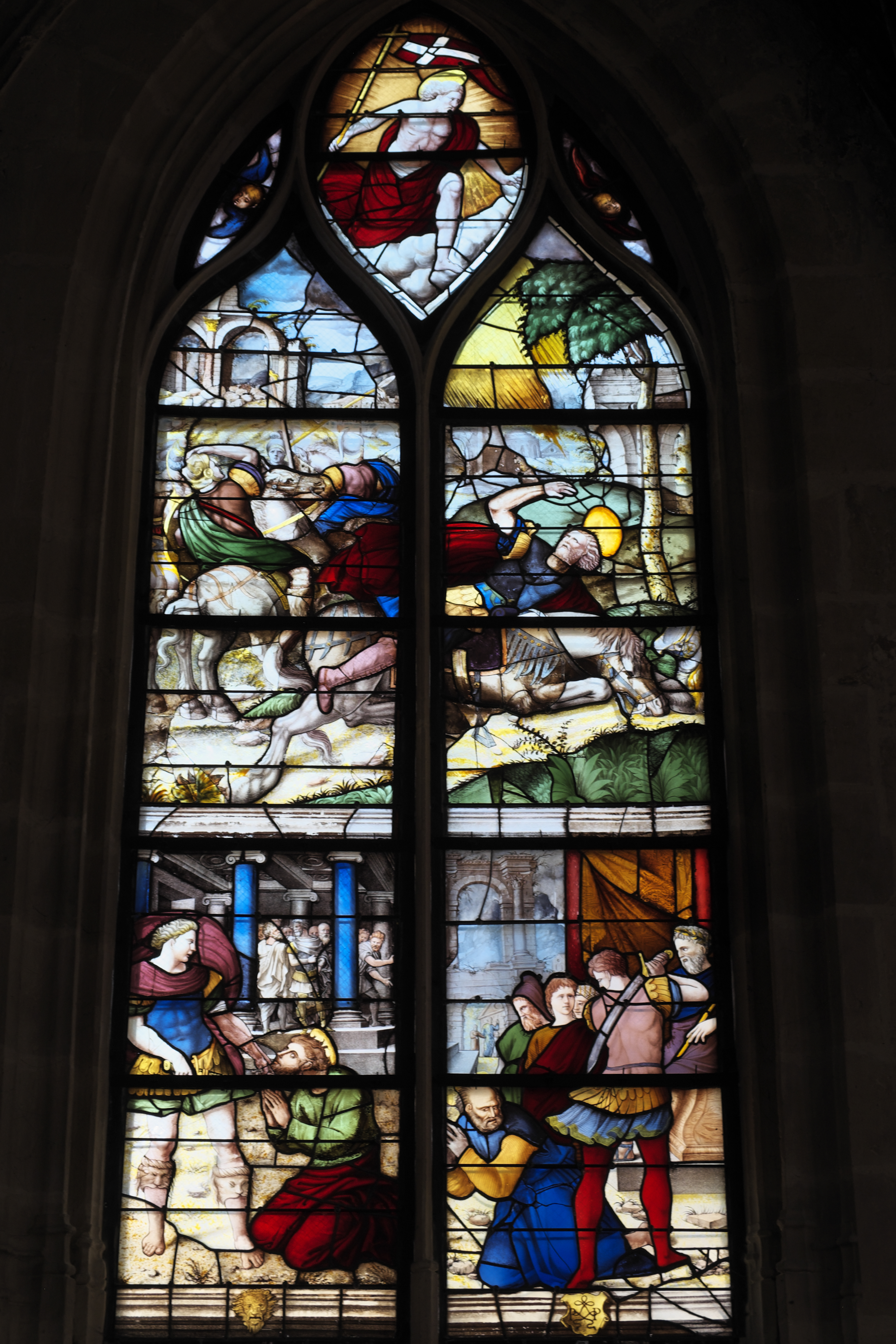
Fenster 9

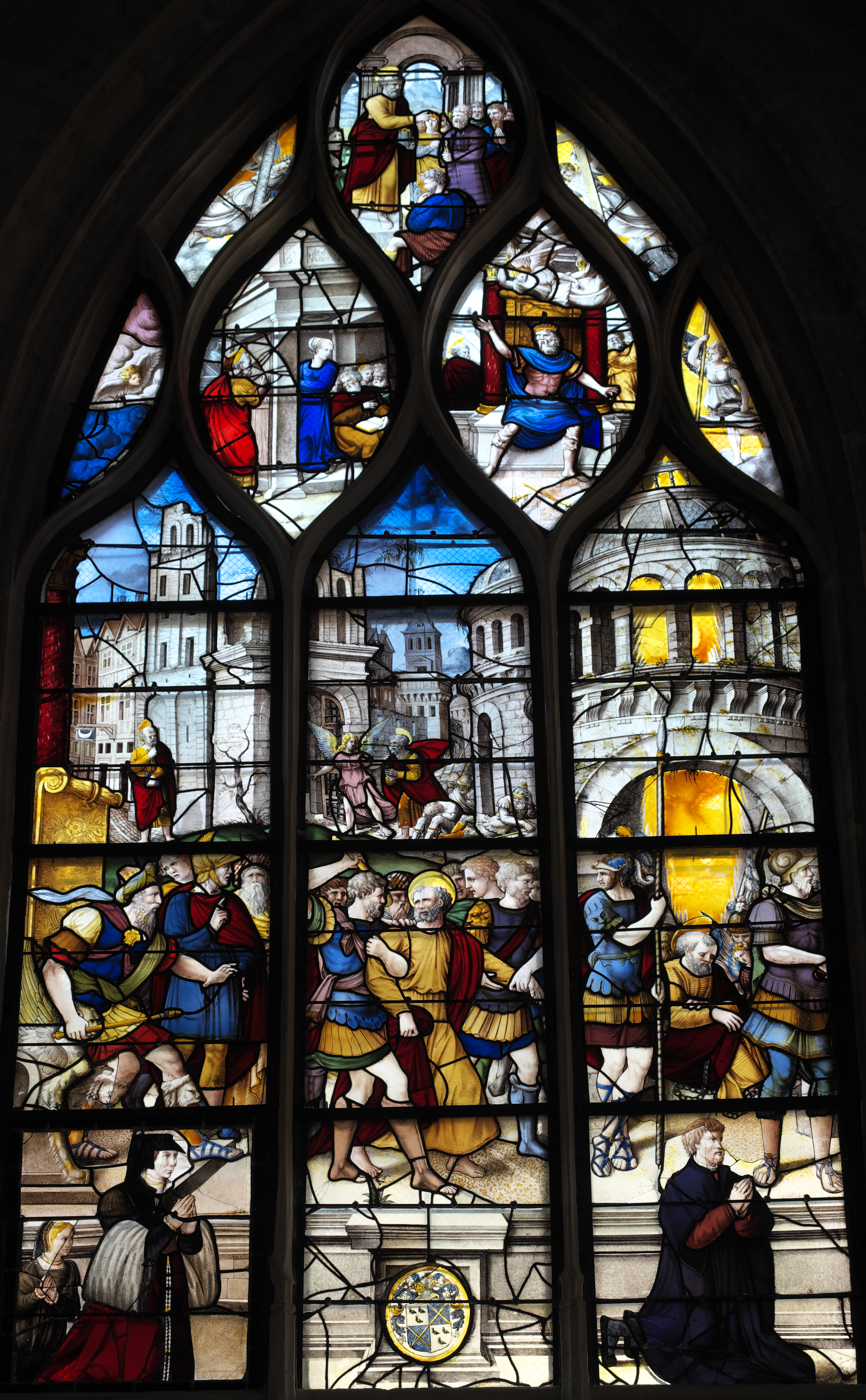
Fenster 13

Das Fenster aus der Mitte des 16. Jahrhunderts zeigt die Bekehrung des Apostels Paulus auf dem Weg nach Damaskus. Im Tympanon erscheint der auferstandene Christus, auf der unteren linken Scheibe kniet ein Heiliger vor einem römischen Soldaten, rechts wird Paulus mit dem Schwert enthauptet.

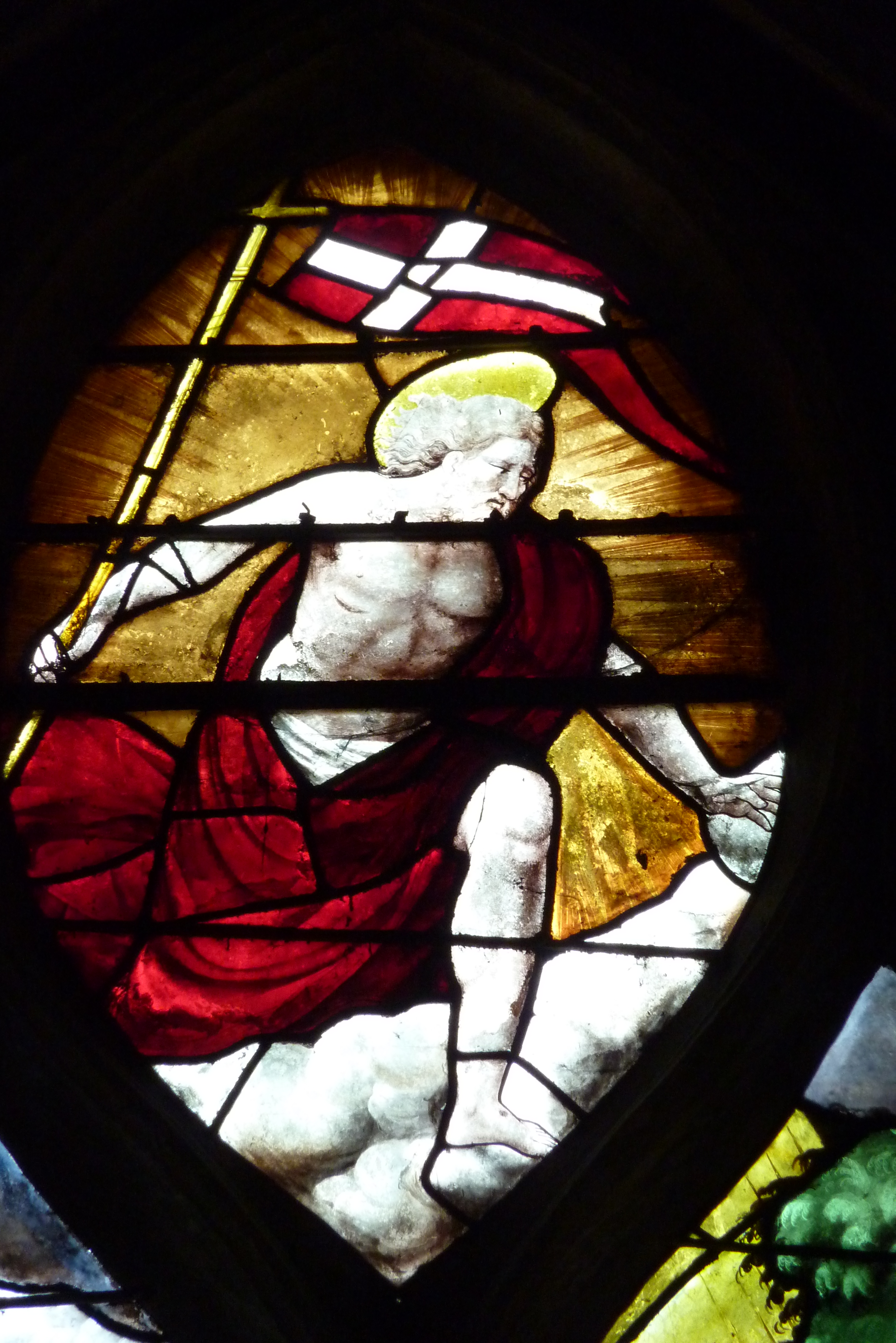
Christus erscheint Paulus
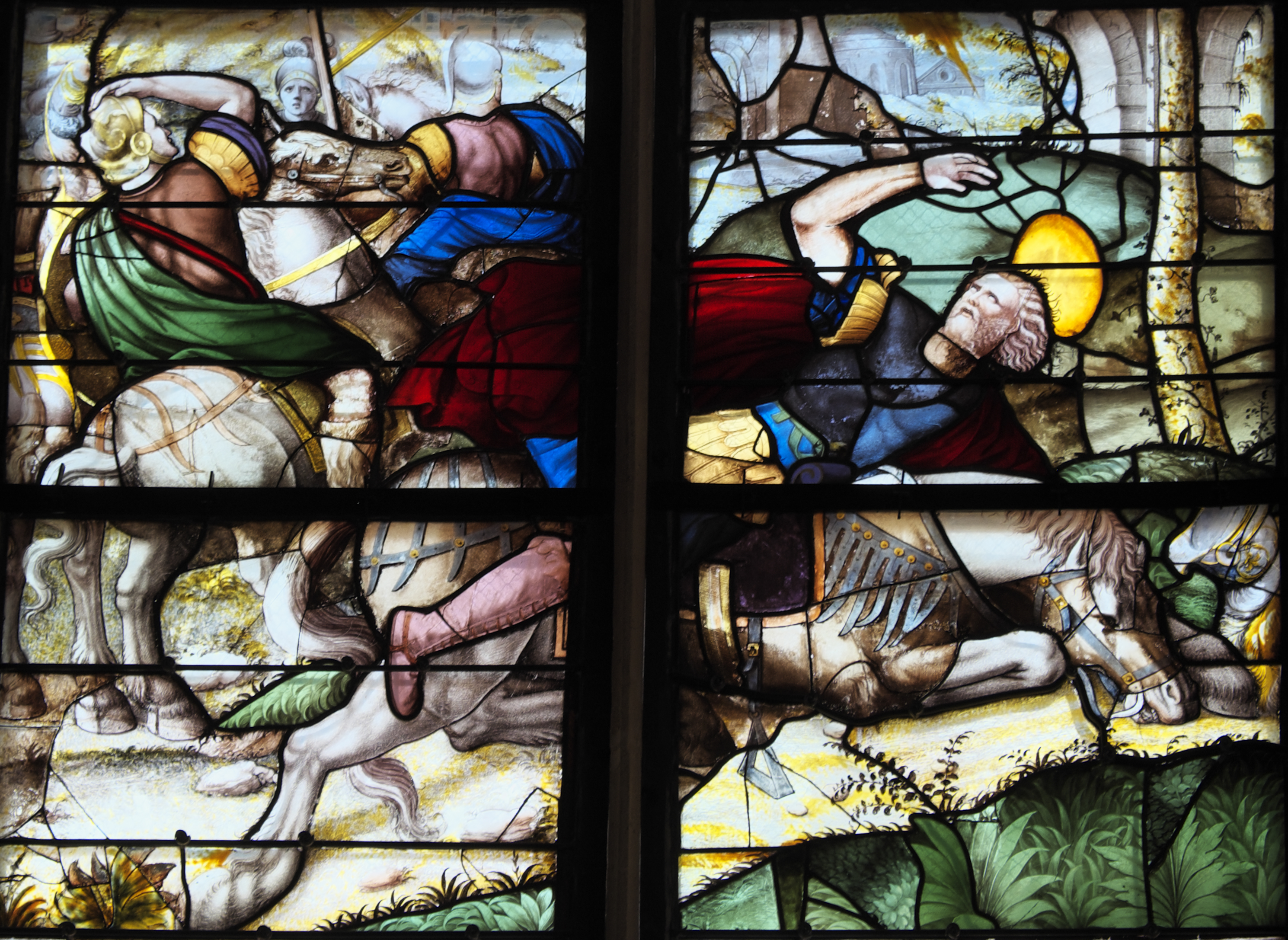
Bekehrung des Apostels Paulus
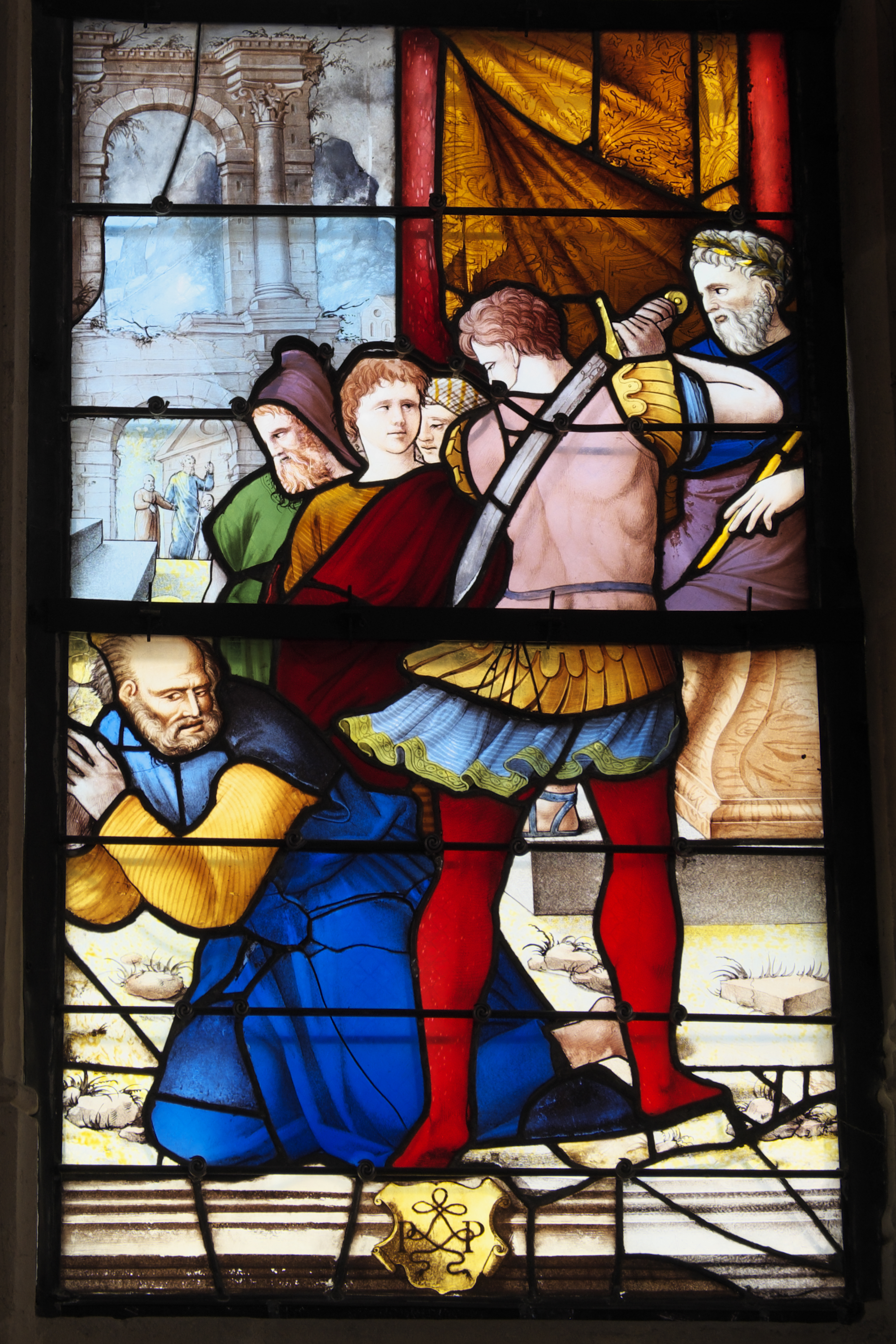
Enthauptung des Apostels Paulus

- Fenster 10

Auf den beiden Lanzetten sieht man die zwei Schächer am Kreuz und in der Mitte das Kreuz Christi, darunter die Beweinung des Leichnams Jesu. Im Tympanon ist der Erzengel Michael dargestellt, der Luzifer besiegt. Das Fenster wird in die Mitte des 16. Jahrhunderts datiert.

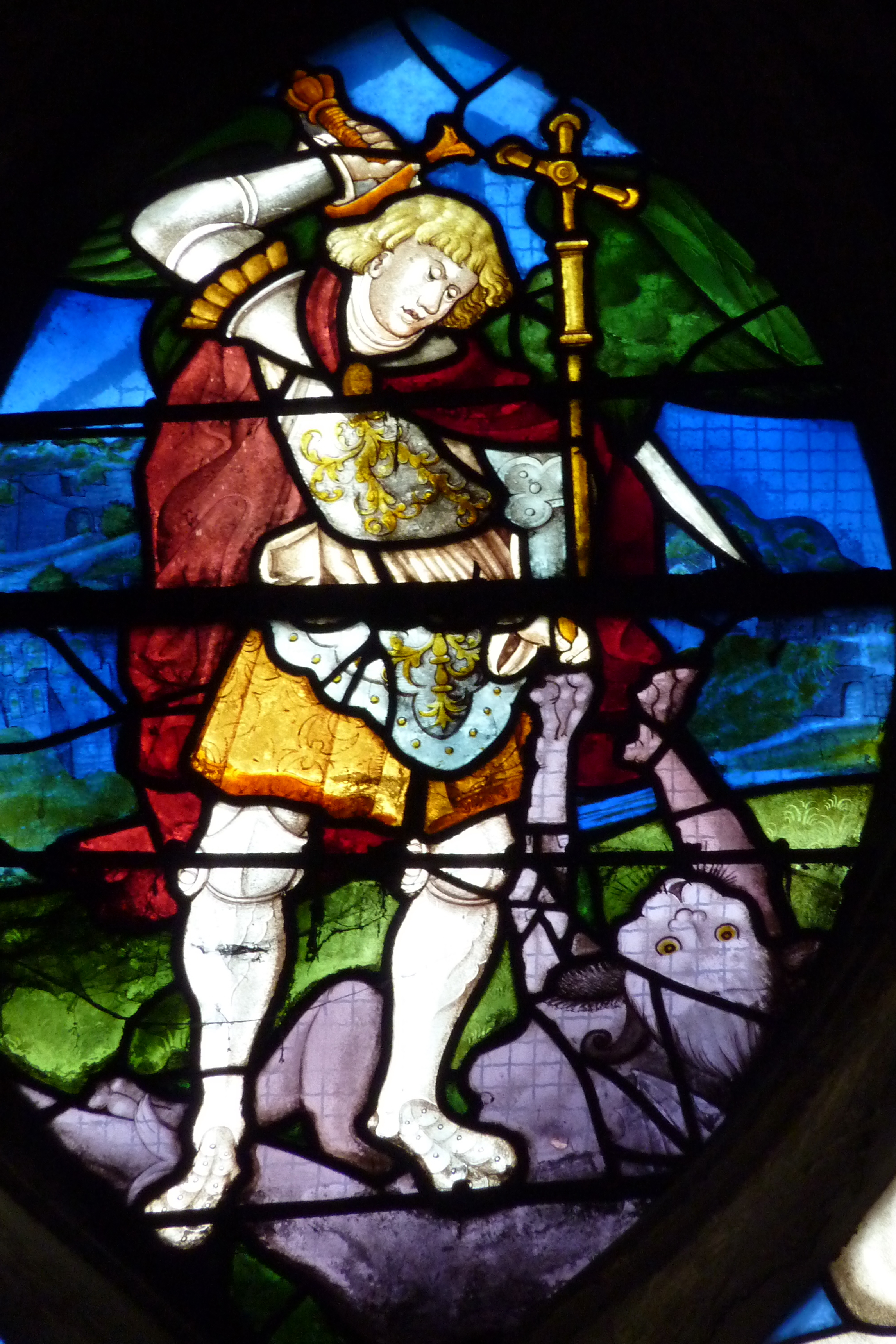
Erzengel Michael besiegt Luzifer
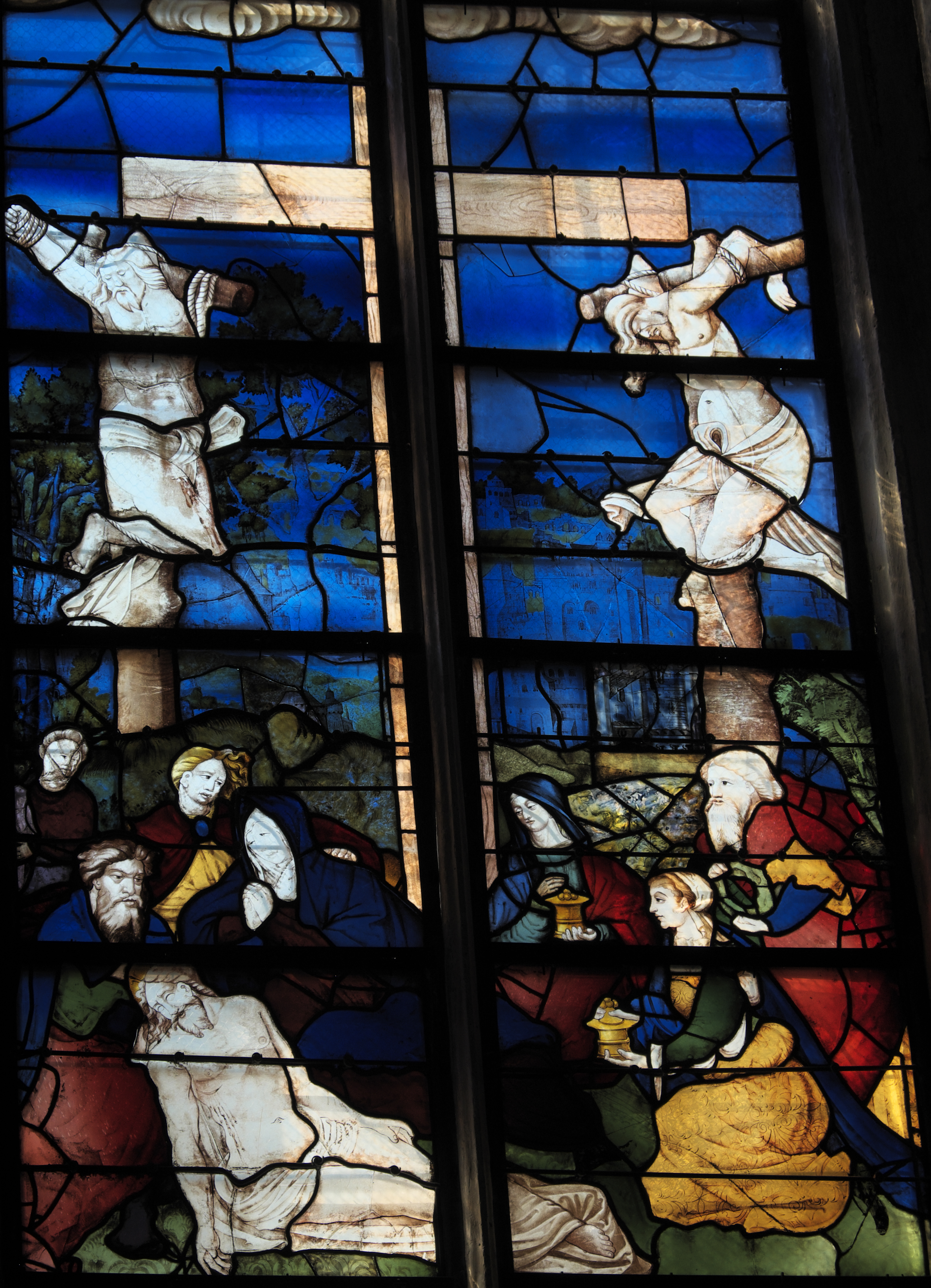
Schächer am Kreuz
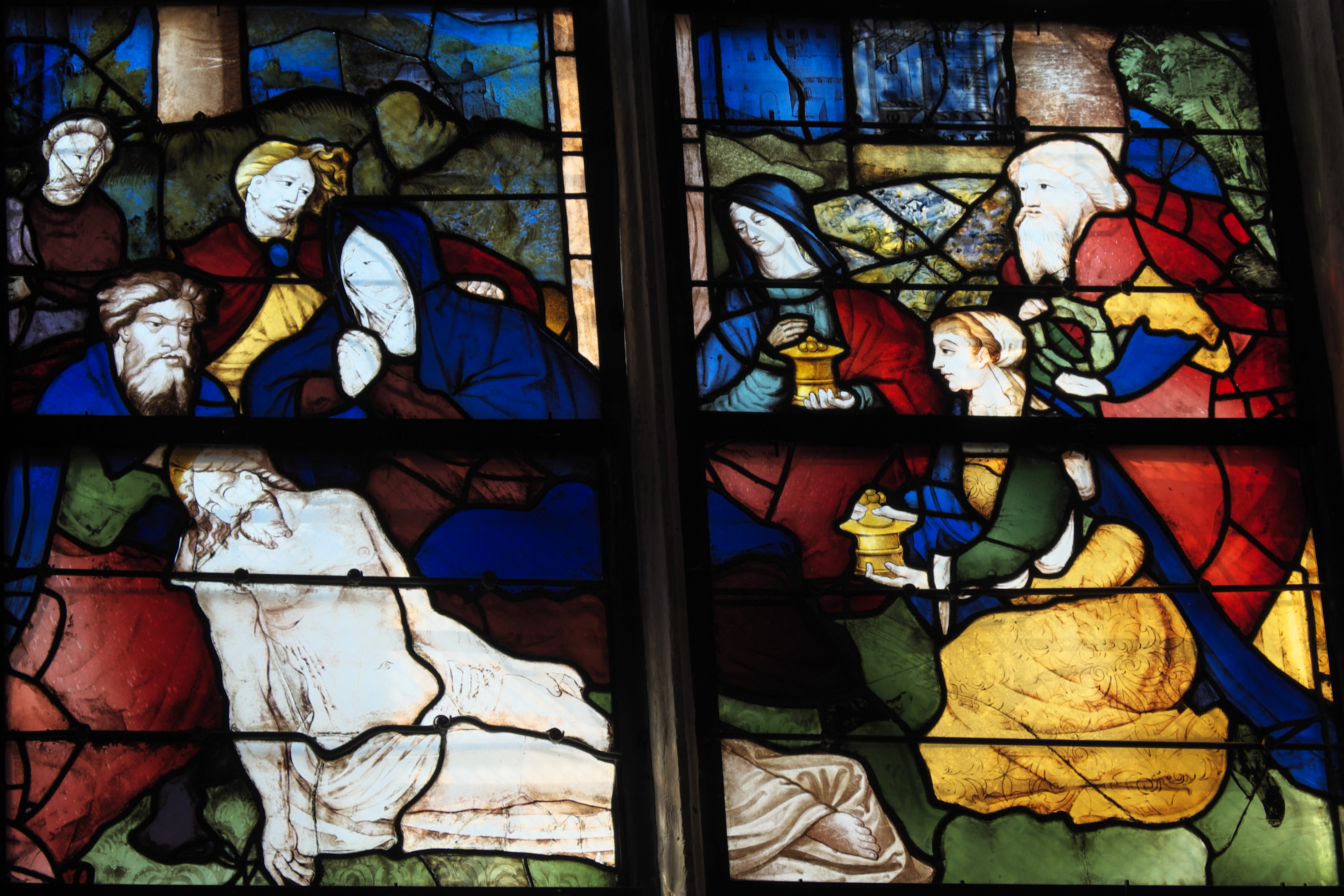
Beweinung Jesu

- Fenster 11

Das Fenster stammt aus der Mitte des 16. Jahrhunderts. Auf den drei Lanzetten sind in der Mitte Christus am Kreuz und seitlich die beiden Schächer dargestellt. Maria Magdalena umfasst das Fußende des Kreuzes, im Tympanon begegnet ihr Jesus nach seiner Auferstehung als Gärtner (Noli me tangere), umgeben von Engeln mit den Leidenswerkzeugen. Die Figuren in der rechten unteren Szene, die sich vom Kreuz abwenden, auf der Seite des unbußfertigen Schächers, werden auch als Vertreter der Reformation wie Martin Luther, Johannes Calvin und Zwingli gedeutet, die mittlere, in Ritterrüstung gekleidete Figur als Kaiser Karl V.

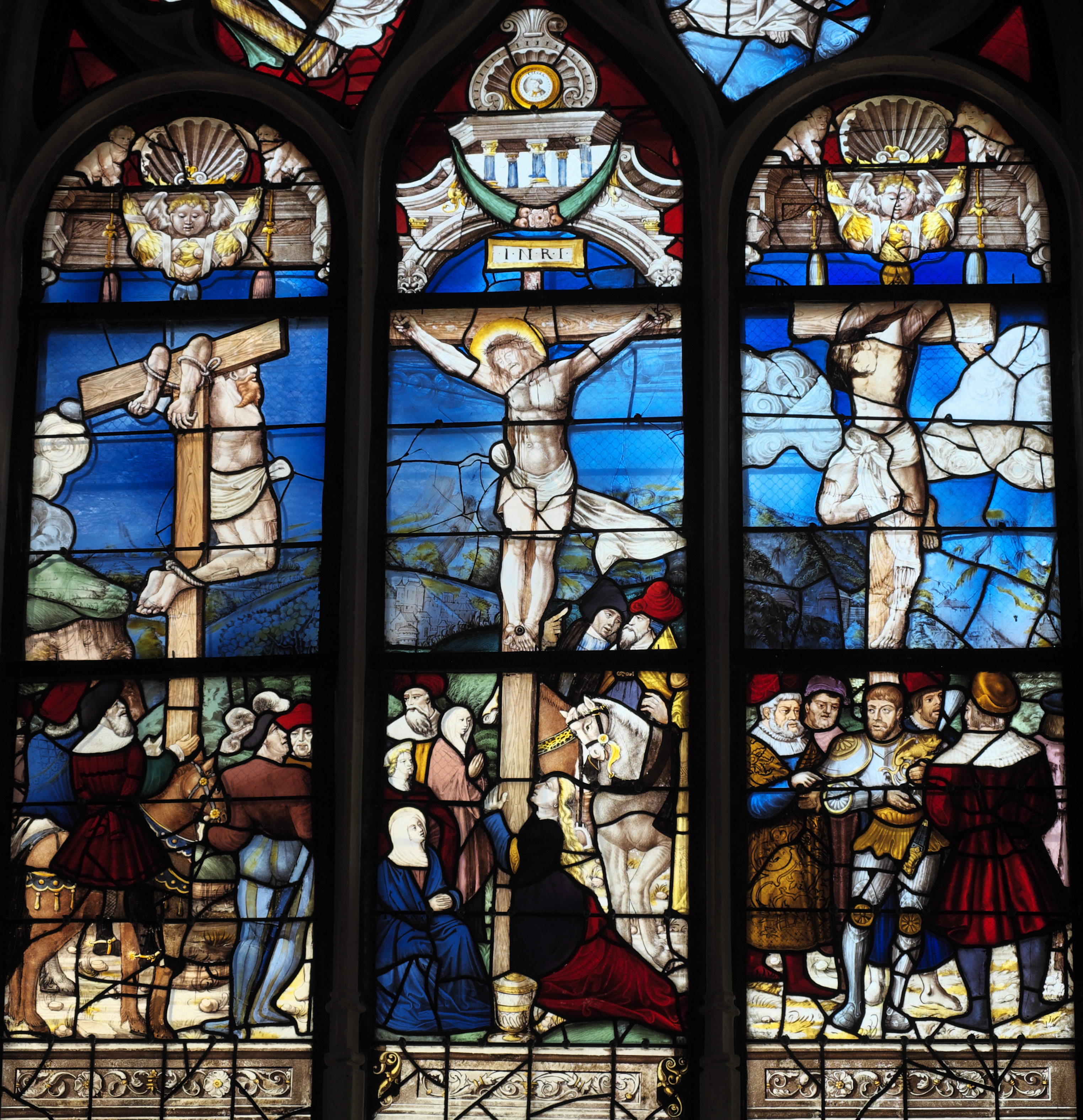
Kreuzigungsszene
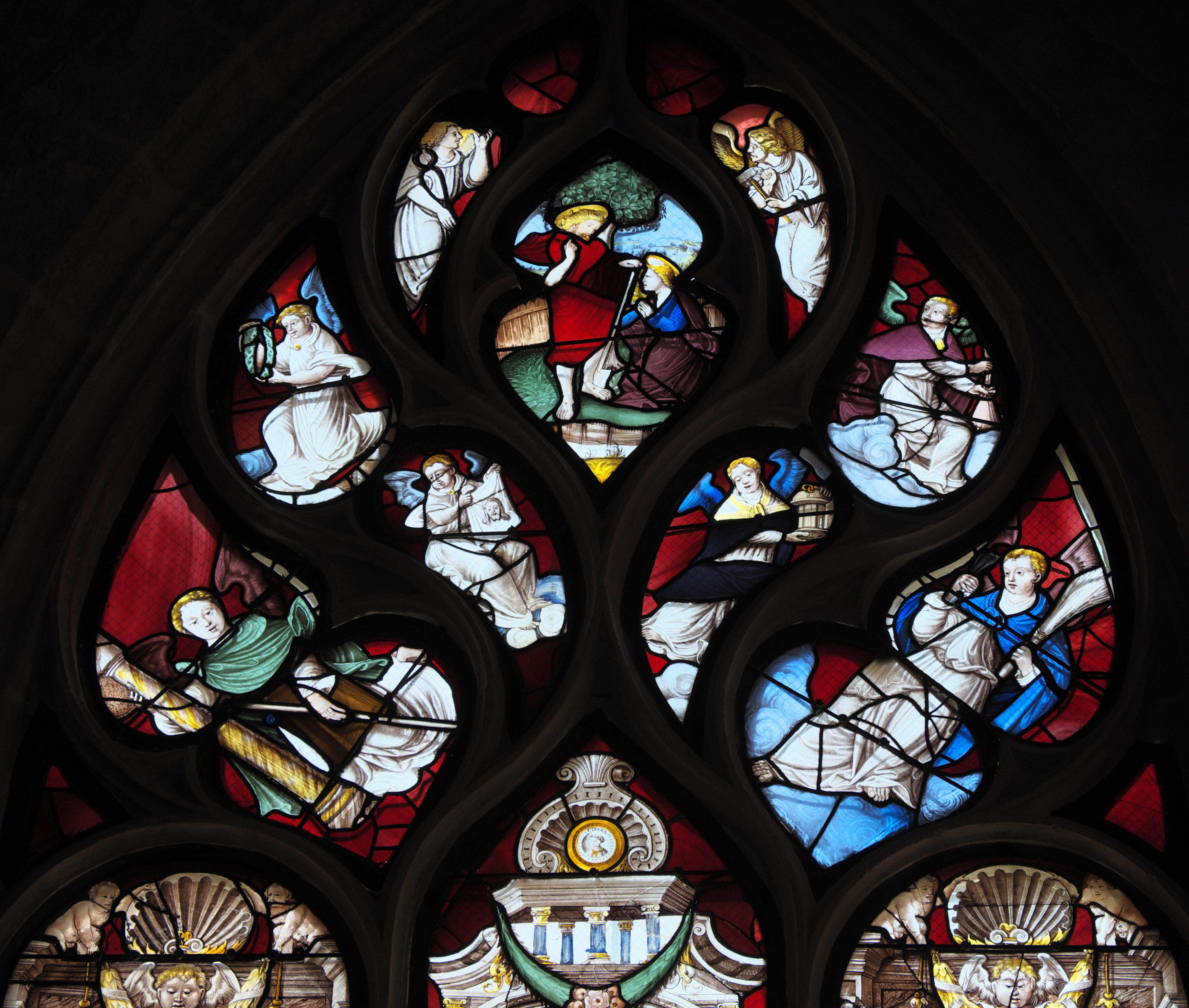
Noli me tangere, Engel mit Leidenswerkzeugen
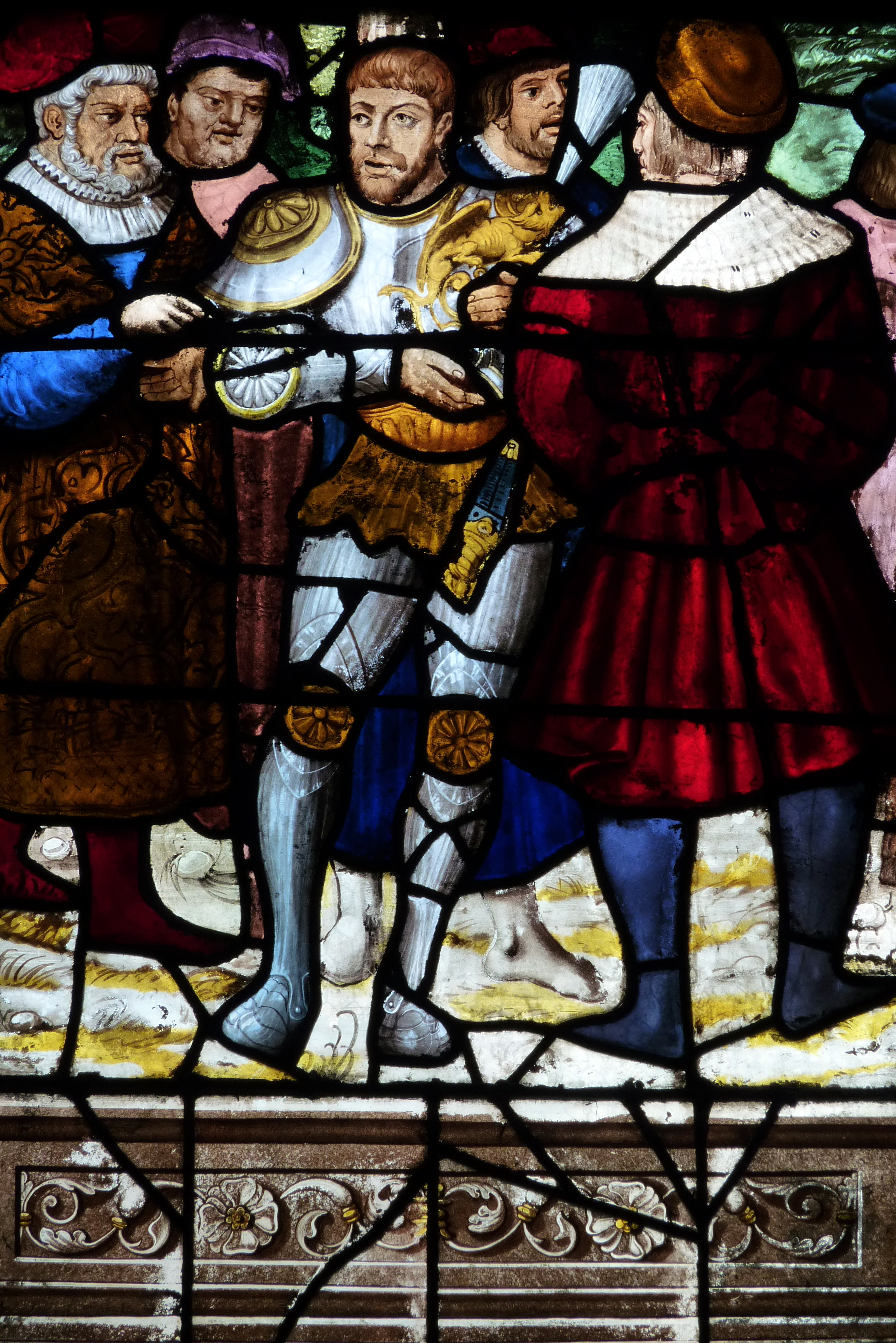
Kaiser Karl V. und Vertreter der Reformation

- Fenster 12

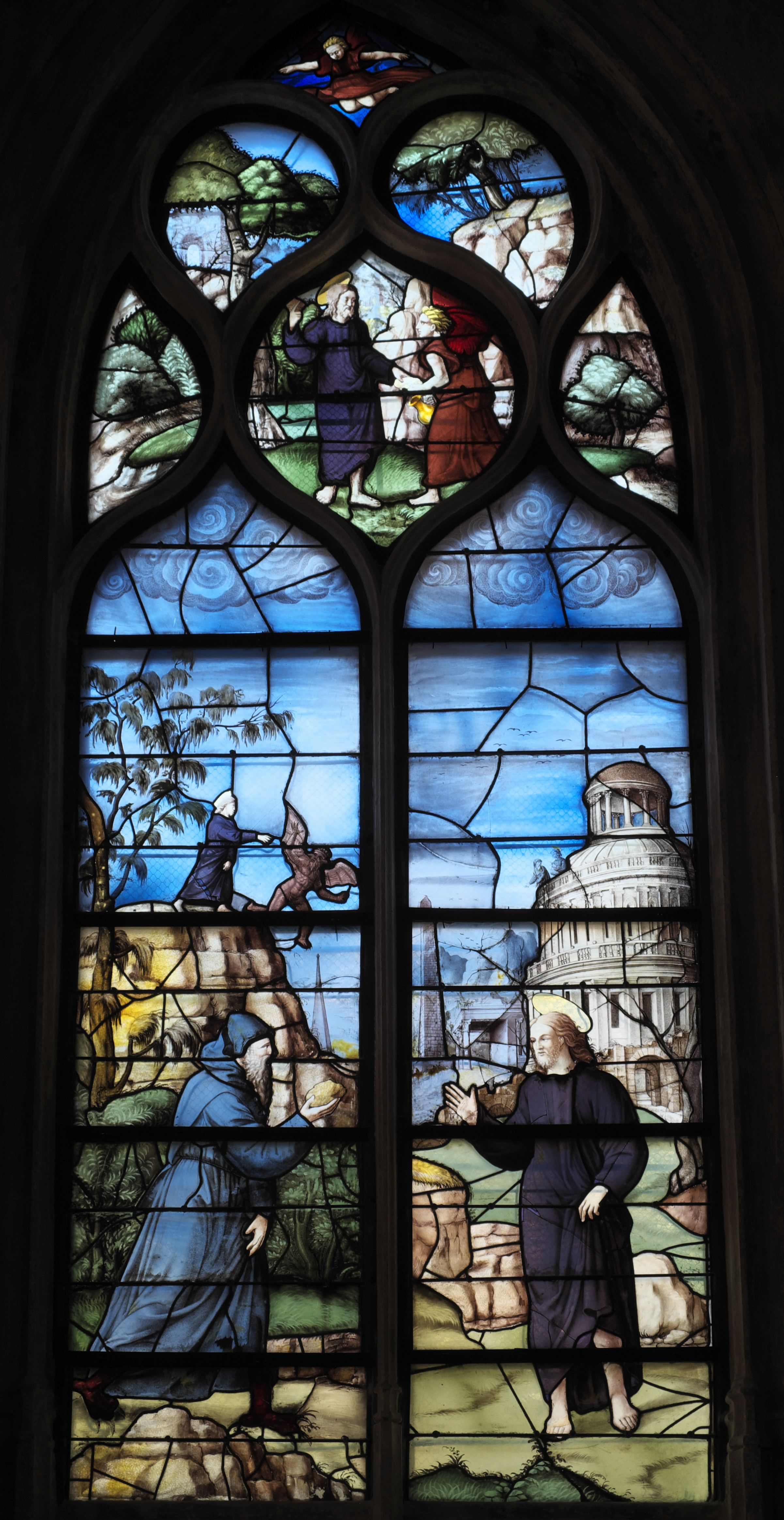
Fenster 12

Die Entstehungszeit des Fensters wird um 1540 bis 1550 datiert. Auf den beiden Lanzetten sind die drei Versuchungen Jesu in der Wüste dargestellt. In der Mitte sieht man den Teufel, mit einer Mönchskutte bekleidet, der Jesus zu überreden versucht, einen Stein in Brot zu verwandeln. Im Hintergrund, auf der linken Seite, versucht der Teufel Jesus zu überreden, sich von einem Berg zu stürzen, um sich als Sohn Gottes zu erweisen. Auf der rechten Seite sieht man beide auf einem Tempel stehen, von dem der Teufel auf die Pracht der Welt zeigt, die er Jesus geben wolle, wenn dieser ihn anbete. Im Tympanon wird Jesus von einem Engel mit Nahrung versorgt. Wie der Karton für das Fenster der Opferung Isaaks (Fenster 2) stammt der Karton für dieses Fenster von Jean Cousin dem Älteren.

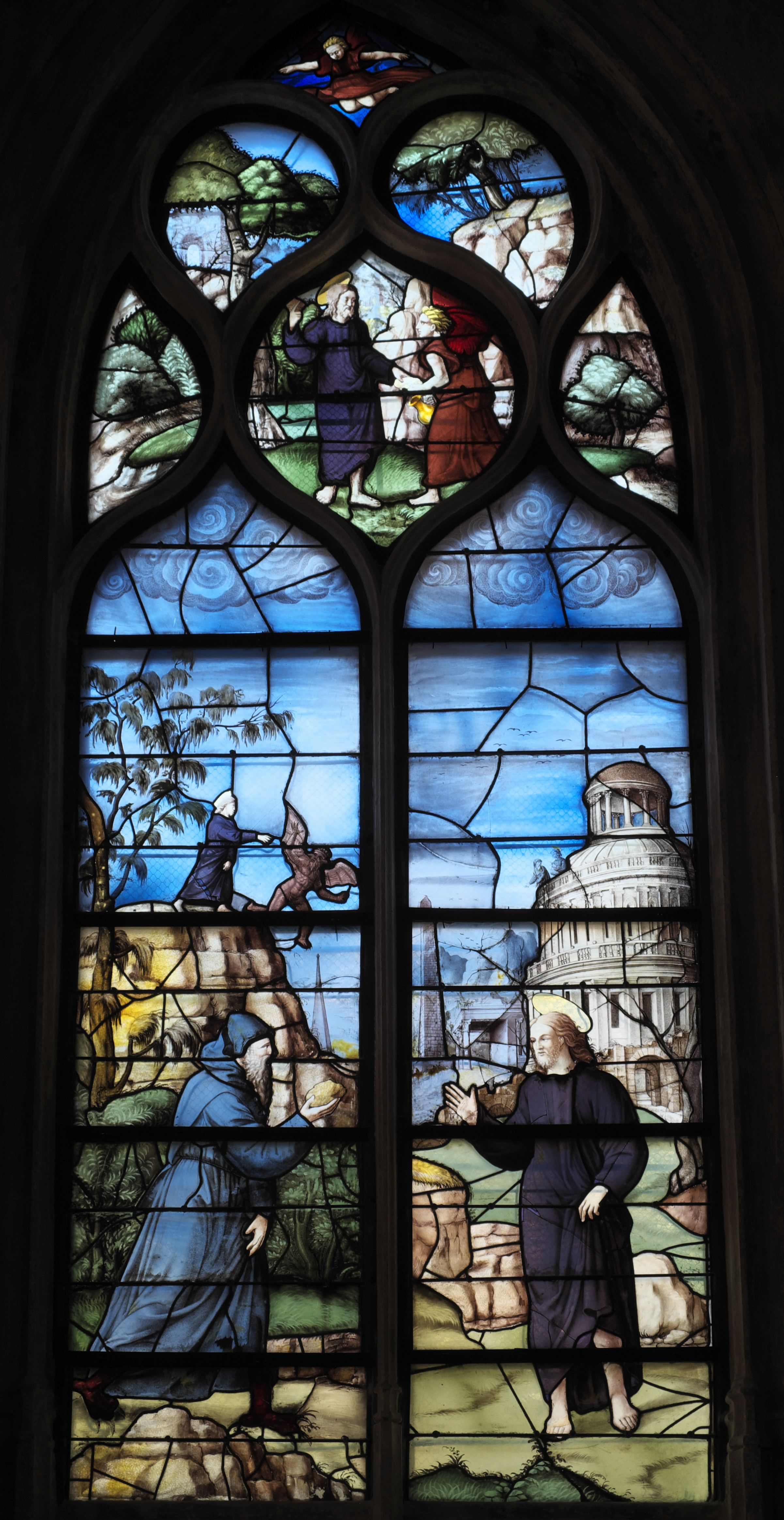
Fenster 12
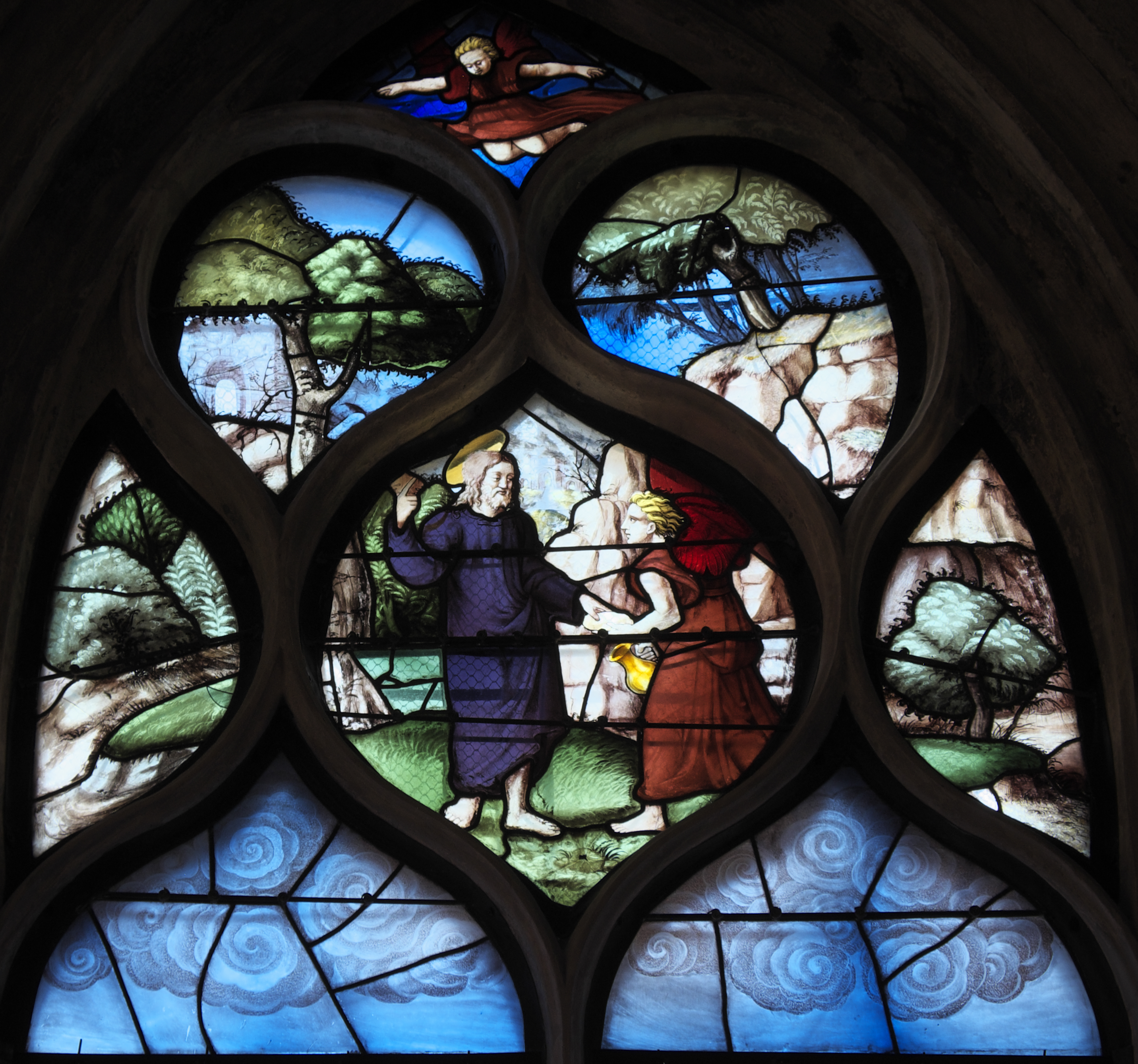
Engel versorgt Jesus mit Nahrung
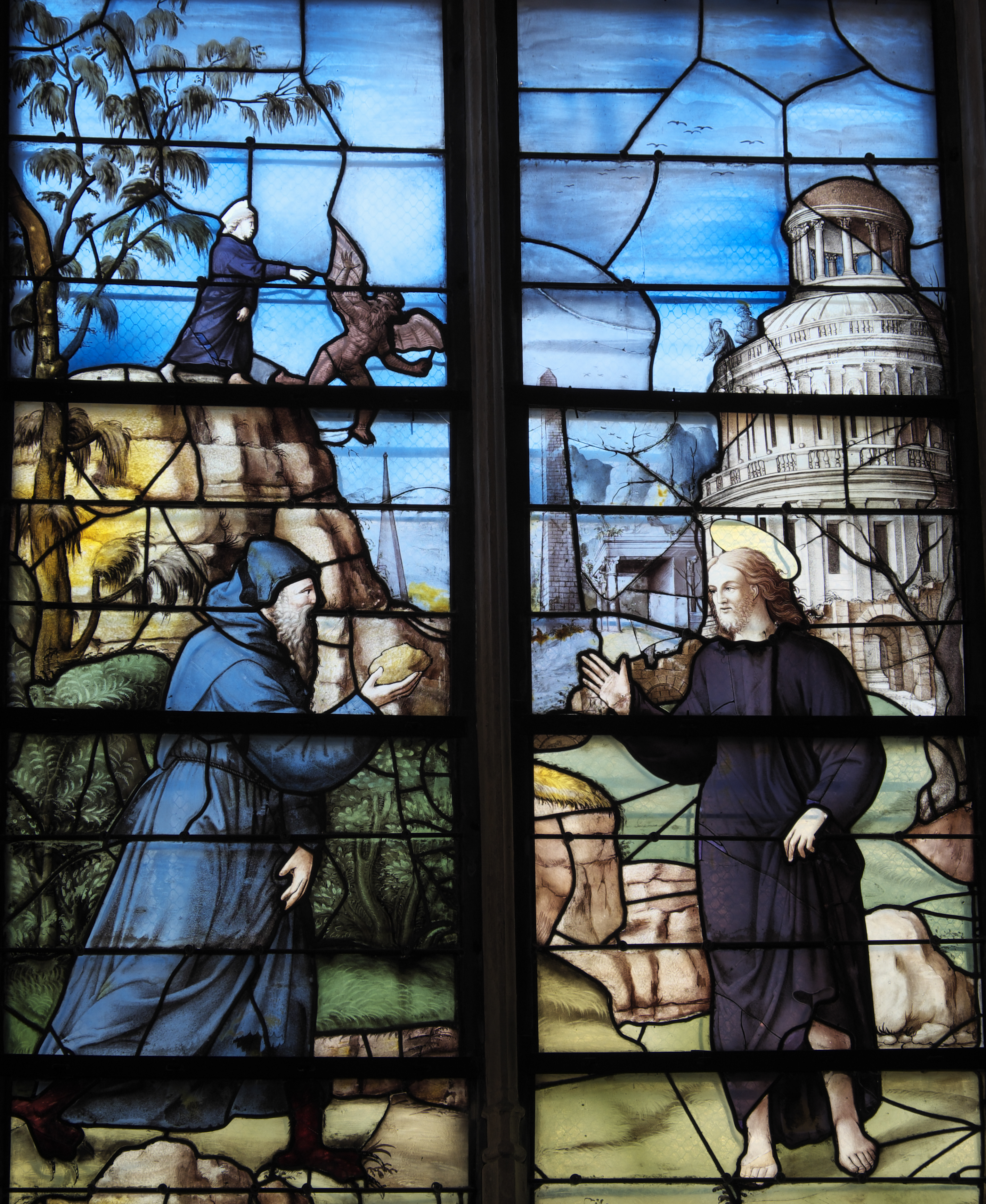
Versuchung Jesu in der Wüste

- Fenster 13

Das Fenster aus der Mitte des 16. Jahrhunderts ist in drei Lanzetten gegliedert und wurde bereits 1724 restauriert. Es stellt Szenen aus dem Leben des Apostels Petrus dar, seine Gefangennahme und Befreiung aus dem Gefängnis durch einen Engel. In den beiden kleineren Scheiben im Tympanon sucht Petrus nach seiner Befreiung Maria und die Apostel auf, auf der anderen Scheibe wird König Herodes, der Petrus gefangen nehmen ließ, von einem Engel bestraft. Am unteren Bildrand sieht man das Stifterehepaar und ihr Wappen.

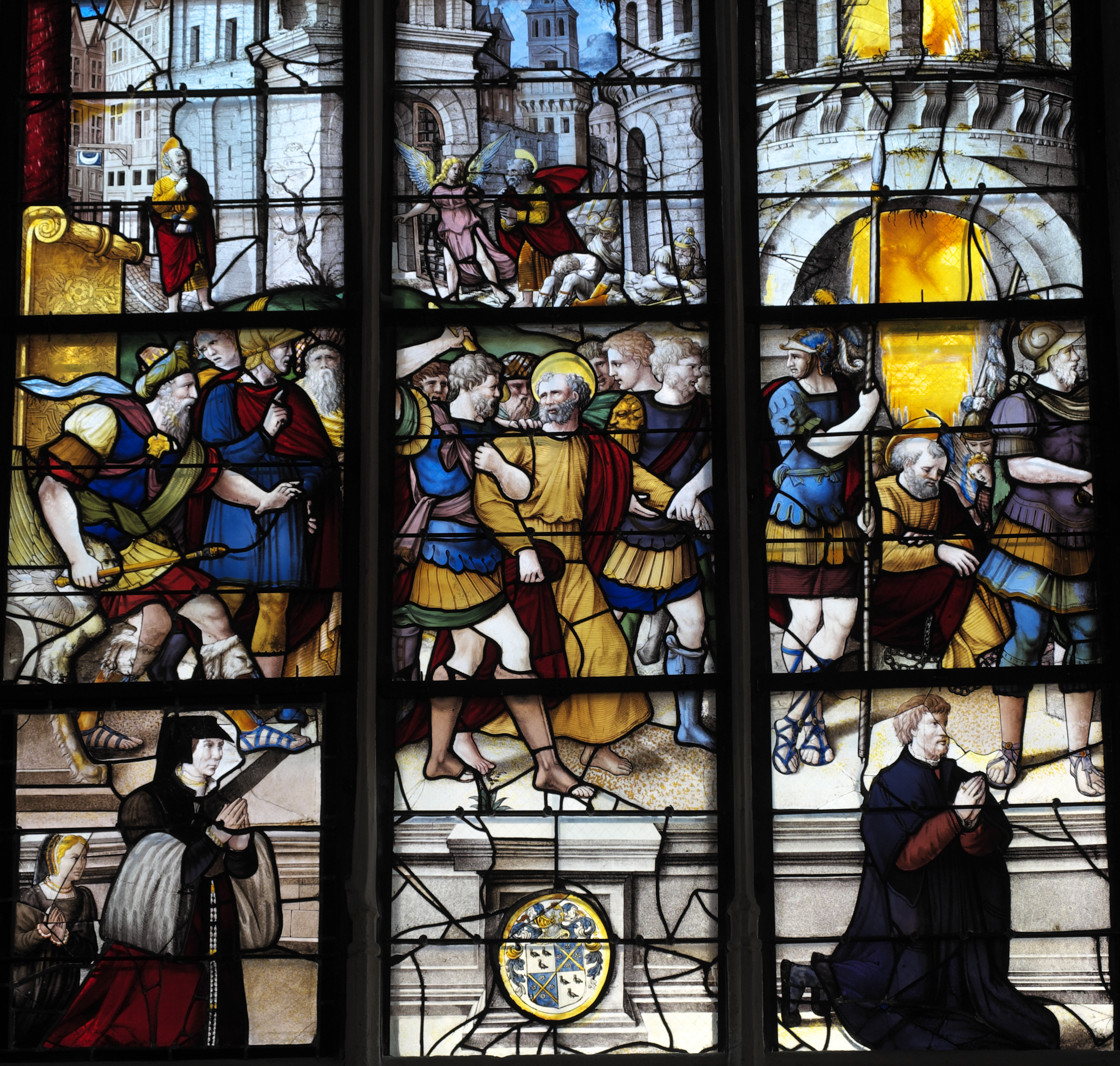
Gefangennahme des Apostels Petrus und seine Befreiung aus dem Gefängnis durch einen Engel, unten Stifterehepaar
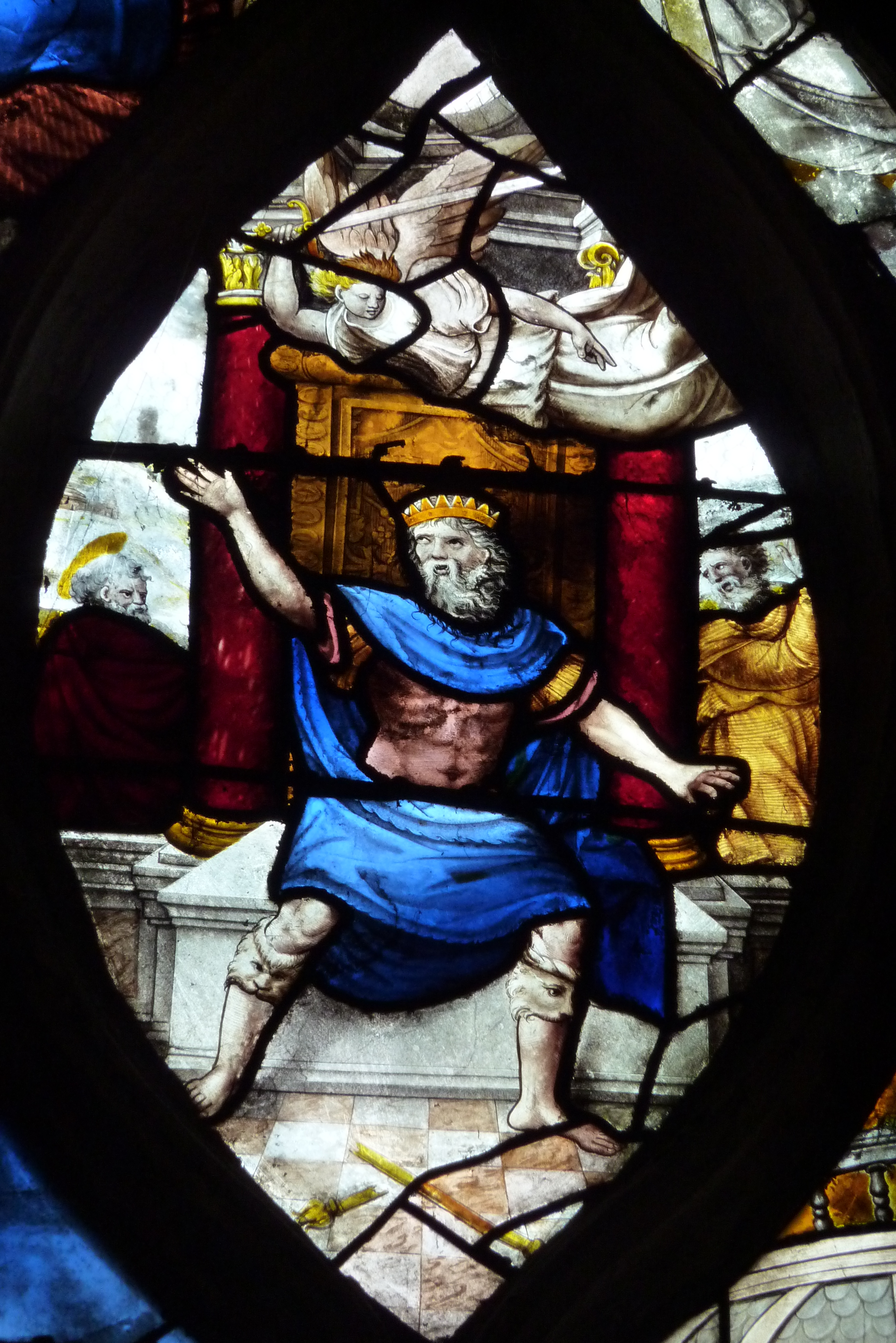
Bestrafung des Herodes durch einen Engel

- Fenster 14

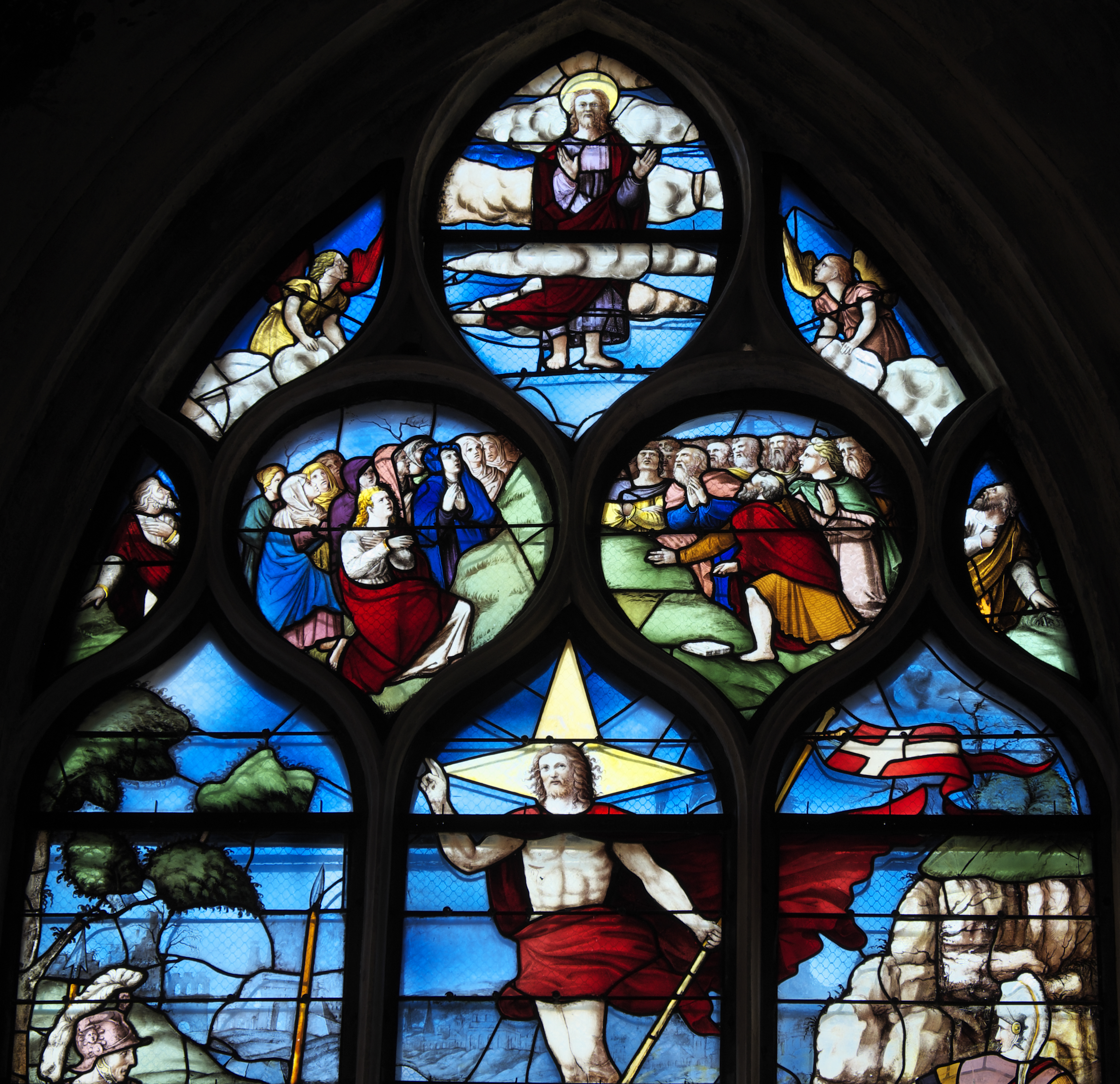
Fenster 14: Auferstehung Christi und Himmelfahrt

In der Mitte des dreibahnigen Fensters ist die Auferstehung Christi mit den schlafenden Wächtern am Grab und im Tympanon seine Himmelfahrt vor den Augen der Apostel und seiner Jünger dargestellt. Am unteren Bildrand sieht man die Stifter, links eine Familie mit ihrem Schutzpatron, Johannes dem Täufer, in der Mitte einen Stifter, dem ein Bischof zur Seite steht, mit seinem Wappen, rechts ein Stifterpaar mit dem Apostel Petrus. Das Fenster stammt aus der Mitte des 16. Jahrhunderts.

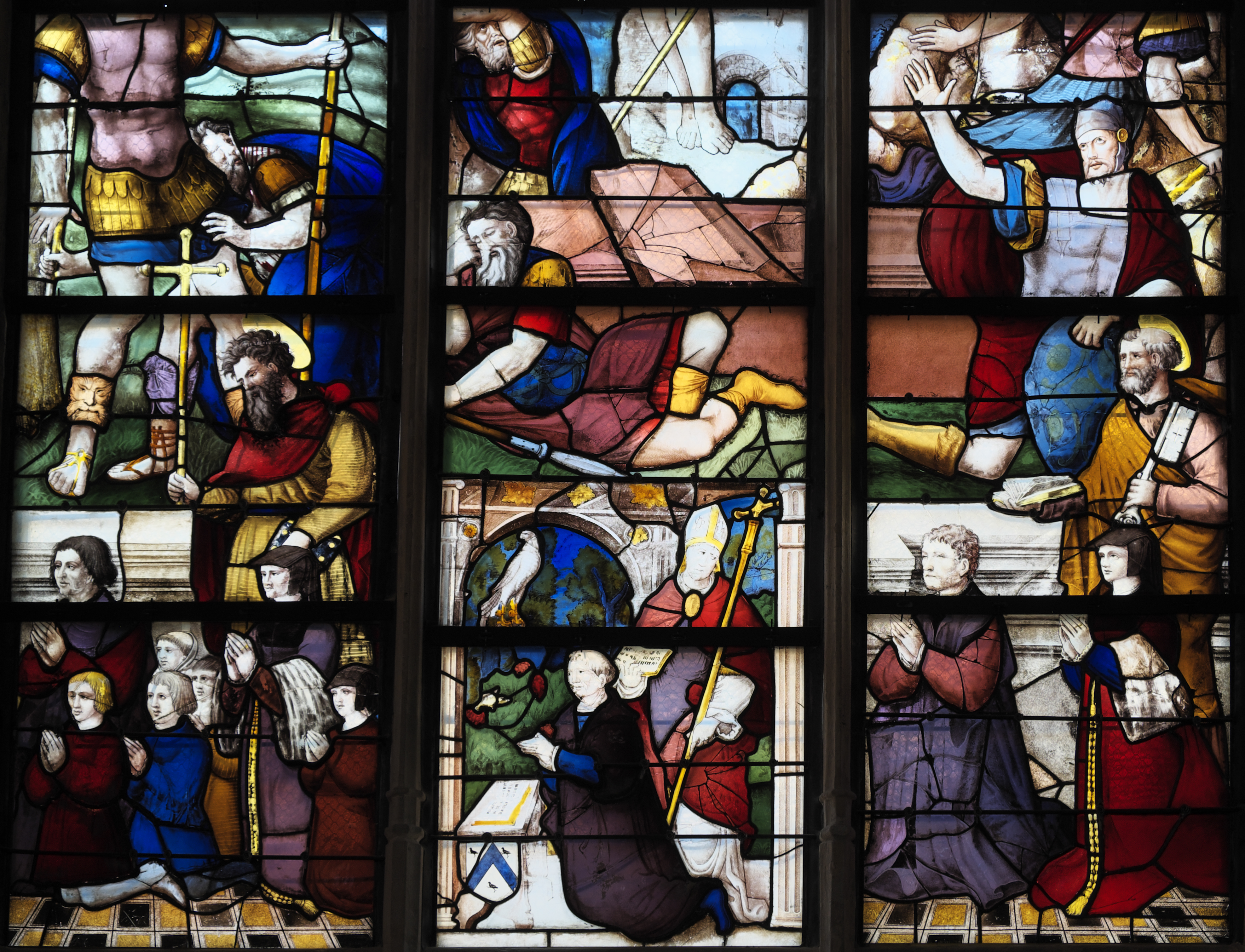
Schlafende Wächter am Grab, unten Stifter mit ihren Patronen
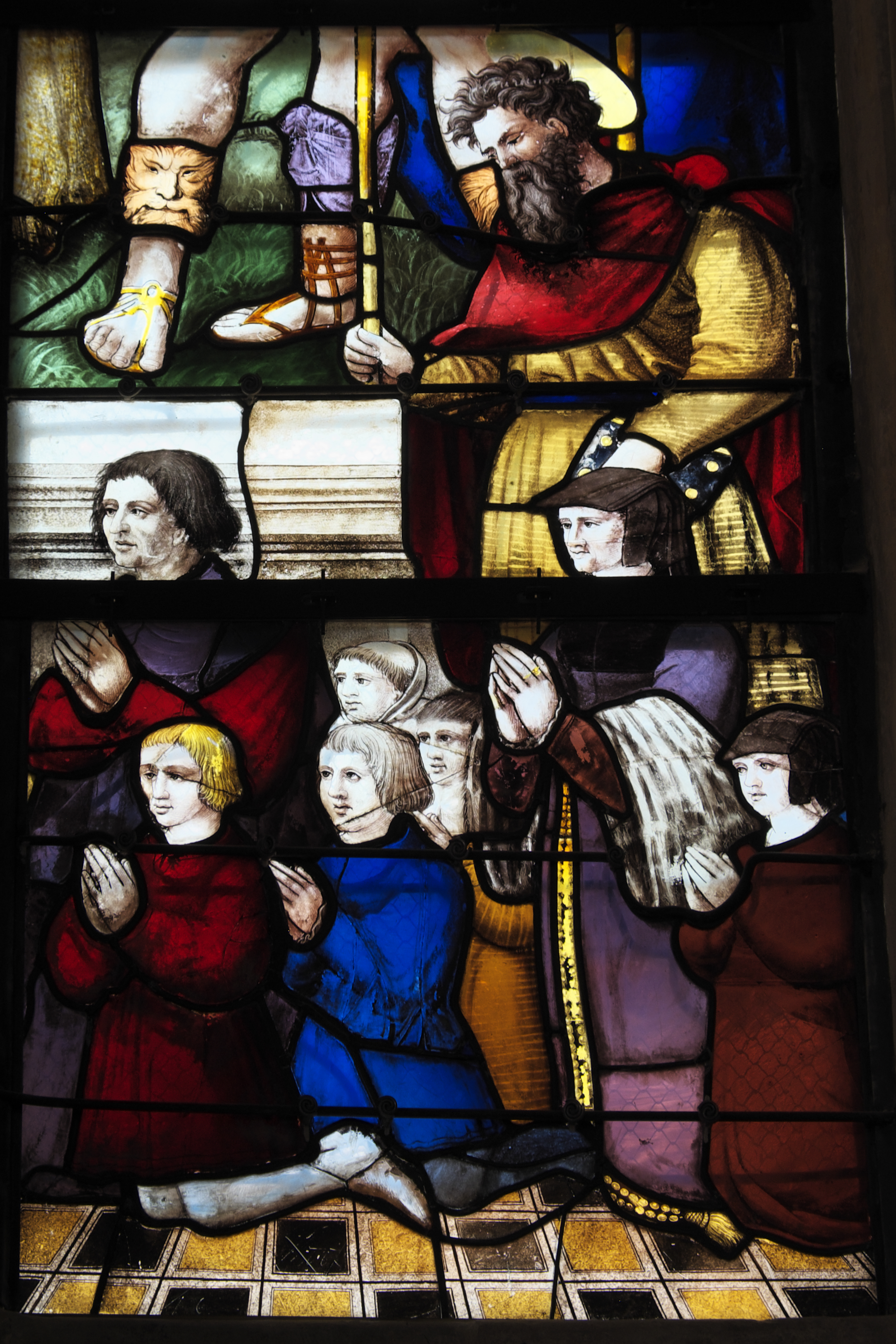
Stifterfamilie mit Johannes dem Täufer
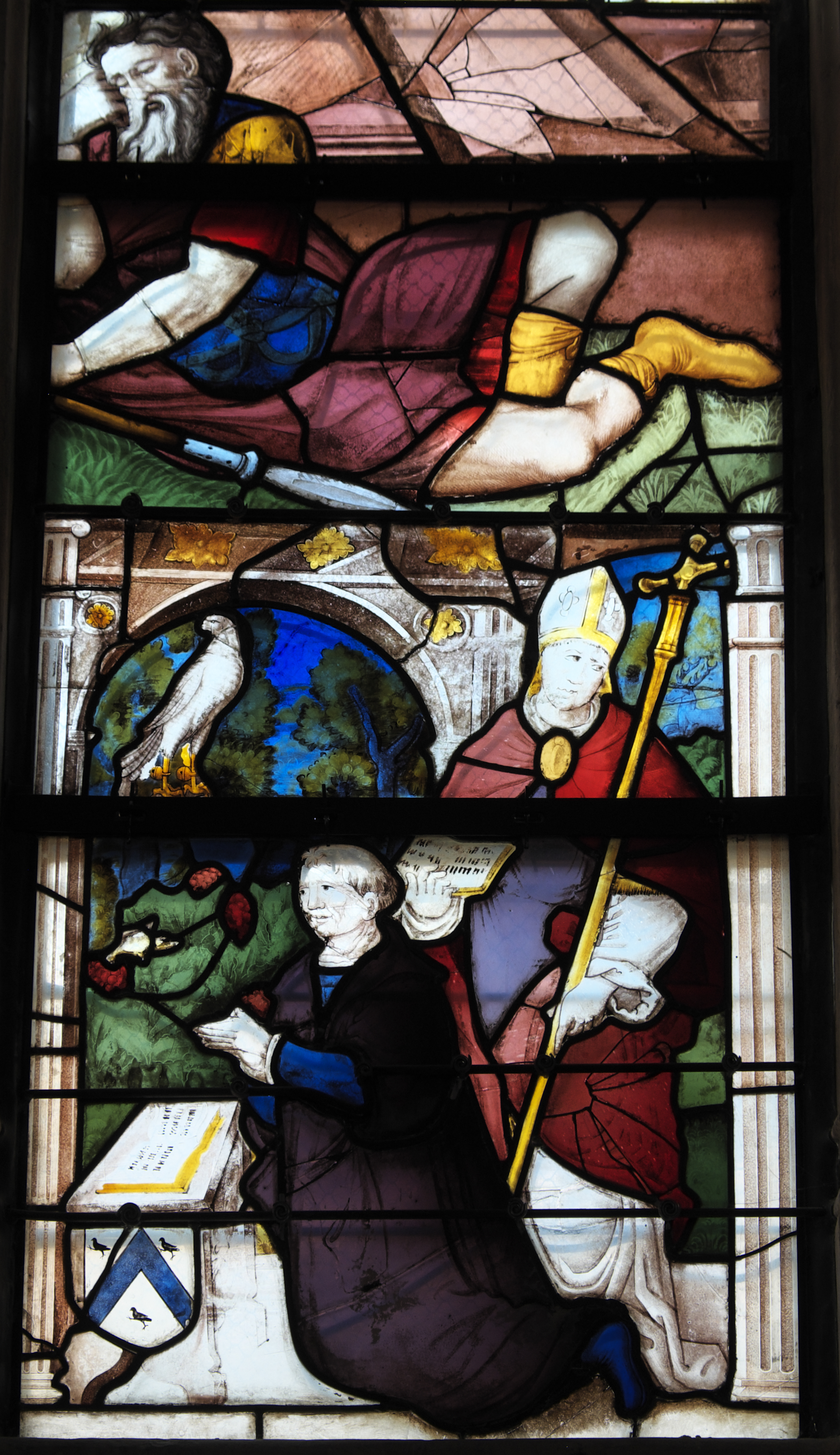
Stifter mit Bischof
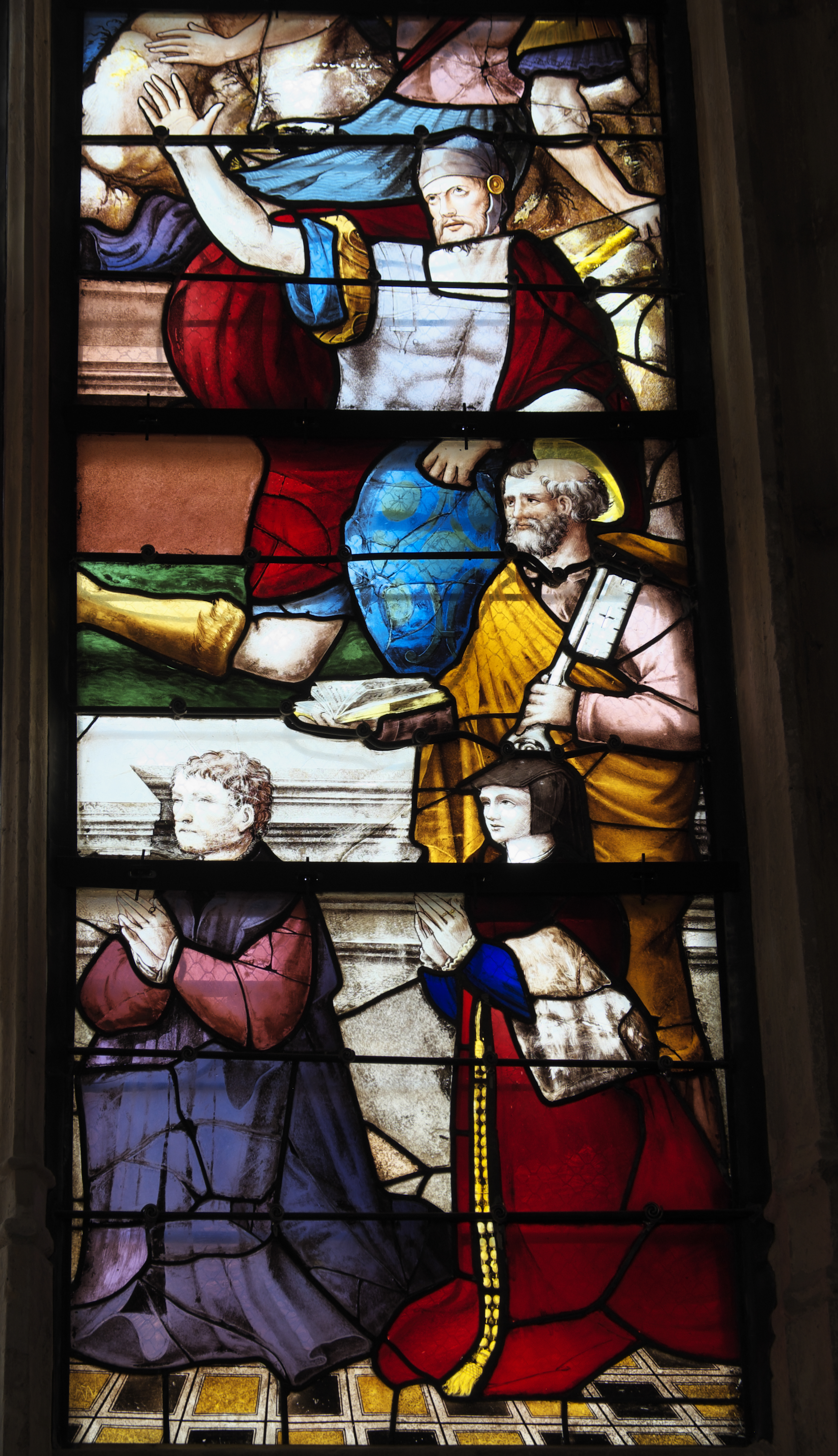
Stifterpaar und Apostel Petrus

- Fenster 15

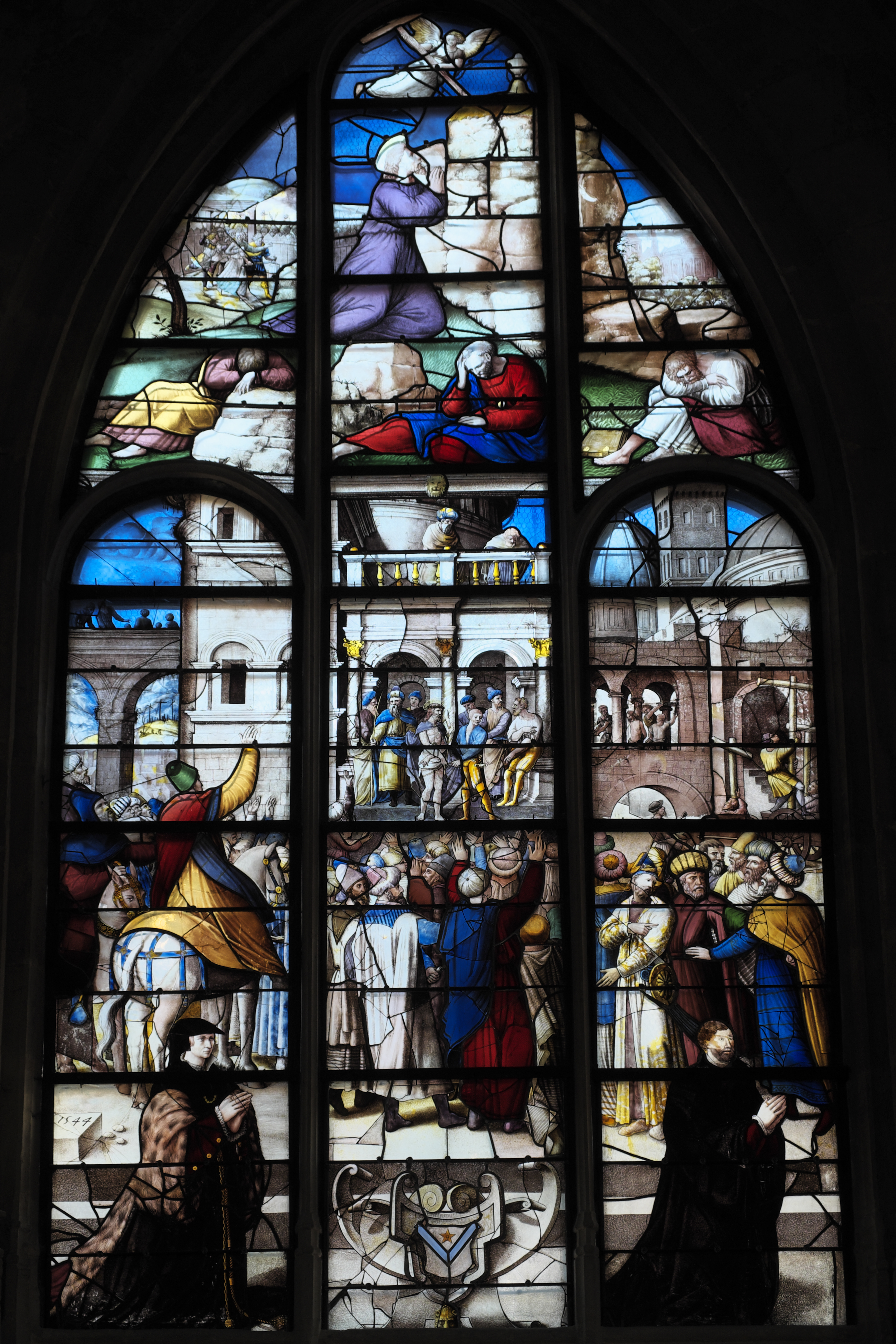
Fenster 15

Das Fenster stellt im Tympanon Jesus und die schlafenden Jünger am Ölberg dar. Auf den drei Lanzetten darunter sieht man rechts den Verrat durch Judas, links die Geißelung Christi und in der Mitte die Szene des Ecce homo. Auf der linken Lanzette ist die Jahreszahl 1544 zu lesen. Am unteren Bildrand kniet das in kostbare Pelzmäntel gekleidete Stifterpaar mit ihrem Wappen in der Mitte.

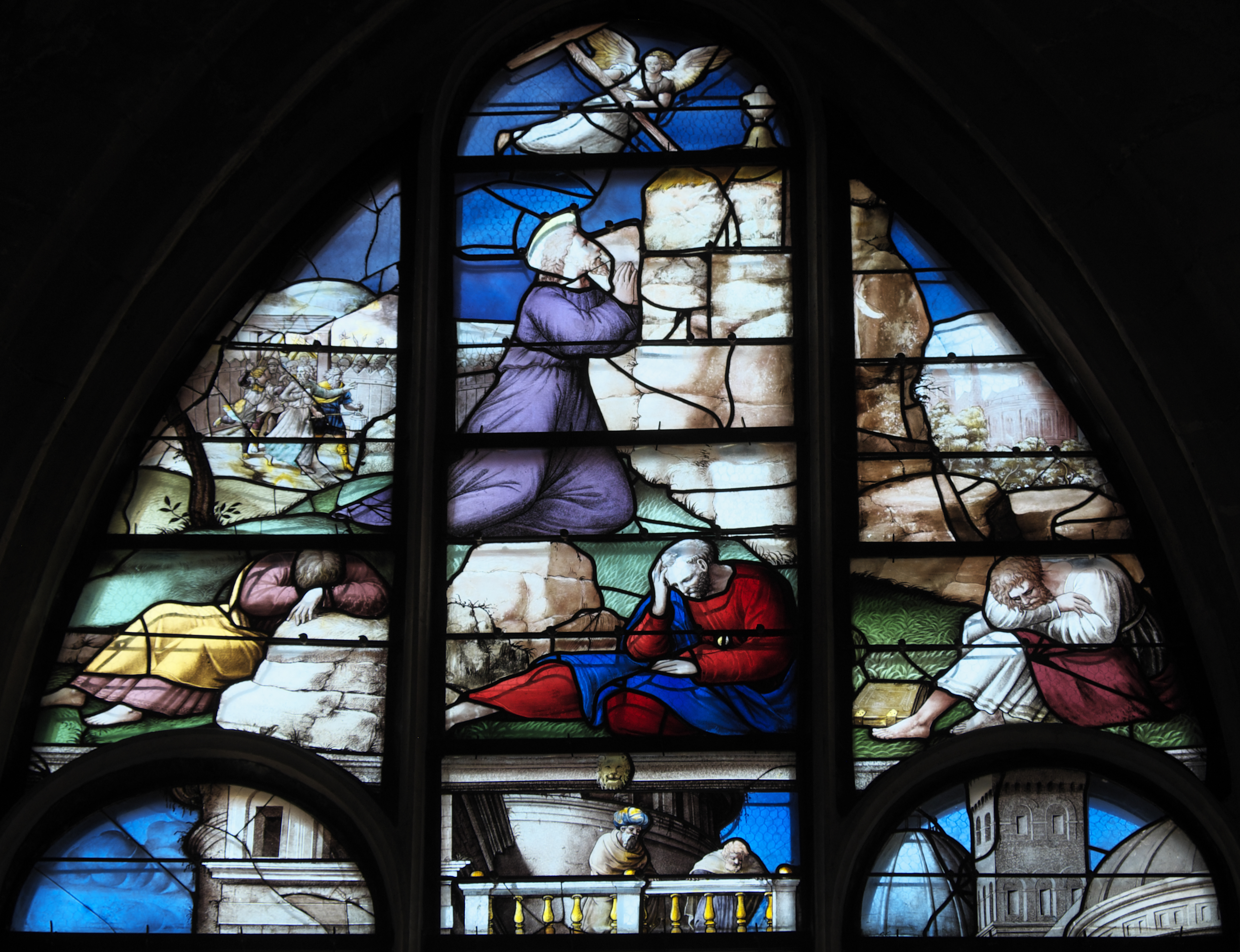
Jesus und die schlafenden Jünger am Ölberg
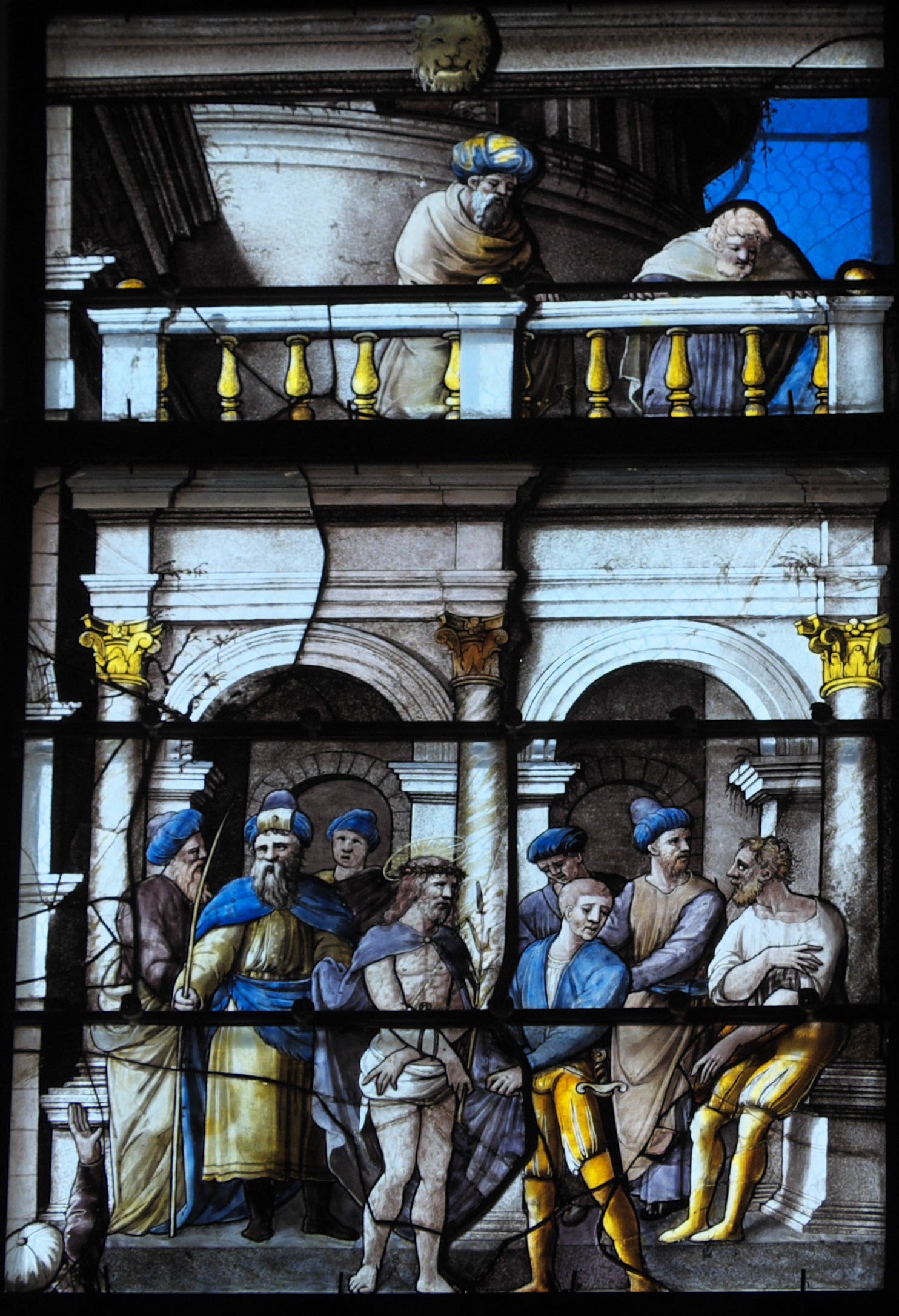
Ecce homo
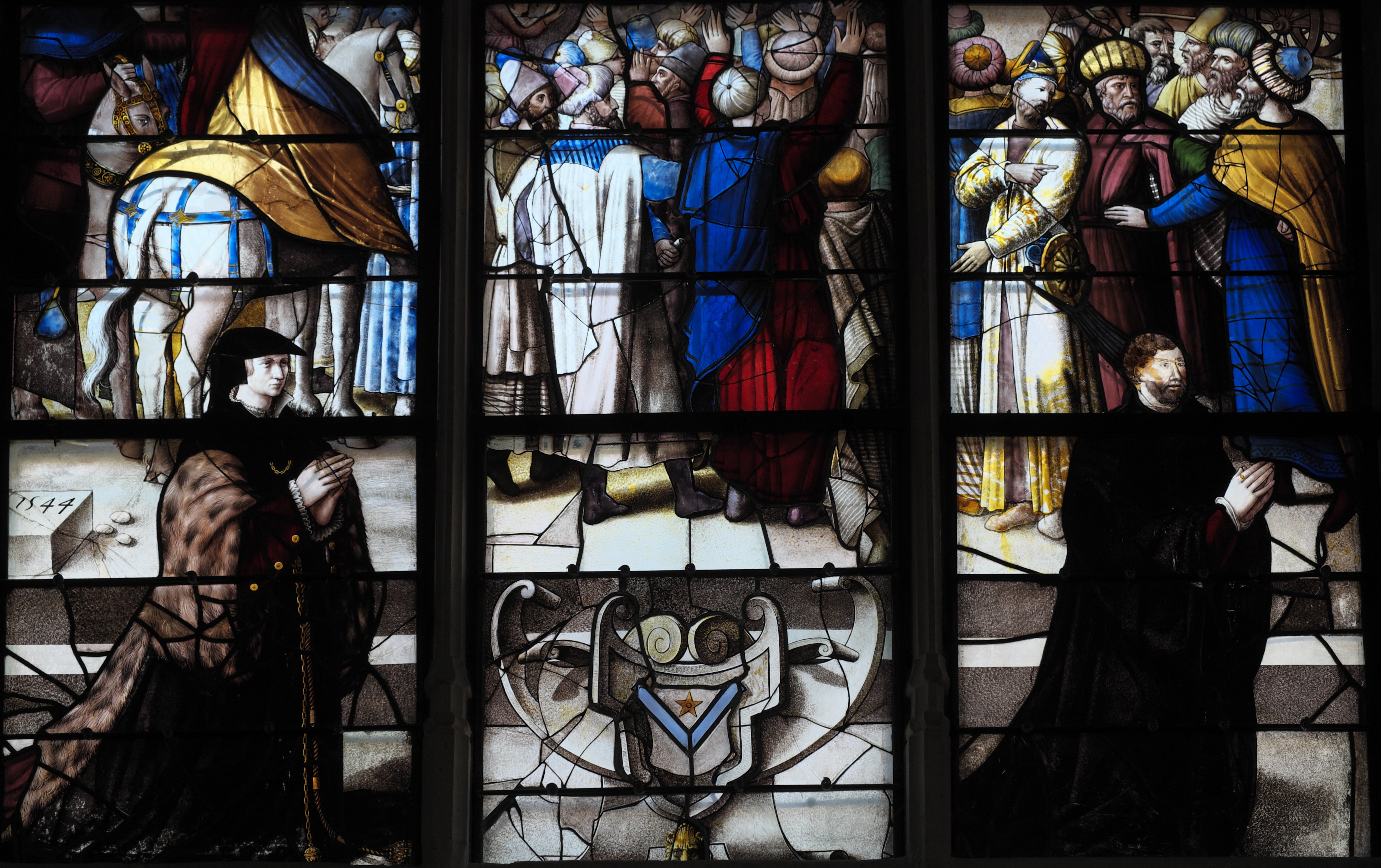
Stifter mit Wappen

- Fenster 16

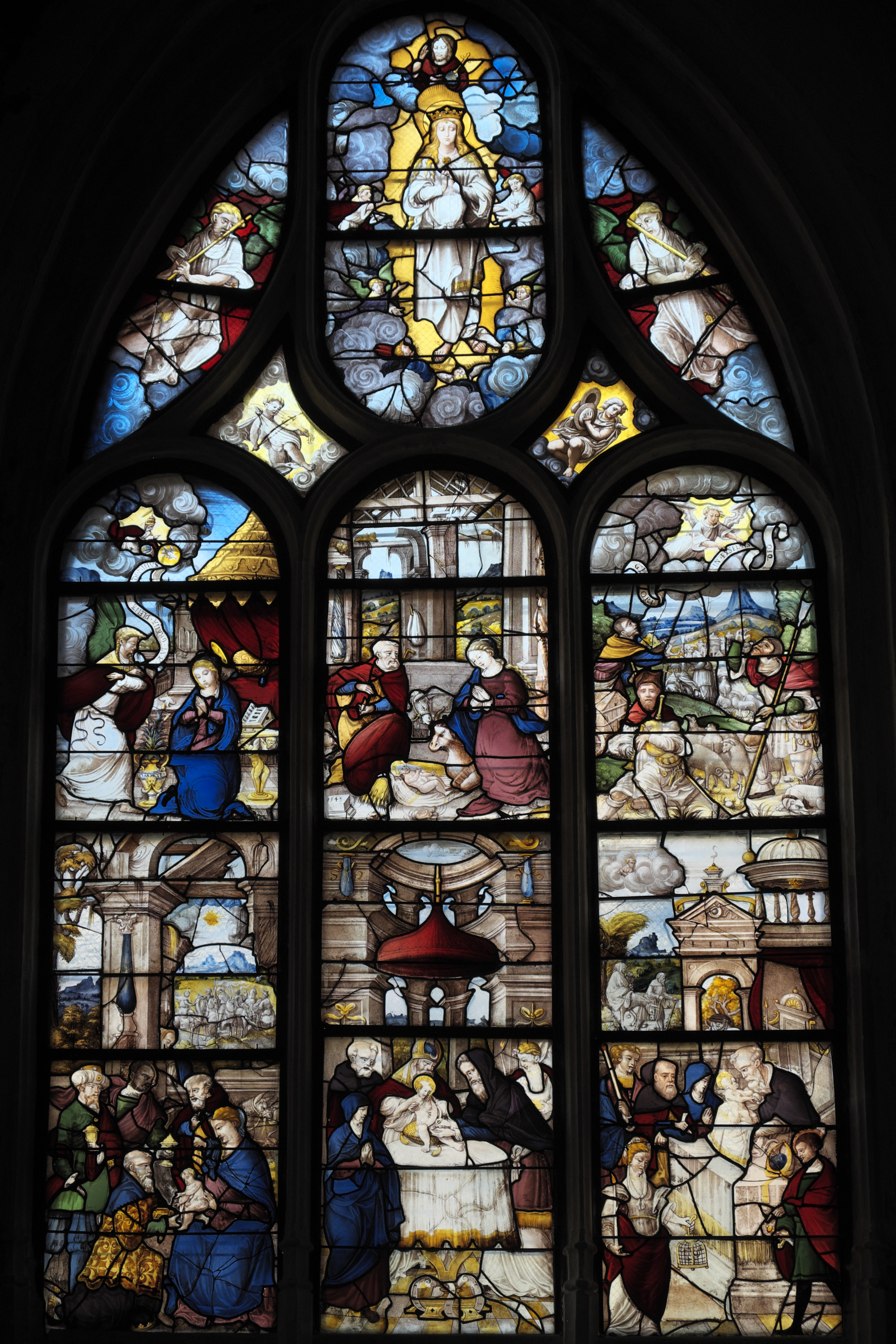
Fenster 16

Das dreibahnige Fenster ist mit der Jahreszahl 1543 bezeichnet. Es stellt Szenen aus dem Marienleben und der Kindheit Jesu dar, oben die Verkündigung an Maria durch den Erzengel Gabriel, die Geburt Christi und die Verkündigung an die Hirten, unten die Anbetung der Heiligen Drei Könige, die Beschneidung Jesu, die Präsentation im Tempel und im Hintergrund die Flucht nach Ägypten. Die Darstellung der Himmelfahrt Mariens im Tympanon wurde erneuert.

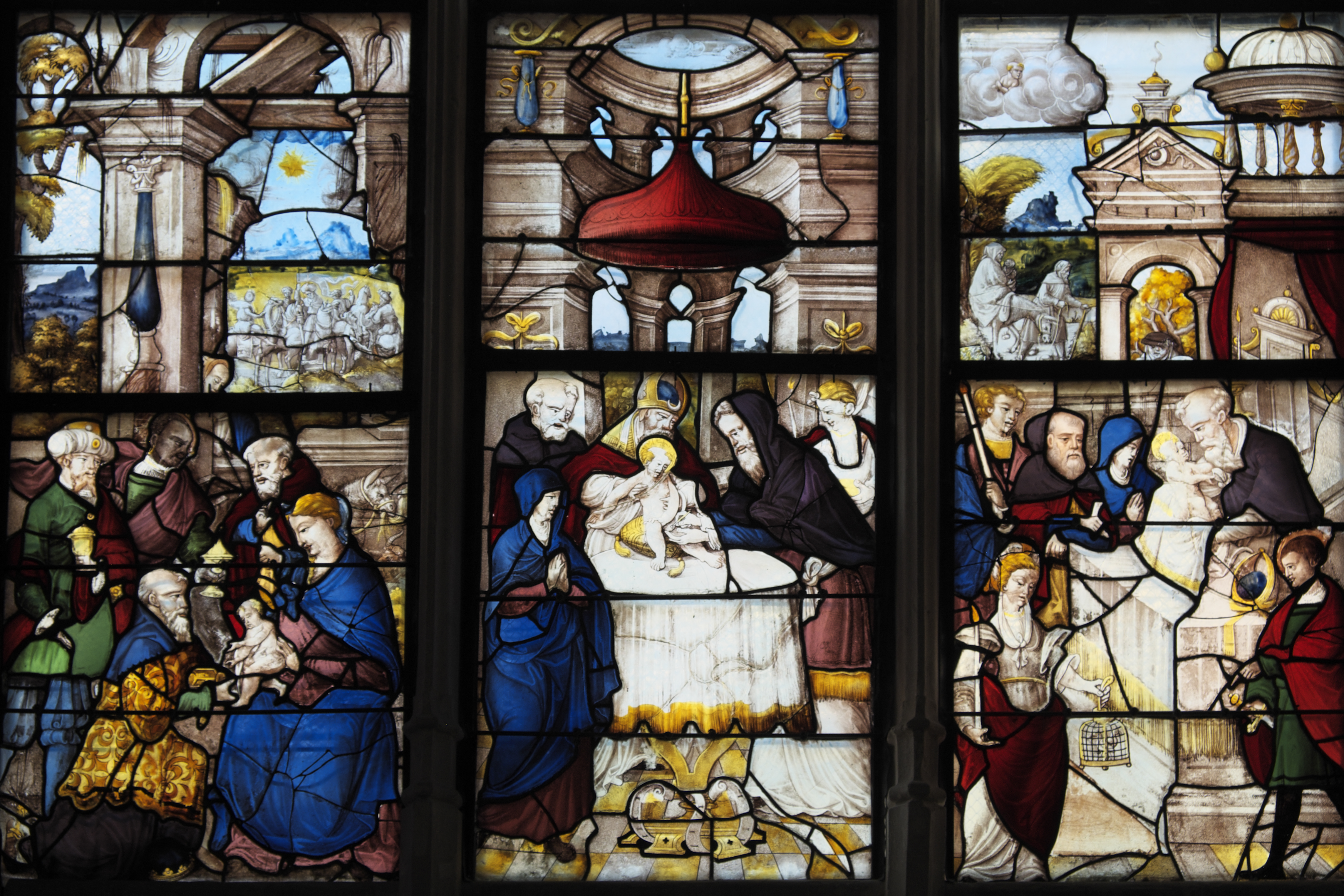
Anbetung der Heiligen Drei Könige, Beschneidung Jesu, Präsentation im Tempel, im Hintergrund Flucht nach Ägypten
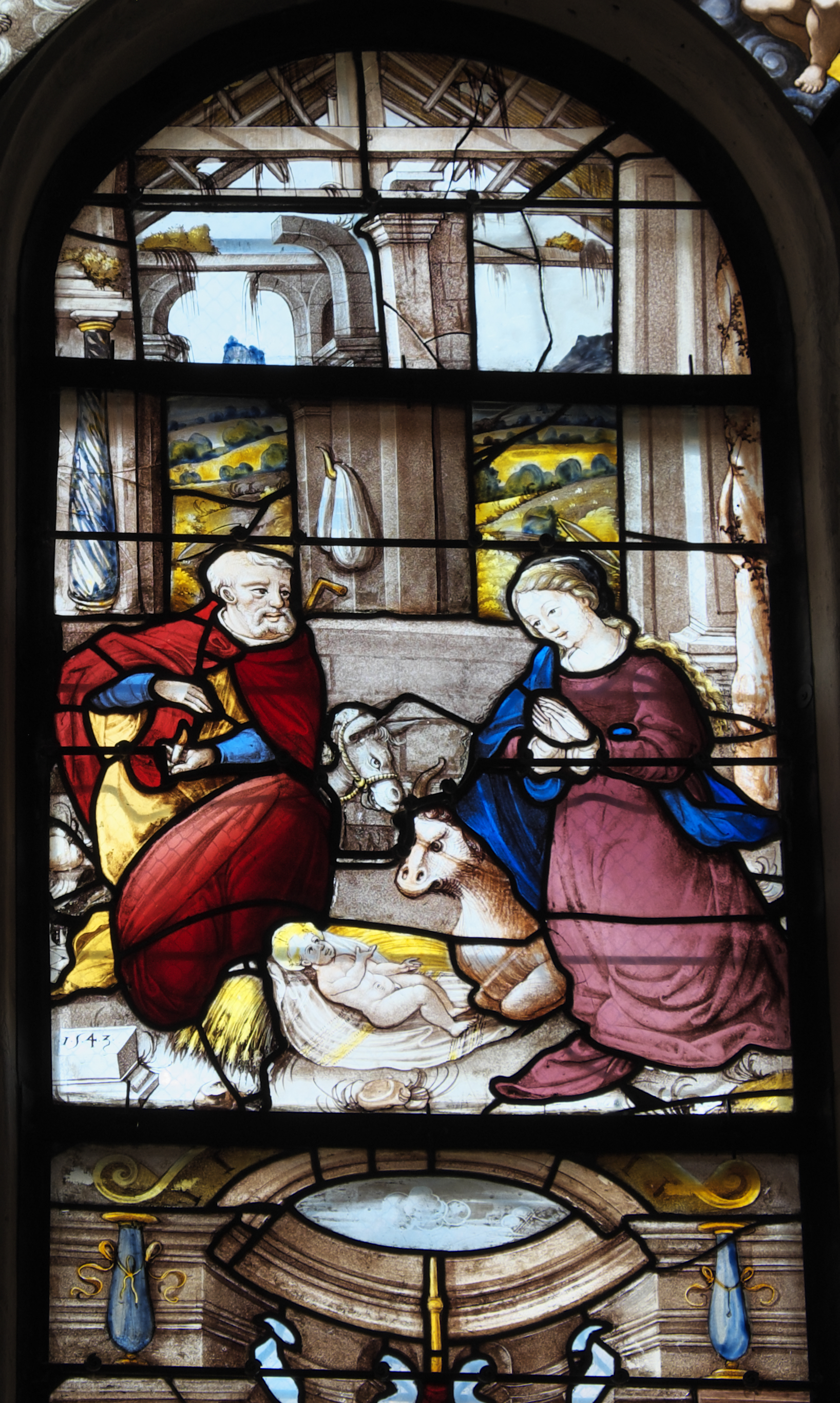
Geburt Christi
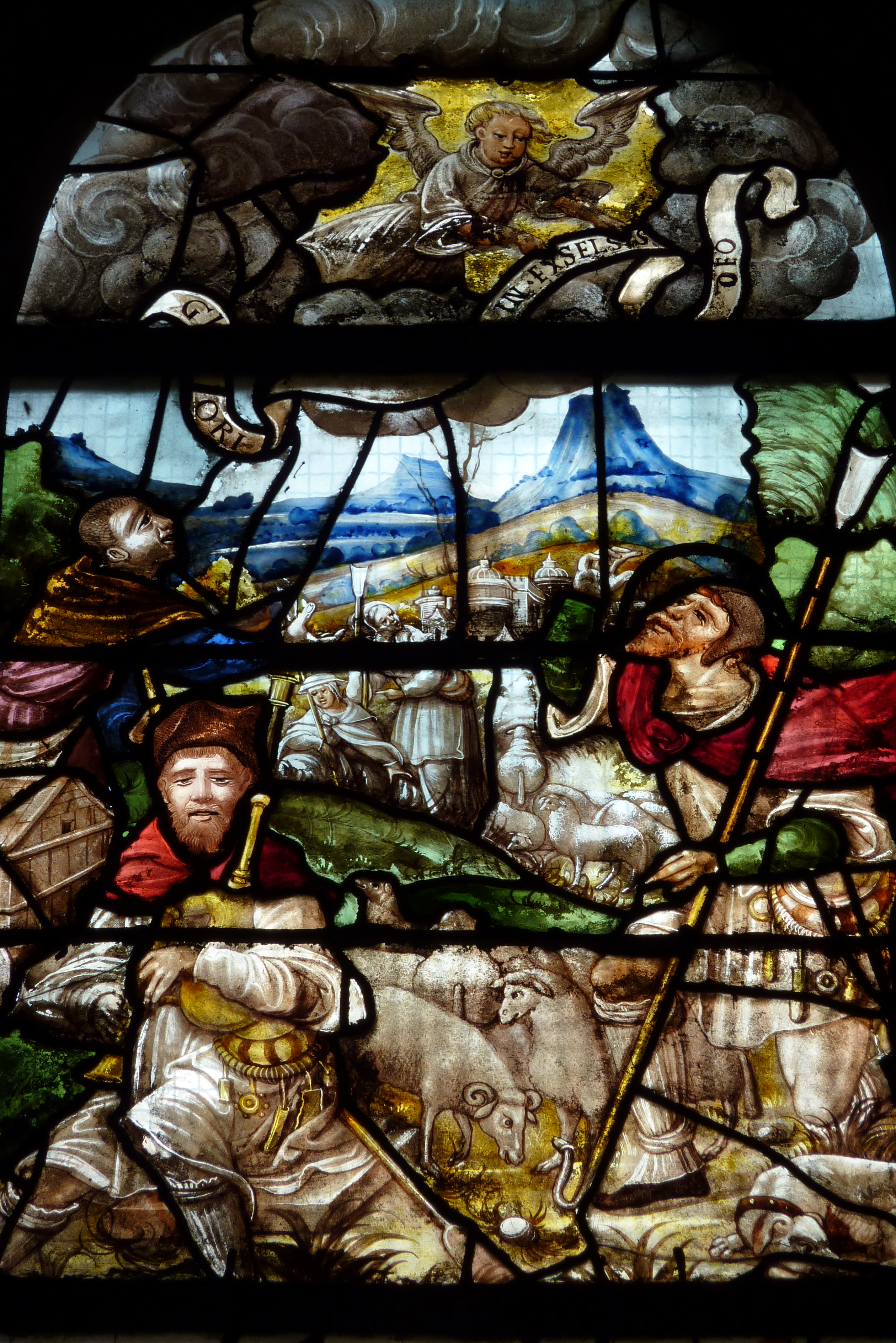
Verkündigung an die Hirten

- Fenster 17

Das Fenster stammt aus dem dritten Viertel des 16. Jahrhunderts. Auf den drei Lanzetten sind im oberen Teil die Verklärung Jesu und im unteren Teil die Apostel Johannes, Jakobus und Petrus dargestellt. Ganz oben sieht man Gottvater mit der Weltkugel, darunter ein Schriftband mit der Inschrift: „HIC EST FILIUS MEUS DILECTUS“ (dies ist mein geliebter Sohn).

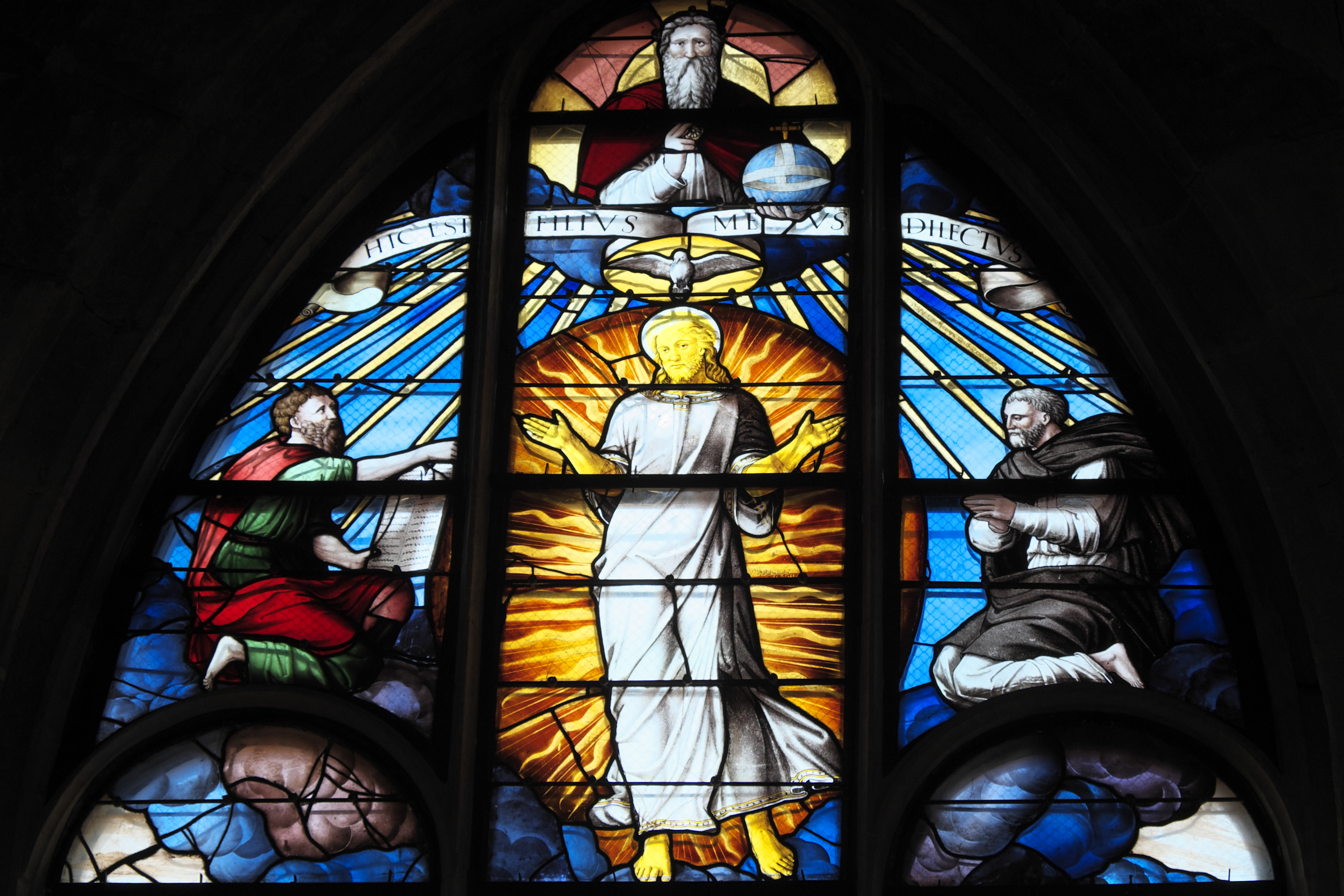
Verklärung Jesu
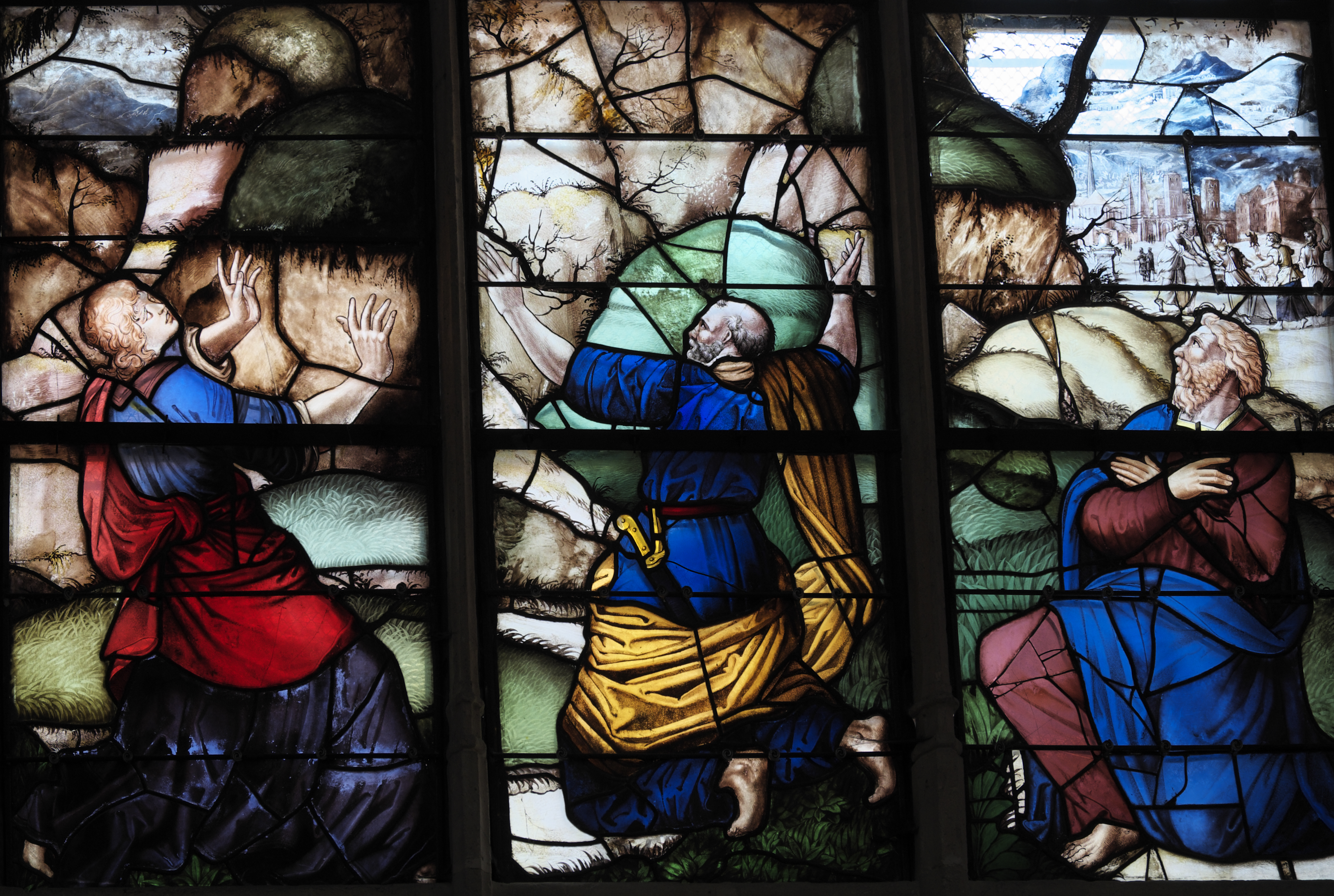
Apostel Johannes, Jakobus und Petrus
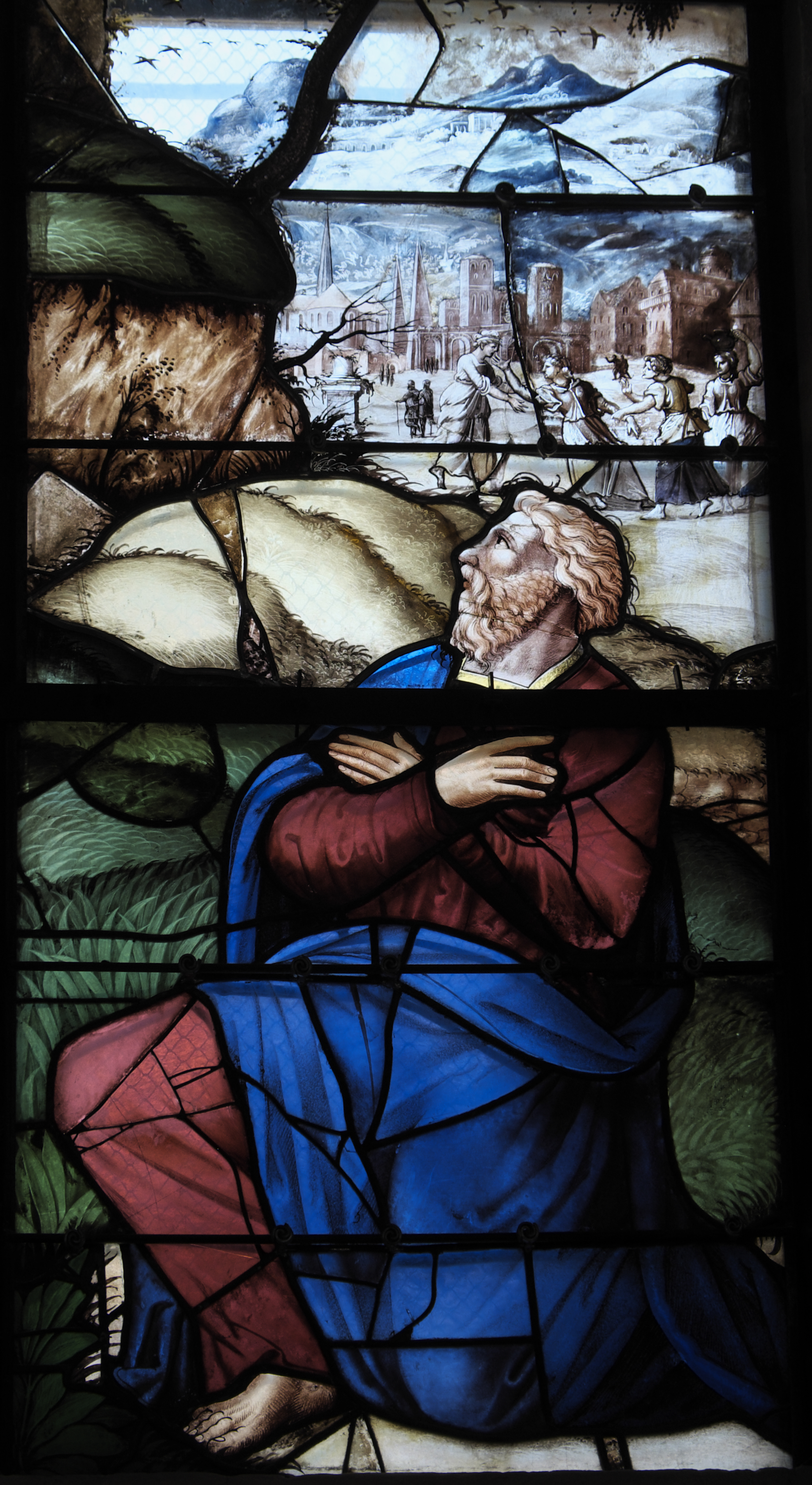
Apostel Petrus

- Fenster 18

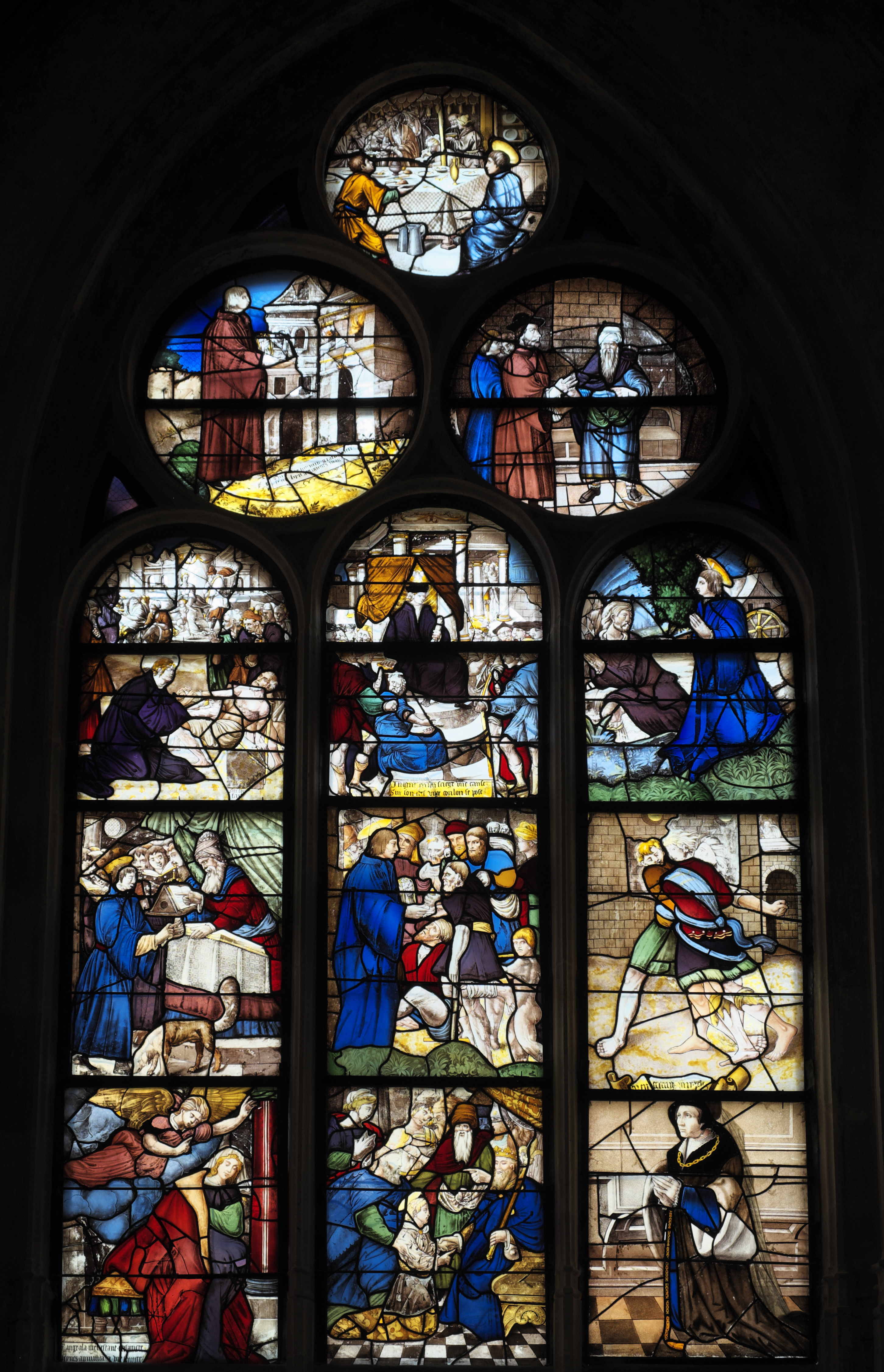
Fenster 18

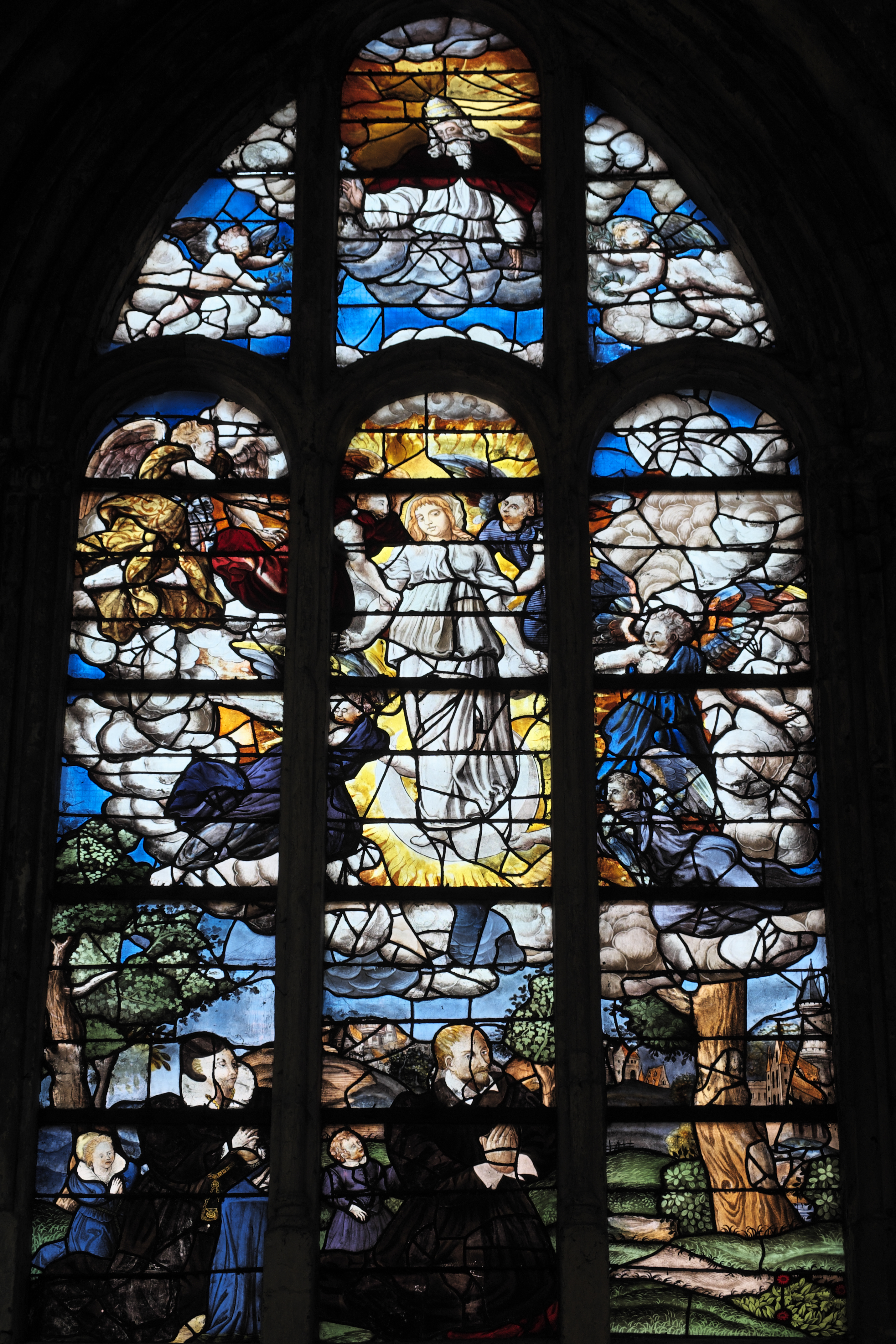
Fenster 27

Auf dem dreibahnigen Fenster aus der Mitte des 16. Jahrhunderts sind verschiedene Szenen aus dem Leben des heiligen Ivo Hélory dargestellt. Auf der rechten unteren Scheibe kniet eine mit kostbarem Pelz bekleidete Stifterin.

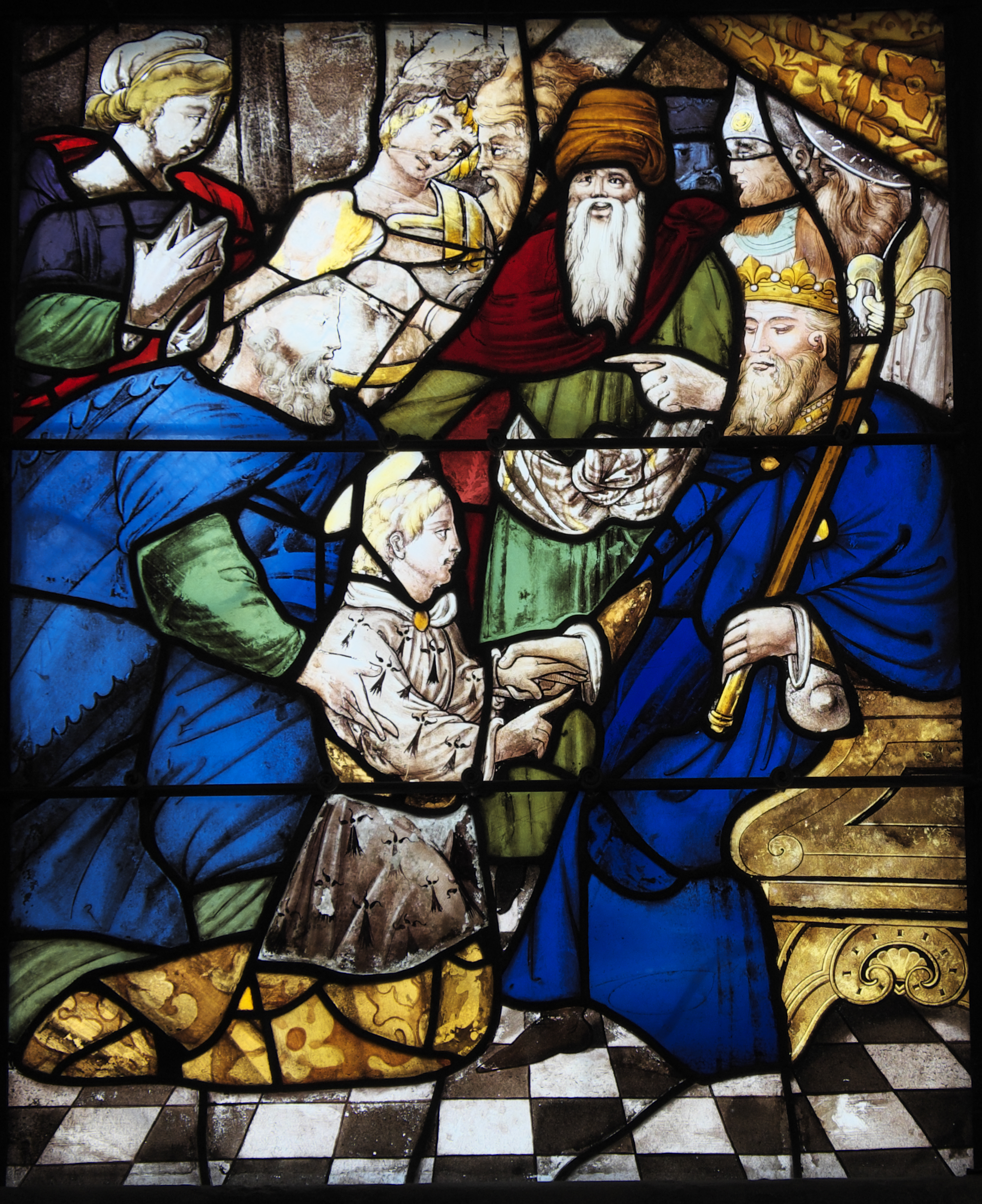
Yvo wird dem König vorgestellt
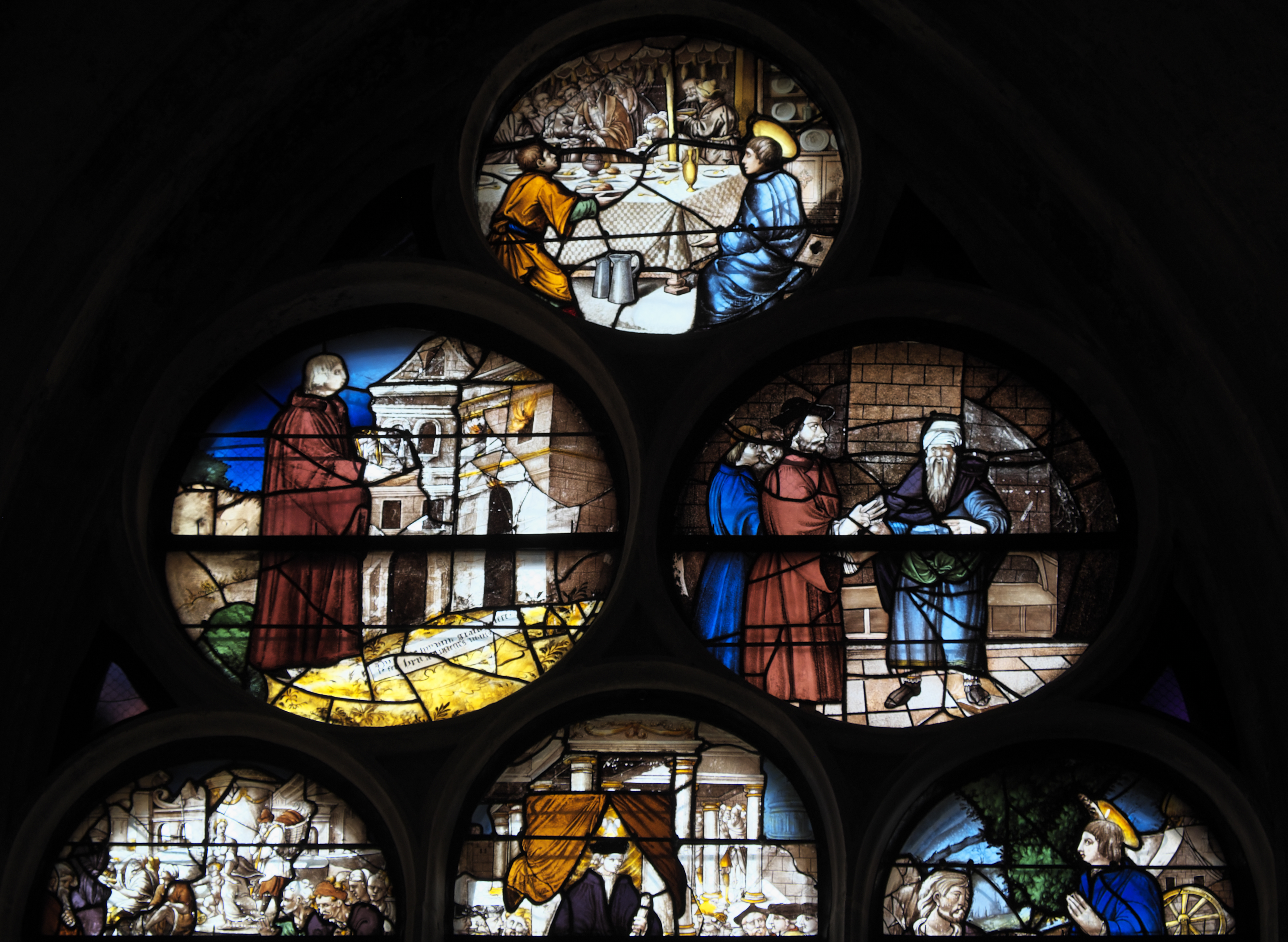
Yvo bewirtet Arme an seinem Tisch, löscht ein Feuer, spricht mit einem Greis
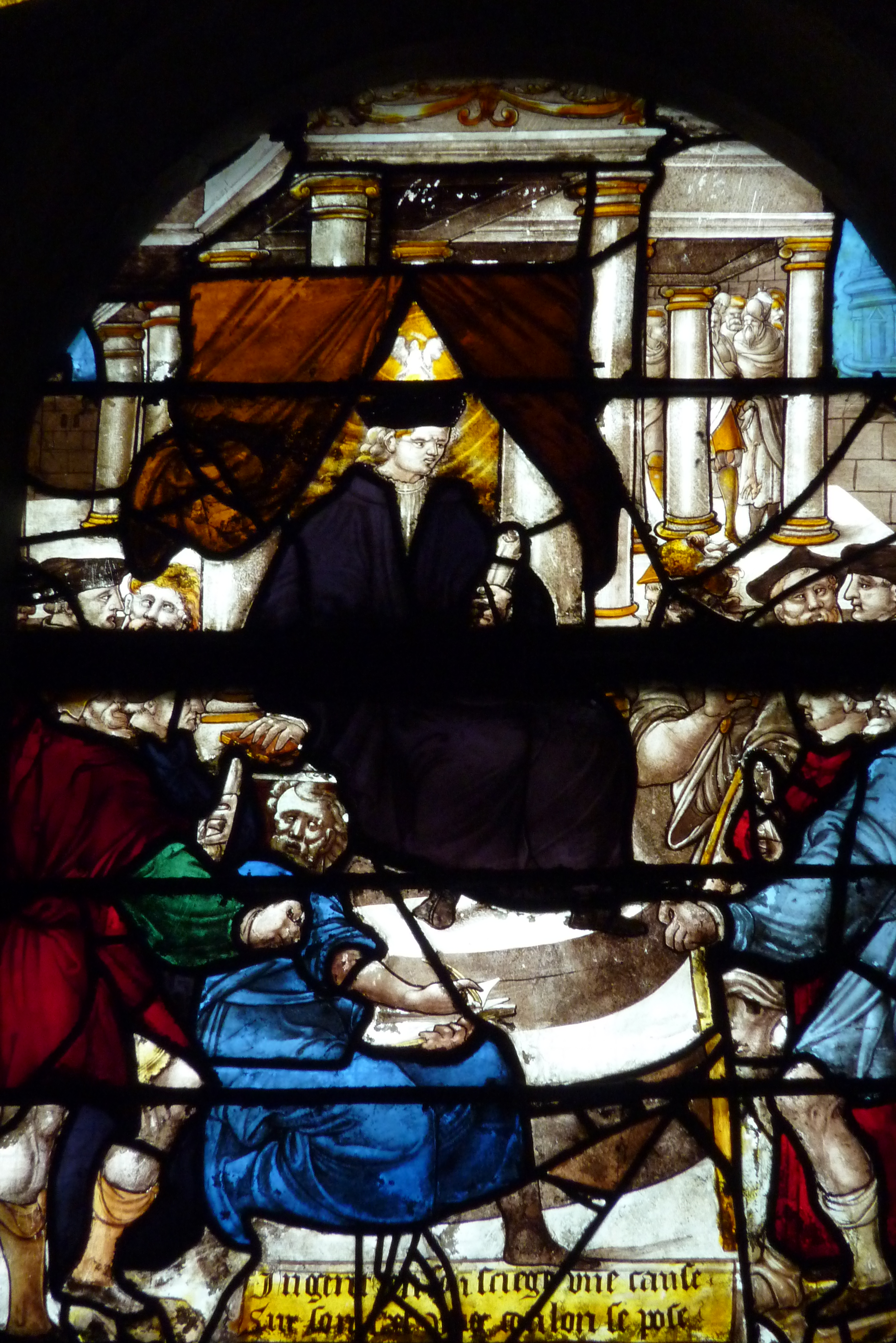
Yvo als Offizial des Kirchengerichts der Diözese Tréguier
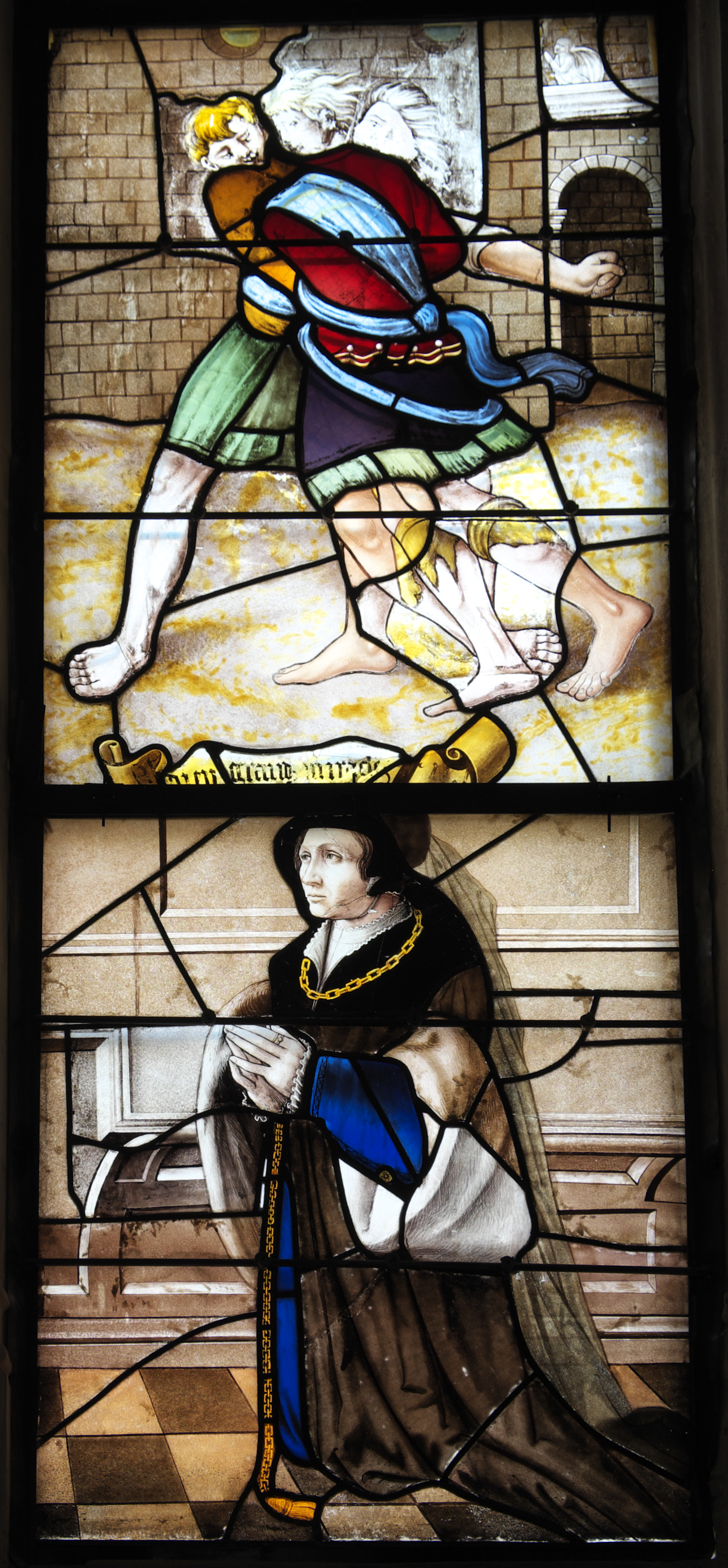
Yvo heilt einen Besessenen, unten Stifterin

- Fenster 20

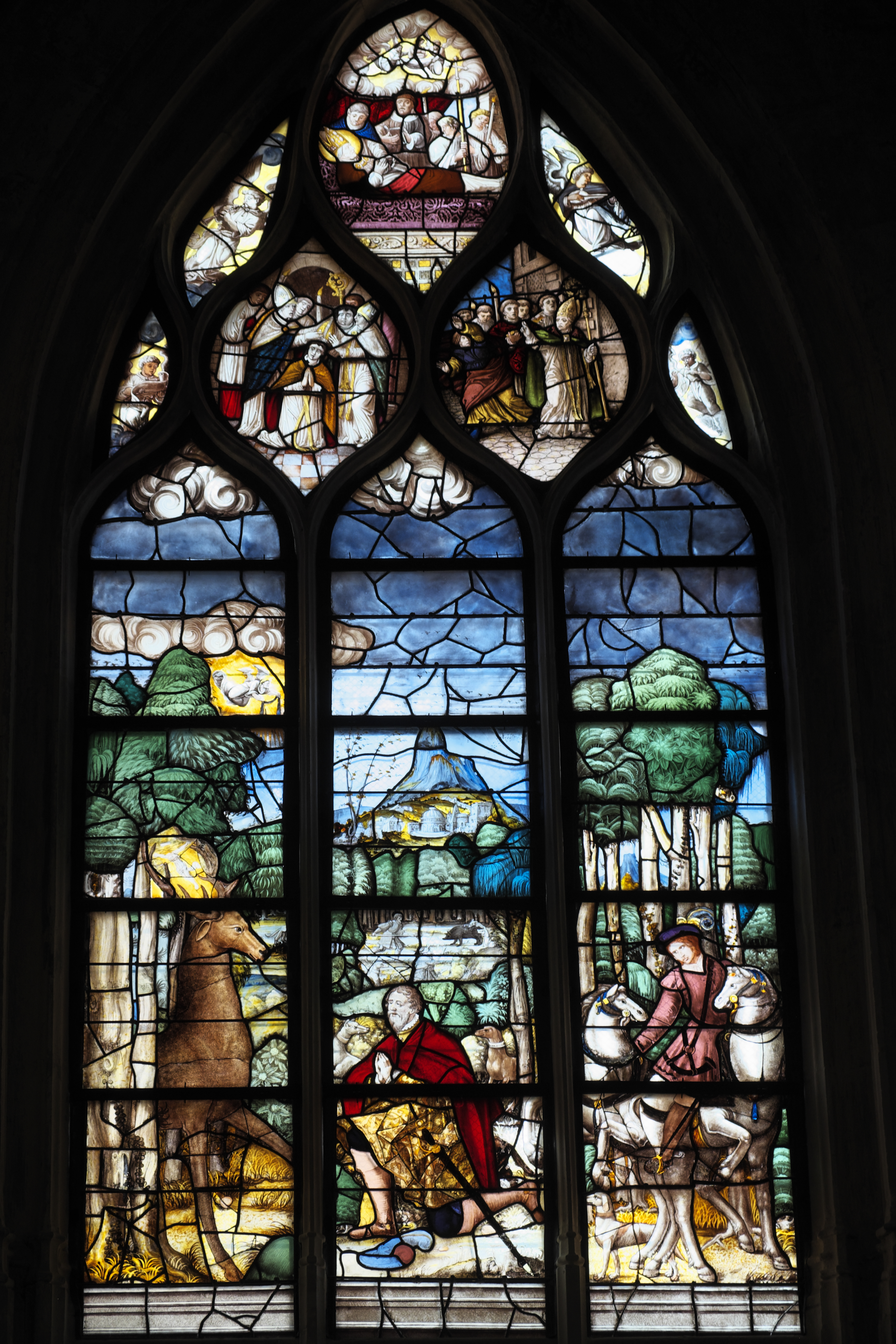
Fenster 20

Auf dem Fenster erscheint dem heiligen Hubertus auf der Jagd ein Kruzifix im Geweih eines Hirschen. Das Fenster aus der Mitte des 16. Jahrhunderts wurde bereits 1722 und im 19. Jahrhundert durch Laurent-Charles Maréchal restauriert. Die Scheiben des Tympanons mit Szenen aus dem Leben des Heiligen wurden erneuert.

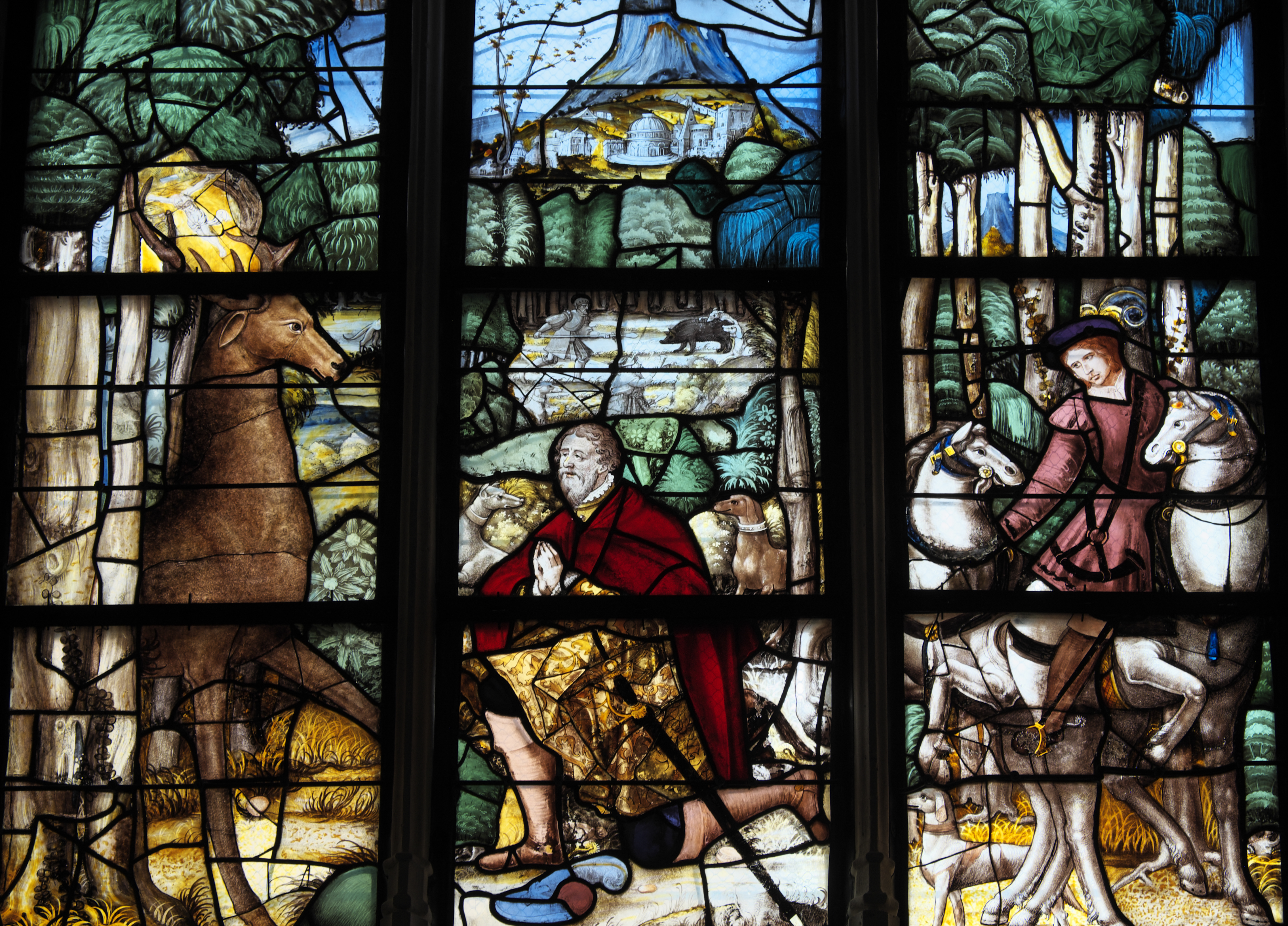
Hubertus erscheint ein Hirsch mit einem Kruzifix im Geweih
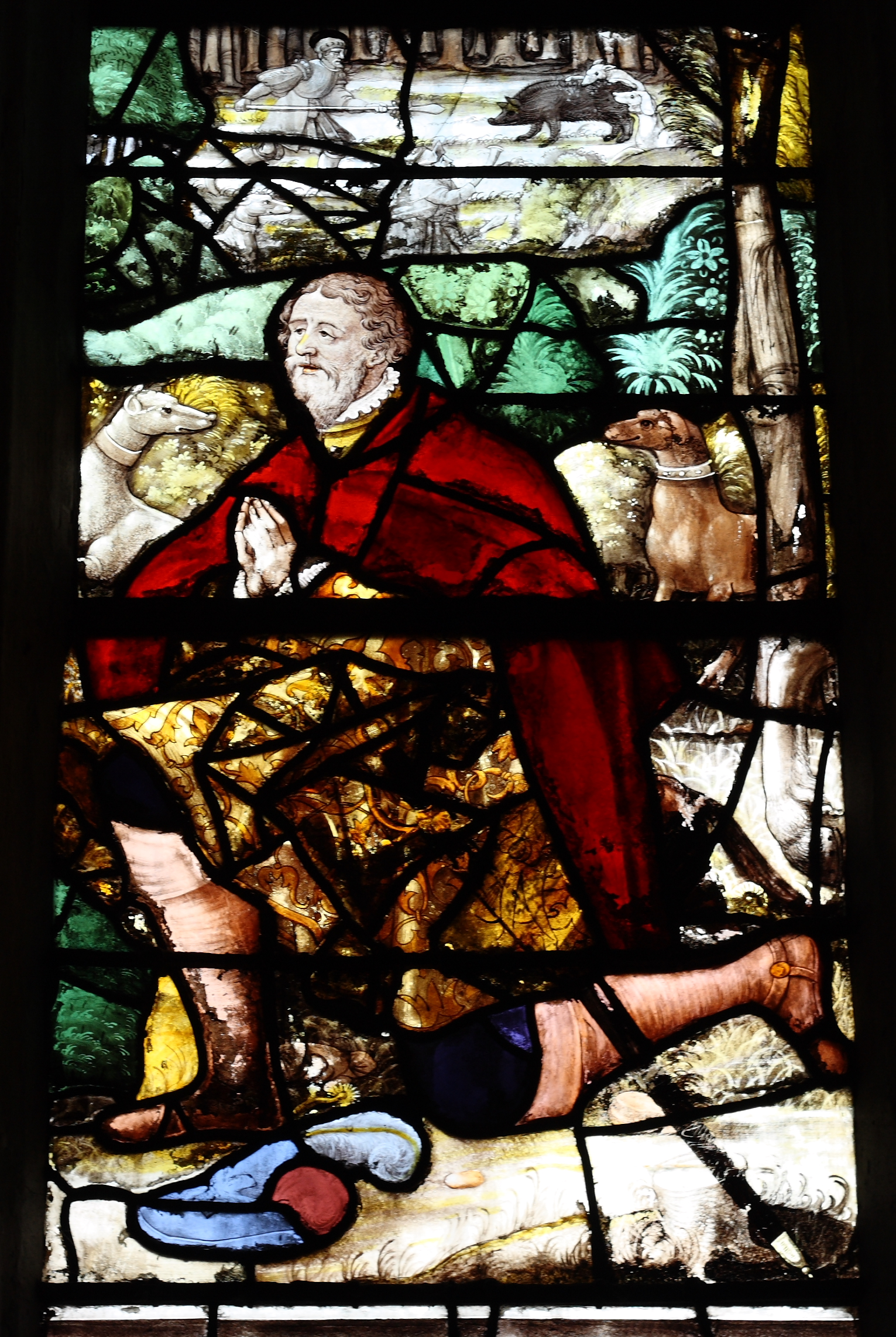
Heiliger Hubertus, im Hintergrund Jagdszene
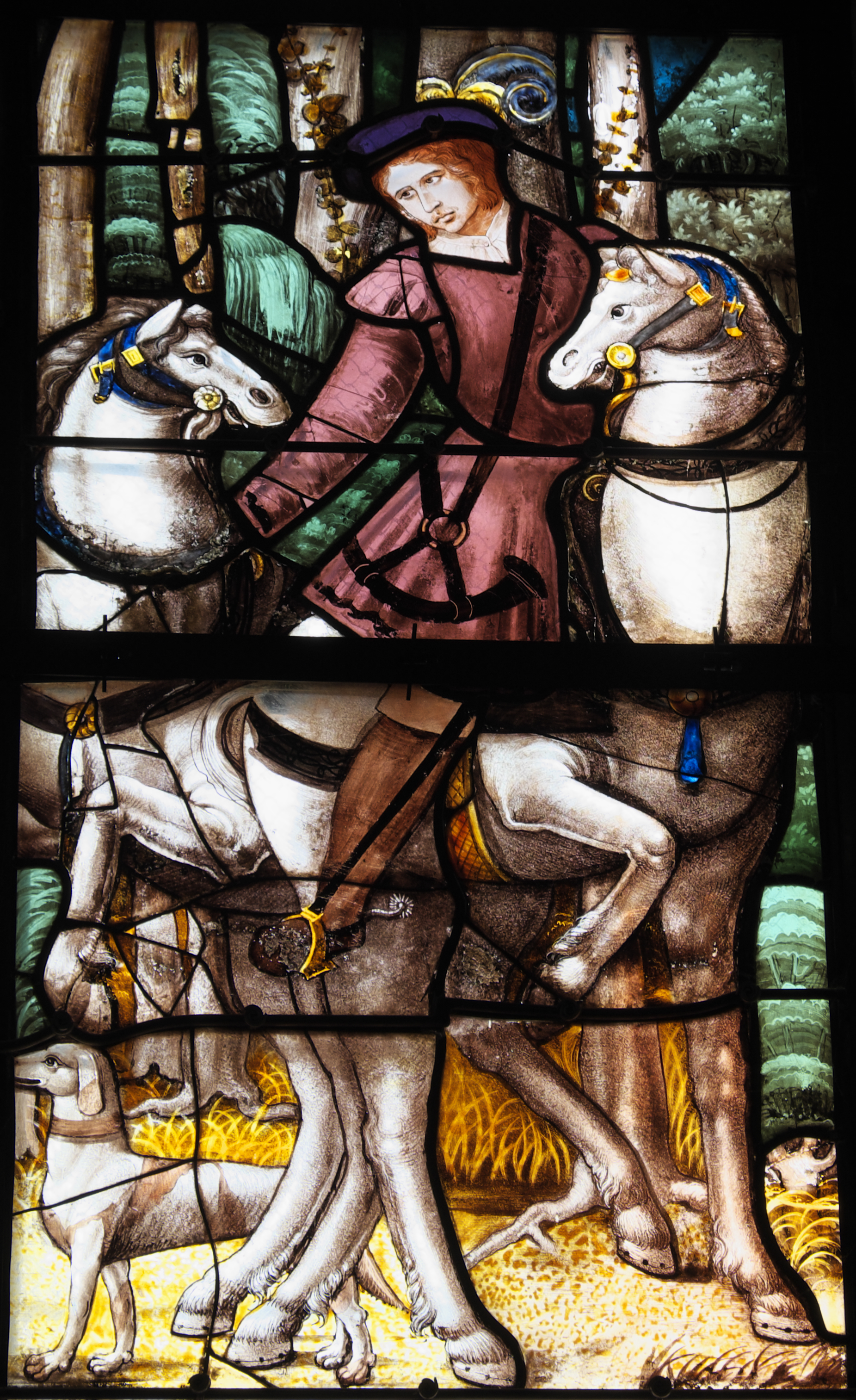
Begleiter zu Pferd

- Fenster 21

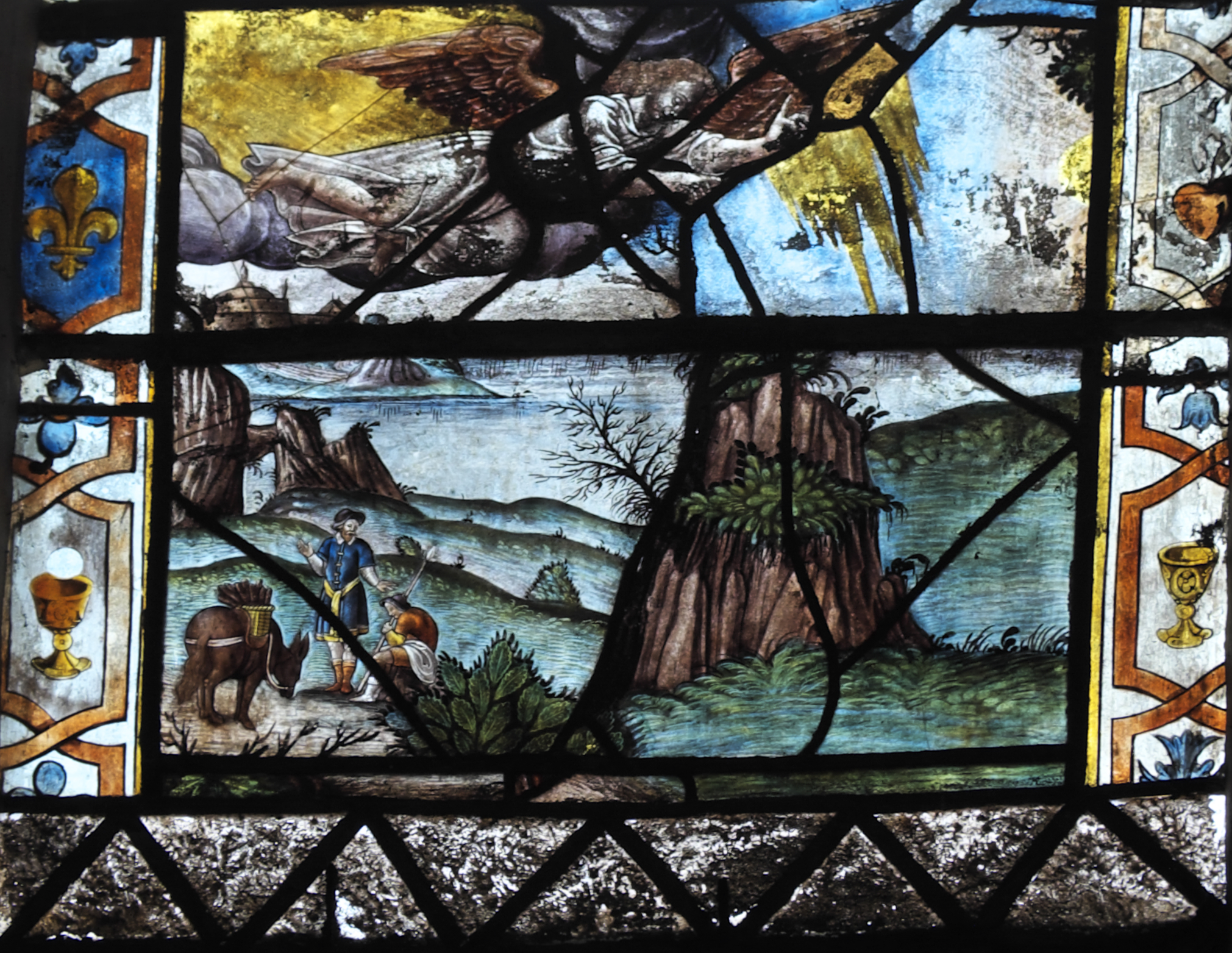
Fenster 21: Engel mit zwei Personen

Von dem Fenster aus dem späten 16. Jahrhundert ist nur noch eine Scheibe erhalten, auf der ein Engel über einer Landschaft mit zwei Personen erscheint. Die Bedeutung der Szene ist nicht geklärt.
- Fenster 23

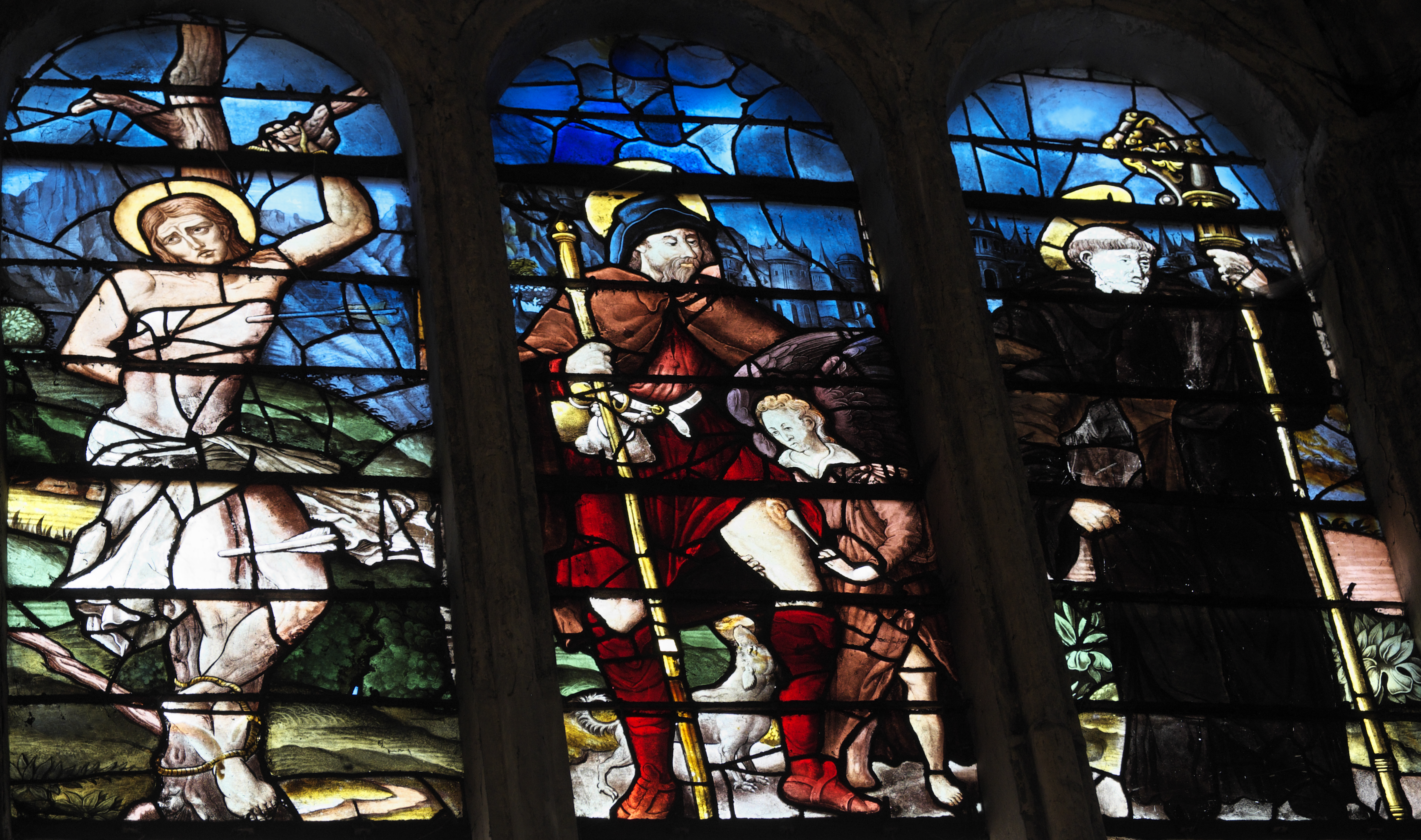
Fenster 23: Heiliger Sebastian, Rochus von Montpellier, Godo von Oyes

Auf dem Fenster aus der Mitte des 16. Jahrhunderts sind der heilige Sebastian, der heilige Rochus von Montpellier und der Abt Godo von Oyes (Gond), der Mitbegründer der Abtei Saint-Wandrille in der Normandie und Gründer der Abtei Saint Gond in Oyes in der Champagne dargestellt. Im Tympanon sieht man die drei Heiligen in einer Wappenkartusche.
- Fenster 24

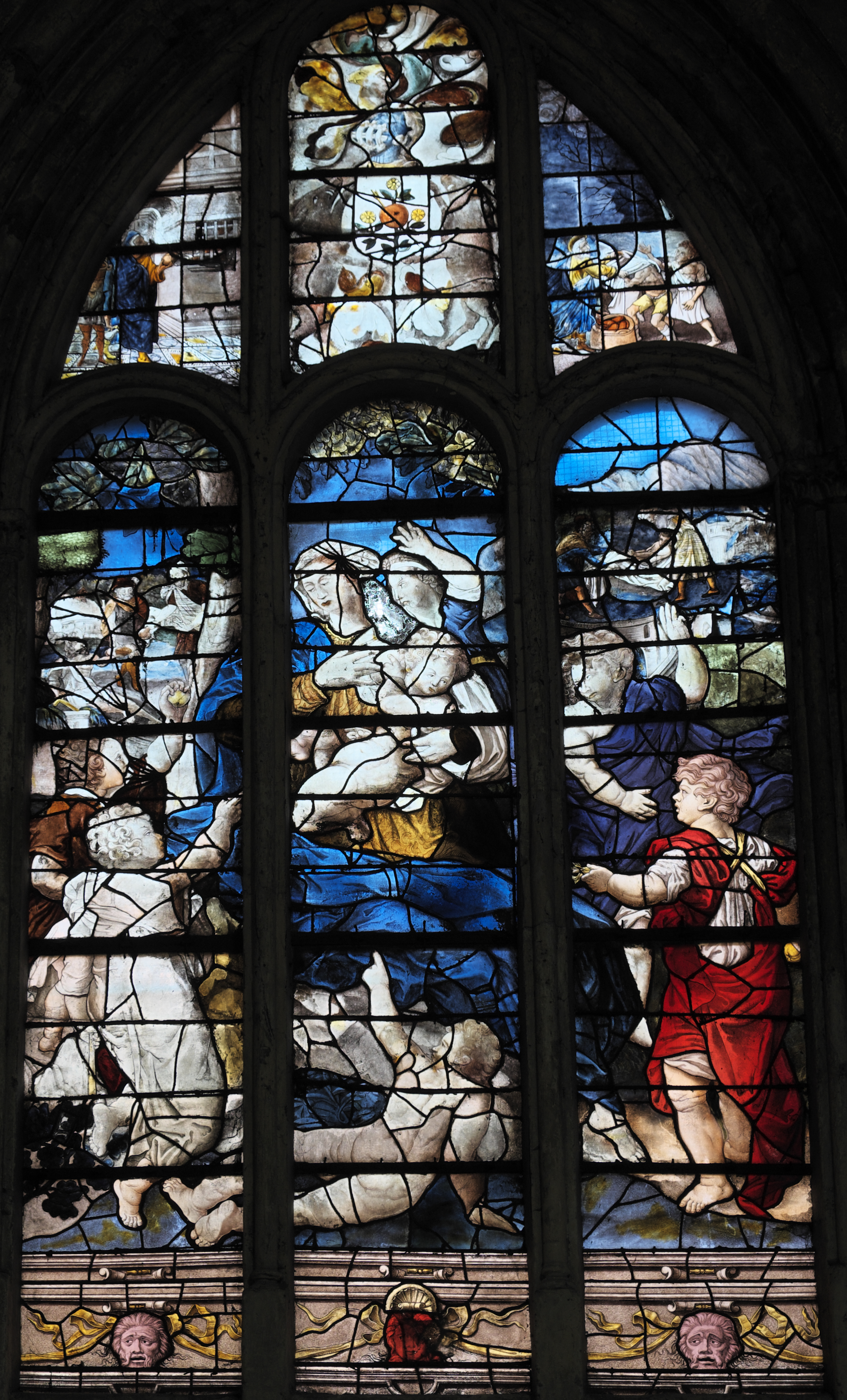
Fenster 29

Das dreibahnige Fenster aus der Mitte des 16. Jahrhunderts ist in Grisailletechnik mit Silberlot ausgeführt und stellt die Anbetung der Heiligen Drei Könige dar. Auf der oberen Scheibe des Tympanons sieht man einen Engel und seitlich zwei Engel, die Wappenkartuschen halten.

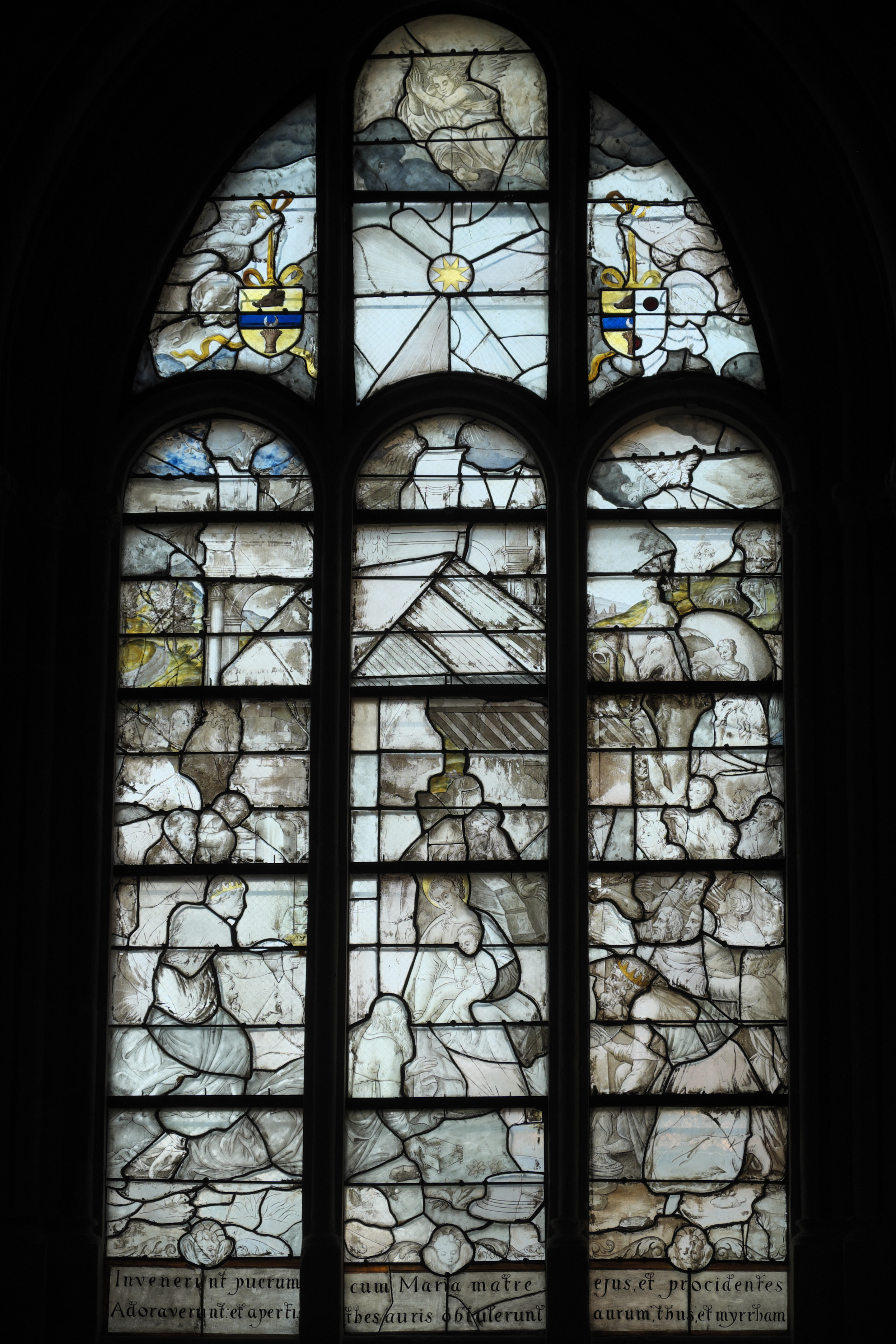
Fenster 24
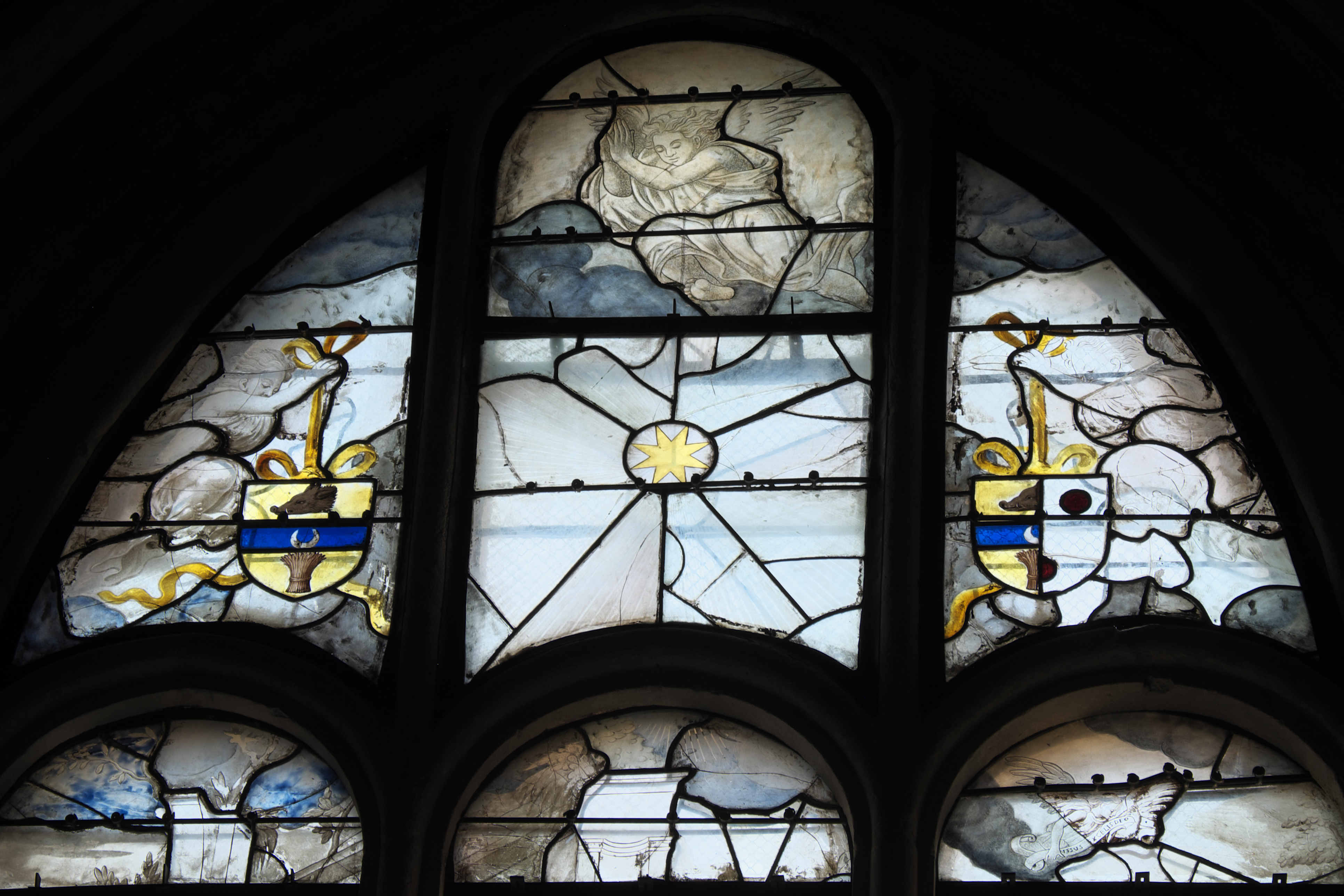
Engel und Wappen
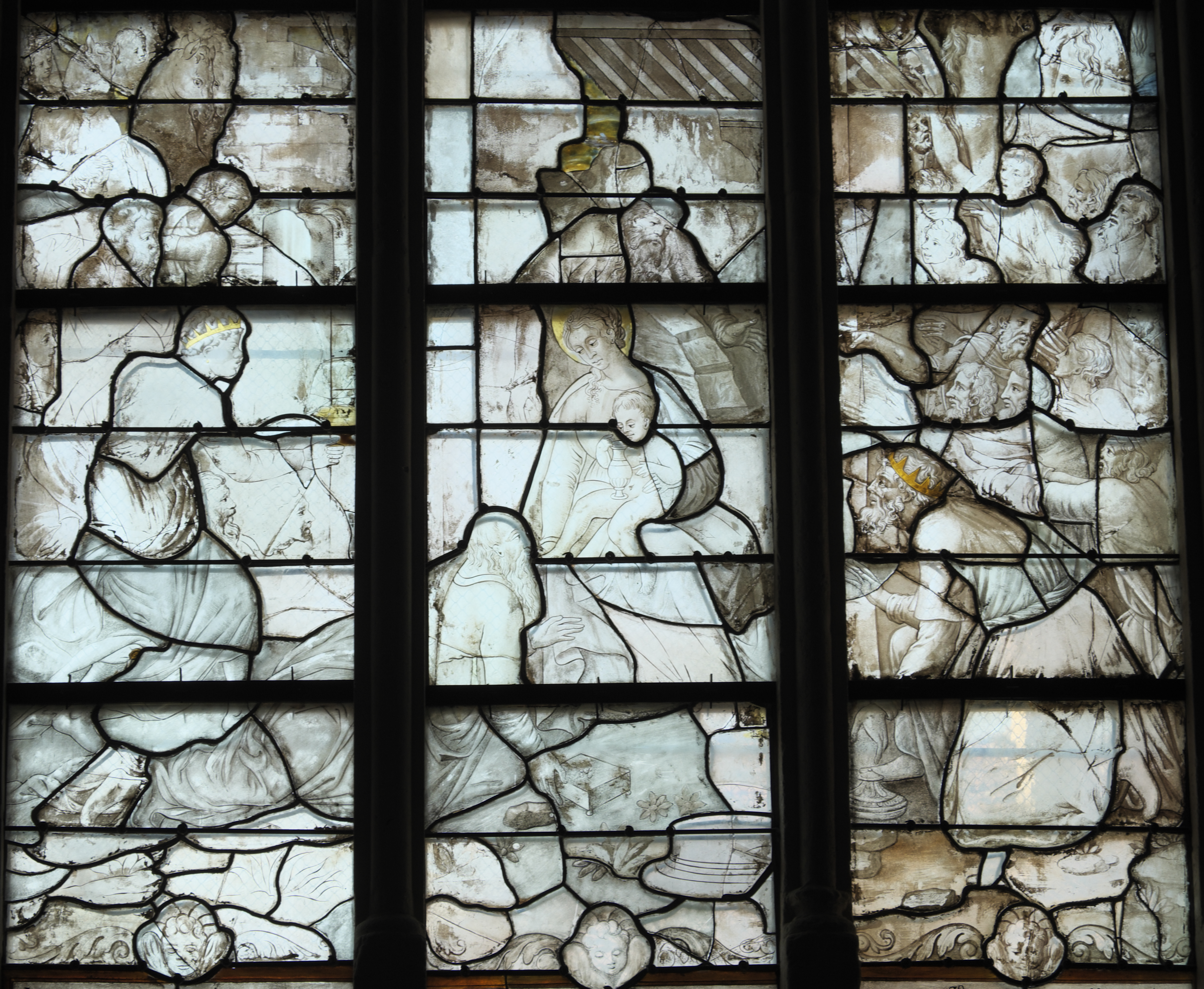
Anbetung der Heiligen Drei Könige

- Fenster 25

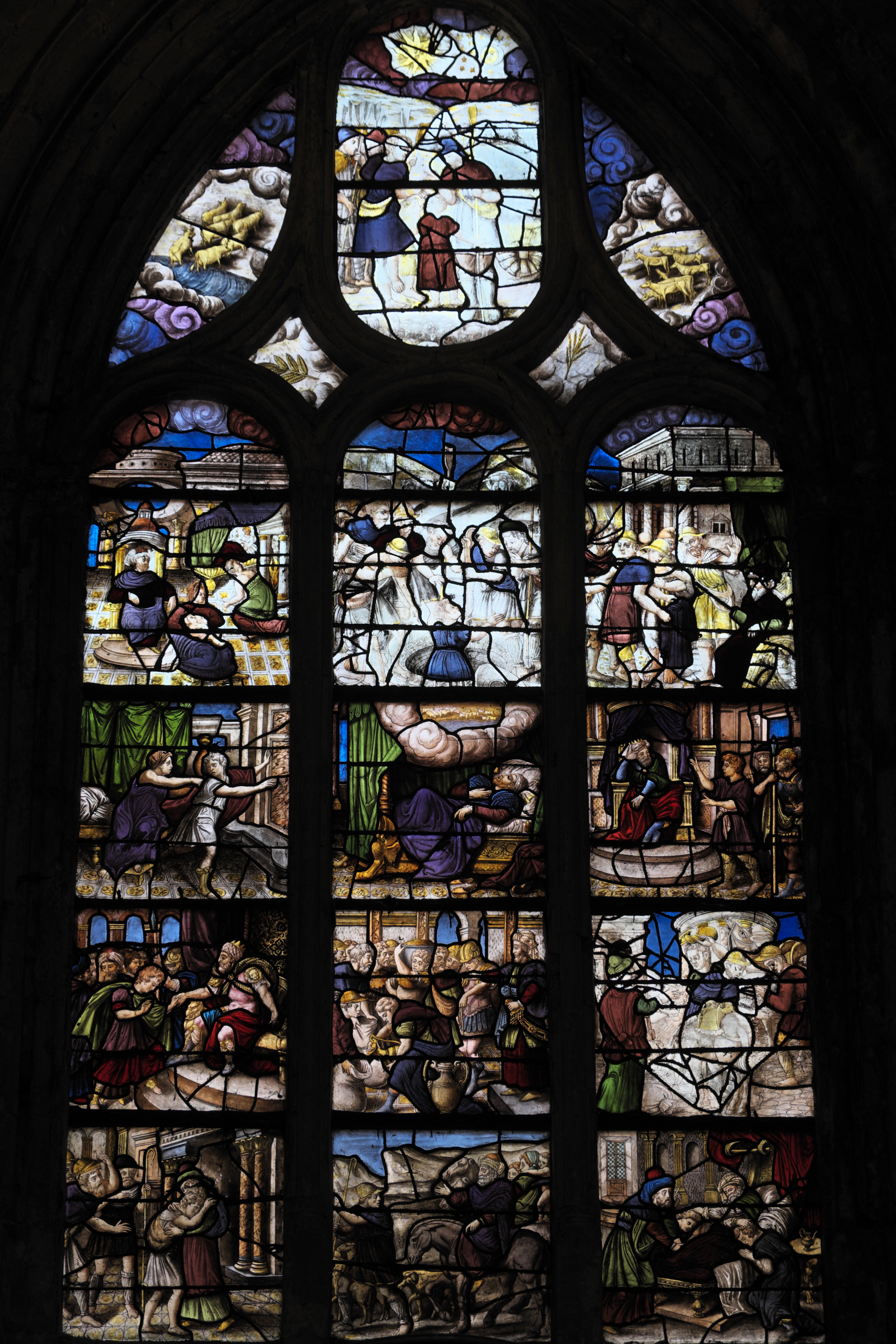
Fenster 25

Auf dem Fenster sind Szenen der Geschichte Josefs dargestellt. Das Fenster aus dem dritten Viertel des 16. Jahrhunderts wurde bereits 1723 restauriert und später fast vollständig erneuert. Nur noch die Scheiben im Tympanon, auf denen Josef seinen Brüdern einen Traum erzählt, und die beiden Szenen, in denen Josef von seinen Brüdern in eine Zisterne geworfen wird und seine Brüder ihrem Vater den blutgetränkten Rock Josefs zeigen, sind noch original.

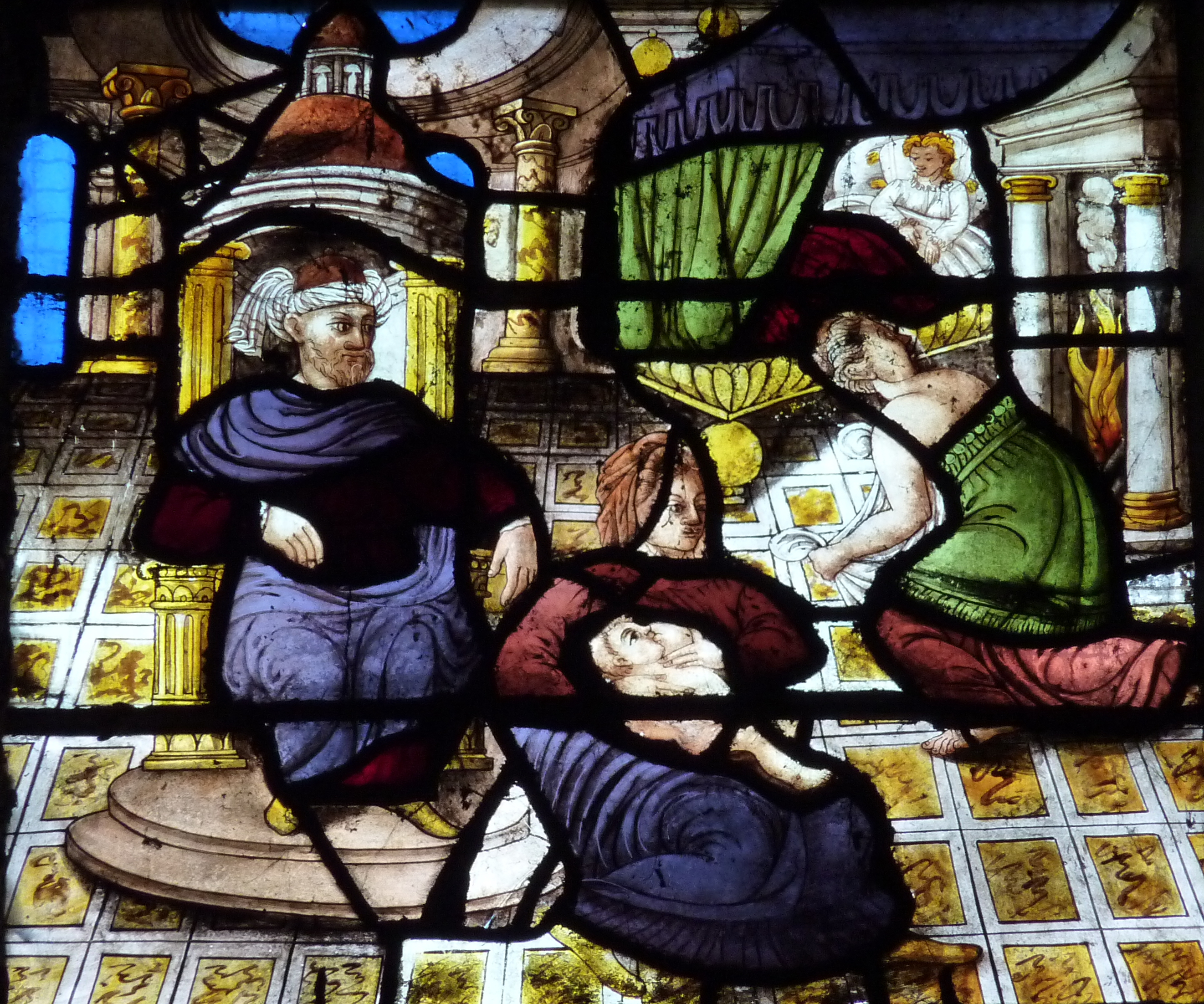
Geschichte Josefs
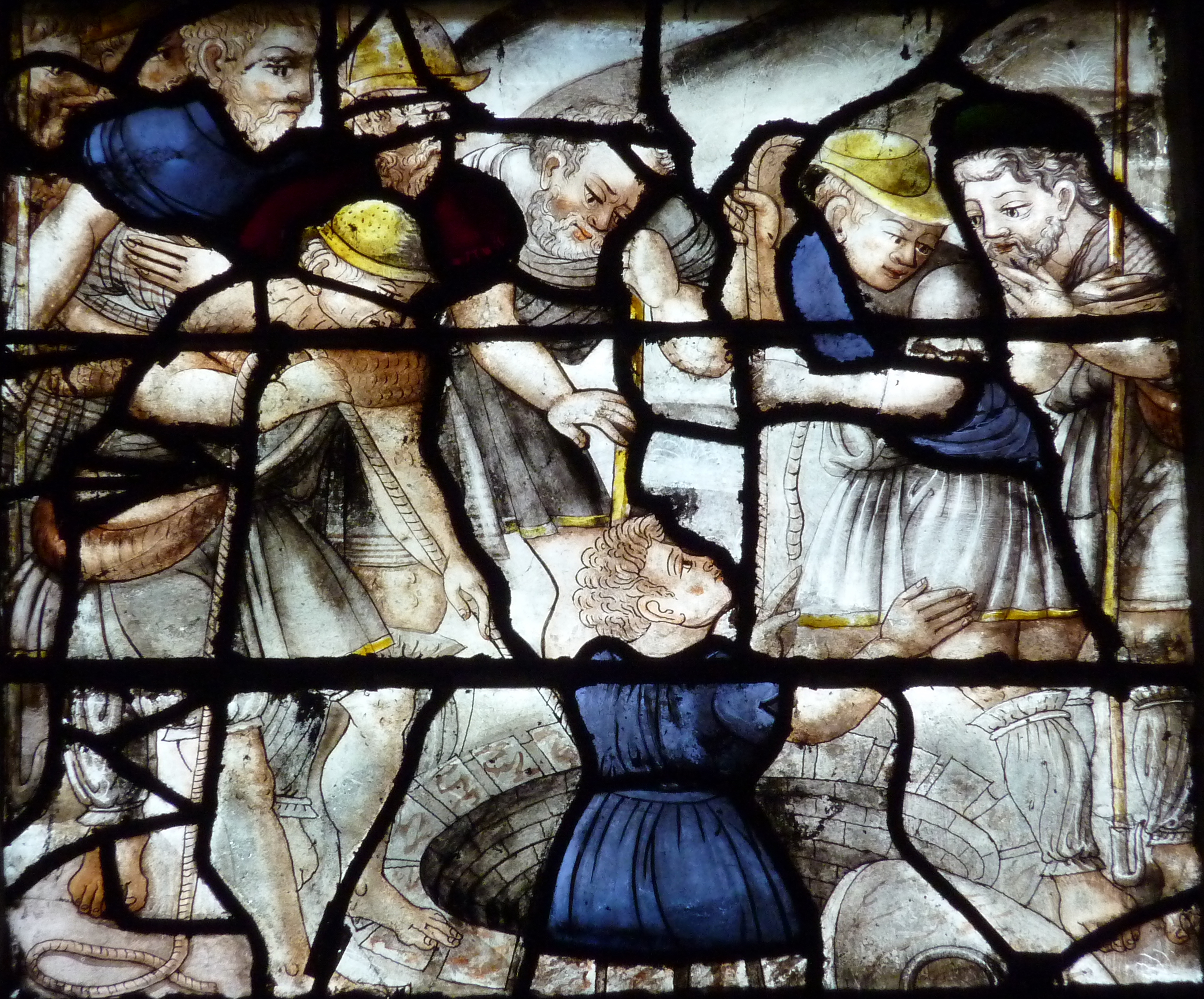
Josef wird in die Zisterne geworfen
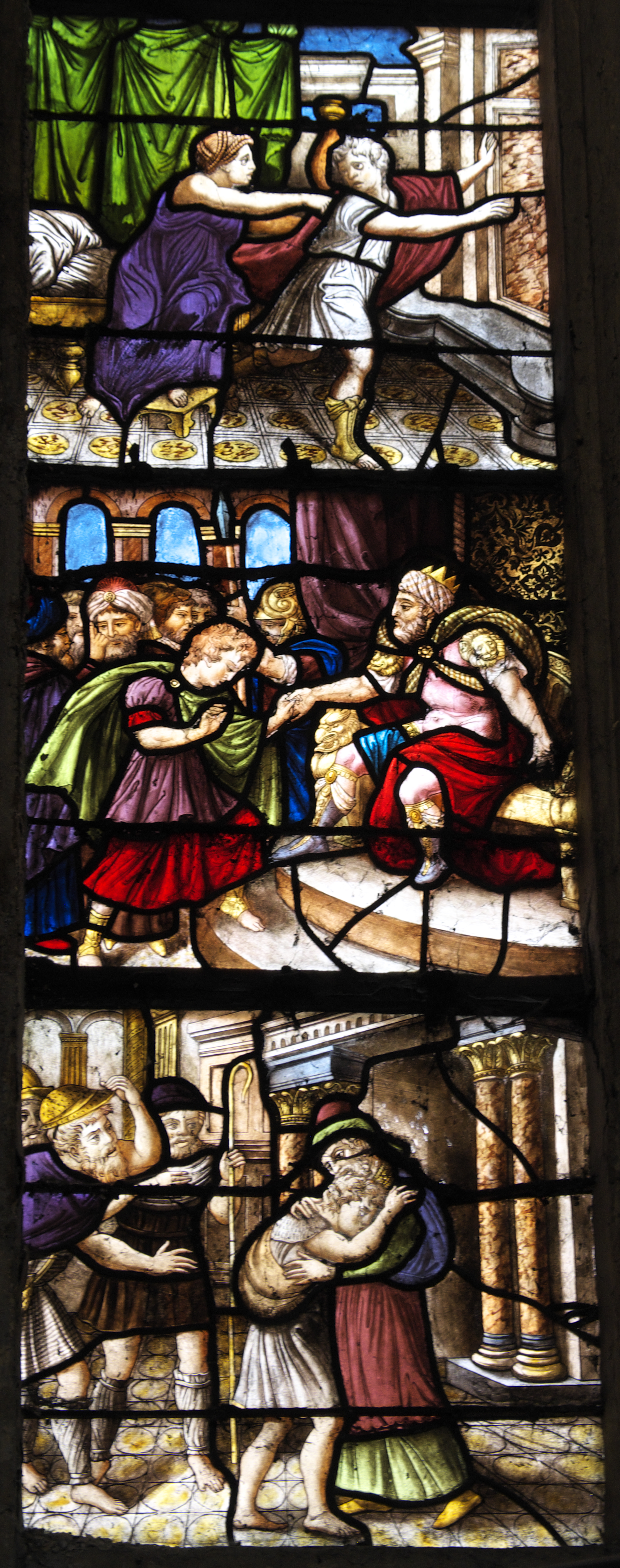
Josef und Potifars Frau, Josef und Pharao, Josef umarmt seinen Bruder Benjamin

- Fenster 26

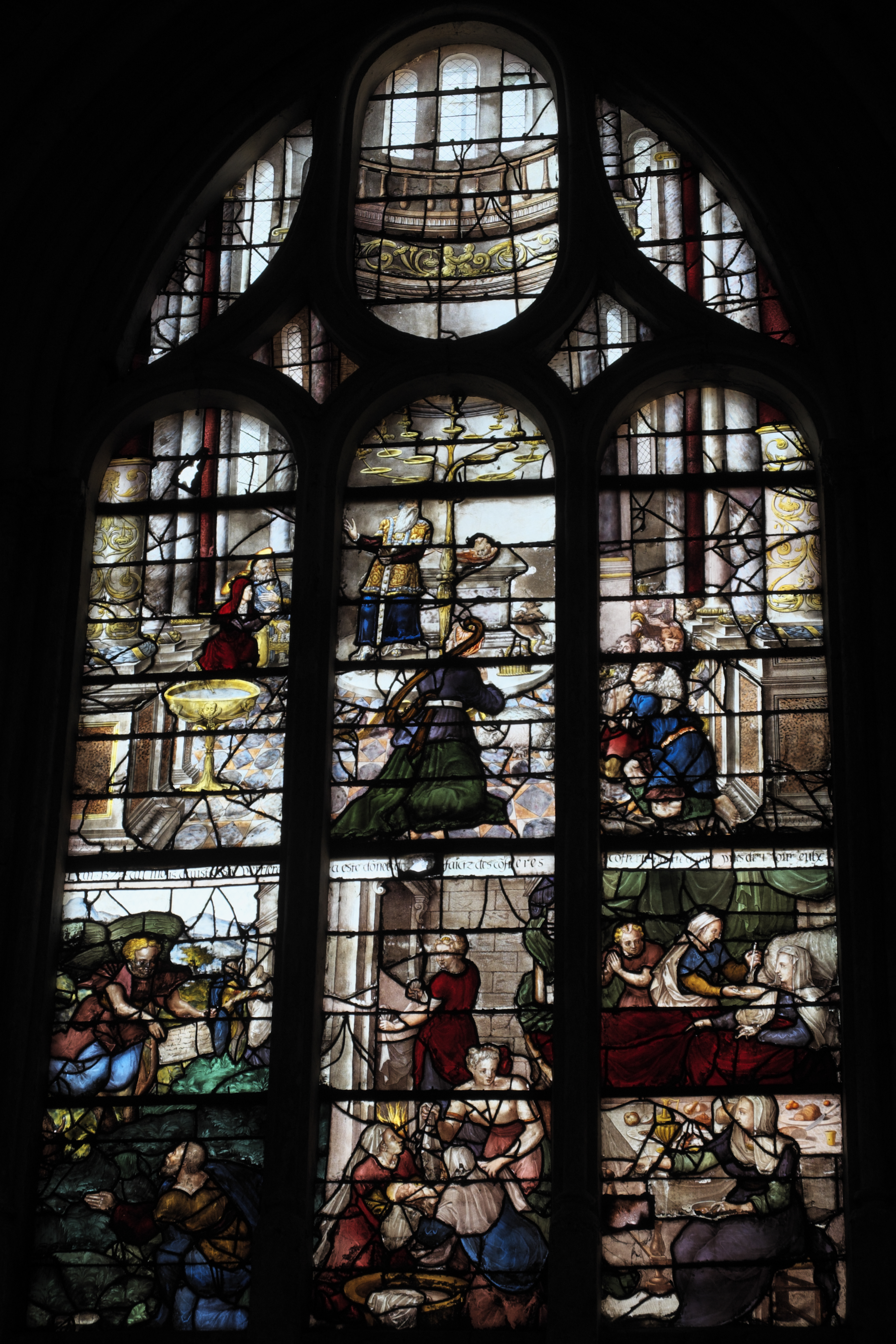
Fenster 26

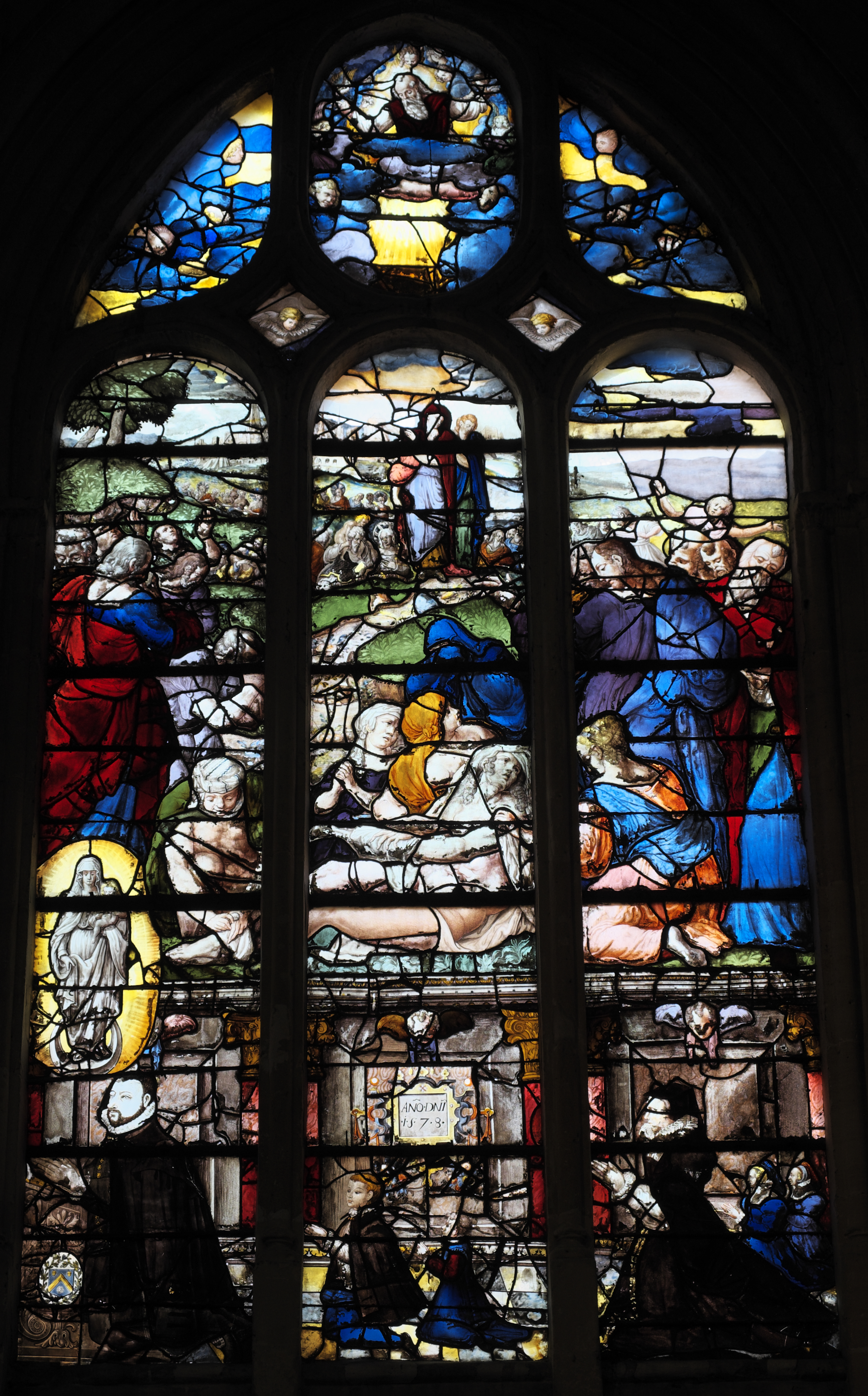
Fenster 32

Das Fenster ist mit der Jahreszahl 1572 bezeichnet. Es stellt im oberen Teil Anna und Joachim dar, die Eltern Marias, deren Opfergabe vom Hohepriester zurückgewiesen wird. Im unteren Teil werden links die Verkündigung an Joachim durch einen Engel und die Begegnung Joachims und Annas an der Goldenen Pforte, in der Mitte und rechts Szenen der Geburt Marias dargestellt.

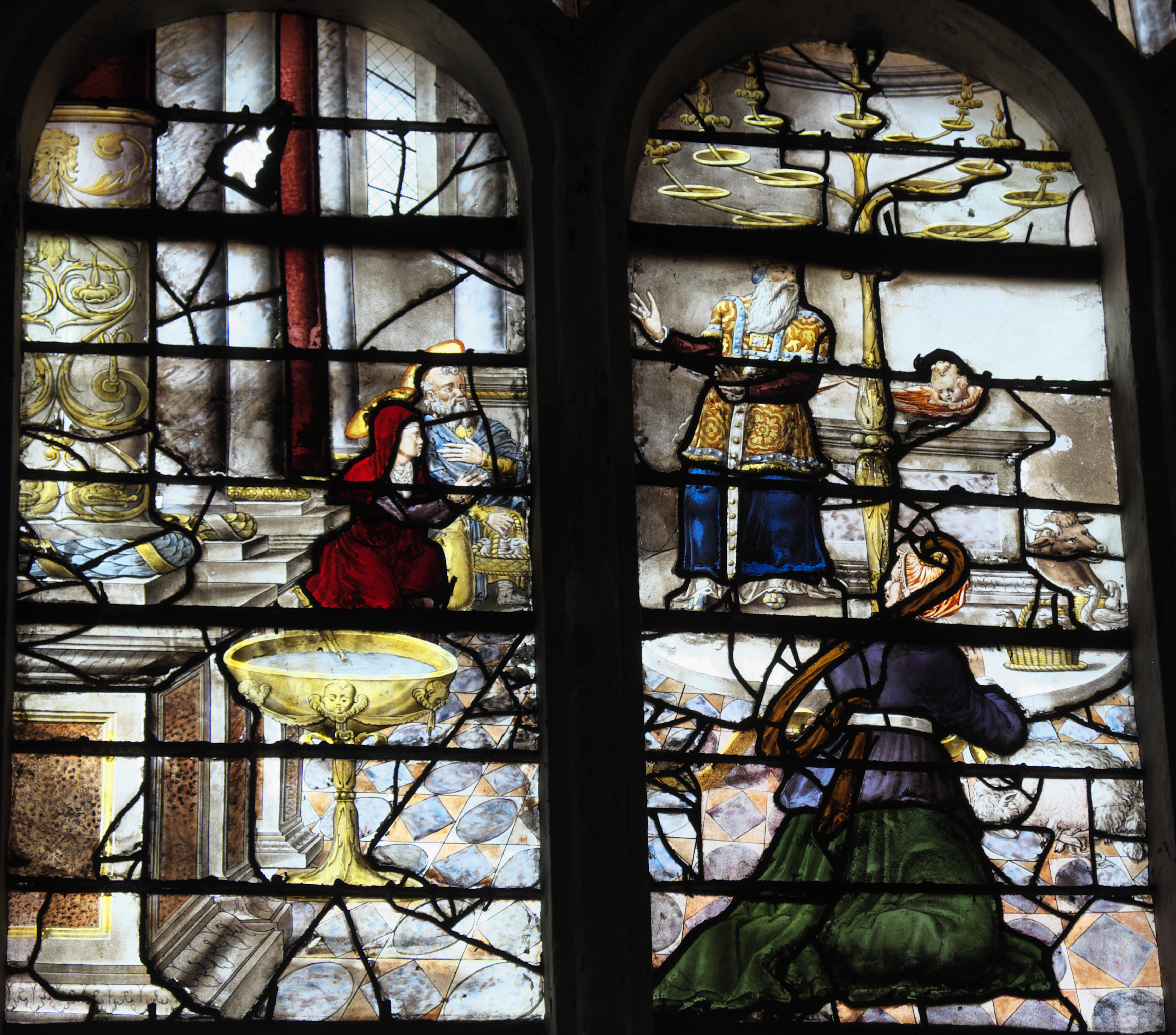
Anna und Joachim im Tempel
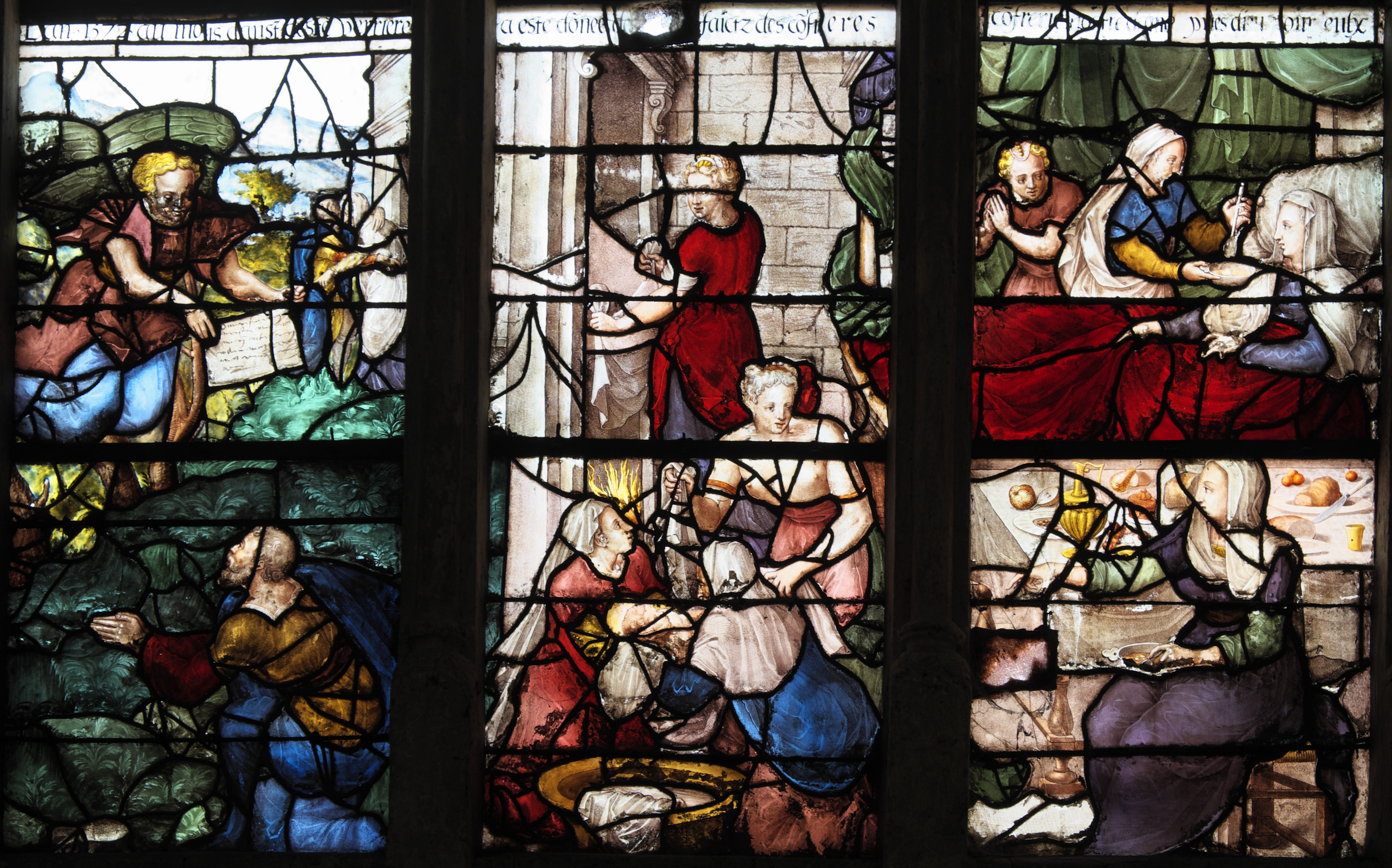
Geburt Mariens
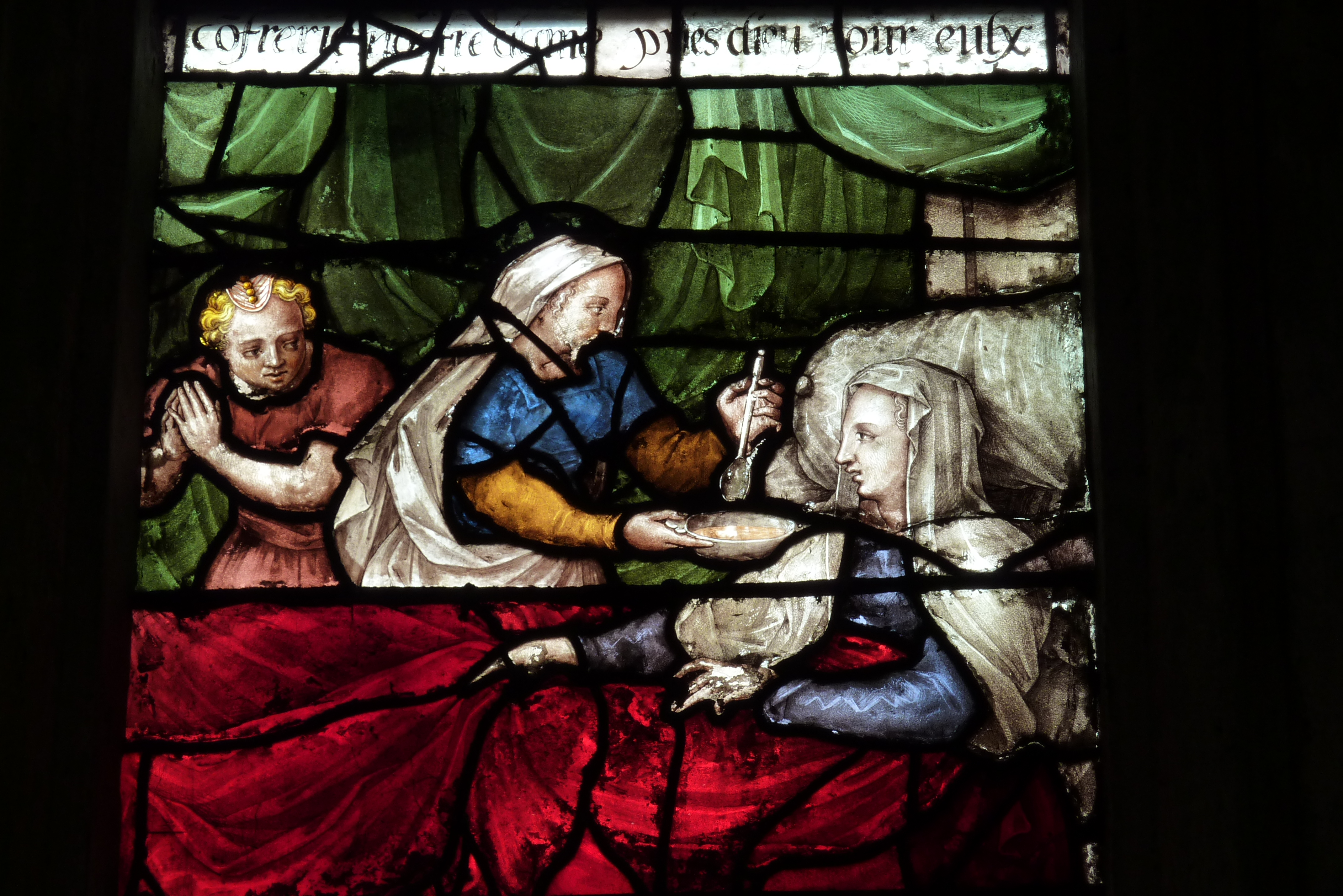
Heilige Anna

- Fenster 27

Auf dem dreibahnigen Fenster aus dem späten 16. Jahrhundert ist in der Mitte die Himmelfahrt Mariens und unten das Stifterpaar mit seinen Kindern dargestellt. Im Tympanon schweben Gottvater und Engel über den Wolken.

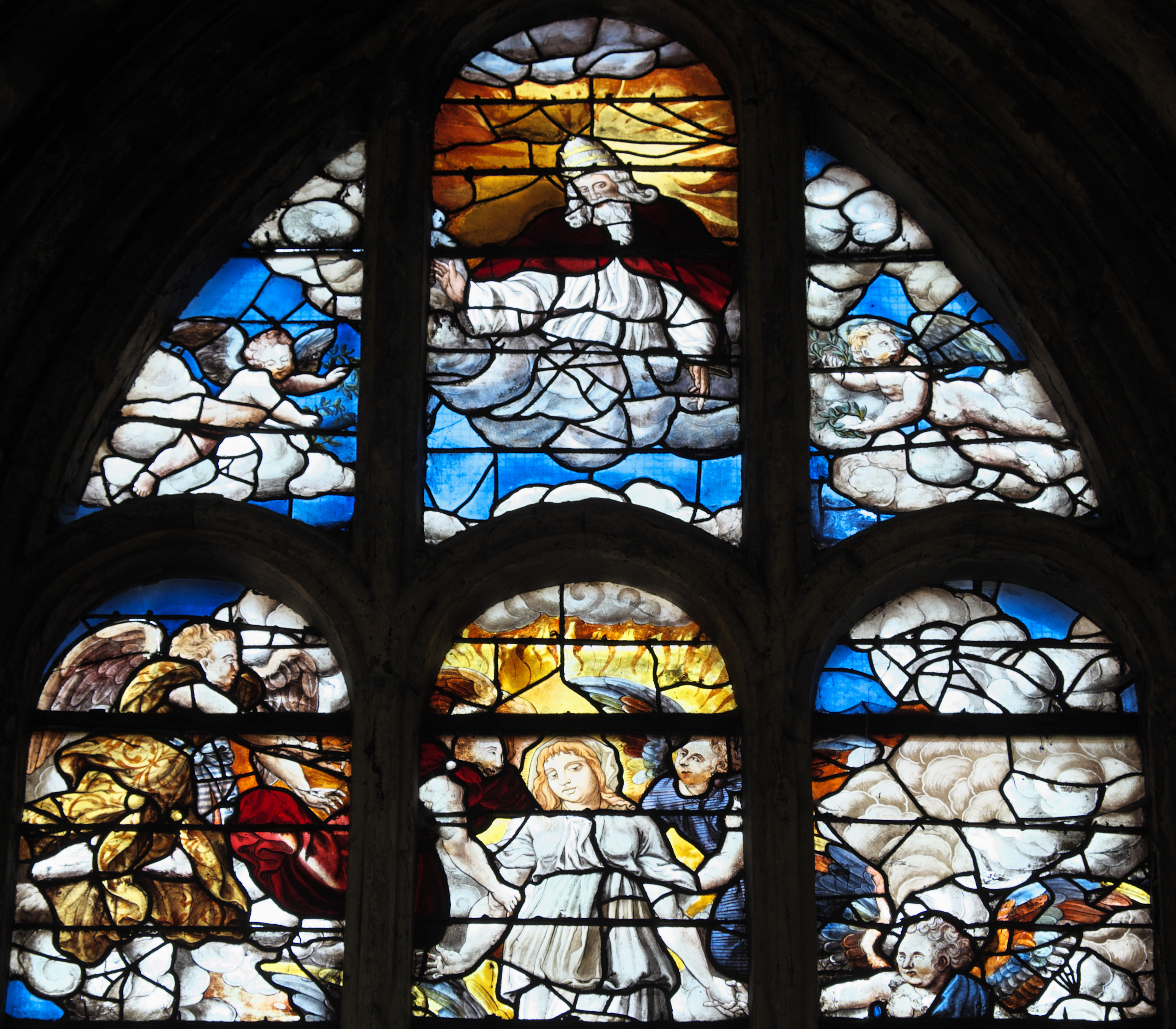
Gottvater und Engel
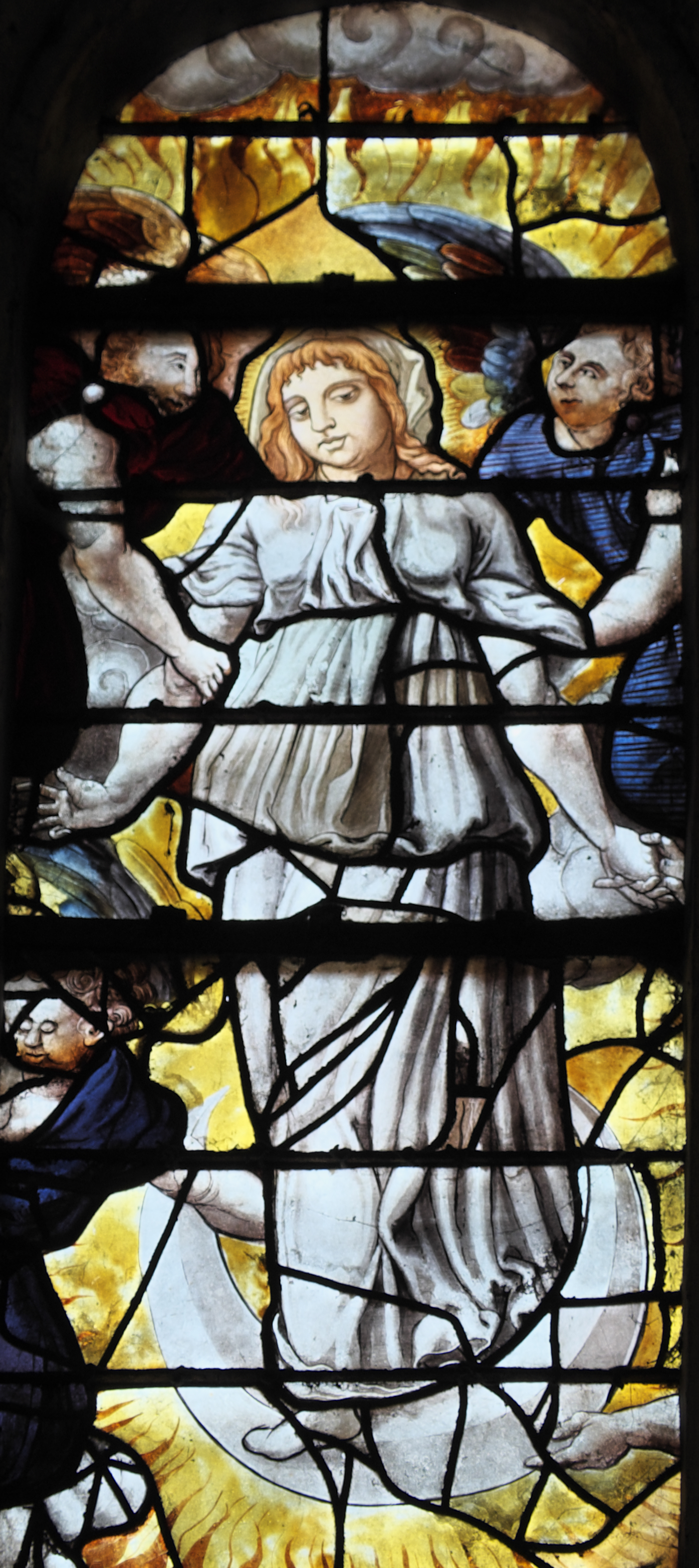
Mariä Himmelfahrt
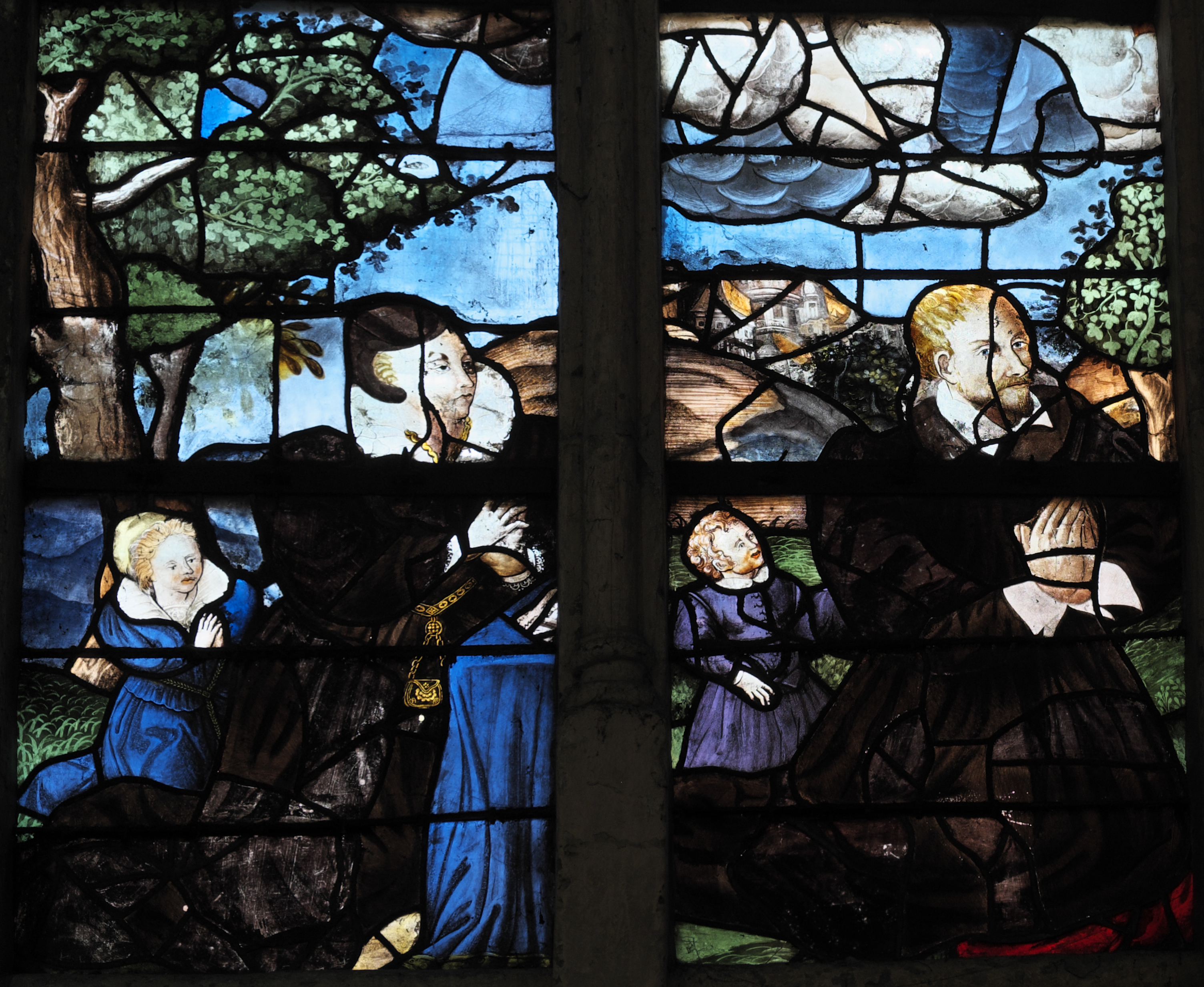
Stifter mit Familie

- Fenster 28

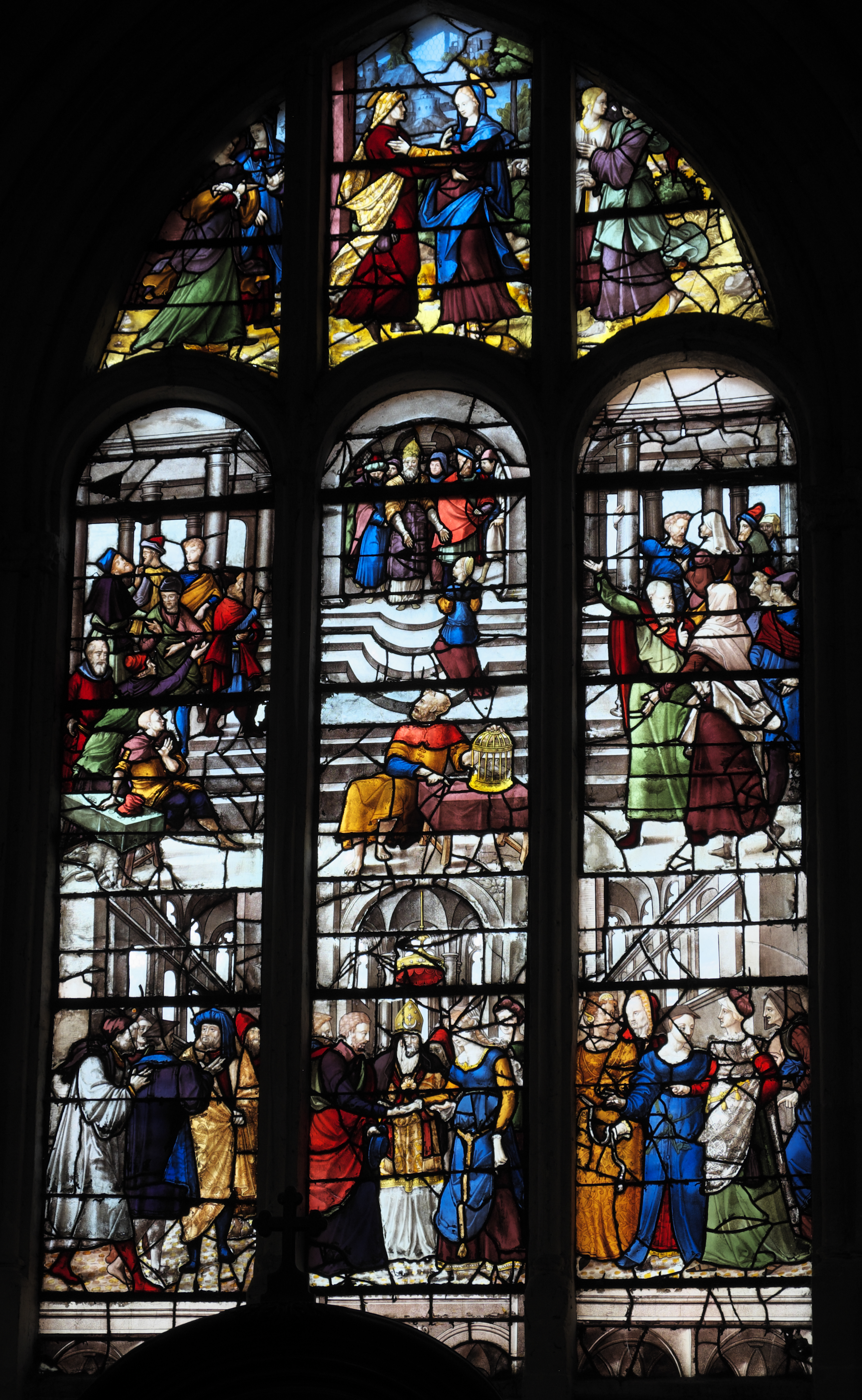
Fenster 28

Das aus drei Lanzetten bestehende Fenster mit Szenen aus dem Marienleben wurde ebenfalls im späten 16. Jahrhundert geschaffen. Im oberen Teil ist Mariä Tempelgang dargestellt, im unteren Teil ihre Vermählung mit Josef. Die Szene im Tympanon zeigt die Heimsuchung Mariens.

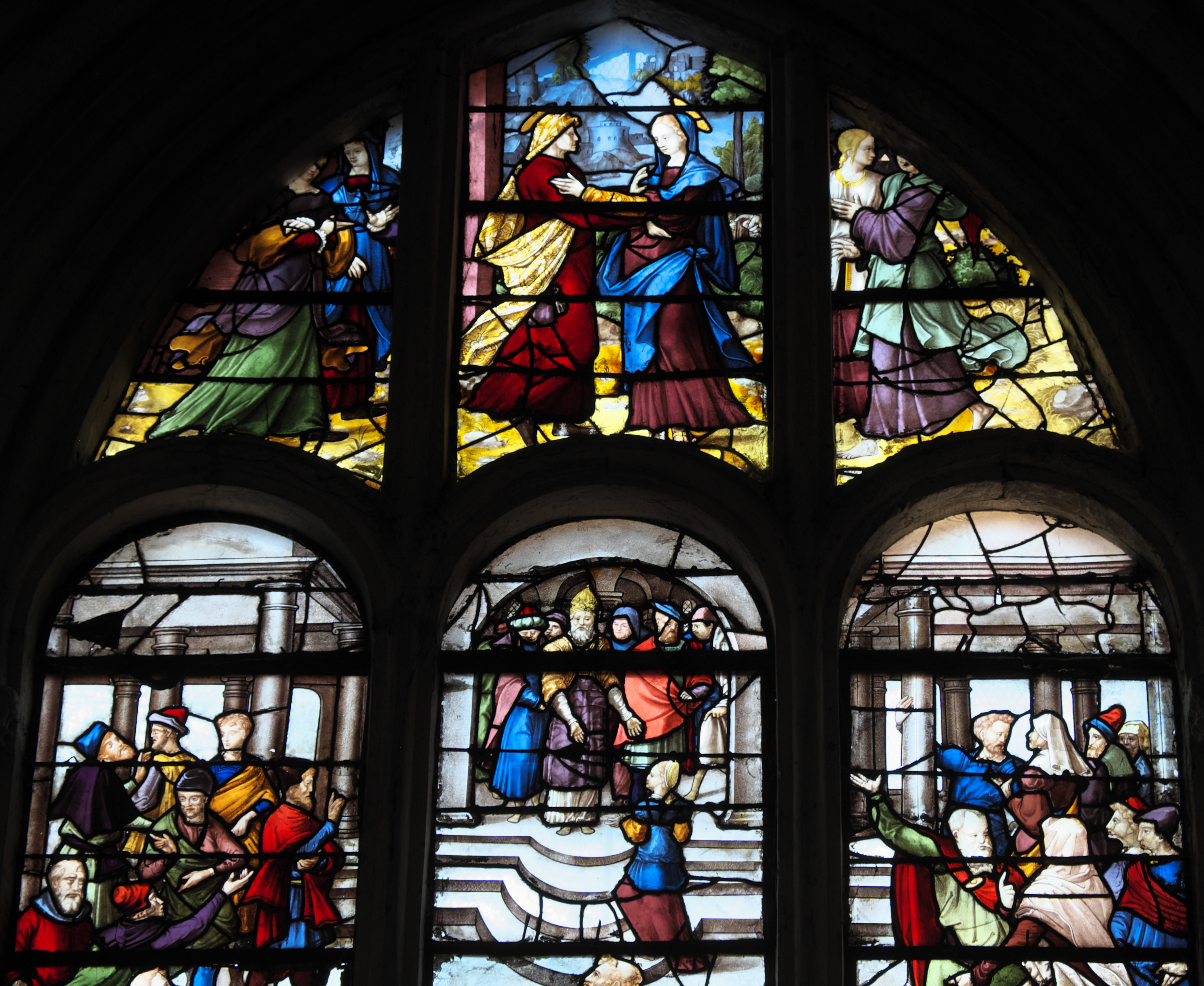
Heimsuchung (oben)
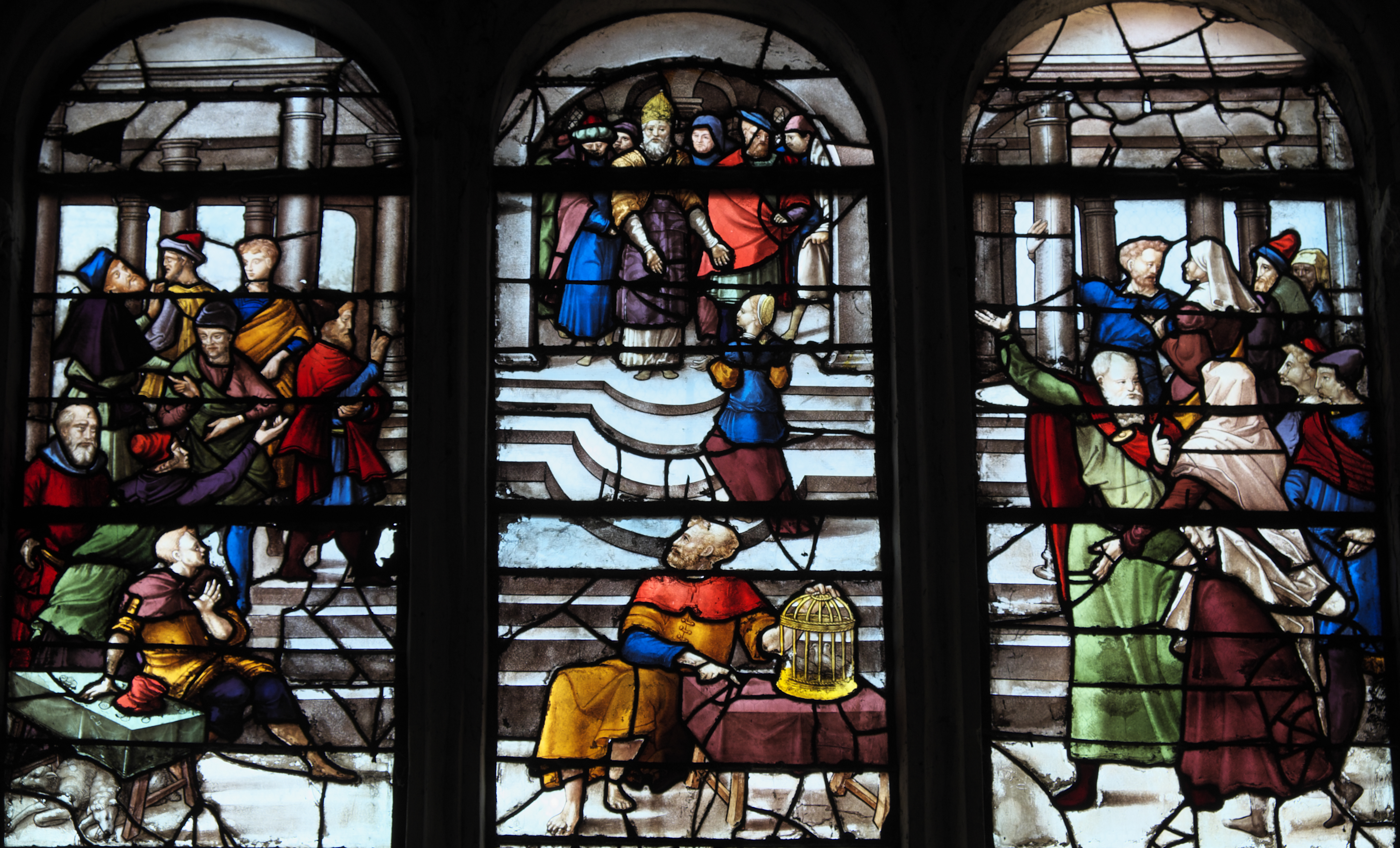
Mariä Tempelgang
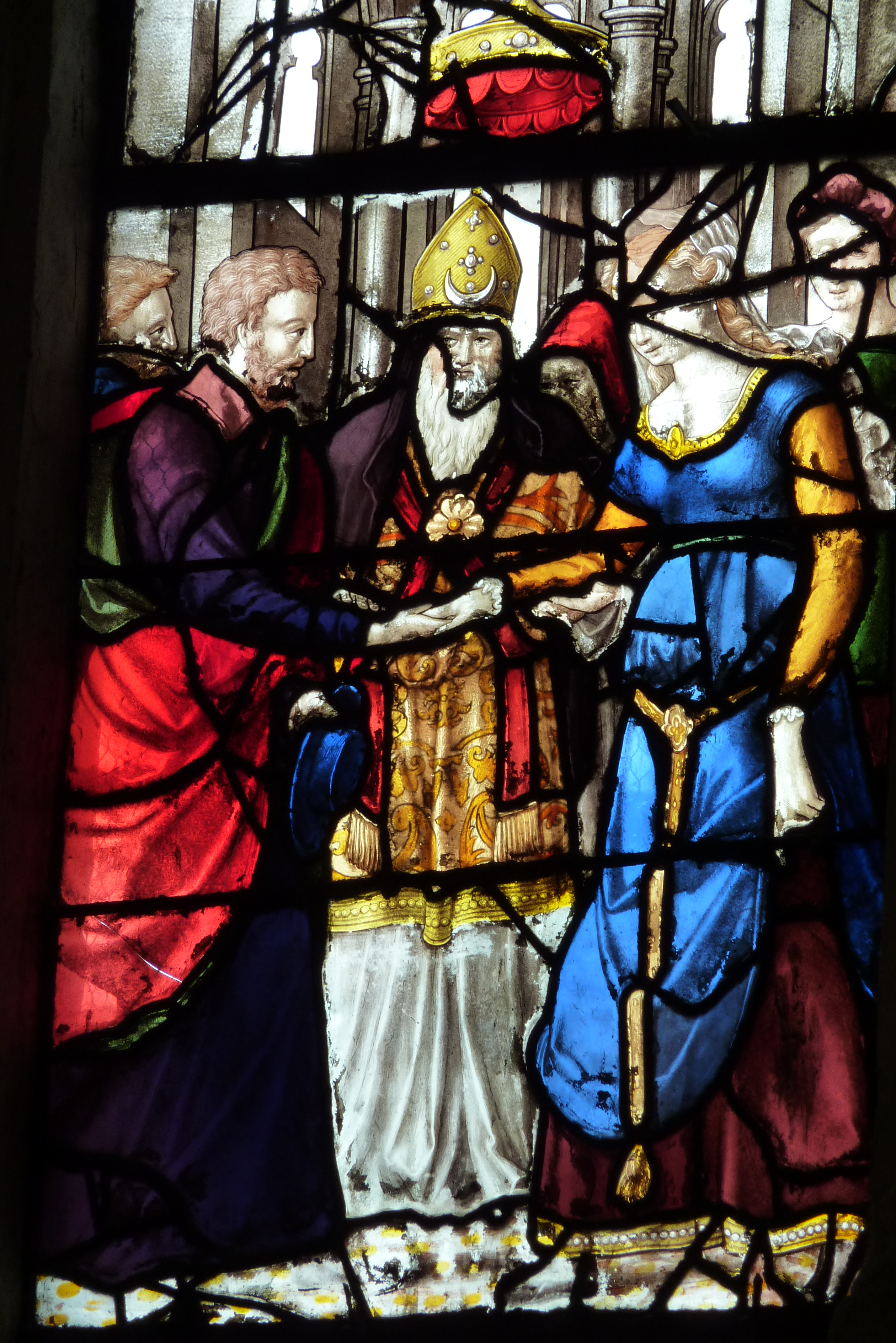
Heirat Mariens

- Fenster 29

Das dreibahnige Fenster aus dem späten 16. oder frühen 17. Jahrhundert ist den Werken der Barmherzigkeit gewidmet. In der Mitte stillt eine Frau ein Kind, links bekommt ein Bettler eine Gabe, rechts wird ein Toter begraben. Im Tympanon ist in der Mitte ein Wappen dargestellt, links der Besuch eines Gefängnisses, rechts erhält ein Bedürftiger Nahrung und Kleidung.

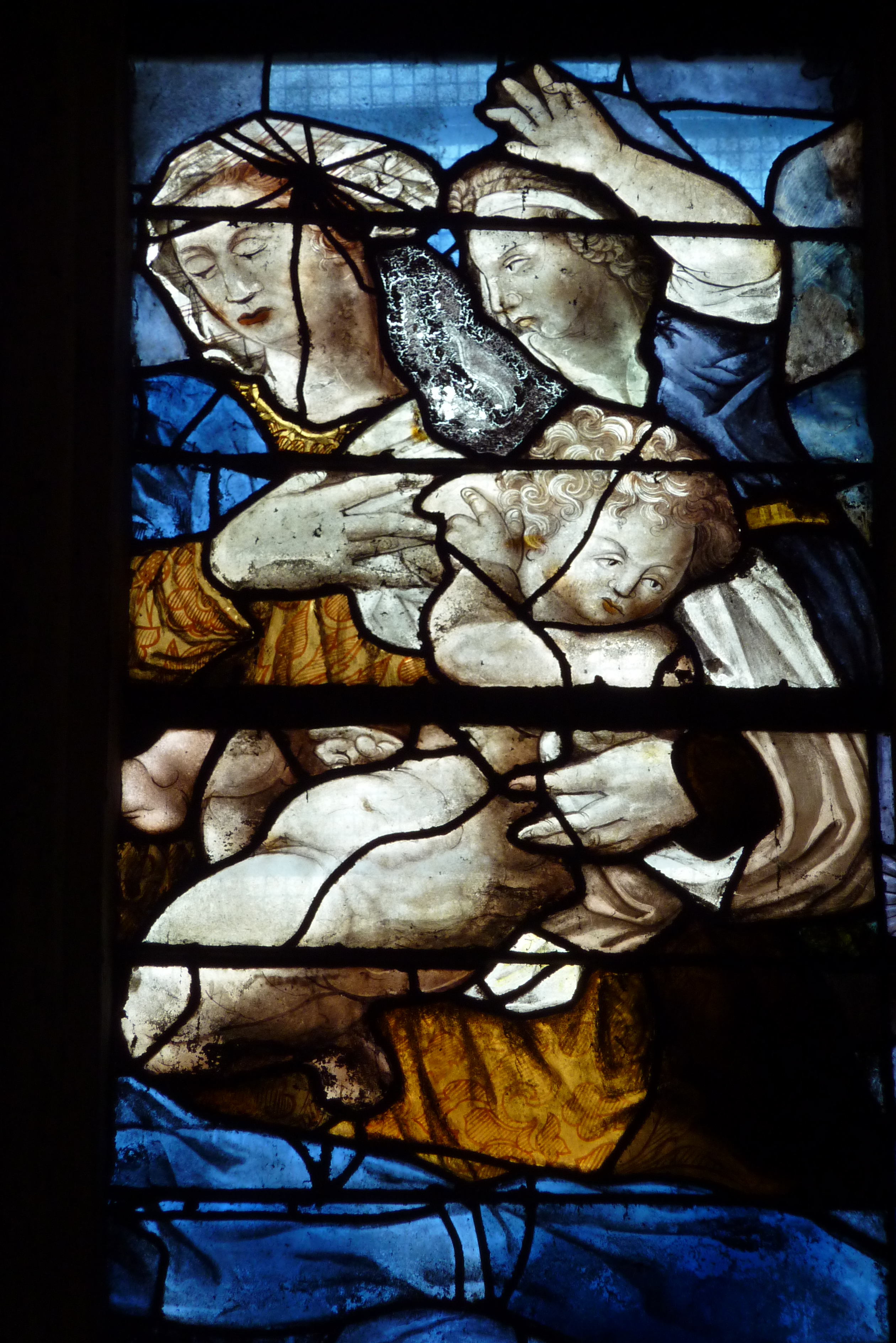
Frau, die ein Kind stillt
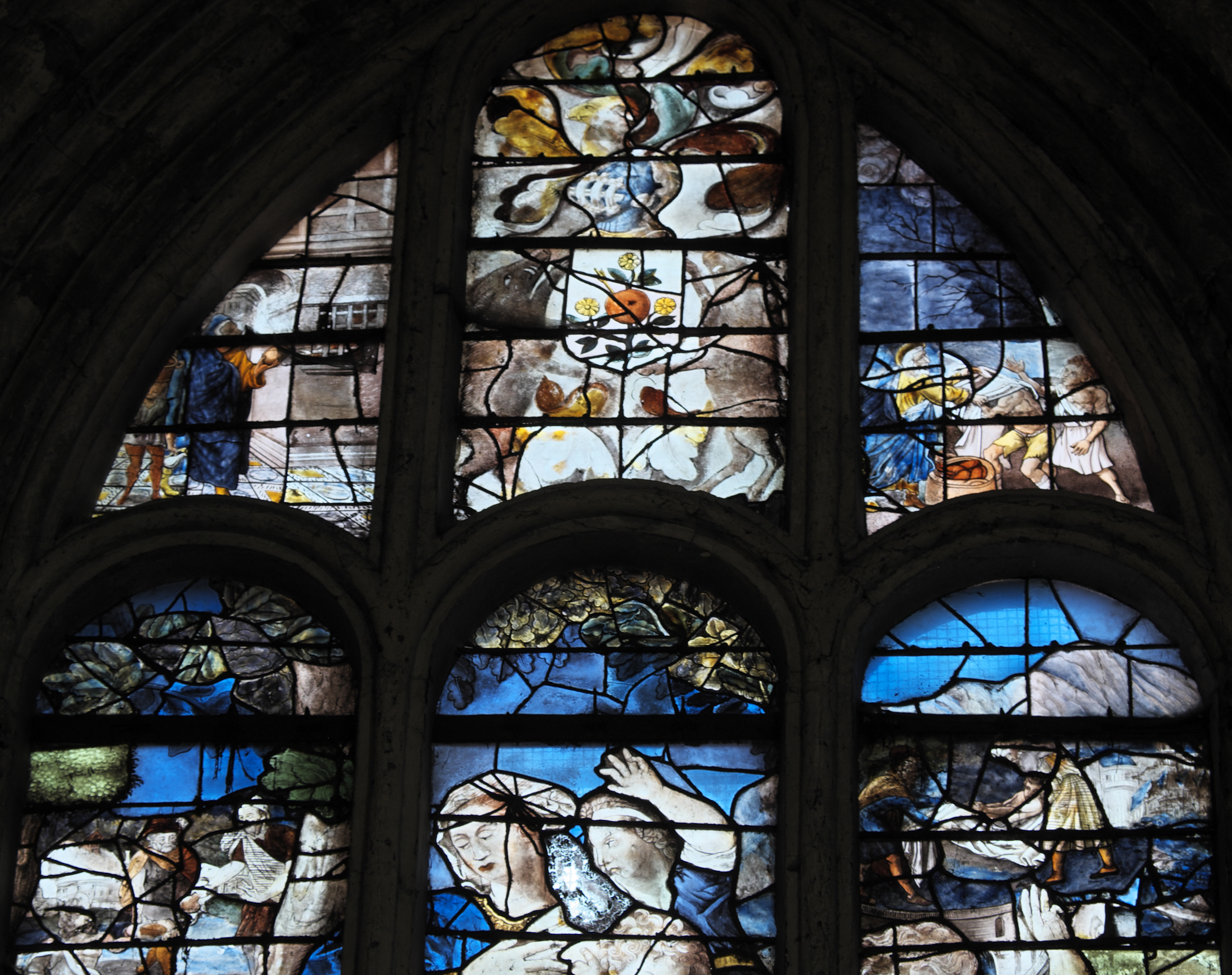
Wappen und Werke der Barmherzigkeit

- Fenster 30

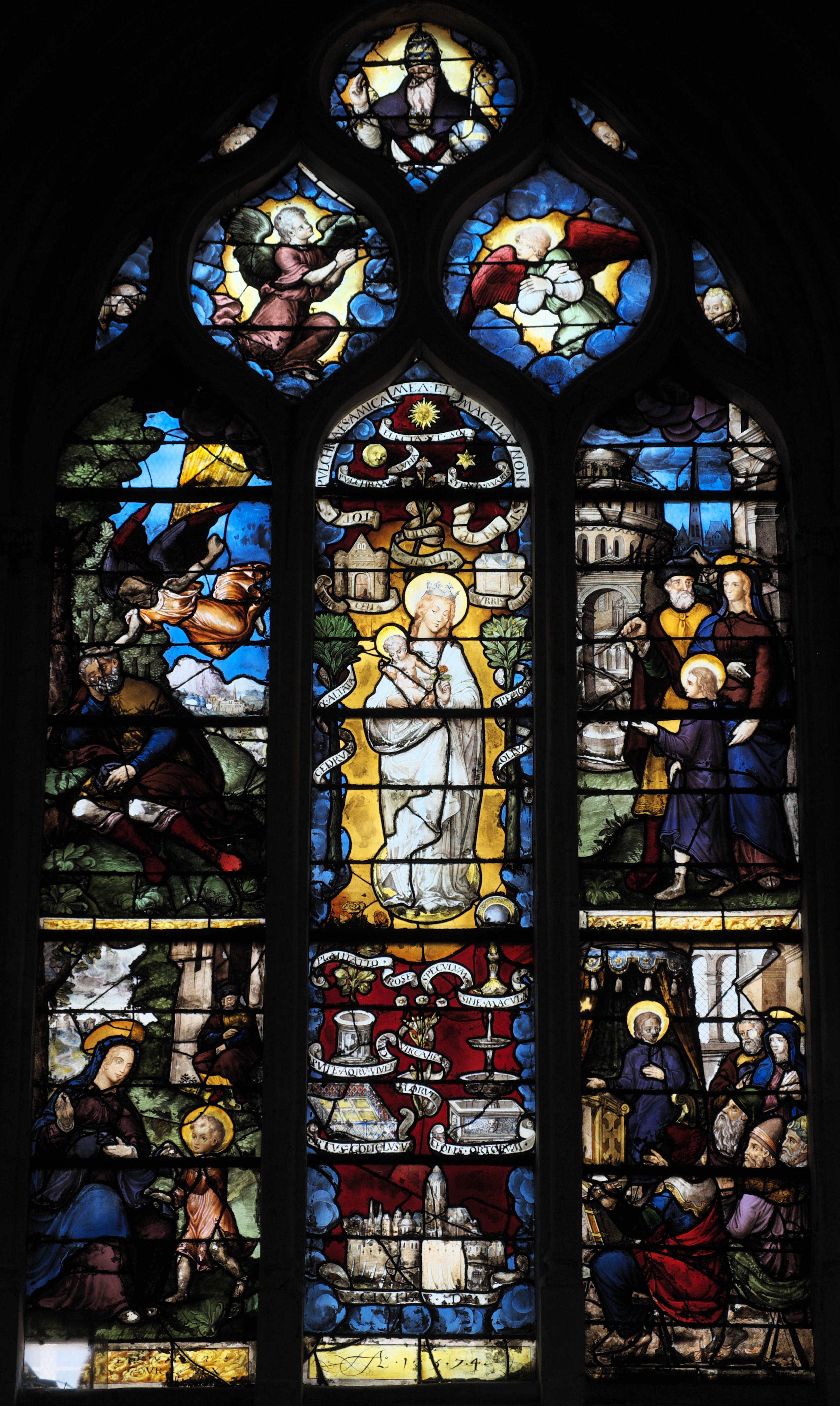
Fenster 30

Das Fenster ist in drei Lanzetten gegliedert und mit der Jahreszahl 1574 bezeichnet. In der mittleren Lanzette ist Maria mit dem Jesuskind dargestellt, umgeben von ihren Symbolen und Anrufungen, die in den Schriftbändern in lateinischer Sprache wiedergegeben sind. Die Szene links oben zeigt Josef schlafend, dem ein Engel die Geburt Jesu verkündet, in der Szene darunter sieht man die Heilige Familie. Die rechte obere Szene stellt die Rückkehr der Heiligen Familie nach Jerusalem dar, die untere Szene den zwölfjährigen Jesus im Tempel unter den Schriftgelehrten. Im Tympanon sind Gottvater und Engel dargestellt.

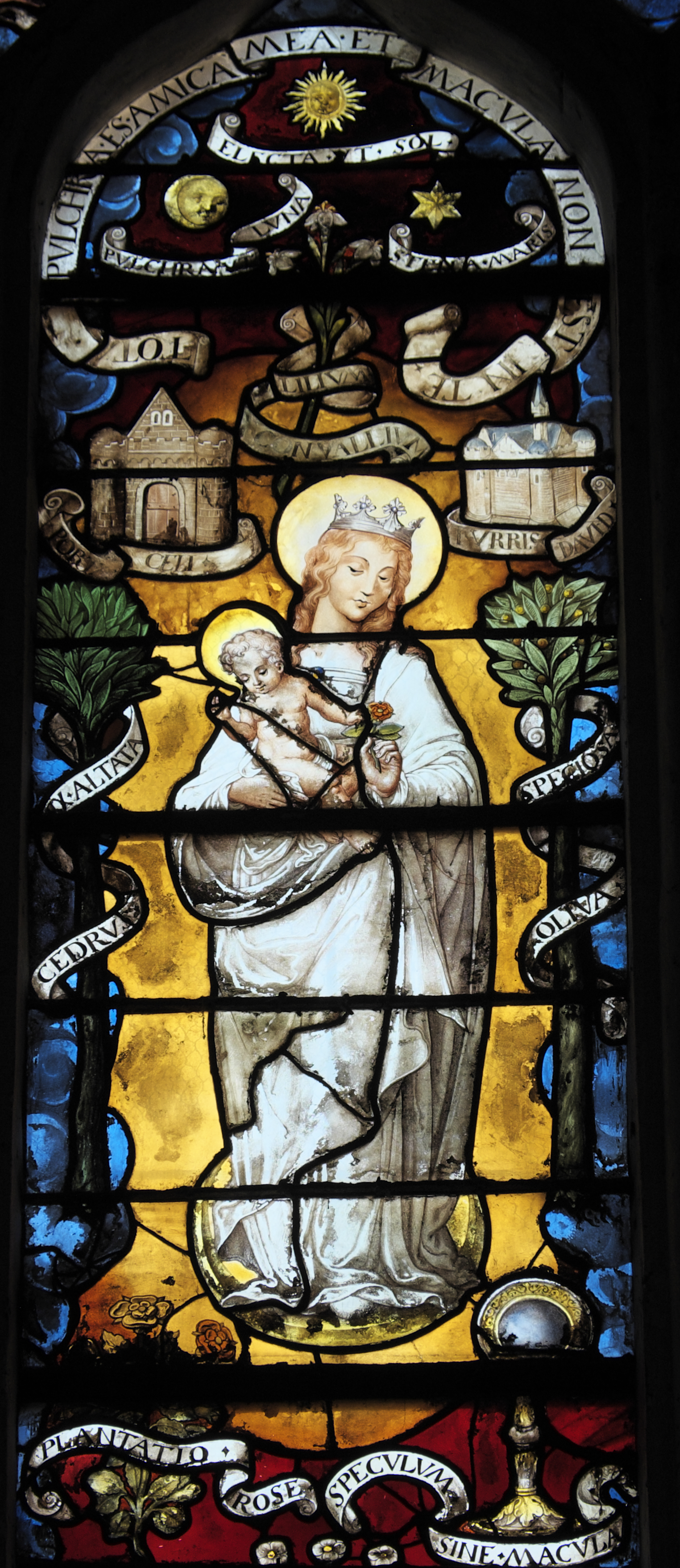
Madonna mit Kind, Mariensymbole
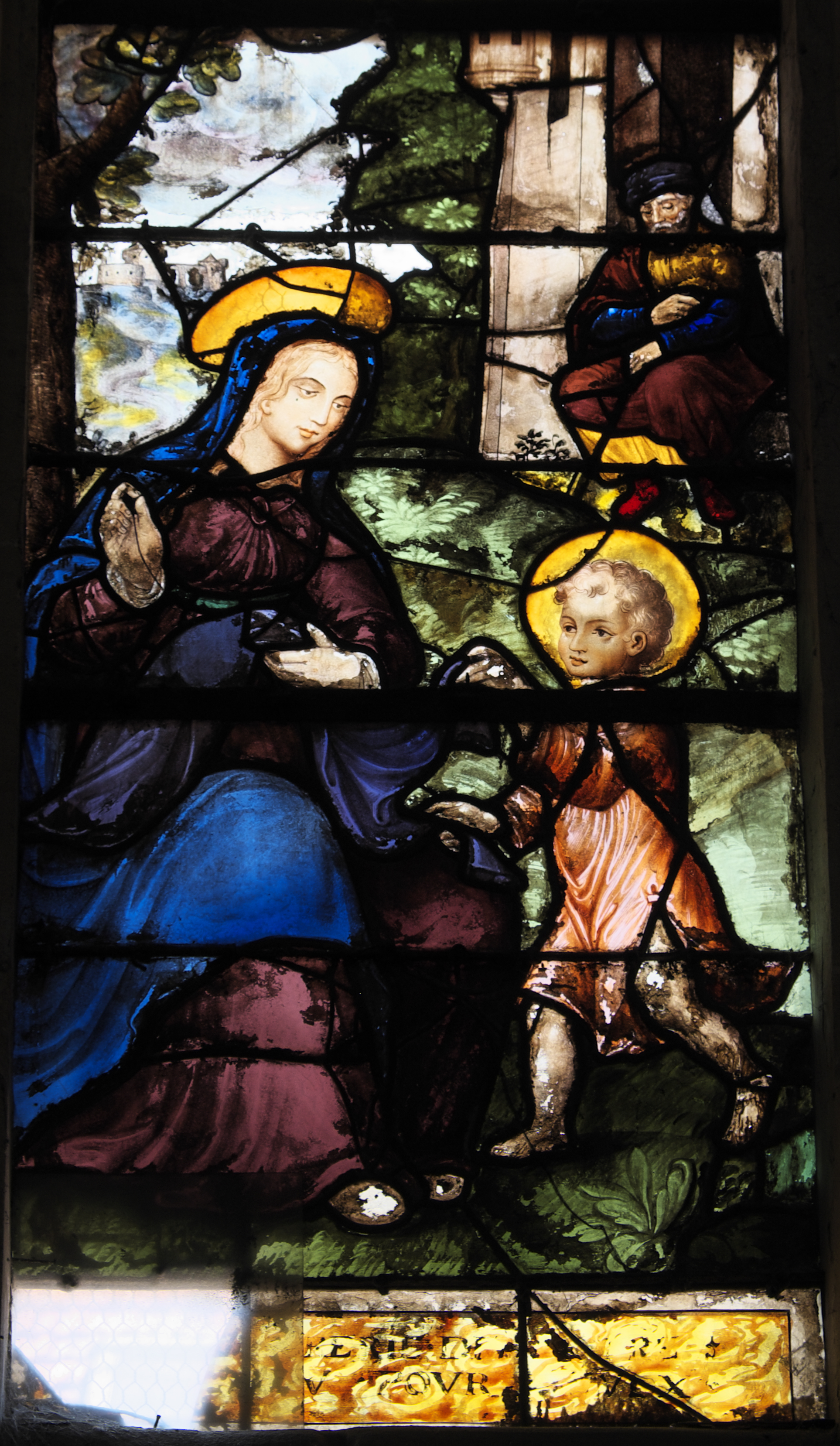
Heilige Familie
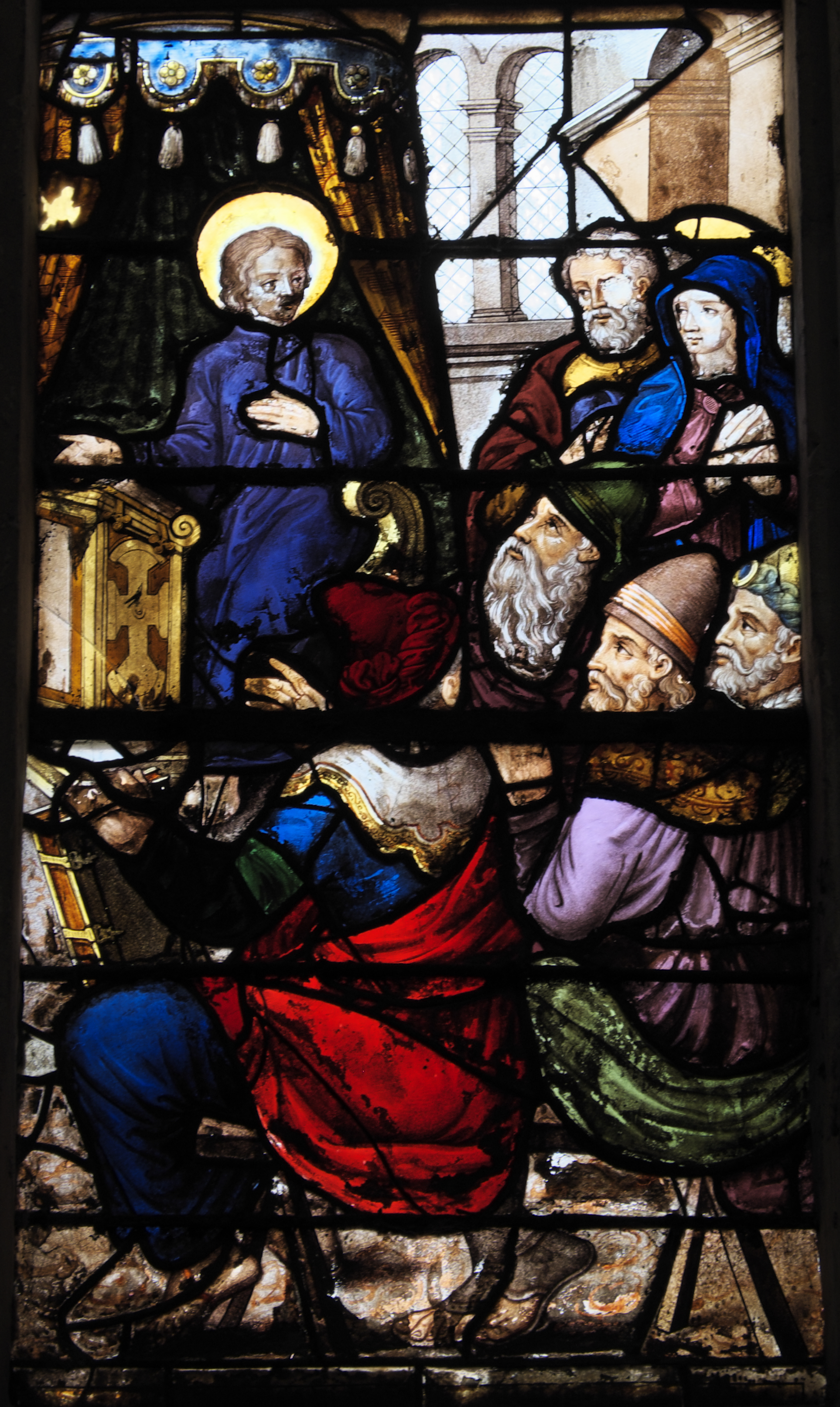
Jesus unter den Schriftgelehrten
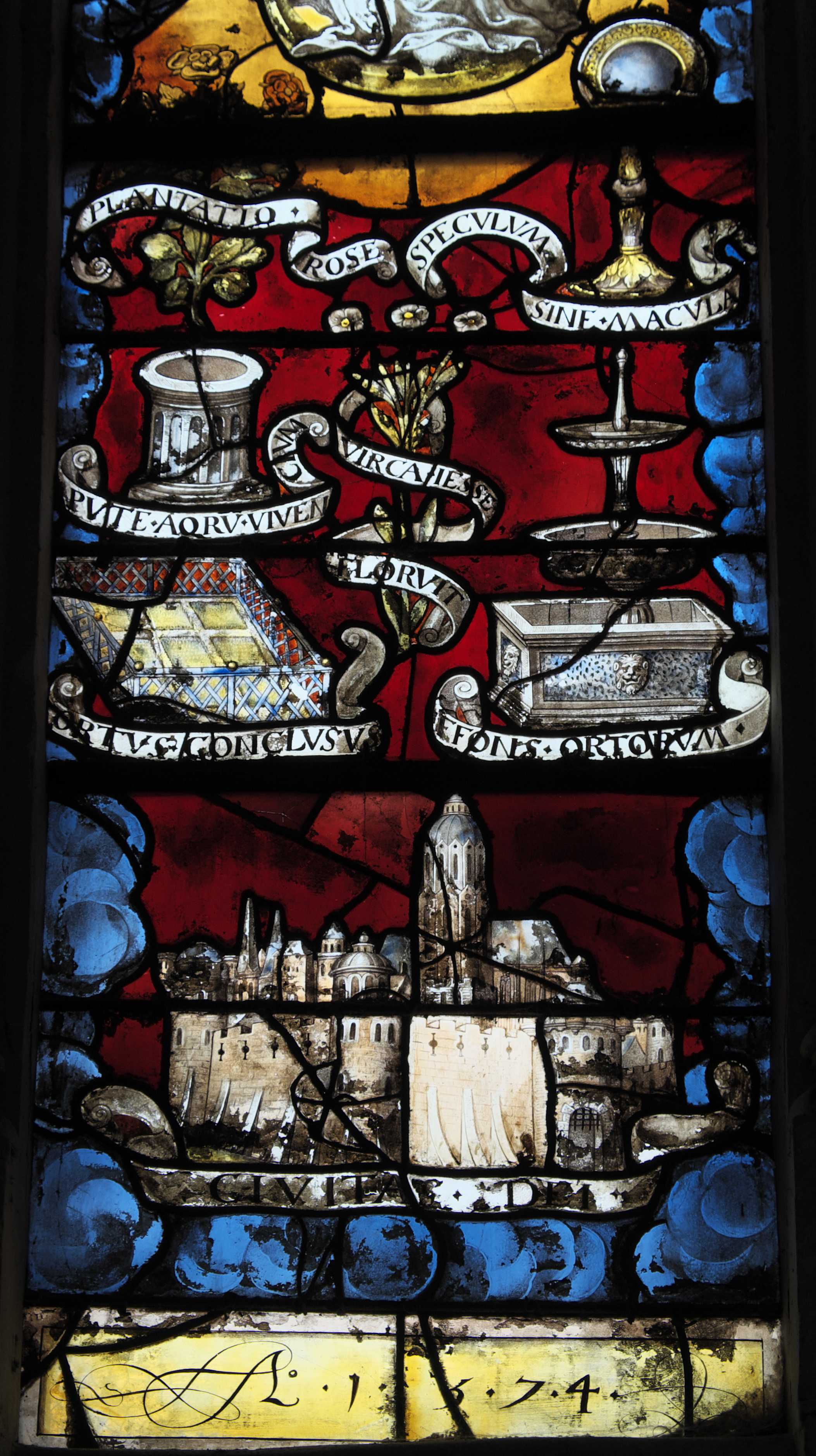
Mariensymbole, Jahreszahl 1574

- Fenster 32

Das Fenster ist mit der Jahreszahl 1578 bezeichnet und stellt die Auferweckung des Lazarus dar. Im Tympanon ist Gottvater von Engeln umgeben dargestellt. Auf dem unteren Bildrand sieht man die Stifterfamilie, die vor einer Marienfigur kniet, mit ihrem Wappen.

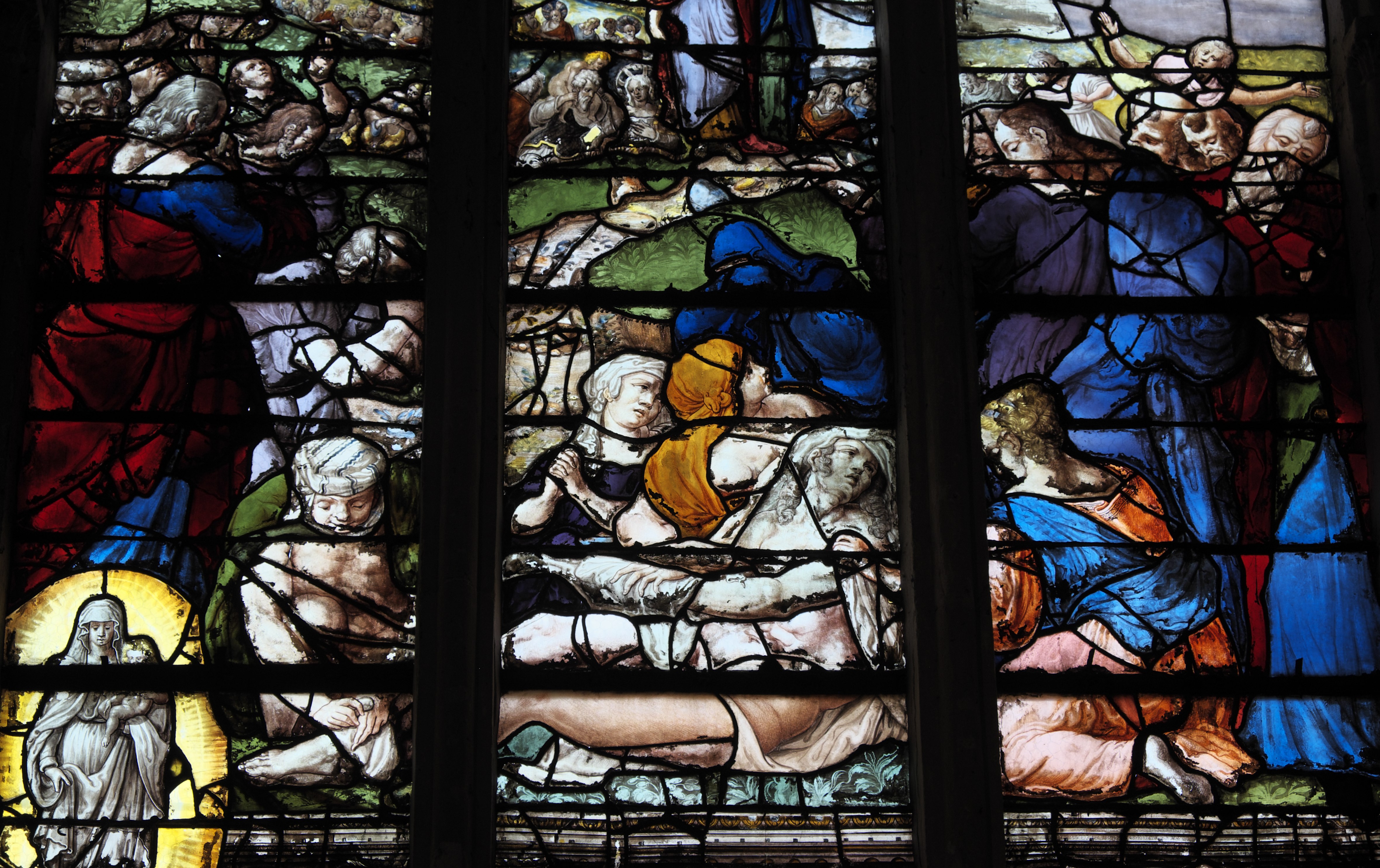
Auferweckung des Lazarus
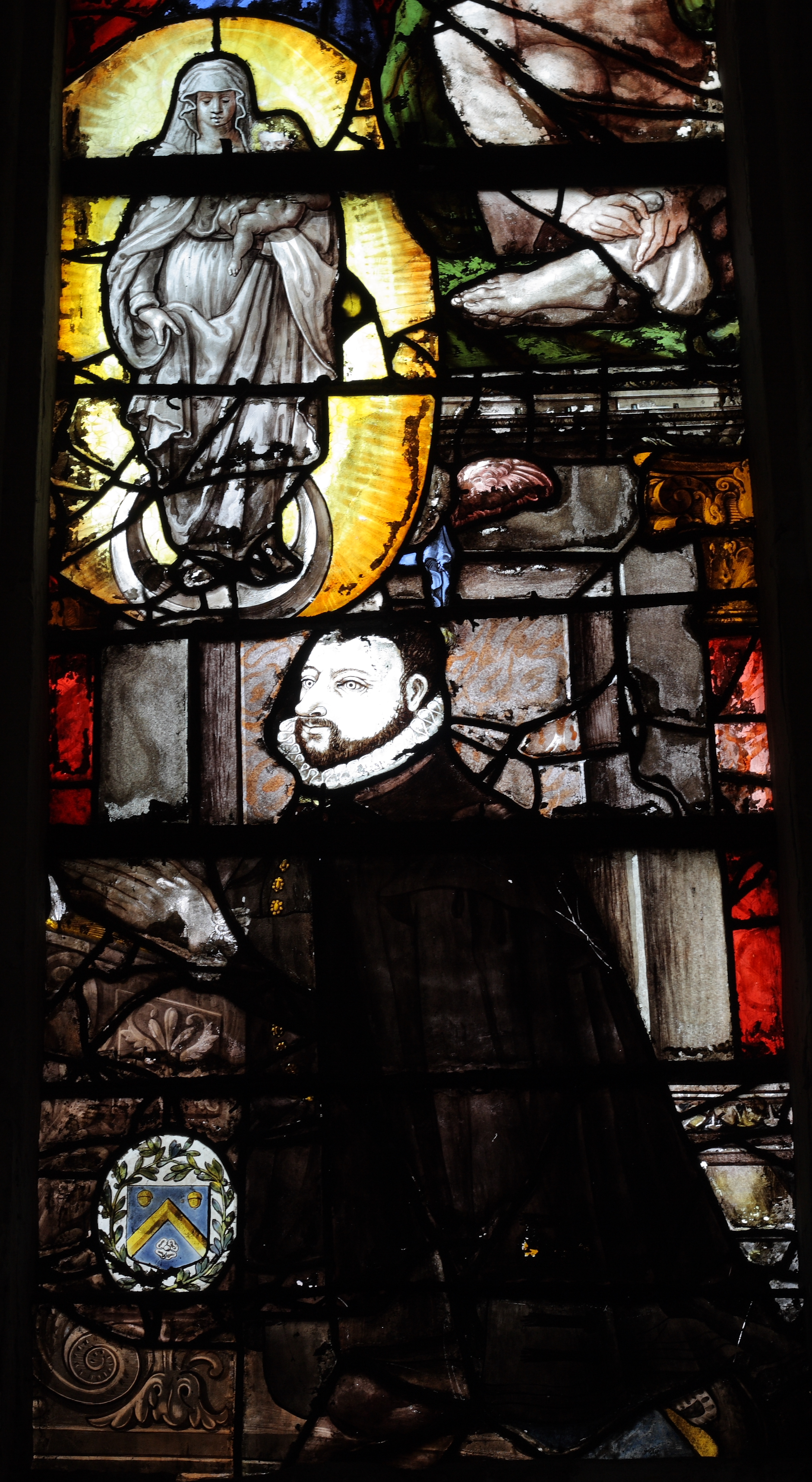
Stifter mit Wappen vor Madonnenfigur
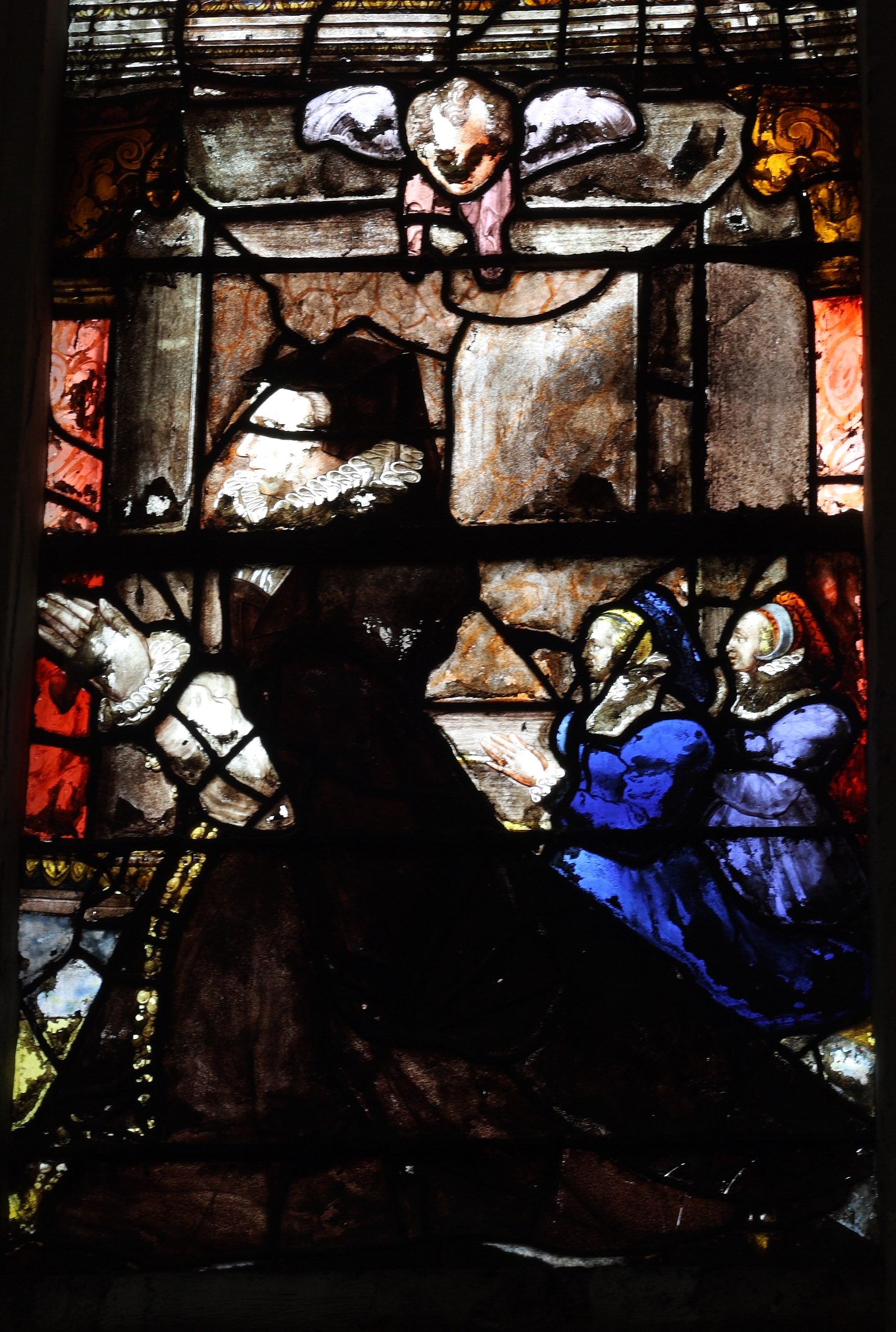
Stifterin mit Töchtern
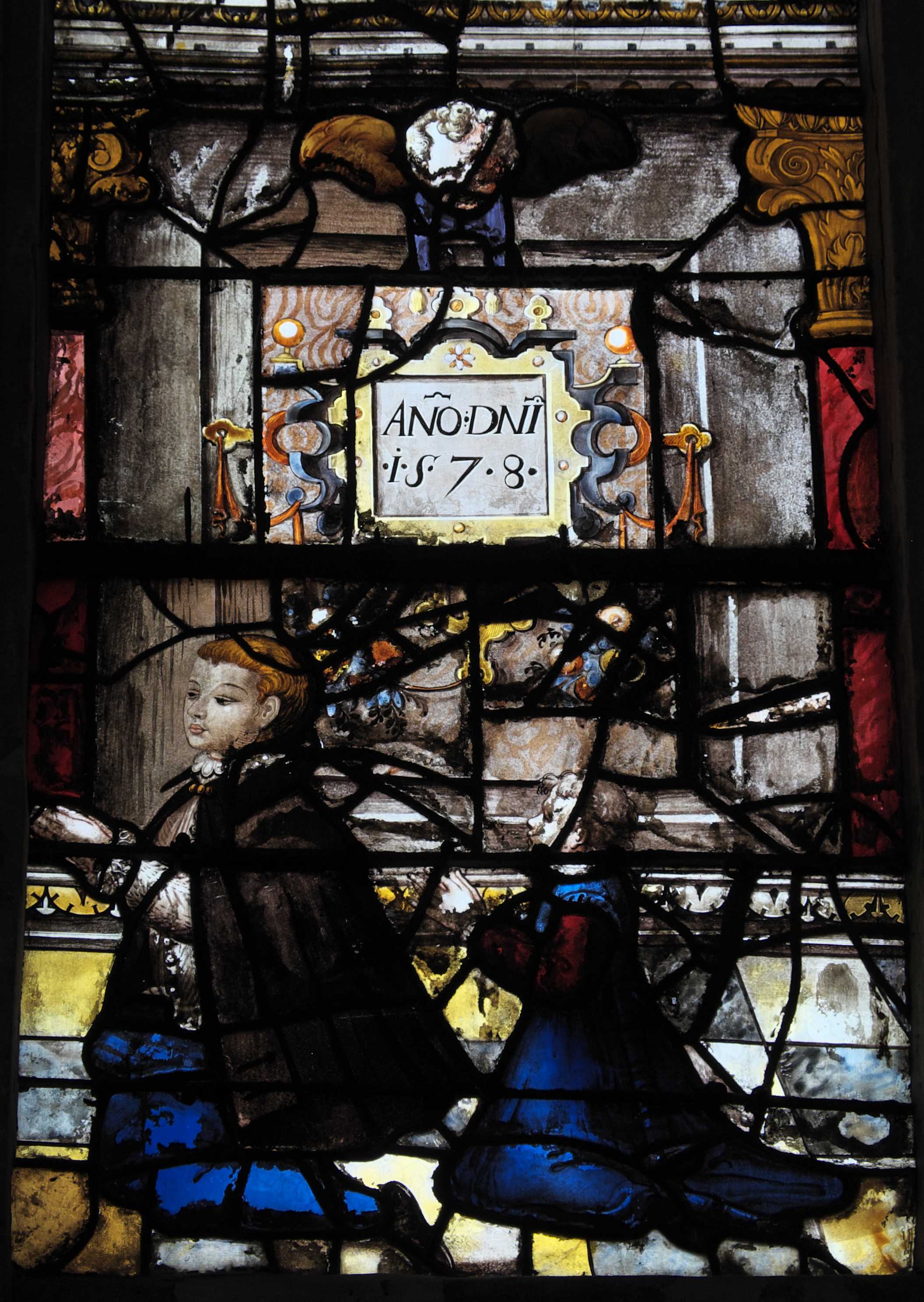
Kinder des Stifters, Jahreszahl 1578

- Obere Chorfenster

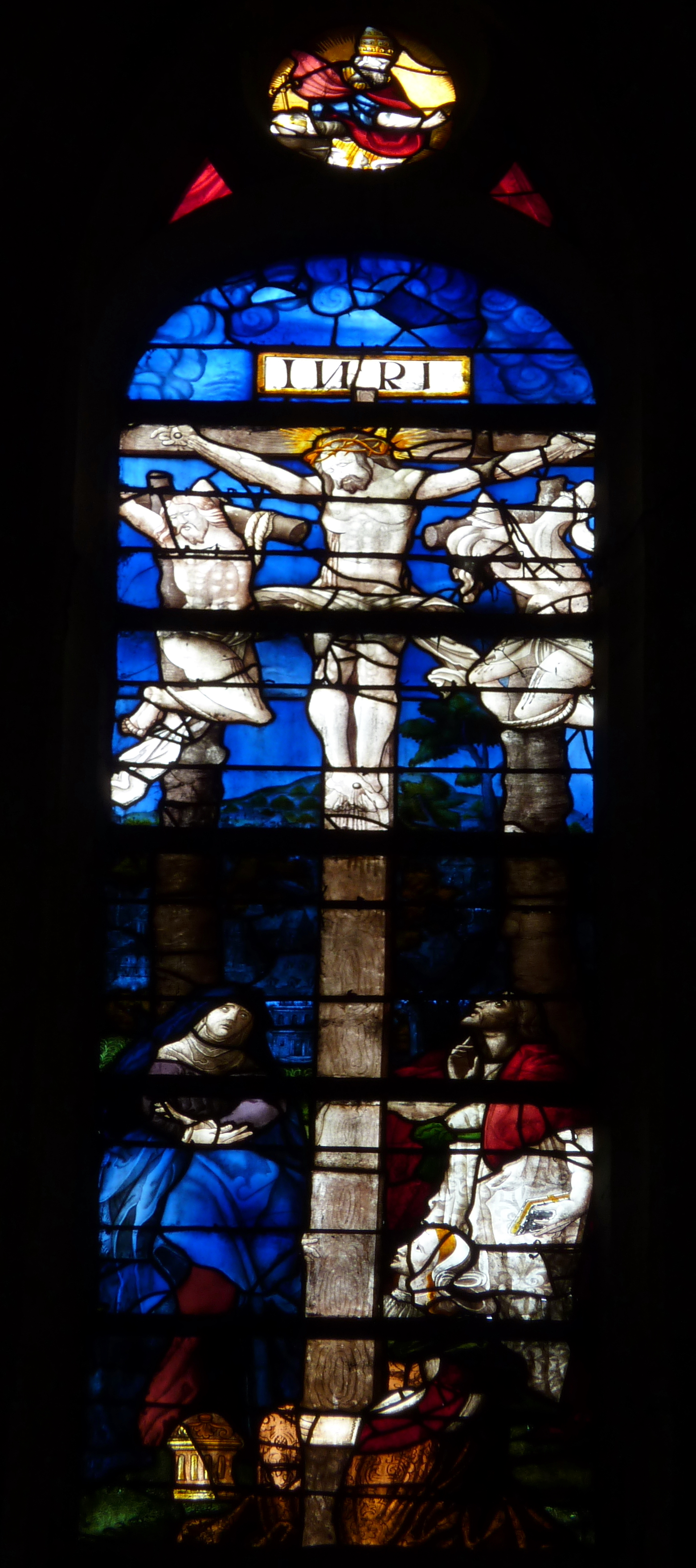
Fenster 100: Kreuzigung Christi

Auf dem zentralen oberen Chorfenster (Fenster 100) ist die Kreuzigungsszene dargestellt. Auf zwei Fenstern (Fenster 101 und 102) sieht man die Apostel Jakobus und Johannes sowie Petrus und Andreas. Auf dem Fenster 103 ist eine Pfingstszene dargestellt. Die Fenster 104, 105, 109 und 111 stellen Märtyrer und Marterszenen dar. Im Fenster 113 sind Scheiben mit der Darstellung der Versuchung Adams und Evas erhalten, die in Grisailletechnik mit Silberlot ausgeführt sind.

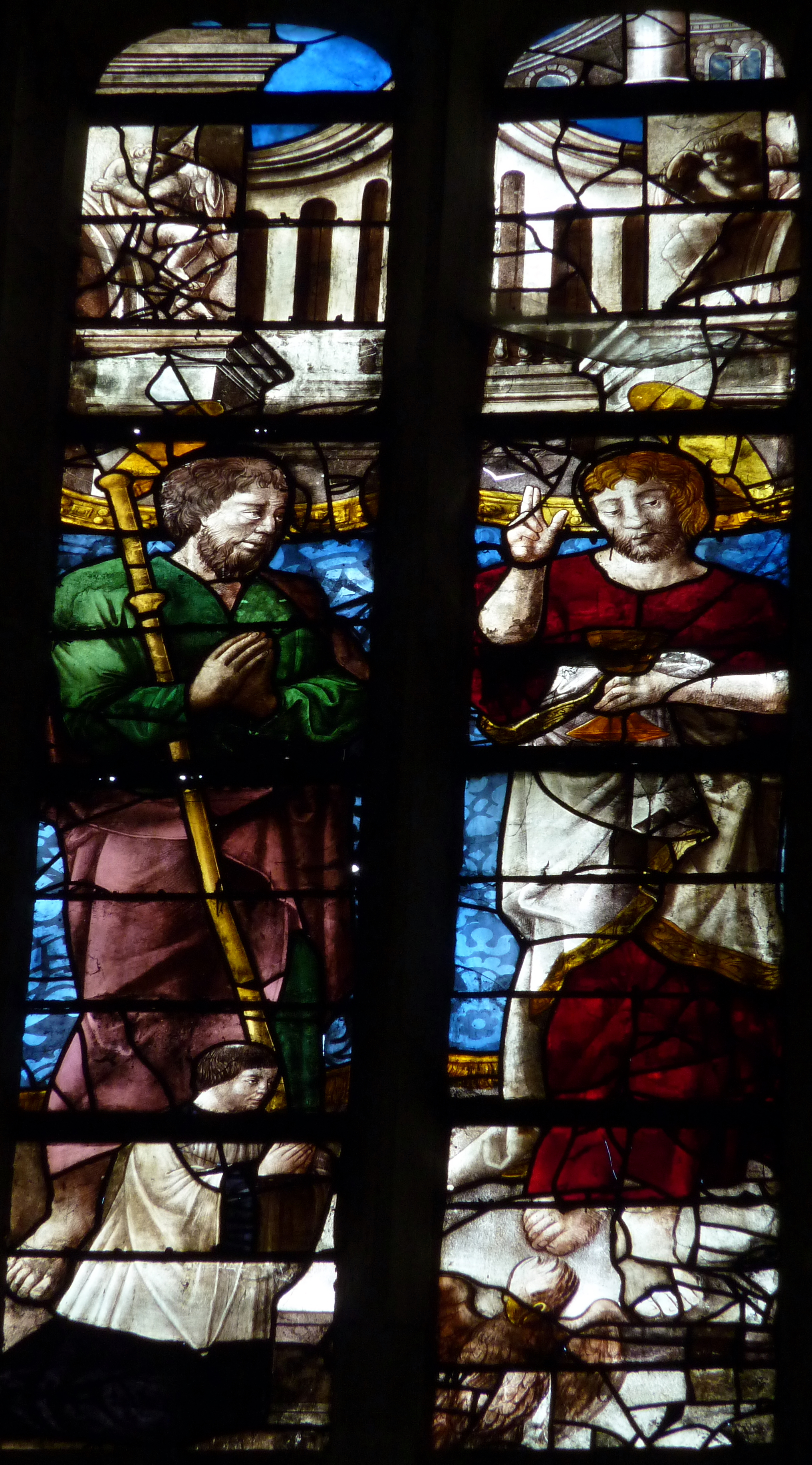
Fenster 101: Apostel Jakobus der Ältere und Johannes
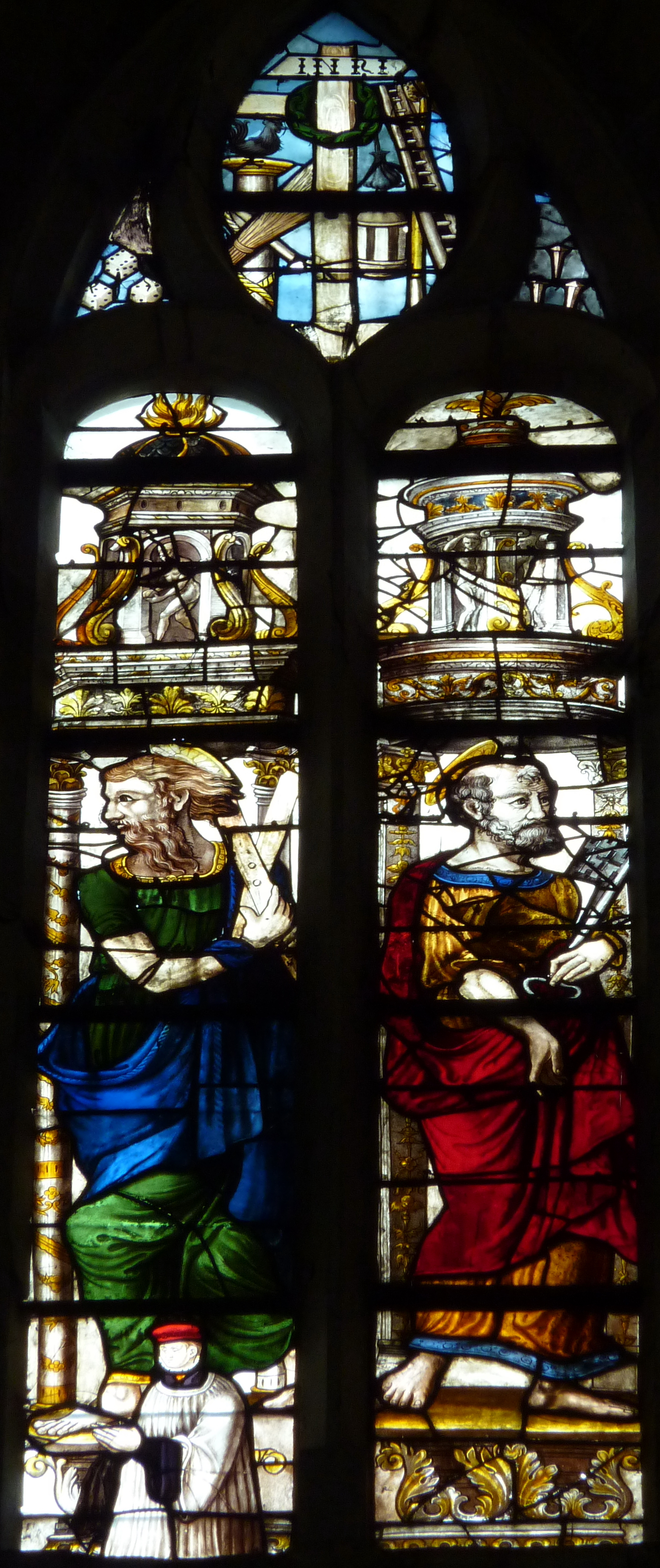
Fenster 102: Apostel Andreas und Petrus
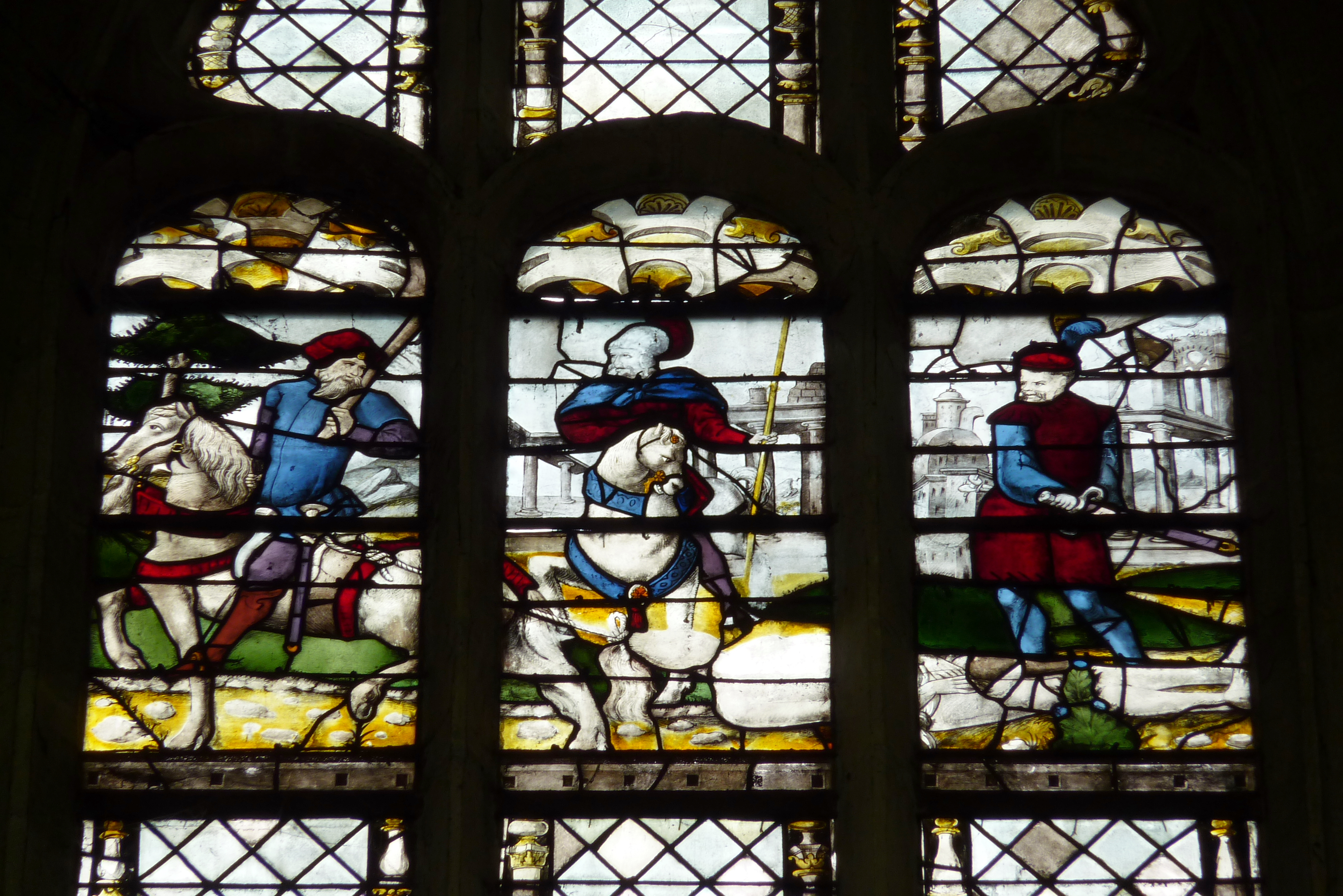
Fenster 111: Marterszene
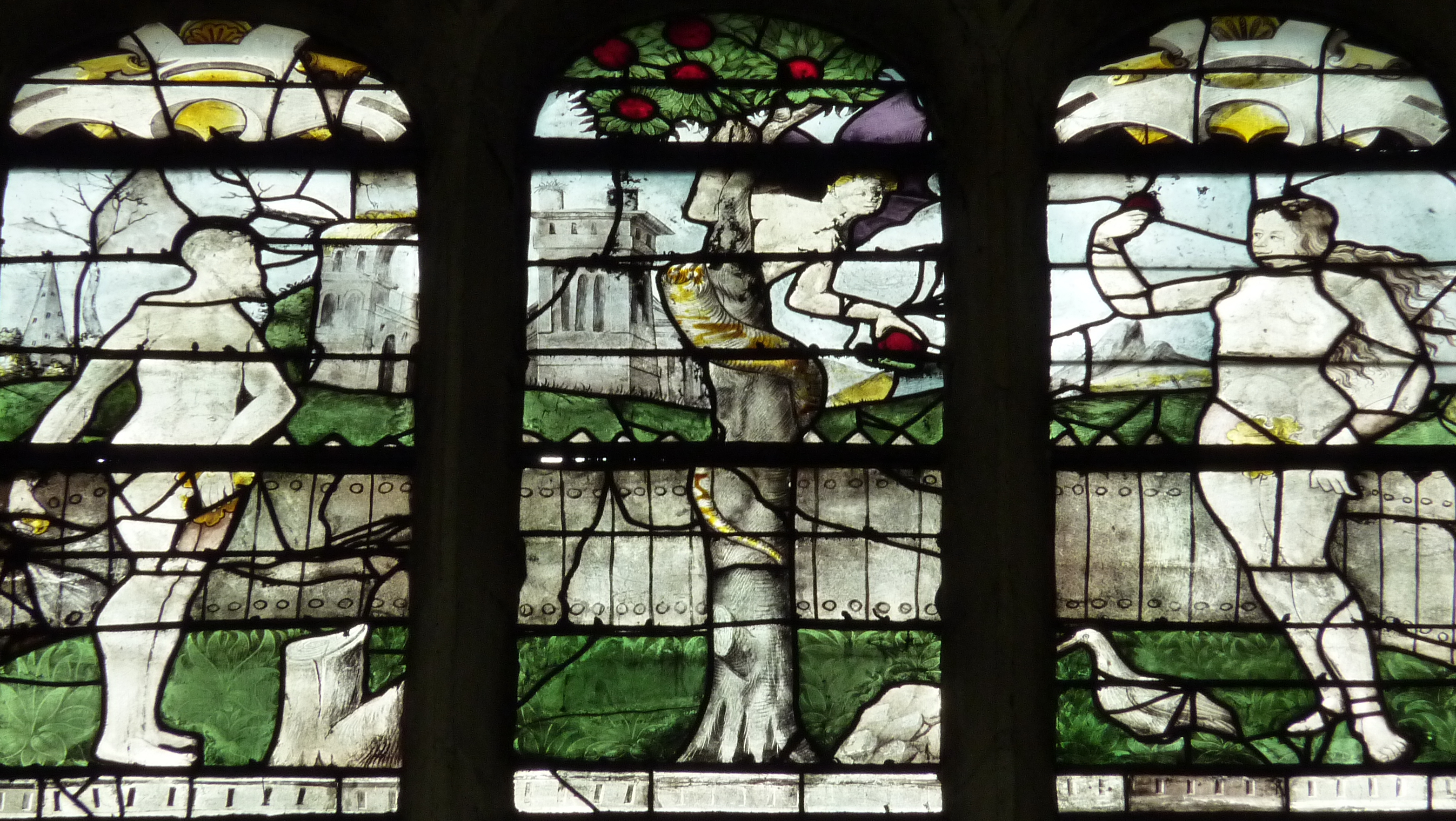
Fenster 113: Versuchung Adams und Evas

### Weitere Fenster
- Fenster 4

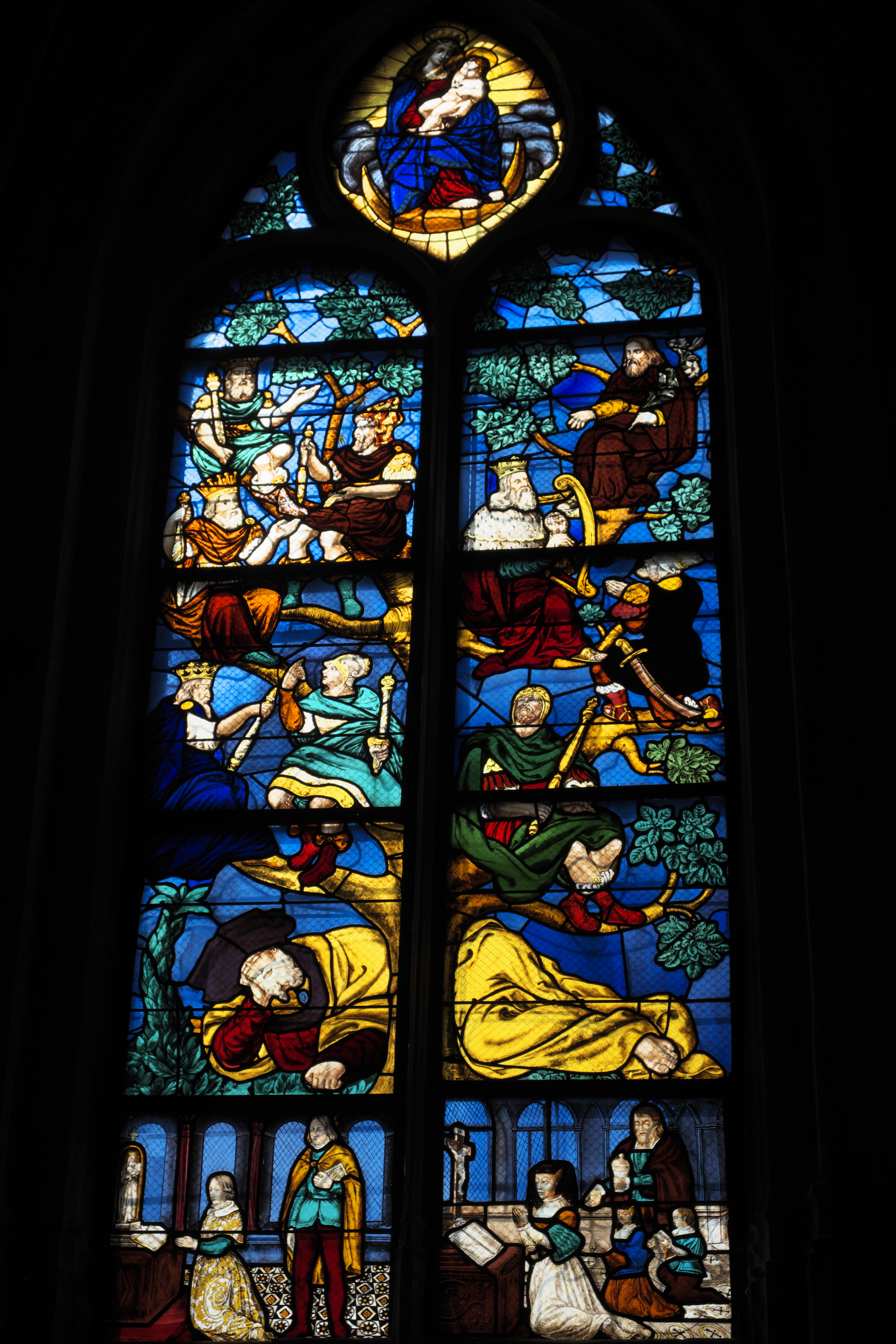
Fenster 4: Wurzel Jesse

Das Fenster mit der Darstellung der Wurzel Jesse wurde 1840 von dem Glasmaler Louis Alexandre Billard in Paris geschaffen und von der Familie Lambin gestiftet, die unten dargestellt ist.

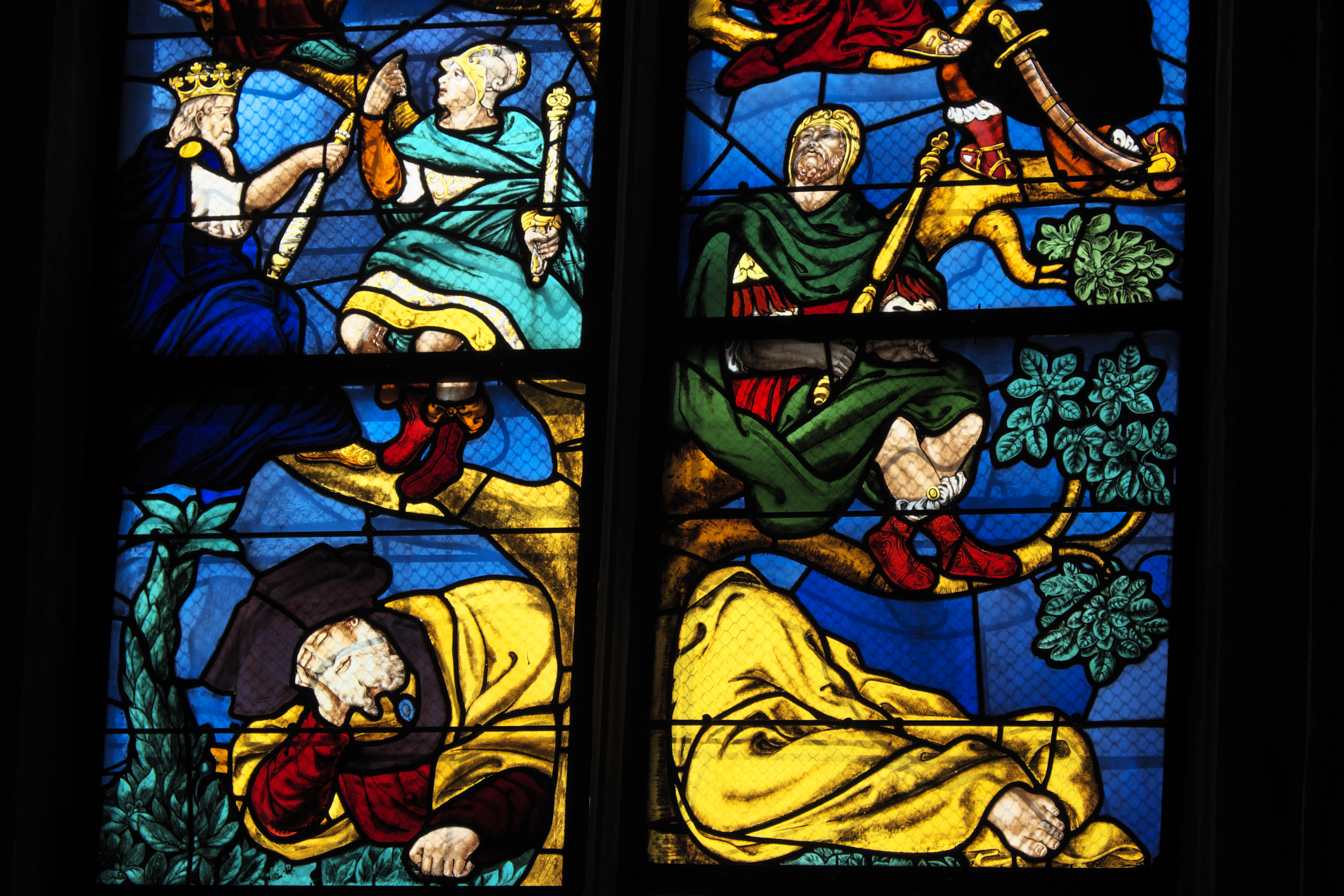
Jesse
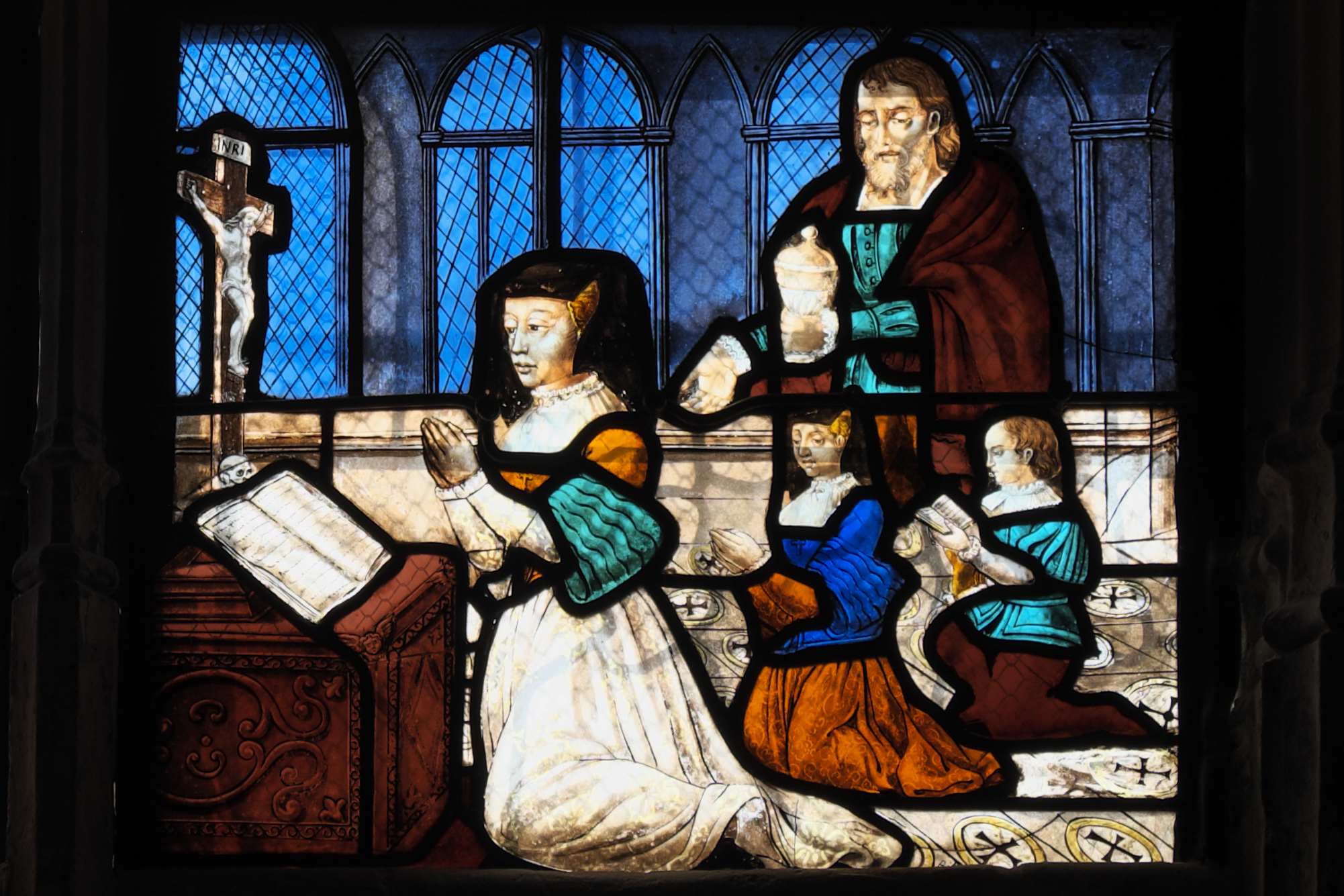
Stifter
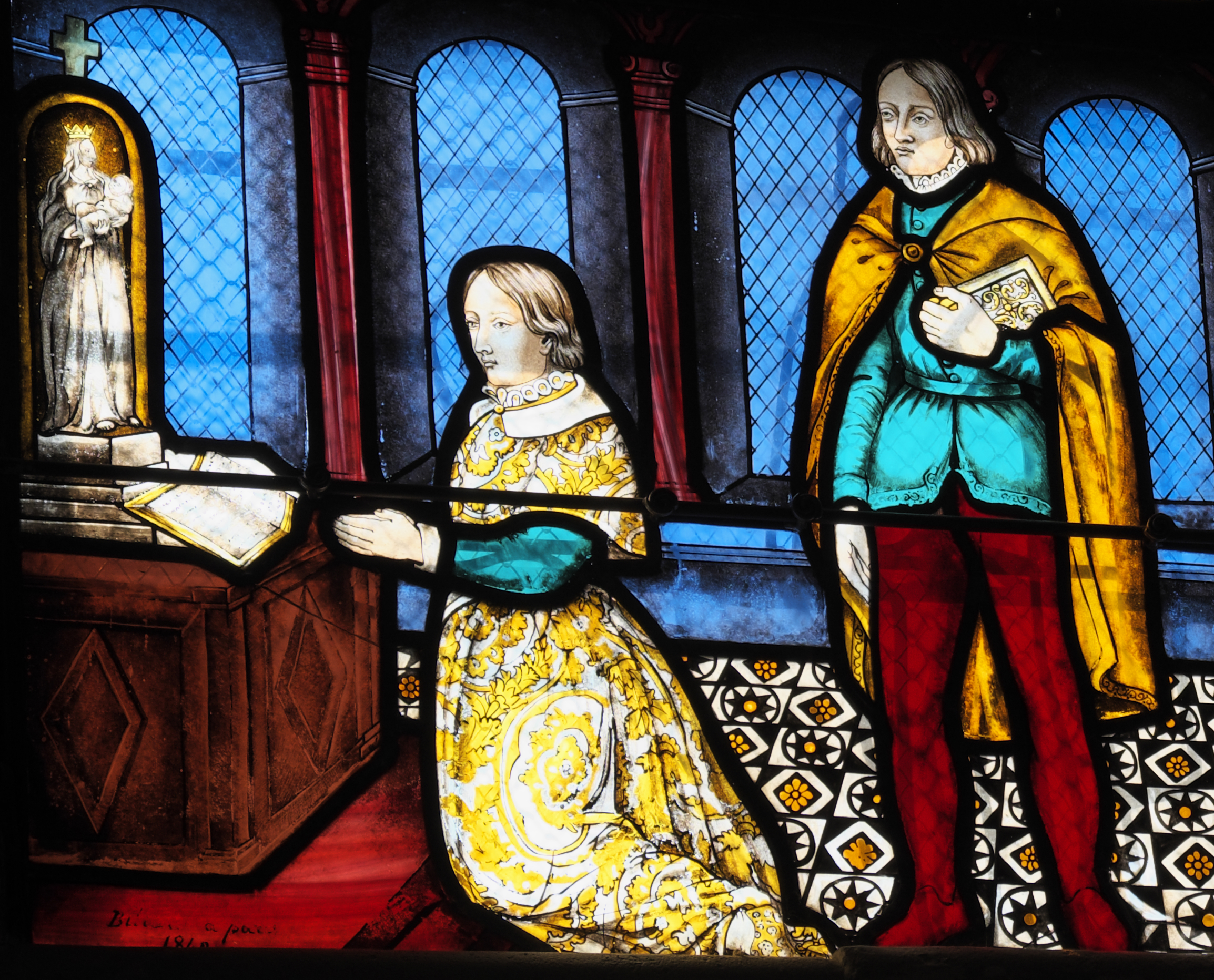
Stifter

- Fenster 22

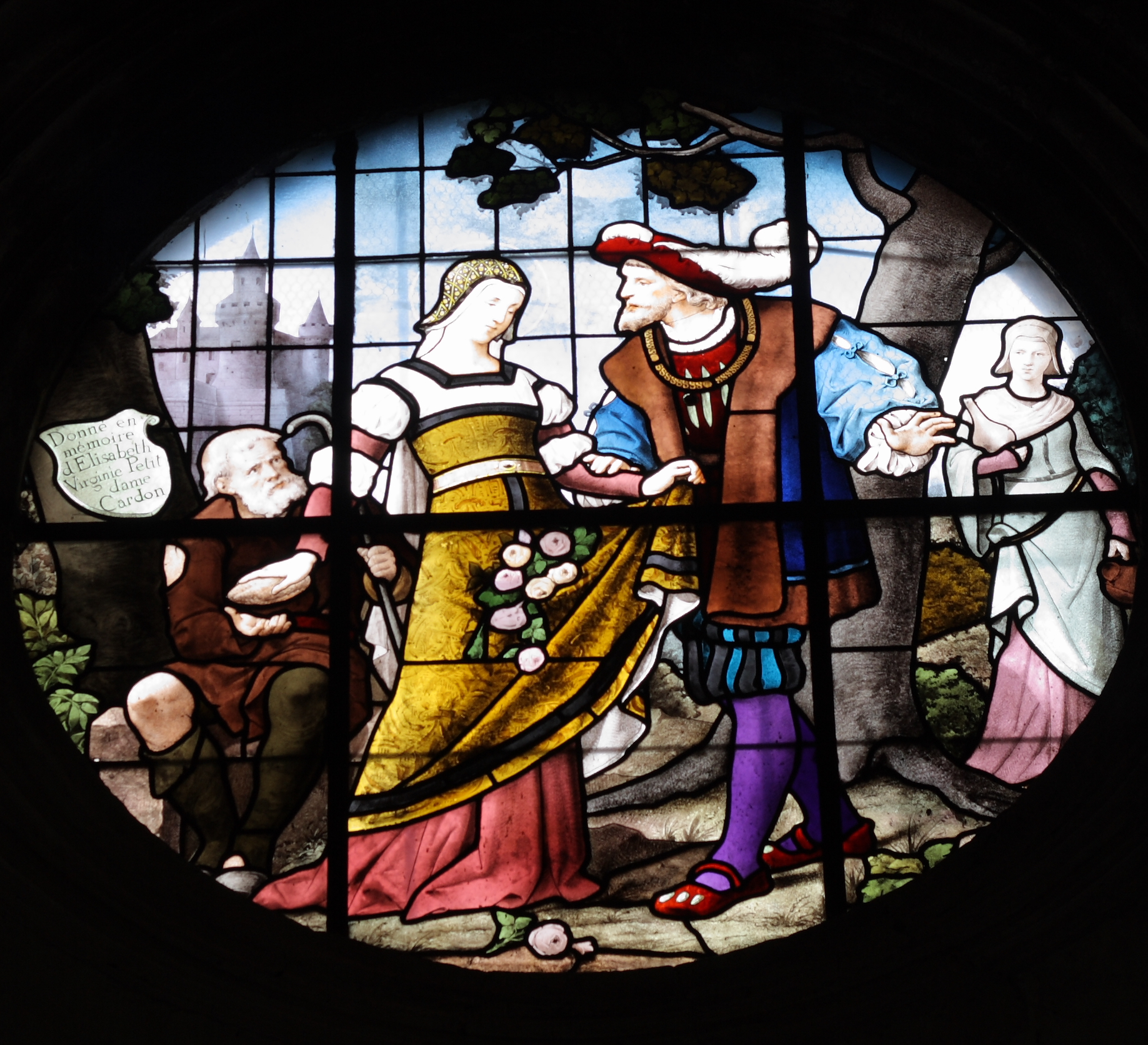
Rosenwunder

Das Rundfenster mit der Darstellung des Rosenwunders der heiligen Elisabeth von Thüringen wurde 1881 eingesetzt. Es wurde von einem nicht bekannten Glasmaler zur Erinnerung an Elisabeth-Virginie Cardon ausgeführt, wie in der Inschrift auf der linken Seite zu lesen ist.

## Ausstattung
- Die farbig gefassten Schnitzfiguren von zwei Bischöfen sind Arbeiten aus dem 17. Jahrhundert.[6]
- Zwei Weihwasserbecken, die auf Kapitellen aufliegen, werden in die Mitte des 11. bzw. in das erste Viertel des 12. Jahrhunderts datiert. Sie stammen aus der im Jahr 1060 gegründeten Kapelle Saint-Laurent, die während der Französischen Revolution von 1789 abgebrochen wurde.[7]

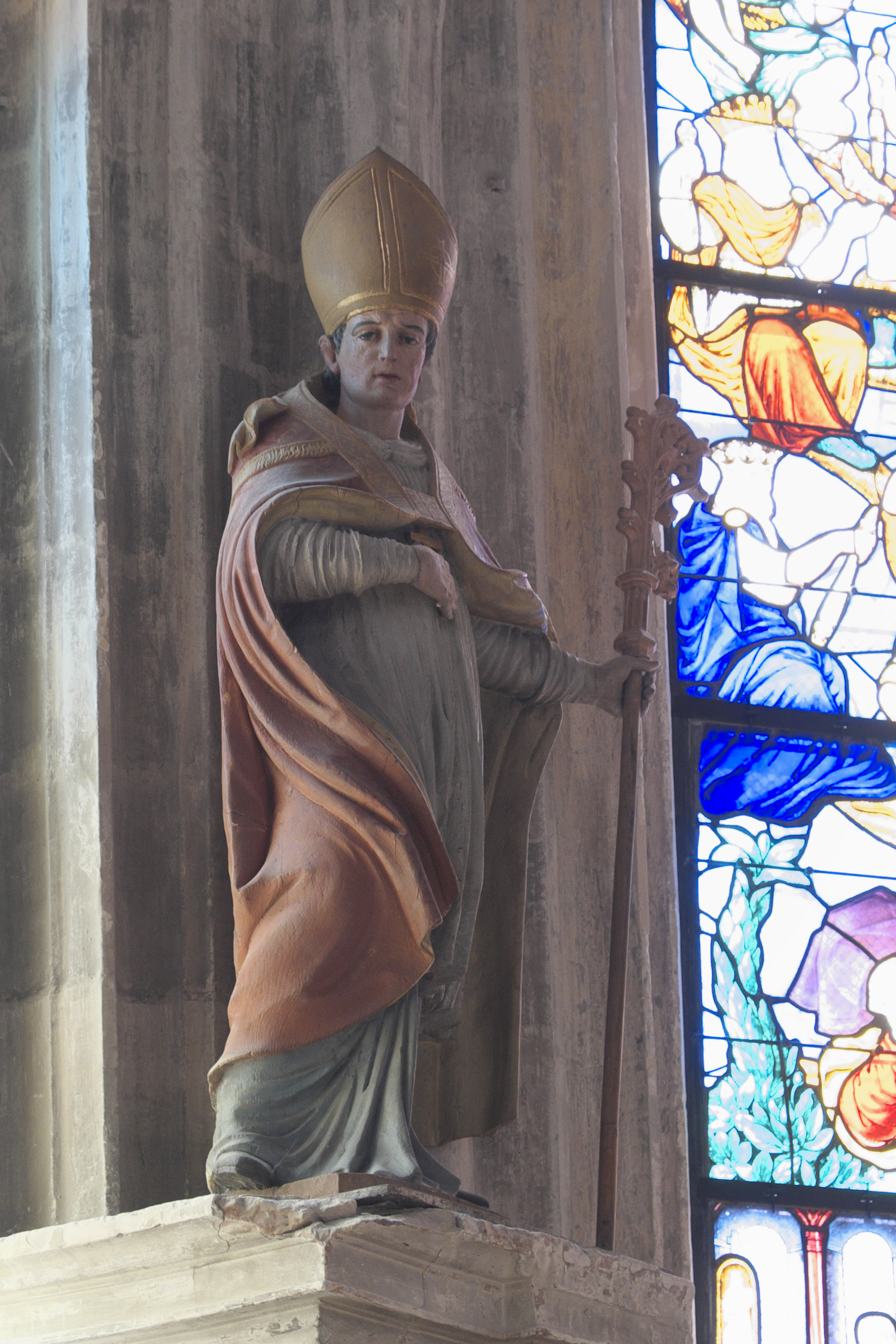
Figur eines Bischofs
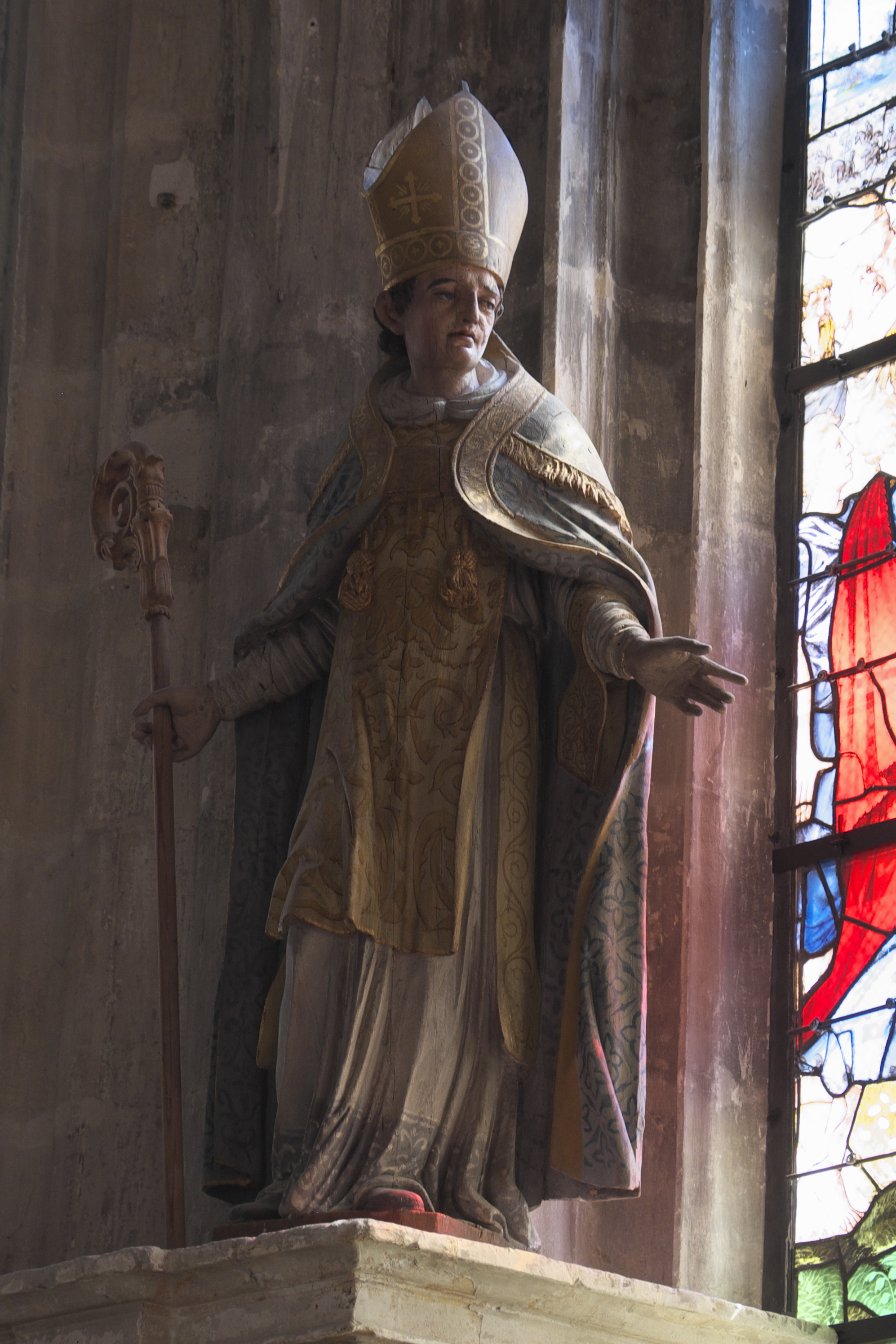
Figur eines Bischofs
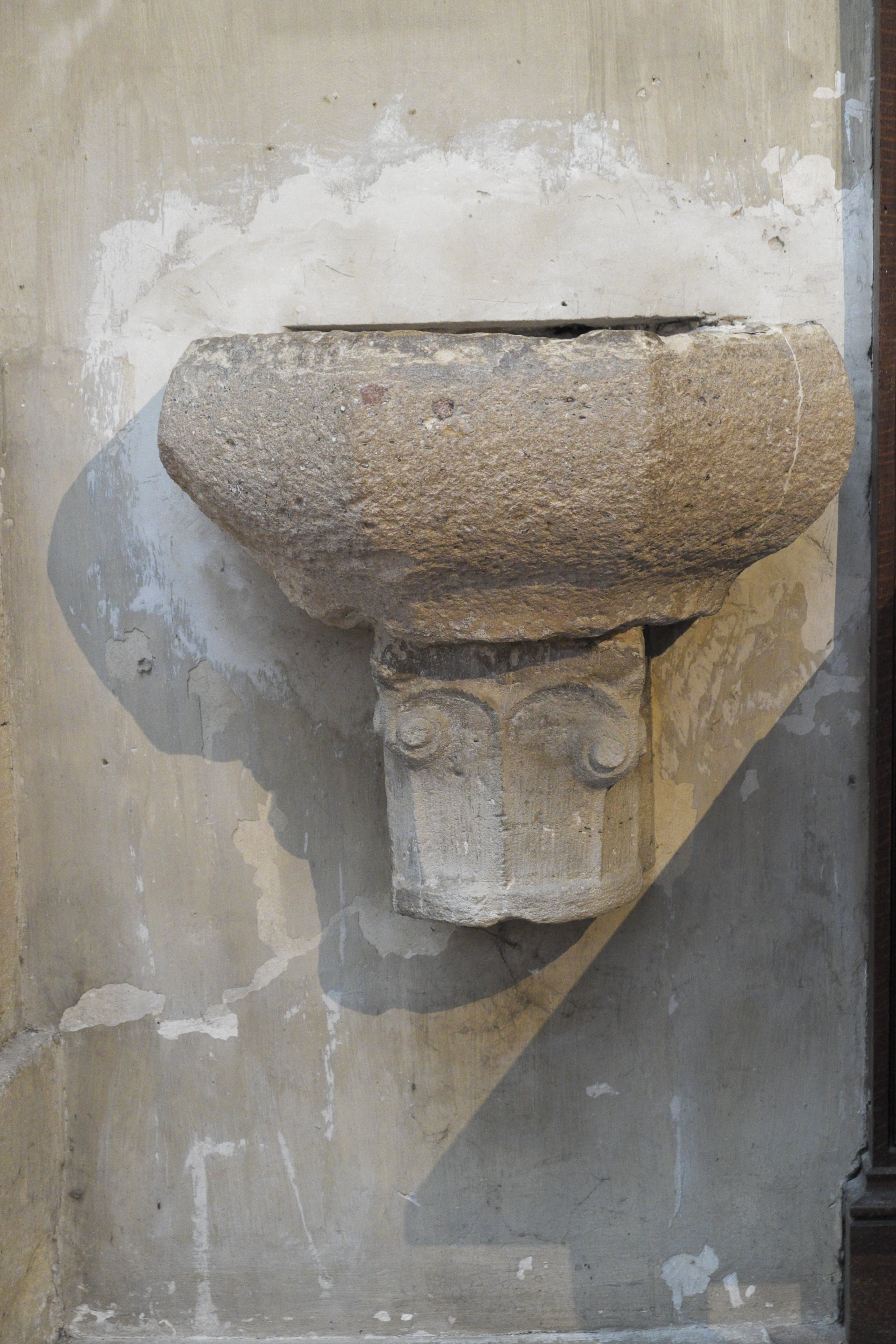
Weihwasserbecken
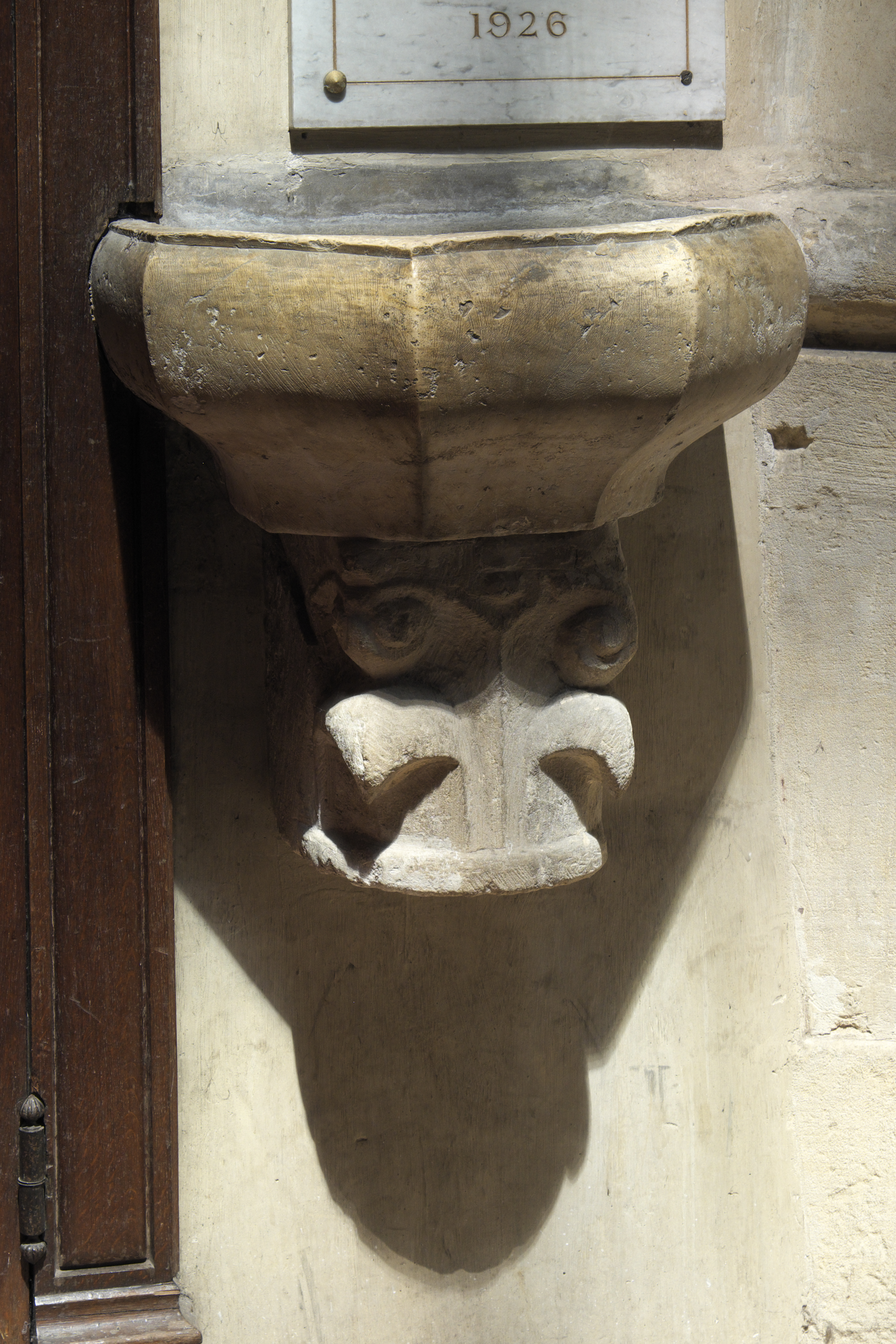
Weihwasserbecken